# Hra dvou jezdců v obraně
Hra dvou jezdců v obraně, ojediněle též nazývána Pruská hra (ECO označení C55 - C59) je šachové zahájení spadající do skupiny otevřených her, charakterizované tahy 1.e4 e5 2.Jf3 Jc6 3.Sc4 Jf6. Kromě označení Hra Dvou jezdců v obraně a Pruská hra se však v historii i v současnosti objevují snahy ještě o jiná pojmenování. Například David Bronštejn ve své knize 200 otevřených partií vyslovil výzvu systém pojmenovat jako Čigorinova obrana. Existují i šachoví teoretici, kteří postup 3..Jf6 za samostatné zahájení vůbec nepovažují, ale označují ho pouze jako variantu Italské hry, jež obvykle začíná tahem 3..Sc5. 
Jedná se o jeden z nejstarších zahajovacích systémů. První zaznamenané zmínky o něm pocházejí již od G.C. Poleria z roku 1590. Roku 1839 ho podrobným analýzám podrobil Bilguer, který následně své závěry uveřejnil ve svém šachovém Handbuchu. Tah 3..Jf6 je z pohledu černého více agresivní než italské 3..Sc5. Do svého repertoáru díky tomu systém zařadila řada hráčů tíhnoucích k ostrému boji, např. Čigorin a Keres, či mistři světa Tal a Boris Spasskij. Ze současných hráčů z absolutní top špičky pak například Alexej Širov.
O rozvoj teorie tohoto zahájení se velkou měrou zasloužili též korespondenční šachisté, zejména Hans Berliner a Jakov Estrin.

## Hlavní varianty - grafický přehled
Zahájení se skládá z několika základních variant. Po úvodních tazích 1.e4 e5 2.Jf3 Jc6 3.Sc4 Jf6 vzniká následující základní variantový strom:
| Traxlerův protiútok                                      | Jg5 Sc5!? | Sxf7+ Ke7   | Sd5! -      | -         | -        | -         | -        |   |  |
| 2                                                        | ...       | ...         | Sb3 -       | -         | -        | -         | -        |   |  |
| 3                                                        | ...       | Jxf7 Sxf2+! | Kxf2 Jxe4+  | Kg1 Dh4   | g3 Jxg3! | Jxh8! d5! | -        |   |  |
| 4                                                        | ...       | ...         | ...         | Ke3!? -   | -        | -         | -        |   |  |
| 5                                                        | ...       | ...         | Kf1 De7     | Jxh8 d5!  | -        | -         | -        |   |  |
| 6                                                        | ...       | d4 d5!      | -           | -         | -        | -         | -        |   |  |
| Lolliho varianta                                         | ... d5    | exd5 Jxd5?! | d4 -        | -         | -        | -         | -        |   |  |
| Varianta smažená játra                                   | ...       | ...         | Jxf7!? Kxf7 | Df3+ Ke6  | Jc3 Jb4  | a3! Jxc2+ | Kd1 Jd4! | - |  |
| Morphyho varianta                                        | ...       | ... Ja5     | d3 h6       | Jf3 e4    | De2 Jxc4 | dxc4 Sc5  | -        |   |  |
| Hlavní linie                                             | ...       | ...         | Sb5+ c6     | dxc6 bxc6 | Se2 h6   | Jf3 e4    | Je5 -    |   |  |
| Steinitzova varianta                                     | ...       | ...         | ...         | ...       | ...      | Jh3 -     | -        |   |  |
| Ulvestadova varianta                                     | ...       | ... b5      | Sf1! -      | -         | -        | -         | -        |   |  |
| Fritzova varianta                                        | ...       | ... Jd4     | c3 b5       | Sf1! Jxd5 | Je4 -    | -         | -        |   |  |
| Boden-Kieseritzkyho gambit                               | Jc3 Jxe4! | O-O Jxc3    | dxc3 -      | -         | -        | -         | -        |   |  |
| přechod do Italské hry                                   | d3 Sc5    | -           | -           | -         | -        | -         | -        |   |  |
| Moderní střelcova hra                                    | ... Se7   | -           | -           | -         | -        | -         | -        |   |  |
| 2                                                        | ... h6    | -           | -           | -         | -        | -         | -        |   |  |
| Varianta Hry dvou jezdců v obraně s 4.d4 exd4 5.0-0 Jxe4 | d4 exd4   | O-O Jxe4    | Ve1 d5      | Sxd5 Dxd5 | Jc3 -    | -         | -        |   |  |
| Útok Maxe Langa                                          | ...       | ... Sc5     | e5 d5       | exf6 dxc4 | Ve1+ Se6 | Jg5 Dd5   | Jc3 Df5  |   |  |
| Varianta Hry dvou jezdců v obraně s 4.d4 exd4 5.e5       | ...       | e5 d5       | Sb5 Je4     | Jxd4 Sc5  | -        | -         | -        |   |  |
| 2                                                        | ...       | ... Je4     | -           | -         | -        | -         | -        |   |  |
| 3                                                        | ...       | ... Jg4     | -           | -         | -        | -         | -        |   |  |

### 4.Jg5
Slavný německý teoretik Siegbert Tarrasch kdysi postup 4.Jg5 označil za "tah packalů" (ein richtiger Stümperzug), neboť v něm viděl ztrátu tempa v honbě za ziskem otráveného pěšce. Podobně nelichotivě se o něm vyjádřil i Vasily Panov, jenž ho obdařil nálepkou "primitivní." Ovšem existovaly i opačné názory a tak v průběhu dvacátého století bylo pokračování 4.Jg5 jedněmi vyzdvihováno, druhými zatracováno. V současnosti však teorie nelichotivým nálepkám nedává za pravdu a útok na bod f7 je považován za nejlepší možnost bílého, jak se pokoušet získat v tomto zahájení převahu i když je to za cenu značného rizika. Tento výpad se objevil v partiích několika mistrů světa, počínaje Steinitzem, dále byl použit Fischerem, Karpovem, Kasparovem i Anandem.
Za černého existují tři obrany, kterými může tahu 4.Jg5 čelit. První z nich je pokračování 4..Jxe4, které je však současnou teorií považováno za nekorektní.
Jinou možností je super ostrý výpad 4..Sc5, čímž vzniká základní postavení extrémně agresivního a nejasného Traxlerova protiútoku (občas nazývaného též Wilkes Barre), vynalezeného na přelomu 19. a 20. století československým mistrem Karlem Traxlerem.
Poslední možností je rovněž ostré klasické pokračování 4..d5, s tím, že po 5.exd5 obvykle černý nepokračuje tahem 5..Jxd5, na což má bílý dvě nebezpečné odpovědi, starobylé 6.Jxf7 Kxf7 7.Df3 s ostrým a složitým útokem (varianta humorně nazývaná Smažená játra), nebo novější 6.d4 (Lolliho útok a pokud černý odpoví tahem 6..Sb4 Pincusova varianta) rovněž s útočnými šancemi, ale pokračuje sám gambitově a to nejčastěji třemi postupy, buďto nejstarším tahem 5..Ja5, nebo novějším Fritzovým útokem 5..Jd4, případně zvolí Ulvestadovu variantu 5..b5, kterou v roce 1941 uveřejnil americký mistr Olav Ulvestad v časopise Chess Review.
|   | a | b | c | d | e | f | g | h |   |
| 8 | a8 černý věž · c8 černý střelec · d8 černý dáma · e8 černý král · h8 černý věž · a7 černý pěšec · b7 černý pěšec · c7 černý pěšec · d7 černý pěšec · f7 černý pěšec · g7 černý pěšec · h7 černý pěšec · c6 černý jezdec · f6 černý jezdec · c5 černý střelec · e5 černý pěšec · g5 bílý jezdec · c4 bílý střelec · e4 bílý pěšec · a2 bílý pěšec · b2 bílý pěšec · c2 bílý pěšec · d2 bílý pěšec · f2 bílý pěšec · g2 bílý pěšec · h2 bílý pěšec · a1 bílý věž · b1 bílý jezdec · c1 bílý střelec · d1 bílý dáma · e1 bílý král · h1 bílý věž | a8 černý věž · c8 černý střelec · d8 černý dáma · e8 černý král · h8 černý věž · a7 černý pěšec · b7 černý pěšec · c7 černý pěšec · d7 černý pěšec · f7 černý pěšec · g7 černý pěšec · h7 černý pěšec · c6 černý jezdec · f6 černý jezdec · c5 černý střelec · e5 černý pěšec · g5 bílý jezdec · c4 bílý střelec · e4 bílý pěšec · a2 bílý pěšec · b2 bílý pěšec · c2 bílý pěšec · d2 bílý pěšec · f2 bílý pěšec · g2 bílý pěšec · h2 bílý pěšec · a1 bílý věž · b1 bílý jezdec · c1 bílý střelec · d1 bílý dáma · e1 bílý král · h1 bílý věž | a8 černý věž · c8 černý střelec · d8 černý dáma · e8 černý král · h8 černý věž · a7 černý pěšec · b7 černý pěšec · c7 černý pěšec · d7 černý pěšec · f7 černý pěšec · g7 černý pěšec · h7 černý pěšec · c6 černý jezdec · f6 černý jezdec · c5 černý střelec · e5 černý pěšec · g5 bílý jezdec · c4 bílý střelec · e4 bílý pěšec · a2 bílý pěšec · b2 bílý pěšec · c2 bílý pěšec · d2 bílý pěšec · f2 bílý pěšec · g2 bílý pěšec · h2 bílý pěšec · a1 bílý věž · b1 bílý jezdec · c1 bílý střelec · d1 bílý dáma · e1 bílý král · h1 bílý věž | a8 černý věž · c8 černý střelec · d8 černý dáma · e8 černý král · h8 černý věž · a7 černý pěšec · b7 černý pěšec · c7 černý pěšec · d7 černý pěšec · f7 černý pěšec · g7 černý pěšec · h7 černý pěšec · c6 černý jezdec · f6 černý jezdec · c5 černý střelec · e5 černý pěšec · g5 bílý jezdec · c4 bílý střelec · e4 bílý pěšec · a2 bílý pěšec · b2 bílý pěšec · c2 bílý pěšec · d2 bílý pěšec · f2 bílý pěšec · g2 bílý pěšec · h2 bílý pěšec · a1 bílý věž · b1 bílý jezdec · c1 bílý střelec · d1 bílý dáma · e1 bílý král · h1 bílý věž | a8 černý věž · c8 černý střelec · d8 černý dáma · e8 černý král · h8 černý věž · a7 černý pěšec · b7 černý pěšec · c7 černý pěšec · d7 černý pěšec · f7 černý pěšec · g7 černý pěšec · h7 černý pěšec · c6 černý jezdec · f6 černý jezdec · c5 černý střelec · e5 černý pěšec · g5 bílý jezdec · c4 bílý střelec · e4 bílý pěšec · a2 bílý pěšec · b2 bílý pěšec · c2 bílý pěšec · d2 bílý pěšec · f2 bílý pěšec · g2 bílý pěšec · h2 bílý pěšec · a1 bílý věž · b1 bílý jezdec · c1 bílý střelec · d1 bílý dáma · e1 bílý král · h1 bílý věž | a8 černý věž · c8 černý střelec · d8 černý dáma · e8 černý král · h8 černý věž · a7 černý pěšec · b7 černý pěšec · c7 černý pěšec · d7 černý pěšec · f7 černý pěšec · g7 černý pěšec · h7 černý pěšec · c6 černý jezdec · f6 černý jezdec · c5 černý střelec · e5 černý pěšec · g5 bílý jezdec · c4 bílý střelec · e4 bílý pěšec · a2 bílý pěšec · b2 bílý pěšec · c2 bílý pěšec · d2 bílý pěšec · f2 bílý pěšec · g2 bílý pěšec · h2 bílý pěšec · a1 bílý věž · b1 bílý jezdec · c1 bílý střelec · d1 bílý dáma · e1 bílý král · h1 bílý věž | a8 černý věž · c8 černý střelec · d8 černý dáma · e8 černý král · h8 černý věž · a7 černý pěšec · b7 černý pěšec · c7 černý pěšec · d7 černý pěšec · f7 černý pěšec · g7 černý pěšec · h7 černý pěšec · c6 černý jezdec · f6 černý jezdec · c5 černý střelec · e5 černý pěšec · g5 bílý jezdec · c4 bílý střelec · e4 bílý pěšec · a2 bílý pěšec · b2 bílý pěšec · c2 bílý pěšec · d2 bílý pěšec · f2 bílý pěšec · g2 bílý pěšec · h2 bílý pěšec · a1 bílý věž · b1 bílý jezdec · c1 bílý střelec · d1 bílý dáma · e1 bílý král · h1 bílý věž | a8 černý věž · c8 černý střelec · d8 černý dáma · e8 černý král · h8 černý věž · a7 černý pěšec · b7 černý pěšec · c7 černý pěšec · d7 černý pěšec · f7 černý pěšec · g7 černý pěšec · h7 černý pěšec · c6 černý jezdec · f6 černý jezdec · c5 černý střelec · e5 černý pěšec · g5 bílý jezdec · c4 bílý střelec · e4 bílý pěšec · a2 bílý pěšec · b2 bílý pěšec · c2 bílý pěšec · d2 bílý pěšec · f2 bílý pěšec · g2 bílý pěšec · h2 bílý pěšec · a1 bílý věž · b1 bílý jezdec · c1 bílý střelec · d1 bílý dáma · e1 bílý král · h1 bílý věž | 8 |
| 7 | a8 černý věž · c8 černý střelec · d8 černý dáma · e8 černý král · h8 černý věž · a7 černý pěšec · b7 černý pěšec · c7 černý pěšec · d7 černý pěšec · f7 černý pěšec · g7 černý pěšec · h7 černý pěšec · c6 černý jezdec · f6 černý jezdec · c5 černý střelec · e5 černý pěšec · g5 bílý jezdec · c4 bílý střelec · e4 bílý pěšec · a2 bílý pěšec · b2 bílý pěšec · c2 bílý pěšec · d2 bílý pěšec · f2 bílý pěšec · g2 bílý pěšec · h2 bílý pěšec · a1 bílý věž · b1 bílý jezdec · c1 bílý střelec · d1 bílý dáma · e1 bílý král · h1 bílý věž | a8 černý věž · c8 černý střelec · d8 černý dáma · e8 černý král · h8 černý věž · a7 černý pěšec · b7 černý pěšec · c7 černý pěšec · d7 černý pěšec · f7 černý pěšec · g7 černý pěšec · h7 černý pěšec · c6 černý jezdec · f6 černý jezdec · c5 černý střelec · e5 černý pěšec · g5 bílý jezdec · c4 bílý střelec · e4 bílý pěšec · a2 bílý pěšec · b2 bílý pěšec · c2 bílý pěšec · d2 bílý pěšec · f2 bílý pěšec · g2 bílý pěšec · h2 bílý pěšec · a1 bílý věž · b1 bílý jezdec · c1 bílý střelec · d1 bílý dáma · e1 bílý král · h1 bílý věž | a8 černý věž · c8 černý střelec · d8 černý dáma · e8 černý král · h8 černý věž · a7 černý pěšec · b7 černý pěšec · c7 černý pěšec · d7 černý pěšec · f7 černý pěšec · g7 černý pěšec · h7 černý pěšec · c6 černý jezdec · f6 černý jezdec · c5 černý střelec · e5 černý pěšec · g5 bílý jezdec · c4 bílý střelec · e4 bílý pěšec · a2 bílý pěšec · b2 bílý pěšec · c2 bílý pěšec · d2 bílý pěšec · f2 bílý pěšec · g2 bílý pěšec · h2 bílý pěšec · a1 bílý věž · b1 bílý jezdec · c1 bílý střelec · d1 bílý dáma · e1 bílý král · h1 bílý věž | a8 černý věž · c8 černý střelec · d8 černý dáma · e8 černý král · h8 černý věž · a7 černý pěšec · b7 černý pěšec · c7 černý pěšec · d7 černý pěšec · f7 černý pěšec · g7 černý pěšec · h7 černý pěšec · c6 černý jezdec · f6 černý jezdec · c5 černý střelec · e5 černý pěšec · g5 bílý jezdec · c4 bílý střelec · e4 bílý pěšec · a2 bílý pěšec · b2 bílý pěšec · c2 bílý pěšec · d2 bílý pěšec · f2 bílý pěšec · g2 bílý pěšec · h2 bílý pěšec · a1 bílý věž · b1 bílý jezdec · c1 bílý střelec · d1 bílý dáma · e1 bílý král · h1 bílý věž | a8 černý věž · c8 černý střelec · d8 černý dáma · e8 černý král · h8 černý věž · a7 černý pěšec · b7 černý pěšec · c7 černý pěšec · d7 černý pěšec · f7 černý pěšec · g7 černý pěšec · h7 černý pěšec · c6 černý jezdec · f6 černý jezdec · c5 černý střelec · e5 černý pěšec · g5 bílý jezdec · c4 bílý střelec · e4 bílý pěšec · a2 bílý pěšec · b2 bílý pěšec · c2 bílý pěšec · d2 bílý pěšec · f2 bílý pěšec · g2 bílý pěšec · h2 bílý pěšec · a1 bílý věž · b1 bílý jezdec · c1 bílý střelec · d1 bílý dáma · e1 bílý král · h1 bílý věž | a8 černý věž · c8 černý střelec · d8 černý dáma · e8 černý král · h8 černý věž · a7 černý pěšec · b7 černý pěšec · c7 černý pěšec · d7 černý pěšec · f7 černý pěšec · g7 černý pěšec · h7 černý pěšec · c6 černý jezdec · f6 černý jezdec · c5 černý střelec · e5 černý pěšec · g5 bílý jezdec · c4 bílý střelec · e4 bílý pěšec · a2 bílý pěšec · b2 bílý pěšec · c2 bílý pěšec · d2 bílý pěšec · f2 bílý pěšec · g2 bílý pěšec · h2 bílý pěšec · a1 bílý věž · b1 bílý jezdec · c1 bílý střelec · d1 bílý dáma · e1 bílý král · h1 bílý věž | a8 černý věž · c8 černý střelec · d8 černý dáma · e8 černý král · h8 černý věž · a7 černý pěšec · b7 černý pěšec · c7 černý pěšec · d7 černý pěšec · f7 černý pěšec · g7 černý pěšec · h7 černý pěšec · c6 černý jezdec · f6 černý jezdec · c5 černý střelec · e5 černý pěšec · g5 bílý jezdec · c4 bílý střelec · e4 bílý pěšec · a2 bílý pěšec · b2 bílý pěšec · c2 bílý pěšec · d2 bílý pěšec · f2 bílý pěšec · g2 bílý pěšec · h2 bílý pěšec · a1 bílý věž · b1 bílý jezdec · c1 bílý střelec · d1 bílý dáma · e1 bílý král · h1 bílý věž | a8 černý věž · c8 černý střelec · d8 černý dáma · e8 černý král · h8 černý věž · a7 černý pěšec · b7 černý pěšec · c7 černý pěšec · d7 černý pěšec · f7 černý pěšec · g7 černý pěšec · h7 černý pěšec · c6 černý jezdec · f6 černý jezdec · c5 černý střelec · e5 černý pěšec · g5 bílý jezdec · c4 bílý střelec · e4 bílý pěšec · a2 bílý pěšec · b2 bílý pěšec · c2 bílý pěšec · d2 bílý pěšec · f2 bílý pěšec · g2 bílý pěšec · h2 bílý pěšec · a1 bílý věž · b1 bílý jezdec · c1 bílý střelec · d1 bílý dáma · e1 bílý král · h1 bílý věž | 7 |
| 6 | a8 černý věž · c8 černý střelec · d8 černý dáma · e8 černý král · h8 černý věž · a7 černý pěšec · b7 černý pěšec · c7 černý pěšec · d7 černý pěšec · f7 černý pěšec · g7 černý pěšec · h7 černý pěšec · c6 černý jezdec · f6 černý jezdec · c5 černý střelec · e5 černý pěšec · g5 bílý jezdec · c4 bílý střelec · e4 bílý pěšec · a2 bílý pěšec · b2 bílý pěšec · c2 bílý pěšec · d2 bílý pěšec · f2 bílý pěšec · g2 bílý pěšec · h2 bílý pěšec · a1 bílý věž · b1 bílý jezdec · c1 bílý střelec · d1 bílý dáma · e1 bílý král · h1 bílý věž | a8 černý věž · c8 černý střelec · d8 černý dáma · e8 černý král · h8 černý věž · a7 černý pěšec · b7 černý pěšec · c7 černý pěšec · d7 černý pěšec · f7 černý pěšec · g7 černý pěšec · h7 černý pěšec · c6 černý jezdec · f6 černý jezdec · c5 černý střelec · e5 černý pěšec · g5 bílý jezdec · c4 bílý střelec · e4 bílý pěšec · a2 bílý pěšec · b2 bílý pěšec · c2 bílý pěšec · d2 bílý pěšec · f2 bílý pěšec · g2 bílý pěšec · h2 bílý pěšec · a1 bílý věž · b1 bílý jezdec · c1 bílý střelec · d1 bílý dáma · e1 bílý král · h1 bílý věž | a8 černý věž · c8 černý střelec · d8 černý dáma · e8 černý král · h8 černý věž · a7 černý pěšec · b7 černý pěšec · c7 černý pěšec · d7 černý pěšec · f7 černý pěšec · g7 černý pěšec · h7 černý pěšec · c6 černý jezdec · f6 černý jezdec · c5 černý střelec · e5 černý pěšec · g5 bílý jezdec · c4 bílý střelec · e4 bílý pěšec · a2 bílý pěšec · b2 bílý pěšec · c2 bílý pěšec · d2 bílý pěšec · f2 bílý pěšec · g2 bílý pěšec · h2 bílý pěšec · a1 bílý věž · b1 bílý jezdec · c1 bílý střelec · d1 bílý dáma · e1 bílý král · h1 bílý věž | a8 černý věž · c8 černý střelec · d8 černý dáma · e8 černý král · h8 černý věž · a7 černý pěšec · b7 černý pěšec · c7 černý pěšec · d7 černý pěšec · f7 černý pěšec · g7 černý pěšec · h7 černý pěšec · c6 černý jezdec · f6 černý jezdec · c5 černý střelec · e5 černý pěšec · g5 bílý jezdec · c4 bílý střelec · e4 bílý pěšec · a2 bílý pěšec · b2 bílý pěšec · c2 bílý pěšec · d2 bílý pěšec · f2 bílý pěšec · g2 bílý pěšec · h2 bílý pěšec · a1 bílý věž · b1 bílý jezdec · c1 bílý střelec · d1 bílý dáma · e1 bílý král · h1 bílý věž | a8 černý věž · c8 černý střelec · d8 černý dáma · e8 černý král · h8 černý věž · a7 černý pěšec · b7 černý pěšec · c7 černý pěšec · d7 černý pěšec · f7 černý pěšec · g7 černý pěšec · h7 černý pěšec · c6 černý jezdec · f6 černý jezdec · c5 černý střelec · e5 černý pěšec · g5 bílý jezdec · c4 bílý střelec · e4 bílý pěšec · a2 bílý pěšec · b2 bílý pěšec · c2 bílý pěšec · d2 bílý pěšec · f2 bílý pěšec · g2 bílý pěšec · h2 bílý pěšec · a1 bílý věž · b1 bílý jezdec · c1 bílý střelec · d1 bílý dáma · e1 bílý král · h1 bílý věž | a8 černý věž · c8 černý střelec · d8 černý dáma · e8 černý král · h8 černý věž · a7 černý pěšec · b7 černý pěšec · c7 černý pěšec · d7 černý pěšec · f7 černý pěšec · g7 černý pěšec · h7 černý pěšec · c6 černý jezdec · f6 černý jezdec · c5 černý střelec · e5 černý pěšec · g5 bílý jezdec · c4 bílý střelec · e4 bílý pěšec · a2 bílý pěšec · b2 bílý pěšec · c2 bílý pěšec · d2 bílý pěšec · f2 bílý pěšec · g2 bílý pěšec · h2 bílý pěšec · a1 bílý věž · b1 bílý jezdec · c1 bílý střelec · d1 bílý dáma · e1 bílý král · h1 bílý věž | a8 černý věž · c8 černý střelec · d8 černý dáma · e8 černý král · h8 černý věž · a7 černý pěšec · b7 černý pěšec · c7 černý pěšec · d7 černý pěšec · f7 černý pěšec · g7 černý pěšec · h7 černý pěšec · c6 černý jezdec · f6 černý jezdec · c5 černý střelec · e5 černý pěšec · g5 bílý jezdec · c4 bílý střelec · e4 bílý pěšec · a2 bílý pěšec · b2 bílý pěšec · c2 bílý pěšec · d2 bílý pěšec · f2 bílý pěšec · g2 bílý pěšec · h2 bílý pěšec · a1 bílý věž · b1 bílý jezdec · c1 bílý střelec · d1 bílý dáma · e1 bílý král · h1 bílý věž | a8 černý věž · c8 černý střelec · d8 černý dáma · e8 černý král · h8 černý věž · a7 černý pěšec · b7 černý pěšec · c7 černý pěšec · d7 černý pěšec · f7 černý pěšec · g7 černý pěšec · h7 černý pěšec · c6 černý jezdec · f6 černý jezdec · c5 černý střelec · e5 černý pěšec · g5 bílý jezdec · c4 bílý střelec · e4 bílý pěšec · a2 bílý pěšec · b2 bílý pěšec · c2 bílý pěšec · d2 bílý pěšec · f2 bílý pěšec · g2 bílý pěšec · h2 bílý pěšec · a1 bílý věž · b1 bílý jezdec · c1 bílý střelec · d1 bílý dáma · e1 bílý král · h1 bílý věž | 6 |
| 5 | a8 černý věž · c8 černý střelec · d8 černý dáma · e8 černý král · h8 černý věž · a7 černý pěšec · b7 černý pěšec · c7 černý pěšec · d7 černý pěšec · f7 černý pěšec · g7 černý pěšec · h7 černý pěšec · c6 černý jezdec · f6 černý jezdec · c5 černý střelec · e5 černý pěšec · g5 bílý jezdec · c4 bílý střelec · e4 bílý pěšec · a2 bílý pěšec · b2 bílý pěšec · c2 bílý pěšec · d2 bílý pěšec · f2 bílý pěšec · g2 bílý pěšec · h2 bílý pěšec · a1 bílý věž · b1 bílý jezdec · c1 bílý střelec · d1 bílý dáma · e1 bílý král · h1 bílý věž | a8 černý věž · c8 černý střelec · d8 černý dáma · e8 černý král · h8 černý věž · a7 černý pěšec · b7 černý pěšec · c7 černý pěšec · d7 černý pěšec · f7 černý pěšec · g7 černý pěšec · h7 černý pěšec · c6 černý jezdec · f6 černý jezdec · c5 černý střelec · e5 černý pěšec · g5 bílý jezdec · c4 bílý střelec · e4 bílý pěšec · a2 bílý pěšec · b2 bílý pěšec · c2 bílý pěšec · d2 bílý pěšec · f2 bílý pěšec · g2 bílý pěšec · h2 bílý pěšec · a1 bílý věž · b1 bílý jezdec · c1 bílý střelec · d1 bílý dáma · e1 bílý král · h1 bílý věž | a8 černý věž · c8 černý střelec · d8 černý dáma · e8 černý král · h8 černý věž · a7 černý pěšec · b7 černý pěšec · c7 černý pěšec · d7 černý pěšec · f7 černý pěšec · g7 černý pěšec · h7 černý pěšec · c6 černý jezdec · f6 černý jezdec · c5 černý střelec · e5 černý pěšec · g5 bílý jezdec · c4 bílý střelec · e4 bílý pěšec · a2 bílý pěšec · b2 bílý pěšec · c2 bílý pěšec · d2 bílý pěšec · f2 bílý pěšec · g2 bílý pěšec · h2 bílý pěšec · a1 bílý věž · b1 bílý jezdec · c1 bílý střelec · d1 bílý dáma · e1 bílý král · h1 bílý věž | a8 černý věž · c8 černý střelec · d8 černý dáma · e8 černý král · h8 černý věž · a7 černý pěšec · b7 černý pěšec · c7 černý pěšec · d7 černý pěšec · f7 černý pěšec · g7 černý pěšec · h7 černý pěšec · c6 černý jezdec · f6 černý jezdec · c5 černý střelec · e5 černý pěšec · g5 bílý jezdec · c4 bílý střelec · e4 bílý pěšec · a2 bílý pěšec · b2 bílý pěšec · c2 bílý pěšec · d2 bílý pěšec · f2 bílý pěšec · g2 bílý pěšec · h2 bílý pěšec · a1 bílý věž · b1 bílý jezdec · c1 bílý střelec · d1 bílý dáma · e1 bílý král · h1 bílý věž | a8 černý věž · c8 černý střelec · d8 černý dáma · e8 černý král · h8 černý věž · a7 černý pěšec · b7 černý pěšec · c7 černý pěšec · d7 černý pěšec · f7 černý pěšec · g7 černý pěšec · h7 černý pěšec · c6 černý jezdec · f6 černý jezdec · c5 černý střelec · e5 černý pěšec · g5 bílý jezdec · c4 bílý střelec · e4 bílý pěšec · a2 bílý pěšec · b2 bílý pěšec · c2 bílý pěšec · d2 bílý pěšec · f2 bílý pěšec · g2 bílý pěšec · h2 bílý pěšec · a1 bílý věž · b1 bílý jezdec · c1 bílý střelec · d1 bílý dáma · e1 bílý král · h1 bílý věž | a8 černý věž · c8 černý střelec · d8 černý dáma · e8 černý král · h8 černý věž · a7 černý pěšec · b7 černý pěšec · c7 černý pěšec · d7 černý pěšec · f7 černý pěšec · g7 černý pěšec · h7 černý pěšec · c6 černý jezdec · f6 černý jezdec · c5 černý střelec · e5 černý pěšec · g5 bílý jezdec · c4 bílý střelec · e4 bílý pěšec · a2 bílý pěšec · b2 bílý pěšec · c2 bílý pěšec · d2 bílý pěšec · f2 bílý pěšec · g2 bílý pěšec · h2 bílý pěšec · a1 bílý věž · b1 bílý jezdec · c1 bílý střelec · d1 bílý dáma · e1 bílý král · h1 bílý věž | a8 černý věž · c8 černý střelec · d8 černý dáma · e8 černý král · h8 černý věž · a7 černý pěšec · b7 černý pěšec · c7 černý pěšec · d7 černý pěšec · f7 černý pěšec · g7 černý pěšec · h7 černý pěšec · c6 černý jezdec · f6 černý jezdec · c5 černý střelec · e5 černý pěšec · g5 bílý jezdec · c4 bílý střelec · e4 bílý pěšec · a2 bílý pěšec · b2 bílý pěšec · c2 bílý pěšec · d2 bílý pěšec · f2 bílý pěšec · g2 bílý pěšec · h2 bílý pěšec · a1 bílý věž · b1 bílý jezdec · c1 bílý střelec · d1 bílý dáma · e1 bílý král · h1 bílý věž | a8 černý věž · c8 černý střelec · d8 černý dáma · e8 černý král · h8 černý věž · a7 černý pěšec · b7 černý pěšec · c7 černý pěšec · d7 černý pěšec · f7 černý pěšec · g7 černý pěšec · h7 černý pěšec · c6 černý jezdec · f6 černý jezdec · c5 černý střelec · e5 černý pěšec · g5 bílý jezdec · c4 bílý střelec · e4 bílý pěšec · a2 bílý pěšec · b2 bílý pěšec · c2 bílý pěšec · d2 bílý pěšec · f2 bílý pěšec · g2 bílý pěšec · h2 bílý pěšec · a1 bílý věž · b1 bílý jezdec · c1 bílý střelec · d1 bílý dáma · e1 bílý král · h1 bílý věž | 5 |
| 4 | a8 černý věž · c8 černý střelec · d8 černý dáma · e8 černý král · h8 černý věž · a7 černý pěšec · b7 černý pěšec · c7 černý pěšec · d7 černý pěšec · f7 černý pěšec · g7 černý pěšec · h7 černý pěšec · c6 černý jezdec · f6 černý jezdec · c5 černý střelec · e5 černý pěšec · g5 bílý jezdec · c4 bílý střelec · e4 bílý pěšec · a2 bílý pěšec · b2 bílý pěšec · c2 bílý pěšec · d2 bílý pěšec · f2 bílý pěšec · g2 bílý pěšec · h2 bílý pěšec · a1 bílý věž · b1 bílý jezdec · c1 bílý střelec · d1 bílý dáma · e1 bílý král · h1 bílý věž | a8 černý věž · c8 černý střelec · d8 černý dáma · e8 černý král · h8 černý věž · a7 černý pěšec · b7 černý pěšec · c7 černý pěšec · d7 černý pěšec · f7 černý pěšec · g7 černý pěšec · h7 černý pěšec · c6 černý jezdec · f6 černý jezdec · c5 černý střelec · e5 černý pěšec · g5 bílý jezdec · c4 bílý střelec · e4 bílý pěšec · a2 bílý pěšec · b2 bílý pěšec · c2 bílý pěšec · d2 bílý pěšec · f2 bílý pěšec · g2 bílý pěšec · h2 bílý pěšec · a1 bílý věž · b1 bílý jezdec · c1 bílý střelec · d1 bílý dáma · e1 bílý král · h1 bílý věž | a8 černý věž · c8 černý střelec · d8 černý dáma · e8 černý král · h8 černý věž · a7 černý pěšec · b7 černý pěšec · c7 černý pěšec · d7 černý pěšec · f7 černý pěšec · g7 černý pěšec · h7 černý pěšec · c6 černý jezdec · f6 černý jezdec · c5 černý střelec · e5 černý pěšec · g5 bílý jezdec · c4 bílý střelec · e4 bílý pěšec · a2 bílý pěšec · b2 bílý pěšec · c2 bílý pěšec · d2 bílý pěšec · f2 bílý pěšec · g2 bílý pěšec · h2 bílý pěšec · a1 bílý věž · b1 bílý jezdec · c1 bílý střelec · d1 bílý dáma · e1 bílý král · h1 bílý věž | a8 černý věž · c8 černý střelec · d8 černý dáma · e8 černý král · h8 černý věž · a7 černý pěšec · b7 černý pěšec · c7 černý pěšec · d7 černý pěšec · f7 černý pěšec · g7 černý pěšec · h7 černý pěšec · c6 černý jezdec · f6 černý jezdec · c5 černý střelec · e5 černý pěšec · g5 bílý jezdec · c4 bílý střelec · e4 bílý pěšec · a2 bílý pěšec · b2 bílý pěšec · c2 bílý pěšec · d2 bílý pěšec · f2 bílý pěšec · g2 bílý pěšec · h2 bílý pěšec · a1 bílý věž · b1 bílý jezdec · c1 bílý střelec · d1 bílý dáma · e1 bílý král · h1 bílý věž | a8 černý věž · c8 černý střelec · d8 černý dáma · e8 černý král · h8 černý věž · a7 černý pěšec · b7 černý pěšec · c7 černý pěšec · d7 černý pěšec · f7 černý pěšec · g7 černý pěšec · h7 černý pěšec · c6 černý jezdec · f6 černý jezdec · c5 černý střelec · e5 černý pěšec · g5 bílý jezdec · c4 bílý střelec · e4 bílý pěšec · a2 bílý pěšec · b2 bílý pěšec · c2 bílý pěšec · d2 bílý pěšec · f2 bílý pěšec · g2 bílý pěšec · h2 bílý pěšec · a1 bílý věž · b1 bílý jezdec · c1 bílý střelec · d1 bílý dáma · e1 bílý král · h1 bílý věž | a8 černý věž · c8 černý střelec · d8 černý dáma · e8 černý král · h8 černý věž · a7 černý pěšec · b7 černý pěšec · c7 černý pěšec · d7 černý pěšec · f7 černý pěšec · g7 černý pěšec · h7 černý pěšec · c6 černý jezdec · f6 černý jezdec · c5 černý střelec · e5 černý pěšec · g5 bílý jezdec · c4 bílý střelec · e4 bílý pěšec · a2 bílý pěšec · b2 bílý pěšec · c2 bílý pěšec · d2 bílý pěšec · f2 bílý pěšec · g2 bílý pěšec · h2 bílý pěšec · a1 bílý věž · b1 bílý jezdec · c1 bílý střelec · d1 bílý dáma · e1 bílý král · h1 bílý věž | a8 černý věž · c8 černý střelec · d8 černý dáma · e8 černý král · h8 černý věž · a7 černý pěšec · b7 černý pěšec · c7 černý pěšec · d7 černý pěšec · f7 černý pěšec · g7 černý pěšec · h7 černý pěšec · c6 černý jezdec · f6 černý jezdec · c5 černý střelec · e5 černý pěšec · g5 bílý jezdec · c4 bílý střelec · e4 bílý pěšec · a2 bílý pěšec · b2 bílý pěšec · c2 bílý pěšec · d2 bílý pěšec · f2 bílý pěšec · g2 bílý pěšec · h2 bílý pěšec · a1 bílý věž · b1 bílý jezdec · c1 bílý střelec · d1 bílý dáma · e1 bílý král · h1 bílý věž | a8 černý věž · c8 černý střelec · d8 černý dáma · e8 černý král · h8 černý věž · a7 černý pěšec · b7 černý pěšec · c7 černý pěšec · d7 černý pěšec · f7 černý pěšec · g7 černý pěšec · h7 černý pěšec · c6 černý jezdec · f6 černý jezdec · c5 černý střelec · e5 černý pěšec · g5 bílý jezdec · c4 bílý střelec · e4 bílý pěšec · a2 bílý pěšec · b2 bílý pěšec · c2 bílý pěšec · d2 bílý pěšec · f2 bílý pěšec · g2 bílý pěšec · h2 bílý pěšec · a1 bílý věž · b1 bílý jezdec · c1 bílý střelec · d1 bílý dáma · e1 bílý král · h1 bílý věž | 4 |
| 3 | a8 černý věž · c8 černý střelec · d8 černý dáma · e8 černý král · h8 černý věž · a7 černý pěšec · b7 černý pěšec · c7 černý pěšec · d7 černý pěšec · f7 černý pěšec · g7 černý pěšec · h7 černý pěšec · c6 černý jezdec · f6 černý jezdec · c5 černý střelec · e5 černý pěšec · g5 bílý jezdec · c4 bílý střelec · e4 bílý pěšec · a2 bílý pěšec · b2 bílý pěšec · c2 bílý pěšec · d2 bílý pěšec · f2 bílý pěšec · g2 bílý pěšec · h2 bílý pěšec · a1 bílý věž · b1 bílý jezdec · c1 bílý střelec · d1 bílý dáma · e1 bílý král · h1 bílý věž | a8 černý věž · c8 černý střelec · d8 černý dáma · e8 černý král · h8 černý věž · a7 černý pěšec · b7 černý pěšec · c7 černý pěšec · d7 černý pěšec · f7 černý pěšec · g7 černý pěšec · h7 černý pěšec · c6 černý jezdec · f6 černý jezdec · c5 černý střelec · e5 černý pěšec · g5 bílý jezdec · c4 bílý střelec · e4 bílý pěšec · a2 bílý pěšec · b2 bílý pěšec · c2 bílý pěšec · d2 bílý pěšec · f2 bílý pěšec · g2 bílý pěšec · h2 bílý pěšec · a1 bílý věž · b1 bílý jezdec · c1 bílý střelec · d1 bílý dáma · e1 bílý král · h1 bílý věž | a8 černý věž · c8 černý střelec · d8 černý dáma · e8 černý král · h8 černý věž · a7 černý pěšec · b7 černý pěšec · c7 černý pěšec · d7 černý pěšec · f7 černý pěšec · g7 černý pěšec · h7 černý pěšec · c6 černý jezdec · f6 černý jezdec · c5 černý střelec · e5 černý pěšec · g5 bílý jezdec · c4 bílý střelec · e4 bílý pěšec · a2 bílý pěšec · b2 bílý pěšec · c2 bílý pěšec · d2 bílý pěšec · f2 bílý pěšec · g2 bílý pěšec · h2 bílý pěšec · a1 bílý věž · b1 bílý jezdec · c1 bílý střelec · d1 bílý dáma · e1 bílý král · h1 bílý věž | a8 černý věž · c8 černý střelec · d8 černý dáma · e8 černý král · h8 černý věž · a7 černý pěšec · b7 černý pěšec · c7 černý pěšec · d7 černý pěšec · f7 černý pěšec · g7 černý pěšec · h7 černý pěšec · c6 černý jezdec · f6 černý jezdec · c5 černý střelec · e5 černý pěšec · g5 bílý jezdec · c4 bílý střelec · e4 bílý pěšec · a2 bílý pěšec · b2 bílý pěšec · c2 bílý pěšec · d2 bílý pěšec · f2 bílý pěšec · g2 bílý pěšec · h2 bílý pěšec · a1 bílý věž · b1 bílý jezdec · c1 bílý střelec · d1 bílý dáma · e1 bílý král · h1 bílý věž | a8 černý věž · c8 černý střelec · d8 černý dáma · e8 černý král · h8 černý věž · a7 černý pěšec · b7 černý pěšec · c7 černý pěšec · d7 černý pěšec · f7 černý pěšec · g7 černý pěšec · h7 černý pěšec · c6 černý jezdec · f6 černý jezdec · c5 černý střelec · e5 černý pěšec · g5 bílý jezdec · c4 bílý střelec · e4 bílý pěšec · a2 bílý pěšec · b2 bílý pěšec · c2 bílý pěšec · d2 bílý pěšec · f2 bílý pěšec · g2 bílý pěšec · h2 bílý pěšec · a1 bílý věž · b1 bílý jezdec · c1 bílý střelec · d1 bílý dáma · e1 bílý král · h1 bílý věž | a8 černý věž · c8 černý střelec · d8 černý dáma · e8 černý král · h8 černý věž · a7 černý pěšec · b7 černý pěšec · c7 černý pěšec · d7 černý pěšec · f7 černý pěšec · g7 černý pěšec · h7 černý pěšec · c6 černý jezdec · f6 černý jezdec · c5 černý střelec · e5 černý pěšec · g5 bílý jezdec · c4 bílý střelec · e4 bílý pěšec · a2 bílý pěšec · b2 bílý pěšec · c2 bílý pěšec · d2 bílý pěšec · f2 bílý pěšec · g2 bílý pěšec · h2 bílý pěšec · a1 bílý věž · b1 bílý jezdec · c1 bílý střelec · d1 bílý dáma · e1 bílý král · h1 bílý věž | a8 černý věž · c8 černý střelec · d8 černý dáma · e8 černý král · h8 černý věž · a7 černý pěšec · b7 černý pěšec · c7 černý pěšec · d7 černý pěšec · f7 černý pěšec · g7 černý pěšec · h7 černý pěšec · c6 černý jezdec · f6 černý jezdec · c5 černý střelec · e5 černý pěšec · g5 bílý jezdec · c4 bílý střelec · e4 bílý pěšec · a2 bílý pěšec · b2 bílý pěšec · c2 bílý pěšec · d2 bílý pěšec · f2 bílý pěšec · g2 bílý pěšec · h2 bílý pěšec · a1 bílý věž · b1 bílý jezdec · c1 bílý střelec · d1 bílý dáma · e1 bílý král · h1 bílý věž | a8 černý věž · c8 černý střelec · d8 černý dáma · e8 černý král · h8 černý věž · a7 černý pěšec · b7 černý pěšec · c7 černý pěšec · d7 černý pěšec · f7 černý pěšec · g7 černý pěšec · h7 černý pěšec · c6 černý jezdec · f6 černý jezdec · c5 černý střelec · e5 černý pěšec · g5 bílý jezdec · c4 bílý střelec · e4 bílý pěšec · a2 bílý pěšec · b2 bílý pěšec · c2 bílý pěšec · d2 bílý pěšec · f2 bílý pěšec · g2 bílý pěšec · h2 bílý pěšec · a1 bílý věž · b1 bílý jezdec · c1 bílý střelec · d1 bílý dáma · e1 bílý král · h1 bílý věž | 3 |
| 2 | a8 černý věž · c8 černý střelec · d8 černý dáma · e8 černý král · h8 černý věž · a7 černý pěšec · b7 černý pěšec · c7 černý pěšec · d7 černý pěšec · f7 černý pěšec · g7 černý pěšec · h7 černý pěšec · c6 černý jezdec · f6 černý jezdec · c5 černý střelec · e5 černý pěšec · g5 bílý jezdec · c4 bílý střelec · e4 bílý pěšec · a2 bílý pěšec · b2 bílý pěšec · c2 bílý pěšec · d2 bílý pěšec · f2 bílý pěšec · g2 bílý pěšec · h2 bílý pěšec · a1 bílý věž · b1 bílý jezdec · c1 bílý střelec · d1 bílý dáma · e1 bílý král · h1 bílý věž | a8 černý věž · c8 černý střelec · d8 černý dáma · e8 černý král · h8 černý věž · a7 černý pěšec · b7 černý pěšec · c7 černý pěšec · d7 černý pěšec · f7 černý pěšec · g7 černý pěšec · h7 černý pěšec · c6 černý jezdec · f6 černý jezdec · c5 černý střelec · e5 černý pěšec · g5 bílý jezdec · c4 bílý střelec · e4 bílý pěšec · a2 bílý pěšec · b2 bílý pěšec · c2 bílý pěšec · d2 bílý pěšec · f2 bílý pěšec · g2 bílý pěšec · h2 bílý pěšec · a1 bílý věž · b1 bílý jezdec · c1 bílý střelec · d1 bílý dáma · e1 bílý král · h1 bílý věž | a8 černý věž · c8 černý střelec · d8 černý dáma · e8 černý král · h8 černý věž · a7 černý pěšec · b7 černý pěšec · c7 černý pěšec · d7 černý pěšec · f7 černý pěšec · g7 černý pěšec · h7 černý pěšec · c6 černý jezdec · f6 černý jezdec · c5 černý střelec · e5 černý pěšec · g5 bílý jezdec · c4 bílý střelec · e4 bílý pěšec · a2 bílý pěšec · b2 bílý pěšec · c2 bílý pěšec · d2 bílý pěšec · f2 bílý pěšec · g2 bílý pěšec · h2 bílý pěšec · a1 bílý věž · b1 bílý jezdec · c1 bílý střelec · d1 bílý dáma · e1 bílý král · h1 bílý věž | a8 černý věž · c8 černý střelec · d8 černý dáma · e8 černý král · h8 černý věž · a7 černý pěšec · b7 černý pěšec · c7 černý pěšec · d7 černý pěšec · f7 černý pěšec · g7 černý pěšec · h7 černý pěšec · c6 černý jezdec · f6 černý jezdec · c5 černý střelec · e5 černý pěšec · g5 bílý jezdec · c4 bílý střelec · e4 bílý pěšec · a2 bílý pěšec · b2 bílý pěšec · c2 bílý pěšec · d2 bílý pěšec · f2 bílý pěšec · g2 bílý pěšec · h2 bílý pěšec · a1 bílý věž · b1 bílý jezdec · c1 bílý střelec · d1 bílý dáma · e1 bílý král · h1 bílý věž | a8 černý věž · c8 černý střelec · d8 černý dáma · e8 černý král · h8 černý věž · a7 černý pěšec · b7 černý pěšec · c7 černý pěšec · d7 černý pěšec · f7 černý pěšec · g7 černý pěšec · h7 černý pěšec · c6 černý jezdec · f6 černý jezdec · c5 černý střelec · e5 černý pěšec · g5 bílý jezdec · c4 bílý střelec · e4 bílý pěšec · a2 bílý pěšec · b2 bílý pěšec · c2 bílý pěšec · d2 bílý pěšec · f2 bílý pěšec · g2 bílý pěšec · h2 bílý pěšec · a1 bílý věž · b1 bílý jezdec · c1 bílý střelec · d1 bílý dáma · e1 bílý král · h1 bílý věž | a8 černý věž · c8 černý střelec · d8 černý dáma · e8 černý král · h8 černý věž · a7 černý pěšec · b7 černý pěšec · c7 černý pěšec · d7 černý pěšec · f7 černý pěšec · g7 černý pěšec · h7 černý pěšec · c6 černý jezdec · f6 černý jezdec · c5 černý střelec · e5 černý pěšec · g5 bílý jezdec · c4 bílý střelec · e4 bílý pěšec · a2 bílý pěšec · b2 bílý pěšec · c2 bílý pěšec · d2 bílý pěšec · f2 bílý pěšec · g2 bílý pěšec · h2 bílý pěšec · a1 bílý věž · b1 bílý jezdec · c1 bílý střelec · d1 bílý dáma · e1 bílý král · h1 bílý věž | a8 černý věž · c8 černý střelec · d8 černý dáma · e8 černý král · h8 černý věž · a7 černý pěšec · b7 černý pěšec · c7 černý pěšec · d7 černý pěšec · f7 černý pěšec · g7 černý pěšec · h7 černý pěšec · c6 černý jezdec · f6 černý jezdec · c5 černý střelec · e5 černý pěšec · g5 bílý jezdec · c4 bílý střelec · e4 bílý pěšec · a2 bílý pěšec · b2 bílý pěšec · c2 bílý pěšec · d2 bílý pěšec · f2 bílý pěšec · g2 bílý pěšec · h2 bílý pěšec · a1 bílý věž · b1 bílý jezdec · c1 bílý střelec · d1 bílý dáma · e1 bílý král · h1 bílý věž | a8 černý věž · c8 černý střelec · d8 černý dáma · e8 černý král · h8 černý věž · a7 černý pěšec · b7 černý pěšec · c7 černý pěšec · d7 černý pěšec · f7 černý pěšec · g7 černý pěšec · h7 černý pěšec · c6 černý jezdec · f6 černý jezdec · c5 černý střelec · e5 černý pěšec · g5 bílý jezdec · c4 bílý střelec · e4 bílý pěšec · a2 bílý pěšec · b2 bílý pěšec · c2 bílý pěšec · d2 bílý pěšec · f2 bílý pěšec · g2 bílý pěšec · h2 bílý pěšec · a1 bílý věž · b1 bílý jezdec · c1 bílý střelec · d1 bílý dáma · e1 bílý král · h1 bílý věž | 2 |
| 1 | a8 černý věž · c8 černý střelec · d8 černý dáma · e8 černý král · h8 černý věž · a7 černý pěšec · b7 černý pěšec · c7 černý pěšec · d7 černý pěšec · f7 černý pěšec · g7 černý pěšec · h7 černý pěšec · c6 černý jezdec · f6 černý jezdec · c5 černý střelec · e5 černý pěšec · g5 bílý jezdec · c4 bílý střelec · e4 bílý pěšec · a2 bílý pěšec · b2 bílý pěšec · c2 bílý pěšec · d2 bílý pěšec · f2 bílý pěšec · g2 bílý pěšec · h2 bílý pěšec · a1 bílý věž · b1 bílý jezdec · c1 bílý střelec · d1 bílý dáma · e1 bílý král · h1 bílý věž | a8 černý věž · c8 černý střelec · d8 černý dáma · e8 černý král · h8 černý věž · a7 černý pěšec · b7 černý pěšec · c7 černý pěšec · d7 černý pěšec · f7 černý pěšec · g7 černý pěšec · h7 černý pěšec · c6 černý jezdec · f6 černý jezdec · c5 černý střelec · e5 černý pěšec · g5 bílý jezdec · c4 bílý střelec · e4 bílý pěšec · a2 bílý pěšec · b2 bílý pěšec · c2 bílý pěšec · d2 bílý pěšec · f2 bílý pěšec · g2 bílý pěšec · h2 bílý pěšec · a1 bílý věž · b1 bílý jezdec · c1 bílý střelec · d1 bílý dáma · e1 bílý král · h1 bílý věž | a8 černý věž · c8 černý střelec · d8 černý dáma · e8 černý král · h8 černý věž · a7 černý pěšec · b7 černý pěšec · c7 černý pěšec · d7 černý pěšec · f7 černý pěšec · g7 černý pěšec · h7 černý pěšec · c6 černý jezdec · f6 černý jezdec · c5 černý střelec · e5 černý pěšec · g5 bílý jezdec · c4 bílý střelec · e4 bílý pěšec · a2 bílý pěšec · b2 bílý pěšec · c2 bílý pěšec · d2 bílý pěšec · f2 bílý pěšec · g2 bílý pěšec · h2 bílý pěšec · a1 bílý věž · b1 bílý jezdec · c1 bílý střelec · d1 bílý dáma · e1 bílý král · h1 bílý věž | a8 černý věž · c8 černý střelec · d8 černý dáma · e8 černý král · h8 černý věž · a7 černý pěšec · b7 černý pěšec · c7 černý pěšec · d7 černý pěšec · f7 černý pěšec · g7 černý pěšec · h7 černý pěšec · c6 černý jezdec · f6 černý jezdec · c5 černý střelec · e5 černý pěšec · g5 bílý jezdec · c4 bílý střelec · e4 bílý pěšec · a2 bílý pěšec · b2 bílý pěšec · c2 bílý pěšec · d2 bílý pěšec · f2 bílý pěšec · g2 bílý pěšec · h2 bílý pěšec · a1 bílý věž · b1 bílý jezdec · c1 bílý střelec · d1 bílý dáma · e1 bílý král · h1 bílý věž | a8 černý věž · c8 černý střelec · d8 černý dáma · e8 černý král · h8 černý věž · a7 černý pěšec · b7 černý pěšec · c7 černý pěšec · d7 černý pěšec · f7 černý pěšec · g7 černý pěšec · h7 černý pěšec · c6 černý jezdec · f6 černý jezdec · c5 černý střelec · e5 černý pěšec · g5 bílý jezdec · c4 bílý střelec · e4 bílý pěšec · a2 bílý pěšec · b2 bílý pěšec · c2 bílý pěšec · d2 bílý pěšec · f2 bílý pěšec · g2 bílý pěšec · h2 bílý pěšec · a1 bílý věž · b1 bílý jezdec · c1 bílý střelec · d1 bílý dáma · e1 bílý král · h1 bílý věž | a8 černý věž · c8 černý střelec · d8 černý dáma · e8 černý král · h8 černý věž · a7 černý pěšec · b7 černý pěšec · c7 černý pěšec · d7 černý pěšec · f7 černý pěšec · g7 černý pěšec · h7 černý pěšec · c6 černý jezdec · f6 černý jezdec · c5 černý střelec · e5 černý pěšec · g5 bílý jezdec · c4 bílý střelec · e4 bílý pěšec · a2 bílý pěšec · b2 bílý pěšec · c2 bílý pěšec · d2 bílý pěšec · f2 bílý pěšec · g2 bílý pěšec · h2 bílý pěšec · a1 bílý věž · b1 bílý jezdec · c1 bílý střelec · d1 bílý dáma · e1 bílý král · h1 bílý věž | a8 černý věž · c8 černý střelec · d8 černý dáma · e8 černý král · h8 černý věž · a7 černý pěšec · b7 černý pěšec · c7 černý pěšec · d7 černý pěšec · f7 černý pěšec · g7 černý pěšec · h7 černý pěšec · c6 černý jezdec · f6 černý jezdec · c5 černý střelec · e5 černý pěšec · g5 bílý jezdec · c4 bílý střelec · e4 bílý pěšec · a2 bílý pěšec · b2 bílý pěšec · c2 bílý pěšec · d2 bílý pěšec · f2 bílý pěšec · g2 bílý pěšec · h2 bílý pěšec · a1 bílý věž · b1 bílý jezdec · c1 bílý střelec · d1 bílý dáma · e1 bílý král · h1 bílý věž | a8 černý věž · c8 černý střelec · d8 černý dáma · e8 černý král · h8 černý věž · a7 černý pěšec · b7 černý pěšec · c7 černý pěšec · d7 černý pěšec · f7 černý pěšec · g7 černý pěšec · h7 černý pěšec · c6 černý jezdec · f6 černý jezdec · c5 černý střelec · e5 černý pěšec · g5 bílý jezdec · c4 bílý střelec · e4 bílý pěšec · a2 bílý pěšec · b2 bílý pěšec · c2 bílý pěšec · d2 bílý pěšec · f2 bílý pěšec · g2 bílý pěšec · h2 bílý pěšec · a1 bílý věž · b1 bílý jezdec · c1 bílý střelec · d1 bílý dáma · e1 bílý král · h1 bílý věž | 1 |
|   | a | b | c | d | e | f | g | h |   |

|   | a | b | c | d | e | f | g | h |   |
| 8 | a8 černý věž · c8 černý střelec · d8 černý dáma · e8 černý král · f8 černý střelec · h8 černý věž · a7 černý pěšec · b7 černý pěšec · c7 černý pěšec · f7 černý pěšec · g7 černý pěšec · h7 černý pěšec · f6 černý jezdec · a5 černý jezdec · d5 bílý pěšec · e5 černý pěšec · g5 bílý jezdec · c4 bílý střelec · a2 bílý pěšec · b2 bílý pěšec · c2 bílý pěšec · d2 bílý pěšec · f2 bílý pěšec · g2 bílý pěšec · h2 bílý pěšec · a1 bílý věž · b1 bílý jezdec · c1 bílý střelec · d1 bílý dáma · e1 bílý král · h1 bílý věž | a8 černý věž · c8 černý střelec · d8 černý dáma · e8 černý král · f8 černý střelec · h8 černý věž · a7 černý pěšec · b7 černý pěšec · c7 černý pěšec · f7 černý pěšec · g7 černý pěšec · h7 černý pěšec · f6 černý jezdec · a5 černý jezdec · d5 bílý pěšec · e5 černý pěšec · g5 bílý jezdec · c4 bílý střelec · a2 bílý pěšec · b2 bílý pěšec · c2 bílý pěšec · d2 bílý pěšec · f2 bílý pěšec · g2 bílý pěšec · h2 bílý pěšec · a1 bílý věž · b1 bílý jezdec · c1 bílý střelec · d1 bílý dáma · e1 bílý král · h1 bílý věž | a8 černý věž · c8 černý střelec · d8 černý dáma · e8 černý král · f8 černý střelec · h8 černý věž · a7 černý pěšec · b7 černý pěšec · c7 černý pěšec · f7 černý pěšec · g7 černý pěšec · h7 černý pěšec · f6 černý jezdec · a5 černý jezdec · d5 bílý pěšec · e5 černý pěšec · g5 bílý jezdec · c4 bílý střelec · a2 bílý pěšec · b2 bílý pěšec · c2 bílý pěšec · d2 bílý pěšec · f2 bílý pěšec · g2 bílý pěšec · h2 bílý pěšec · a1 bílý věž · b1 bílý jezdec · c1 bílý střelec · d1 bílý dáma · e1 bílý král · h1 bílý věž | a8 černý věž · c8 černý střelec · d8 černý dáma · e8 černý král · f8 černý střelec · h8 černý věž · a7 černý pěšec · b7 černý pěšec · c7 černý pěšec · f7 černý pěšec · g7 černý pěšec · h7 černý pěšec · f6 černý jezdec · a5 černý jezdec · d5 bílý pěšec · e5 černý pěšec · g5 bílý jezdec · c4 bílý střelec · a2 bílý pěšec · b2 bílý pěšec · c2 bílý pěšec · d2 bílý pěšec · f2 bílý pěšec · g2 bílý pěšec · h2 bílý pěšec · a1 bílý věž · b1 bílý jezdec · c1 bílý střelec · d1 bílý dáma · e1 bílý král · h1 bílý věž | a8 černý věž · c8 černý střelec · d8 černý dáma · e8 černý král · f8 černý střelec · h8 černý věž · a7 černý pěšec · b7 černý pěšec · c7 černý pěšec · f7 černý pěšec · g7 černý pěšec · h7 černý pěšec · f6 černý jezdec · a5 černý jezdec · d5 bílý pěšec · e5 černý pěšec · g5 bílý jezdec · c4 bílý střelec · a2 bílý pěšec · b2 bílý pěšec · c2 bílý pěšec · d2 bílý pěšec · f2 bílý pěšec · g2 bílý pěšec · h2 bílý pěšec · a1 bílý věž · b1 bílý jezdec · c1 bílý střelec · d1 bílý dáma · e1 bílý král · h1 bílý věž | a8 černý věž · c8 černý střelec · d8 černý dáma · e8 černý král · f8 černý střelec · h8 černý věž · a7 černý pěšec · b7 černý pěšec · c7 černý pěšec · f7 černý pěšec · g7 černý pěšec · h7 černý pěšec · f6 černý jezdec · a5 černý jezdec · d5 bílý pěšec · e5 černý pěšec · g5 bílý jezdec · c4 bílý střelec · a2 bílý pěšec · b2 bílý pěšec · c2 bílý pěšec · d2 bílý pěšec · f2 bílý pěšec · g2 bílý pěšec · h2 bílý pěšec · a1 bílý věž · b1 bílý jezdec · c1 bílý střelec · d1 bílý dáma · e1 bílý král · h1 bílý věž | a8 černý věž · c8 černý střelec · d8 černý dáma · e8 černý král · f8 černý střelec · h8 černý věž · a7 černý pěšec · b7 černý pěšec · c7 černý pěšec · f7 černý pěšec · g7 černý pěšec · h7 černý pěšec · f6 černý jezdec · a5 černý jezdec · d5 bílý pěšec · e5 černý pěšec · g5 bílý jezdec · c4 bílý střelec · a2 bílý pěšec · b2 bílý pěšec · c2 bílý pěšec · d2 bílý pěšec · f2 bílý pěšec · g2 bílý pěšec · h2 bílý pěšec · a1 bílý věž · b1 bílý jezdec · c1 bílý střelec · d1 bílý dáma · e1 bílý král · h1 bílý věž | a8 černý věž · c8 černý střelec · d8 černý dáma · e8 černý král · f8 černý střelec · h8 černý věž · a7 černý pěšec · b7 černý pěšec · c7 černý pěšec · f7 černý pěšec · g7 černý pěšec · h7 černý pěšec · f6 černý jezdec · a5 černý jezdec · d5 bílý pěšec · e5 černý pěšec · g5 bílý jezdec · c4 bílý střelec · a2 bílý pěšec · b2 bílý pěšec · c2 bílý pěšec · d2 bílý pěšec · f2 bílý pěšec · g2 bílý pěšec · h2 bílý pěšec · a1 bílý věž · b1 bílý jezdec · c1 bílý střelec · d1 bílý dáma · e1 bílý král · h1 bílý věž | 8 |
| 7 | a8 černý věž · c8 černý střelec · d8 černý dáma · e8 černý král · f8 černý střelec · h8 černý věž · a7 černý pěšec · b7 černý pěšec · c7 černý pěšec · f7 černý pěšec · g7 černý pěšec · h7 černý pěšec · f6 černý jezdec · a5 černý jezdec · d5 bílý pěšec · e5 černý pěšec · g5 bílý jezdec · c4 bílý střelec · a2 bílý pěšec · b2 bílý pěšec · c2 bílý pěšec · d2 bílý pěšec · f2 bílý pěšec · g2 bílý pěšec · h2 bílý pěšec · a1 bílý věž · b1 bílý jezdec · c1 bílý střelec · d1 bílý dáma · e1 bílý král · h1 bílý věž | a8 černý věž · c8 černý střelec · d8 černý dáma · e8 černý král · f8 černý střelec · h8 černý věž · a7 černý pěšec · b7 černý pěšec · c7 černý pěšec · f7 černý pěšec · g7 černý pěšec · h7 černý pěšec · f6 černý jezdec · a5 černý jezdec · d5 bílý pěšec · e5 černý pěšec · g5 bílý jezdec · c4 bílý střelec · a2 bílý pěšec · b2 bílý pěšec · c2 bílý pěšec · d2 bílý pěšec · f2 bílý pěšec · g2 bílý pěšec · h2 bílý pěšec · a1 bílý věž · b1 bílý jezdec · c1 bílý střelec · d1 bílý dáma · e1 bílý král · h1 bílý věž | a8 černý věž · c8 černý střelec · d8 černý dáma · e8 černý král · f8 černý střelec · h8 černý věž · a7 černý pěšec · b7 černý pěšec · c7 černý pěšec · f7 černý pěšec · g7 černý pěšec · h7 černý pěšec · f6 černý jezdec · a5 černý jezdec · d5 bílý pěšec · e5 černý pěšec · g5 bílý jezdec · c4 bílý střelec · a2 bílý pěšec · b2 bílý pěšec · c2 bílý pěšec · d2 bílý pěšec · f2 bílý pěšec · g2 bílý pěšec · h2 bílý pěšec · a1 bílý věž · b1 bílý jezdec · c1 bílý střelec · d1 bílý dáma · e1 bílý král · h1 bílý věž | a8 černý věž · c8 černý střelec · d8 černý dáma · e8 černý král · f8 černý střelec · h8 černý věž · a7 černý pěšec · b7 černý pěšec · c7 černý pěšec · f7 černý pěšec · g7 černý pěšec · h7 černý pěšec · f6 černý jezdec · a5 černý jezdec · d5 bílý pěšec · e5 černý pěšec · g5 bílý jezdec · c4 bílý střelec · a2 bílý pěšec · b2 bílý pěšec · c2 bílý pěšec · d2 bílý pěšec · f2 bílý pěšec · g2 bílý pěšec · h2 bílý pěšec · a1 bílý věž · b1 bílý jezdec · c1 bílý střelec · d1 bílý dáma · e1 bílý král · h1 bílý věž | a8 černý věž · c8 černý střelec · d8 černý dáma · e8 černý král · f8 černý střelec · h8 černý věž · a7 černý pěšec · b7 černý pěšec · c7 černý pěšec · f7 černý pěšec · g7 černý pěšec · h7 černý pěšec · f6 černý jezdec · a5 černý jezdec · d5 bílý pěšec · e5 černý pěšec · g5 bílý jezdec · c4 bílý střelec · a2 bílý pěšec · b2 bílý pěšec · c2 bílý pěšec · d2 bílý pěšec · f2 bílý pěšec · g2 bílý pěšec · h2 bílý pěšec · a1 bílý věž · b1 bílý jezdec · c1 bílý střelec · d1 bílý dáma · e1 bílý král · h1 bílý věž | a8 černý věž · c8 černý střelec · d8 černý dáma · e8 černý král · f8 černý střelec · h8 černý věž · a7 černý pěšec · b7 černý pěšec · c7 černý pěšec · f7 černý pěšec · g7 černý pěšec · h7 černý pěšec · f6 černý jezdec · a5 černý jezdec · d5 bílý pěšec · e5 černý pěšec · g5 bílý jezdec · c4 bílý střelec · a2 bílý pěšec · b2 bílý pěšec · c2 bílý pěšec · d2 bílý pěšec · f2 bílý pěšec · g2 bílý pěšec · h2 bílý pěšec · a1 bílý věž · b1 bílý jezdec · c1 bílý střelec · d1 bílý dáma · e1 bílý král · h1 bílý věž | a8 černý věž · c8 černý střelec · d8 černý dáma · e8 černý král · f8 černý střelec · h8 černý věž · a7 černý pěšec · b7 černý pěšec · c7 černý pěšec · f7 černý pěšec · g7 černý pěšec · h7 černý pěšec · f6 černý jezdec · a5 černý jezdec · d5 bílý pěšec · e5 černý pěšec · g5 bílý jezdec · c4 bílý střelec · a2 bílý pěšec · b2 bílý pěšec · c2 bílý pěšec · d2 bílý pěšec · f2 bílý pěšec · g2 bílý pěšec · h2 bílý pěšec · a1 bílý věž · b1 bílý jezdec · c1 bílý střelec · d1 bílý dáma · e1 bílý král · h1 bílý věž | a8 černý věž · c8 černý střelec · d8 černý dáma · e8 černý král · f8 černý střelec · h8 černý věž · a7 černý pěšec · b7 černý pěšec · c7 černý pěšec · f7 černý pěšec · g7 černý pěšec · h7 černý pěšec · f6 černý jezdec · a5 černý jezdec · d5 bílý pěšec · e5 černý pěšec · g5 bílý jezdec · c4 bílý střelec · a2 bílý pěšec · b2 bílý pěšec · c2 bílý pěšec · d2 bílý pěšec · f2 bílý pěšec · g2 bílý pěšec · h2 bílý pěšec · a1 bílý věž · b1 bílý jezdec · c1 bílý střelec · d1 bílý dáma · e1 bílý král · h1 bílý věž | 7 |
| 6 | a8 černý věž · c8 černý střelec · d8 černý dáma · e8 černý král · f8 černý střelec · h8 černý věž · a7 černý pěšec · b7 černý pěšec · c7 černý pěšec · f7 černý pěšec · g7 černý pěšec · h7 černý pěšec · f6 černý jezdec · a5 černý jezdec · d5 bílý pěšec · e5 černý pěšec · g5 bílý jezdec · c4 bílý střelec · a2 bílý pěšec · b2 bílý pěšec · c2 bílý pěšec · d2 bílý pěšec · f2 bílý pěšec · g2 bílý pěšec · h2 bílý pěšec · a1 bílý věž · b1 bílý jezdec · c1 bílý střelec · d1 bílý dáma · e1 bílý král · h1 bílý věž | a8 černý věž · c8 černý střelec · d8 černý dáma · e8 černý král · f8 černý střelec · h8 černý věž · a7 černý pěšec · b7 černý pěšec · c7 černý pěšec · f7 černý pěšec · g7 černý pěšec · h7 černý pěšec · f6 černý jezdec · a5 černý jezdec · d5 bílý pěšec · e5 černý pěšec · g5 bílý jezdec · c4 bílý střelec · a2 bílý pěšec · b2 bílý pěšec · c2 bílý pěšec · d2 bílý pěšec · f2 bílý pěšec · g2 bílý pěšec · h2 bílý pěšec · a1 bílý věž · b1 bílý jezdec · c1 bílý střelec · d1 bílý dáma · e1 bílý král · h1 bílý věž | a8 černý věž · c8 černý střelec · d8 černý dáma · e8 černý král · f8 černý střelec · h8 černý věž · a7 černý pěšec · b7 černý pěšec · c7 černý pěšec · f7 černý pěšec · g7 černý pěšec · h7 černý pěšec · f6 černý jezdec · a5 černý jezdec · d5 bílý pěšec · e5 černý pěšec · g5 bílý jezdec · c4 bílý střelec · a2 bílý pěšec · b2 bílý pěšec · c2 bílý pěšec · d2 bílý pěšec · f2 bílý pěšec · g2 bílý pěšec · h2 bílý pěšec · a1 bílý věž · b1 bílý jezdec · c1 bílý střelec · d1 bílý dáma · e1 bílý král · h1 bílý věž | a8 černý věž · c8 černý střelec · d8 černý dáma · e8 černý král · f8 černý střelec · h8 černý věž · a7 černý pěšec · b7 černý pěšec · c7 černý pěšec · f7 černý pěšec · g7 černý pěšec · h7 černý pěšec · f6 černý jezdec · a5 černý jezdec · d5 bílý pěšec · e5 černý pěšec · g5 bílý jezdec · c4 bílý střelec · a2 bílý pěšec · b2 bílý pěšec · c2 bílý pěšec · d2 bílý pěšec · f2 bílý pěšec · g2 bílý pěšec · h2 bílý pěšec · a1 bílý věž · b1 bílý jezdec · c1 bílý střelec · d1 bílý dáma · e1 bílý král · h1 bílý věž | a8 černý věž · c8 černý střelec · d8 černý dáma · e8 černý král · f8 černý střelec · h8 černý věž · a7 černý pěšec · b7 černý pěšec · c7 černý pěšec · f7 černý pěšec · g7 černý pěšec · h7 černý pěšec · f6 černý jezdec · a5 černý jezdec · d5 bílý pěšec · e5 černý pěšec · g5 bílý jezdec · c4 bílý střelec · a2 bílý pěšec · b2 bílý pěšec · c2 bílý pěšec · d2 bílý pěšec · f2 bílý pěšec · g2 bílý pěšec · h2 bílý pěšec · a1 bílý věž · b1 bílý jezdec · c1 bílý střelec · d1 bílý dáma · e1 bílý král · h1 bílý věž | a8 černý věž · c8 černý střelec · d8 černý dáma · e8 černý král · f8 černý střelec · h8 černý věž · a7 černý pěšec · b7 černý pěšec · c7 černý pěšec · f7 černý pěšec · g7 černý pěšec · h7 černý pěšec · f6 černý jezdec · a5 černý jezdec · d5 bílý pěšec · e5 černý pěšec · g5 bílý jezdec · c4 bílý střelec · a2 bílý pěšec · b2 bílý pěšec · c2 bílý pěšec · d2 bílý pěšec · f2 bílý pěšec · g2 bílý pěšec · h2 bílý pěšec · a1 bílý věž · b1 bílý jezdec · c1 bílý střelec · d1 bílý dáma · e1 bílý král · h1 bílý věž | a8 černý věž · c8 černý střelec · d8 černý dáma · e8 černý král · f8 černý střelec · h8 černý věž · a7 černý pěšec · b7 černý pěšec · c7 černý pěšec · f7 černý pěšec · g7 černý pěšec · h7 černý pěšec · f6 černý jezdec · a5 černý jezdec · d5 bílý pěšec · e5 černý pěšec · g5 bílý jezdec · c4 bílý střelec · a2 bílý pěšec · b2 bílý pěšec · c2 bílý pěšec · d2 bílý pěšec · f2 bílý pěšec · g2 bílý pěšec · h2 bílý pěšec · a1 bílý věž · b1 bílý jezdec · c1 bílý střelec · d1 bílý dáma · e1 bílý král · h1 bílý věž | a8 černý věž · c8 černý střelec · d8 černý dáma · e8 černý král · f8 černý střelec · h8 černý věž · a7 černý pěšec · b7 černý pěšec · c7 černý pěšec · f7 černý pěšec · g7 černý pěšec · h7 černý pěšec · f6 černý jezdec · a5 černý jezdec · d5 bílý pěšec · e5 černý pěšec · g5 bílý jezdec · c4 bílý střelec · a2 bílý pěšec · b2 bílý pěšec · c2 bílý pěšec · d2 bílý pěšec · f2 bílý pěšec · g2 bílý pěšec · h2 bílý pěšec · a1 bílý věž · b1 bílý jezdec · c1 bílý střelec · d1 bílý dáma · e1 bílý král · h1 bílý věž | 6 |
| 5 | a8 černý věž · c8 černý střelec · d8 černý dáma · e8 černý král · f8 černý střelec · h8 černý věž · a7 černý pěšec · b7 černý pěšec · c7 černý pěšec · f7 černý pěšec · g7 černý pěšec · h7 černý pěšec · f6 černý jezdec · a5 černý jezdec · d5 bílý pěšec · e5 černý pěšec · g5 bílý jezdec · c4 bílý střelec · a2 bílý pěšec · b2 bílý pěšec · c2 bílý pěšec · d2 bílý pěšec · f2 bílý pěšec · g2 bílý pěšec · h2 bílý pěšec · a1 bílý věž · b1 bílý jezdec · c1 bílý střelec · d1 bílý dáma · e1 bílý král · h1 bílý věž | a8 černý věž · c8 černý střelec · d8 černý dáma · e8 černý král · f8 černý střelec · h8 černý věž · a7 černý pěšec · b7 černý pěšec · c7 černý pěšec · f7 černý pěšec · g7 černý pěšec · h7 černý pěšec · f6 černý jezdec · a5 černý jezdec · d5 bílý pěšec · e5 černý pěšec · g5 bílý jezdec · c4 bílý střelec · a2 bílý pěšec · b2 bílý pěšec · c2 bílý pěšec · d2 bílý pěšec · f2 bílý pěšec · g2 bílý pěšec · h2 bílý pěšec · a1 bílý věž · b1 bílý jezdec · c1 bílý střelec · d1 bílý dáma · e1 bílý král · h1 bílý věž | a8 černý věž · c8 černý střelec · d8 černý dáma · e8 černý král · f8 černý střelec · h8 černý věž · a7 černý pěšec · b7 černý pěšec · c7 černý pěšec · f7 černý pěšec · g7 černý pěšec · h7 černý pěšec · f6 černý jezdec · a5 černý jezdec · d5 bílý pěšec · e5 černý pěšec · g5 bílý jezdec · c4 bílý střelec · a2 bílý pěšec · b2 bílý pěšec · c2 bílý pěšec · d2 bílý pěšec · f2 bílý pěšec · g2 bílý pěšec · h2 bílý pěšec · a1 bílý věž · b1 bílý jezdec · c1 bílý střelec · d1 bílý dáma · e1 bílý král · h1 bílý věž | a8 černý věž · c8 černý střelec · d8 černý dáma · e8 černý král · f8 černý střelec · h8 černý věž · a7 černý pěšec · b7 černý pěšec · c7 černý pěšec · f7 černý pěšec · g7 černý pěšec · h7 černý pěšec · f6 černý jezdec · a5 černý jezdec · d5 bílý pěšec · e5 černý pěšec · g5 bílý jezdec · c4 bílý střelec · a2 bílý pěšec · b2 bílý pěšec · c2 bílý pěšec · d2 bílý pěšec · f2 bílý pěšec · g2 bílý pěšec · h2 bílý pěšec · a1 bílý věž · b1 bílý jezdec · c1 bílý střelec · d1 bílý dáma · e1 bílý král · h1 bílý věž | a8 černý věž · c8 černý střelec · d8 černý dáma · e8 černý král · f8 černý střelec · h8 černý věž · a7 černý pěšec · b7 černý pěšec · c7 černý pěšec · f7 černý pěšec · g7 černý pěšec · h7 černý pěšec · f6 černý jezdec · a5 černý jezdec · d5 bílý pěšec · e5 černý pěšec · g5 bílý jezdec · c4 bílý střelec · a2 bílý pěšec · b2 bílý pěšec · c2 bílý pěšec · d2 bílý pěšec · f2 bílý pěšec · g2 bílý pěšec · h2 bílý pěšec · a1 bílý věž · b1 bílý jezdec · c1 bílý střelec · d1 bílý dáma · e1 bílý král · h1 bílý věž | a8 černý věž · c8 černý střelec · d8 černý dáma · e8 černý král · f8 černý střelec · h8 černý věž · a7 černý pěšec · b7 černý pěšec · c7 černý pěšec · f7 černý pěšec · g7 černý pěšec · h7 černý pěšec · f6 černý jezdec · a5 černý jezdec · d5 bílý pěšec · e5 černý pěšec · g5 bílý jezdec · c4 bílý střelec · a2 bílý pěšec · b2 bílý pěšec · c2 bílý pěšec · d2 bílý pěšec · f2 bílý pěšec · g2 bílý pěšec · h2 bílý pěšec · a1 bílý věž · b1 bílý jezdec · c1 bílý střelec · d1 bílý dáma · e1 bílý král · h1 bílý věž | a8 černý věž · c8 černý střelec · d8 černý dáma · e8 černý král · f8 černý střelec · h8 černý věž · a7 černý pěšec · b7 černý pěšec · c7 černý pěšec · f7 černý pěšec · g7 černý pěšec · h7 černý pěšec · f6 černý jezdec · a5 černý jezdec · d5 bílý pěšec · e5 černý pěšec · g5 bílý jezdec · c4 bílý střelec · a2 bílý pěšec · b2 bílý pěšec · c2 bílý pěšec · d2 bílý pěšec · f2 bílý pěšec · g2 bílý pěšec · h2 bílý pěšec · a1 bílý věž · b1 bílý jezdec · c1 bílý střelec · d1 bílý dáma · e1 bílý král · h1 bílý věž | a8 černý věž · c8 černý střelec · d8 černý dáma · e8 černý král · f8 černý střelec · h8 černý věž · a7 černý pěšec · b7 černý pěšec · c7 černý pěšec · f7 černý pěšec · g7 černý pěšec · h7 černý pěšec · f6 černý jezdec · a5 černý jezdec · d5 bílý pěšec · e5 černý pěšec · g5 bílý jezdec · c4 bílý střelec · a2 bílý pěšec · b2 bílý pěšec · c2 bílý pěšec · d2 bílý pěšec · f2 bílý pěšec · g2 bílý pěšec · h2 bílý pěšec · a1 bílý věž · b1 bílý jezdec · c1 bílý střelec · d1 bílý dáma · e1 bílý král · h1 bílý věž | 5 |
| 4 | a8 černý věž · c8 černý střelec · d8 černý dáma · e8 černý král · f8 černý střelec · h8 černý věž · a7 černý pěšec · b7 černý pěšec · c7 černý pěšec · f7 černý pěšec · g7 černý pěšec · h7 černý pěšec · f6 černý jezdec · a5 černý jezdec · d5 bílý pěšec · e5 černý pěšec · g5 bílý jezdec · c4 bílý střelec · a2 bílý pěšec · b2 bílý pěšec · c2 bílý pěšec · d2 bílý pěšec · f2 bílý pěšec · g2 bílý pěšec · h2 bílý pěšec · a1 bílý věž · b1 bílý jezdec · c1 bílý střelec · d1 bílý dáma · e1 bílý král · h1 bílý věž | a8 černý věž · c8 černý střelec · d8 černý dáma · e8 černý král · f8 černý střelec · h8 černý věž · a7 černý pěšec · b7 černý pěšec · c7 černý pěšec · f7 černý pěšec · g7 černý pěšec · h7 černý pěšec · f6 černý jezdec · a5 černý jezdec · d5 bílý pěšec · e5 černý pěšec · g5 bílý jezdec · c4 bílý střelec · a2 bílý pěšec · b2 bílý pěšec · c2 bílý pěšec · d2 bílý pěšec · f2 bílý pěšec · g2 bílý pěšec · h2 bílý pěšec · a1 bílý věž · b1 bílý jezdec · c1 bílý střelec · d1 bílý dáma · e1 bílý král · h1 bílý věž | a8 černý věž · c8 černý střelec · d8 černý dáma · e8 černý král · f8 černý střelec · h8 černý věž · a7 černý pěšec · b7 černý pěšec · c7 černý pěšec · f7 černý pěšec · g7 černý pěšec · h7 černý pěšec · f6 černý jezdec · a5 černý jezdec · d5 bílý pěšec · e5 černý pěšec · g5 bílý jezdec · c4 bílý střelec · a2 bílý pěšec · b2 bílý pěšec · c2 bílý pěšec · d2 bílý pěšec · f2 bílý pěšec · g2 bílý pěšec · h2 bílý pěšec · a1 bílý věž · b1 bílý jezdec · c1 bílý střelec · d1 bílý dáma · e1 bílý král · h1 bílý věž | a8 černý věž · c8 černý střelec · d8 černý dáma · e8 černý král · f8 černý střelec · h8 černý věž · a7 černý pěšec · b7 černý pěšec · c7 černý pěšec · f7 černý pěšec · g7 černý pěšec · h7 černý pěšec · f6 černý jezdec · a5 černý jezdec · d5 bílý pěšec · e5 černý pěšec · g5 bílý jezdec · c4 bílý střelec · a2 bílý pěšec · b2 bílý pěšec · c2 bílý pěšec · d2 bílý pěšec · f2 bílý pěšec · g2 bílý pěšec · h2 bílý pěšec · a1 bílý věž · b1 bílý jezdec · c1 bílý střelec · d1 bílý dáma · e1 bílý král · h1 bílý věž | a8 černý věž · c8 černý střelec · d8 černý dáma · e8 černý král · f8 černý střelec · h8 černý věž · a7 černý pěšec · b7 černý pěšec · c7 černý pěšec · f7 černý pěšec · g7 černý pěšec · h7 černý pěšec · f6 černý jezdec · a5 černý jezdec · d5 bílý pěšec · e5 černý pěšec · g5 bílý jezdec · c4 bílý střelec · a2 bílý pěšec · b2 bílý pěšec · c2 bílý pěšec · d2 bílý pěšec · f2 bílý pěšec · g2 bílý pěšec · h2 bílý pěšec · a1 bílý věž · b1 bílý jezdec · c1 bílý střelec · d1 bílý dáma · e1 bílý král · h1 bílý věž | a8 černý věž · c8 černý střelec · d8 černý dáma · e8 černý král · f8 černý střelec · h8 černý věž · a7 černý pěšec · b7 černý pěšec · c7 černý pěšec · f7 černý pěšec · g7 černý pěšec · h7 černý pěšec · f6 černý jezdec · a5 černý jezdec · d5 bílý pěšec · e5 černý pěšec · g5 bílý jezdec · c4 bílý střelec · a2 bílý pěšec · b2 bílý pěšec · c2 bílý pěšec · d2 bílý pěšec · f2 bílý pěšec · g2 bílý pěšec · h2 bílý pěšec · a1 bílý věž · b1 bílý jezdec · c1 bílý střelec · d1 bílý dáma · e1 bílý král · h1 bílý věž | a8 černý věž · c8 černý střelec · d8 černý dáma · e8 černý král · f8 černý střelec · h8 černý věž · a7 černý pěšec · b7 černý pěšec · c7 černý pěšec · f7 černý pěšec · g7 černý pěšec · h7 černý pěšec · f6 černý jezdec · a5 černý jezdec · d5 bílý pěšec · e5 černý pěšec · g5 bílý jezdec · c4 bílý střelec · a2 bílý pěšec · b2 bílý pěšec · c2 bílý pěšec · d2 bílý pěšec · f2 bílý pěšec · g2 bílý pěšec · h2 bílý pěšec · a1 bílý věž · b1 bílý jezdec · c1 bílý střelec · d1 bílý dáma · e1 bílý král · h1 bílý věž | a8 černý věž · c8 černý střelec · d8 černý dáma · e8 černý král · f8 černý střelec · h8 černý věž · a7 černý pěšec · b7 černý pěšec · c7 černý pěšec · f7 černý pěšec · g7 černý pěšec · h7 černý pěšec · f6 černý jezdec · a5 černý jezdec · d5 bílý pěšec · e5 černý pěšec · g5 bílý jezdec · c4 bílý střelec · a2 bílý pěšec · b2 bílý pěšec · c2 bílý pěšec · d2 bílý pěšec · f2 bílý pěšec · g2 bílý pěšec · h2 bílý pěšec · a1 bílý věž · b1 bílý jezdec · c1 bílý střelec · d1 bílý dáma · e1 bílý král · h1 bílý věž | 4 |
| 3 | a8 černý věž · c8 černý střelec · d8 černý dáma · e8 černý král · f8 černý střelec · h8 černý věž · a7 černý pěšec · b7 černý pěšec · c7 černý pěšec · f7 černý pěšec · g7 černý pěšec · h7 černý pěšec · f6 černý jezdec · a5 černý jezdec · d5 bílý pěšec · e5 černý pěšec · g5 bílý jezdec · c4 bílý střelec · a2 bílý pěšec · b2 bílý pěšec · c2 bílý pěšec · d2 bílý pěšec · f2 bílý pěšec · g2 bílý pěšec · h2 bílý pěšec · a1 bílý věž · b1 bílý jezdec · c1 bílý střelec · d1 bílý dáma · e1 bílý král · h1 bílý věž | a8 černý věž · c8 černý střelec · d8 černý dáma · e8 černý král · f8 černý střelec · h8 černý věž · a7 černý pěšec · b7 černý pěšec · c7 černý pěšec · f7 černý pěšec · g7 černý pěšec · h7 černý pěšec · f6 černý jezdec · a5 černý jezdec · d5 bílý pěšec · e5 černý pěšec · g5 bílý jezdec · c4 bílý střelec · a2 bílý pěšec · b2 bílý pěšec · c2 bílý pěšec · d2 bílý pěšec · f2 bílý pěšec · g2 bílý pěšec · h2 bílý pěšec · a1 bílý věž · b1 bílý jezdec · c1 bílý střelec · d1 bílý dáma · e1 bílý král · h1 bílý věž | a8 černý věž · c8 černý střelec · d8 černý dáma · e8 černý král · f8 černý střelec · h8 černý věž · a7 černý pěšec · b7 černý pěšec · c7 černý pěšec · f7 černý pěšec · g7 černý pěšec · h7 černý pěšec · f6 černý jezdec · a5 černý jezdec · d5 bílý pěšec · e5 černý pěšec · g5 bílý jezdec · c4 bílý střelec · a2 bílý pěšec · b2 bílý pěšec · c2 bílý pěšec · d2 bílý pěšec · f2 bílý pěšec · g2 bílý pěšec · h2 bílý pěšec · a1 bílý věž · b1 bílý jezdec · c1 bílý střelec · d1 bílý dáma · e1 bílý král · h1 bílý věž | a8 černý věž · c8 černý střelec · d8 černý dáma · e8 černý král · f8 černý střelec · h8 černý věž · a7 černý pěšec · b7 černý pěšec · c7 černý pěšec · f7 černý pěšec · g7 černý pěšec · h7 černý pěšec · f6 černý jezdec · a5 černý jezdec · d5 bílý pěšec · e5 černý pěšec · g5 bílý jezdec · c4 bílý střelec · a2 bílý pěšec · b2 bílý pěšec · c2 bílý pěšec · d2 bílý pěšec · f2 bílý pěšec · g2 bílý pěšec · h2 bílý pěšec · a1 bílý věž · b1 bílý jezdec · c1 bílý střelec · d1 bílý dáma · e1 bílý král · h1 bílý věž | a8 černý věž · c8 černý střelec · d8 černý dáma · e8 černý král · f8 černý střelec · h8 černý věž · a7 černý pěšec · b7 černý pěšec · c7 černý pěšec · f7 černý pěšec · g7 černý pěšec · h7 černý pěšec · f6 černý jezdec · a5 černý jezdec · d5 bílý pěšec · e5 černý pěšec · g5 bílý jezdec · c4 bílý střelec · a2 bílý pěšec · b2 bílý pěšec · c2 bílý pěšec · d2 bílý pěšec · f2 bílý pěšec · g2 bílý pěšec · h2 bílý pěšec · a1 bílý věž · b1 bílý jezdec · c1 bílý střelec · d1 bílý dáma · e1 bílý král · h1 bílý věž | a8 černý věž · c8 černý střelec · d8 černý dáma · e8 černý král · f8 černý střelec · h8 černý věž · a7 černý pěšec · b7 černý pěšec · c7 černý pěšec · f7 černý pěšec · g7 černý pěšec · h7 černý pěšec · f6 černý jezdec · a5 černý jezdec · d5 bílý pěšec · e5 černý pěšec · g5 bílý jezdec · c4 bílý střelec · a2 bílý pěšec · b2 bílý pěšec · c2 bílý pěšec · d2 bílý pěšec · f2 bílý pěšec · g2 bílý pěšec · h2 bílý pěšec · a1 bílý věž · b1 bílý jezdec · c1 bílý střelec · d1 bílý dáma · e1 bílý král · h1 bílý věž | a8 černý věž · c8 černý střelec · d8 černý dáma · e8 černý král · f8 černý střelec · h8 černý věž · a7 černý pěšec · b7 černý pěšec · c7 černý pěšec · f7 černý pěšec · g7 černý pěšec · h7 černý pěšec · f6 černý jezdec · a5 černý jezdec · d5 bílý pěšec · e5 černý pěšec · g5 bílý jezdec · c4 bílý střelec · a2 bílý pěšec · b2 bílý pěšec · c2 bílý pěšec · d2 bílý pěšec · f2 bílý pěšec · g2 bílý pěšec · h2 bílý pěšec · a1 bílý věž · b1 bílý jezdec · c1 bílý střelec · d1 bílý dáma · e1 bílý král · h1 bílý věž | a8 černý věž · c8 černý střelec · d8 černý dáma · e8 černý král · f8 černý střelec · h8 černý věž · a7 černý pěšec · b7 černý pěšec · c7 černý pěšec · f7 černý pěšec · g7 černý pěšec · h7 černý pěšec · f6 černý jezdec · a5 černý jezdec · d5 bílý pěšec · e5 černý pěšec · g5 bílý jezdec · c4 bílý střelec · a2 bílý pěšec · b2 bílý pěšec · c2 bílý pěšec · d2 bílý pěšec · f2 bílý pěšec · g2 bílý pěšec · h2 bílý pěšec · a1 bílý věž · b1 bílý jezdec · c1 bílý střelec · d1 bílý dáma · e1 bílý král · h1 bílý věž | 3 |
| 2 | a8 černý věž · c8 černý střelec · d8 černý dáma · e8 černý král · f8 černý střelec · h8 černý věž · a7 černý pěšec · b7 černý pěšec · c7 černý pěšec · f7 černý pěšec · g7 černý pěšec · h7 černý pěšec · f6 černý jezdec · a5 černý jezdec · d5 bílý pěšec · e5 černý pěšec · g5 bílý jezdec · c4 bílý střelec · a2 bílý pěšec · b2 bílý pěšec · c2 bílý pěšec · d2 bílý pěšec · f2 bílý pěšec · g2 bílý pěšec · h2 bílý pěšec · a1 bílý věž · b1 bílý jezdec · c1 bílý střelec · d1 bílý dáma · e1 bílý král · h1 bílý věž | a8 černý věž · c8 černý střelec · d8 černý dáma · e8 černý král · f8 černý střelec · h8 černý věž · a7 černý pěšec · b7 černý pěšec · c7 černý pěšec · f7 černý pěšec · g7 černý pěšec · h7 černý pěšec · f6 černý jezdec · a5 černý jezdec · d5 bílý pěšec · e5 černý pěšec · g5 bílý jezdec · c4 bílý střelec · a2 bílý pěšec · b2 bílý pěšec · c2 bílý pěšec · d2 bílý pěšec · f2 bílý pěšec · g2 bílý pěšec · h2 bílý pěšec · a1 bílý věž · b1 bílý jezdec · c1 bílý střelec · d1 bílý dáma · e1 bílý král · h1 bílý věž | a8 černý věž · c8 černý střelec · d8 černý dáma · e8 černý král · f8 černý střelec · h8 černý věž · a7 černý pěšec · b7 černý pěšec · c7 černý pěšec · f7 černý pěšec · g7 černý pěšec · h7 černý pěšec · f6 černý jezdec · a5 černý jezdec · d5 bílý pěšec · e5 černý pěšec · g5 bílý jezdec · c4 bílý střelec · a2 bílý pěšec · b2 bílý pěšec · c2 bílý pěšec · d2 bílý pěšec · f2 bílý pěšec · g2 bílý pěšec · h2 bílý pěšec · a1 bílý věž · b1 bílý jezdec · c1 bílý střelec · d1 bílý dáma · e1 bílý král · h1 bílý věž | a8 černý věž · c8 černý střelec · d8 černý dáma · e8 černý král · f8 černý střelec · h8 černý věž · a7 černý pěšec · b7 černý pěšec · c7 černý pěšec · f7 černý pěšec · g7 černý pěšec · h7 černý pěšec · f6 černý jezdec · a5 černý jezdec · d5 bílý pěšec · e5 černý pěšec · g5 bílý jezdec · c4 bílý střelec · a2 bílý pěšec · b2 bílý pěšec · c2 bílý pěšec · d2 bílý pěšec · f2 bílý pěšec · g2 bílý pěšec · h2 bílý pěšec · a1 bílý věž · b1 bílý jezdec · c1 bílý střelec · d1 bílý dáma · e1 bílý král · h1 bílý věž | a8 černý věž · c8 černý střelec · d8 černý dáma · e8 černý král · f8 černý střelec · h8 černý věž · a7 černý pěšec · b7 černý pěšec · c7 černý pěšec · f7 černý pěšec · g7 černý pěšec · h7 černý pěšec · f6 černý jezdec · a5 černý jezdec · d5 bílý pěšec · e5 černý pěšec · g5 bílý jezdec · c4 bílý střelec · a2 bílý pěšec · b2 bílý pěšec · c2 bílý pěšec · d2 bílý pěšec · f2 bílý pěšec · g2 bílý pěšec · h2 bílý pěšec · a1 bílý věž · b1 bílý jezdec · c1 bílý střelec · d1 bílý dáma · e1 bílý král · h1 bílý věž | a8 černý věž · c8 černý střelec · d8 černý dáma · e8 černý král · f8 černý střelec · h8 černý věž · a7 černý pěšec · b7 černý pěšec · c7 černý pěšec · f7 černý pěšec · g7 černý pěšec · h7 černý pěšec · f6 černý jezdec · a5 černý jezdec · d5 bílý pěšec · e5 černý pěšec · g5 bílý jezdec · c4 bílý střelec · a2 bílý pěšec · b2 bílý pěšec · c2 bílý pěšec · d2 bílý pěšec · f2 bílý pěšec · g2 bílý pěšec · h2 bílý pěšec · a1 bílý věž · b1 bílý jezdec · c1 bílý střelec · d1 bílý dáma · e1 bílý král · h1 bílý věž | a8 černý věž · c8 černý střelec · d8 černý dáma · e8 černý král · f8 černý střelec · h8 černý věž · a7 černý pěšec · b7 černý pěšec · c7 černý pěšec · f7 černý pěšec · g7 černý pěšec · h7 černý pěšec · f6 černý jezdec · a5 černý jezdec · d5 bílý pěšec · e5 černý pěšec · g5 bílý jezdec · c4 bílý střelec · a2 bílý pěšec · b2 bílý pěšec · c2 bílý pěšec · d2 bílý pěšec · f2 bílý pěšec · g2 bílý pěšec · h2 bílý pěšec · a1 bílý věž · b1 bílý jezdec · c1 bílý střelec · d1 bílý dáma · e1 bílý král · h1 bílý věž | a8 černý věž · c8 černý střelec · d8 černý dáma · e8 černý král · f8 černý střelec · h8 černý věž · a7 černý pěšec · b7 černý pěšec · c7 černý pěšec · f7 černý pěšec · g7 černý pěšec · h7 černý pěšec · f6 černý jezdec · a5 černý jezdec · d5 bílý pěšec · e5 černý pěšec · g5 bílý jezdec · c4 bílý střelec · a2 bílý pěšec · b2 bílý pěšec · c2 bílý pěšec · d2 bílý pěšec · f2 bílý pěšec · g2 bílý pěšec · h2 bílý pěšec · a1 bílý věž · b1 bílý jezdec · c1 bílý střelec · d1 bílý dáma · e1 bílý král · h1 bílý věž | 2 |
| 1 | a8 černý věž · c8 černý střelec · d8 černý dáma · e8 černý král · f8 černý střelec · h8 černý věž · a7 černý pěšec · b7 černý pěšec · c7 černý pěšec · f7 černý pěšec · g7 černý pěšec · h7 černý pěšec · f6 černý jezdec · a5 černý jezdec · d5 bílý pěšec · e5 černý pěšec · g5 bílý jezdec · c4 bílý střelec · a2 bílý pěšec · b2 bílý pěšec · c2 bílý pěšec · d2 bílý pěšec · f2 bílý pěšec · g2 bílý pěšec · h2 bílý pěšec · a1 bílý věž · b1 bílý jezdec · c1 bílý střelec · d1 bílý dáma · e1 bílý král · h1 bílý věž | a8 černý věž · c8 černý střelec · d8 černý dáma · e8 černý král · f8 černý střelec · h8 černý věž · a7 černý pěšec · b7 černý pěšec · c7 černý pěšec · f7 černý pěšec · g7 černý pěšec · h7 černý pěšec · f6 černý jezdec · a5 černý jezdec · d5 bílý pěšec · e5 černý pěšec · g5 bílý jezdec · c4 bílý střelec · a2 bílý pěšec · b2 bílý pěšec · c2 bílý pěšec · d2 bílý pěšec · f2 bílý pěšec · g2 bílý pěšec · h2 bílý pěšec · a1 bílý věž · b1 bílý jezdec · c1 bílý střelec · d1 bílý dáma · e1 bílý král · h1 bílý věž | a8 černý věž · c8 černý střelec · d8 černý dáma · e8 černý král · f8 černý střelec · h8 černý věž · a7 černý pěšec · b7 černý pěšec · c7 černý pěšec · f7 černý pěšec · g7 černý pěšec · h7 černý pěšec · f6 černý jezdec · a5 černý jezdec · d5 bílý pěšec · e5 černý pěšec · g5 bílý jezdec · c4 bílý střelec · a2 bílý pěšec · b2 bílý pěšec · c2 bílý pěšec · d2 bílý pěšec · f2 bílý pěšec · g2 bílý pěšec · h2 bílý pěšec · a1 bílý věž · b1 bílý jezdec · c1 bílý střelec · d1 bílý dáma · e1 bílý král · h1 bílý věž | a8 černý věž · c8 černý střelec · d8 černý dáma · e8 černý král · f8 černý střelec · h8 černý věž · a7 černý pěšec · b7 černý pěšec · c7 černý pěšec · f7 černý pěšec · g7 černý pěšec · h7 černý pěšec · f6 černý jezdec · a5 černý jezdec · d5 bílý pěšec · e5 černý pěšec · g5 bílý jezdec · c4 bílý střelec · a2 bílý pěšec · b2 bílý pěšec · c2 bílý pěšec · d2 bílý pěšec · f2 bílý pěšec · g2 bílý pěšec · h2 bílý pěšec · a1 bílý věž · b1 bílý jezdec · c1 bílý střelec · d1 bílý dáma · e1 bílý král · h1 bílý věž | a8 černý věž · c8 černý střelec · d8 černý dáma · e8 černý král · f8 černý střelec · h8 černý věž · a7 černý pěšec · b7 černý pěšec · c7 černý pěšec · f7 černý pěšec · g7 černý pěšec · h7 černý pěšec · f6 černý jezdec · a5 černý jezdec · d5 bílý pěšec · e5 černý pěšec · g5 bílý jezdec · c4 bílý střelec · a2 bílý pěšec · b2 bílý pěšec · c2 bílý pěšec · d2 bílý pěšec · f2 bílý pěšec · g2 bílý pěšec · h2 bílý pěšec · a1 bílý věž · b1 bílý jezdec · c1 bílý střelec · d1 bílý dáma · e1 bílý král · h1 bílý věž | a8 černý věž · c8 černý střelec · d8 černý dáma · e8 černý král · f8 černý střelec · h8 černý věž · a7 černý pěšec · b7 černý pěšec · c7 černý pěšec · f7 černý pěšec · g7 černý pěšec · h7 černý pěšec · f6 černý jezdec · a5 černý jezdec · d5 bílý pěšec · e5 černý pěšec · g5 bílý jezdec · c4 bílý střelec · a2 bílý pěšec · b2 bílý pěšec · c2 bílý pěšec · d2 bílý pěšec · f2 bílý pěšec · g2 bílý pěšec · h2 bílý pěšec · a1 bílý věž · b1 bílý jezdec · c1 bílý střelec · d1 bílý dáma · e1 bílý král · h1 bílý věž | a8 černý věž · c8 černý střelec · d8 černý dáma · e8 černý král · f8 černý střelec · h8 černý věž · a7 černý pěšec · b7 černý pěšec · c7 černý pěšec · f7 černý pěšec · g7 černý pěšec · h7 černý pěšec · f6 černý jezdec · a5 černý jezdec · d5 bílý pěšec · e5 černý pěšec · g5 bílý jezdec · c4 bílý střelec · a2 bílý pěšec · b2 bílý pěšec · c2 bílý pěšec · d2 bílý pěšec · f2 bílý pěšec · g2 bílý pěšec · h2 bílý pěšec · a1 bílý věž · b1 bílý jezdec · c1 bílý střelec · d1 bílý dáma · e1 bílý král · h1 bílý věž | a8 černý věž · c8 černý střelec · d8 černý dáma · e8 černý král · f8 černý střelec · h8 černý věž · a7 černý pěšec · b7 černý pěšec · c7 černý pěšec · f7 černý pěšec · g7 černý pěšec · h7 černý pěšec · f6 černý jezdec · a5 černý jezdec · d5 bílý pěšec · e5 černý pěšec · g5 bílý jezdec · c4 bílý střelec · a2 bílý pěšec · b2 bílý pěšec · c2 bílý pěšec · d2 bílý pěšec · f2 bílý pěšec · g2 bílý pěšec · h2 bílý pěšec · a1 bílý věž · b1 bílý jezdec · c1 bílý střelec · d1 bílý dáma · e1 bílý král · h1 bílý věž | 1 |
|   | a | b | c | d | e | f | g | h |   |

|   | a | b | c | d | e | f | g | h |   |
| 8 | a8 černý věž · c8 černý střelec · d8 černý dáma · e8 černý král · f8 černý střelec · h8 černý věž · a7 černý pěšec · c7 černý pěšec · f7 černý pěšec · g7 černý pěšec · h7 černý pěšec · c6 černý jezdec · f6 černý jezdec · b5 černý pěšec · d5 bílý pěšec · e5 černý pěšec · g5 bílý jezdec · c4 bílý střelec · a2 bílý pěšec · b2 bílý pěšec · c2 bílý pěšec · d2 bílý pěšec · f2 bílý pěšec · g2 bílý pěšec · h2 bílý pěšec · a1 bílý věž · b1 bílý jezdec · c1 bílý střelec · d1 bílý dáma · e1 bílý král · h1 bílý věž | a8 černý věž · c8 černý střelec · d8 černý dáma · e8 černý král · f8 černý střelec · h8 černý věž · a7 černý pěšec · c7 černý pěšec · f7 černý pěšec · g7 černý pěšec · h7 černý pěšec · c6 černý jezdec · f6 černý jezdec · b5 černý pěšec · d5 bílý pěšec · e5 černý pěšec · g5 bílý jezdec · c4 bílý střelec · a2 bílý pěšec · b2 bílý pěšec · c2 bílý pěšec · d2 bílý pěšec · f2 bílý pěšec · g2 bílý pěšec · h2 bílý pěšec · a1 bílý věž · b1 bílý jezdec · c1 bílý střelec · d1 bílý dáma · e1 bílý král · h1 bílý věž | a8 černý věž · c8 černý střelec · d8 černý dáma · e8 černý král · f8 černý střelec · h8 černý věž · a7 černý pěšec · c7 černý pěšec · f7 černý pěšec · g7 černý pěšec · h7 černý pěšec · c6 černý jezdec · f6 černý jezdec · b5 černý pěšec · d5 bílý pěšec · e5 černý pěšec · g5 bílý jezdec · c4 bílý střelec · a2 bílý pěšec · b2 bílý pěšec · c2 bílý pěšec · d2 bílý pěšec · f2 bílý pěšec · g2 bílý pěšec · h2 bílý pěšec · a1 bílý věž · b1 bílý jezdec · c1 bílý střelec · d1 bílý dáma · e1 bílý král · h1 bílý věž | a8 černý věž · c8 černý střelec · d8 černý dáma · e8 černý král · f8 černý střelec · h8 černý věž · a7 černý pěšec · c7 černý pěšec · f7 černý pěšec · g7 černý pěšec · h7 černý pěšec · c6 černý jezdec · f6 černý jezdec · b5 černý pěšec · d5 bílý pěšec · e5 černý pěšec · g5 bílý jezdec · c4 bílý střelec · a2 bílý pěšec · b2 bílý pěšec · c2 bílý pěšec · d2 bílý pěšec · f2 bílý pěšec · g2 bílý pěšec · h2 bílý pěšec · a1 bílý věž · b1 bílý jezdec · c1 bílý střelec · d1 bílý dáma · e1 bílý král · h1 bílý věž | a8 černý věž · c8 černý střelec · d8 černý dáma · e8 černý král · f8 černý střelec · h8 černý věž · a7 černý pěšec · c7 černý pěšec · f7 černý pěšec · g7 černý pěšec · h7 černý pěšec · c6 černý jezdec · f6 černý jezdec · b5 černý pěšec · d5 bílý pěšec · e5 černý pěšec · g5 bílý jezdec · c4 bílý střelec · a2 bílý pěšec · b2 bílý pěšec · c2 bílý pěšec · d2 bílý pěšec · f2 bílý pěšec · g2 bílý pěšec · h2 bílý pěšec · a1 bílý věž · b1 bílý jezdec · c1 bílý střelec · d1 bílý dáma · e1 bílý král · h1 bílý věž | a8 černý věž · c8 černý střelec · d8 černý dáma · e8 černý král · f8 černý střelec · h8 černý věž · a7 černý pěšec · c7 černý pěšec · f7 černý pěšec · g7 černý pěšec · h7 černý pěšec · c6 černý jezdec · f6 černý jezdec · b5 černý pěšec · d5 bílý pěšec · e5 černý pěšec · g5 bílý jezdec · c4 bílý střelec · a2 bílý pěšec · b2 bílý pěšec · c2 bílý pěšec · d2 bílý pěšec · f2 bílý pěšec · g2 bílý pěšec · h2 bílý pěšec · a1 bílý věž · b1 bílý jezdec · c1 bílý střelec · d1 bílý dáma · e1 bílý král · h1 bílý věž | a8 černý věž · c8 černý střelec · d8 černý dáma · e8 černý král · f8 černý střelec · h8 černý věž · a7 černý pěšec · c7 černý pěšec · f7 černý pěšec · g7 černý pěšec · h7 černý pěšec · c6 černý jezdec · f6 černý jezdec · b5 černý pěšec · d5 bílý pěšec · e5 černý pěšec · g5 bílý jezdec · c4 bílý střelec · a2 bílý pěšec · b2 bílý pěšec · c2 bílý pěšec · d2 bílý pěšec · f2 bílý pěšec · g2 bílý pěšec · h2 bílý pěšec · a1 bílý věž · b1 bílý jezdec · c1 bílý střelec · d1 bílý dáma · e1 bílý král · h1 bílý věž | a8 černý věž · c8 černý střelec · d8 černý dáma · e8 černý král · f8 černý střelec · h8 černý věž · a7 černý pěšec · c7 černý pěšec · f7 černý pěšec · g7 černý pěšec · h7 černý pěšec · c6 černý jezdec · f6 černý jezdec · b5 černý pěšec · d5 bílý pěšec · e5 černý pěšec · g5 bílý jezdec · c4 bílý střelec · a2 bílý pěšec · b2 bílý pěšec · c2 bílý pěšec · d2 bílý pěšec · f2 bílý pěšec · g2 bílý pěšec · h2 bílý pěšec · a1 bílý věž · b1 bílý jezdec · c1 bílý střelec · d1 bílý dáma · e1 bílý král · h1 bílý věž | 8 |
| 7 | a8 černý věž · c8 černý střelec · d8 černý dáma · e8 černý král · f8 černý střelec · h8 černý věž · a7 černý pěšec · c7 černý pěšec · f7 černý pěšec · g7 černý pěšec · h7 černý pěšec · c6 černý jezdec · f6 černý jezdec · b5 černý pěšec · d5 bílý pěšec · e5 černý pěšec · g5 bílý jezdec · c4 bílý střelec · a2 bílý pěšec · b2 bílý pěšec · c2 bílý pěšec · d2 bílý pěšec · f2 bílý pěšec · g2 bílý pěšec · h2 bílý pěšec · a1 bílý věž · b1 bílý jezdec · c1 bílý střelec · d1 bílý dáma · e1 bílý král · h1 bílý věž | a8 černý věž · c8 černý střelec · d8 černý dáma · e8 černý král · f8 černý střelec · h8 černý věž · a7 černý pěšec · c7 černý pěšec · f7 černý pěšec · g7 černý pěšec · h7 černý pěšec · c6 černý jezdec · f6 černý jezdec · b5 černý pěšec · d5 bílý pěšec · e5 černý pěšec · g5 bílý jezdec · c4 bílý střelec · a2 bílý pěšec · b2 bílý pěšec · c2 bílý pěšec · d2 bílý pěšec · f2 bílý pěšec · g2 bílý pěšec · h2 bílý pěšec · a1 bílý věž · b1 bílý jezdec · c1 bílý střelec · d1 bílý dáma · e1 bílý král · h1 bílý věž | a8 černý věž · c8 černý střelec · d8 černý dáma · e8 černý král · f8 černý střelec · h8 černý věž · a7 černý pěšec · c7 černý pěšec · f7 černý pěšec · g7 černý pěšec · h7 černý pěšec · c6 černý jezdec · f6 černý jezdec · b5 černý pěšec · d5 bílý pěšec · e5 černý pěšec · g5 bílý jezdec · c4 bílý střelec · a2 bílý pěšec · b2 bílý pěšec · c2 bílý pěšec · d2 bílý pěšec · f2 bílý pěšec · g2 bílý pěšec · h2 bílý pěšec · a1 bílý věž · b1 bílý jezdec · c1 bílý střelec · d1 bílý dáma · e1 bílý král · h1 bílý věž | a8 černý věž · c8 černý střelec · d8 černý dáma · e8 černý král · f8 černý střelec · h8 černý věž · a7 černý pěšec · c7 černý pěšec · f7 černý pěšec · g7 černý pěšec · h7 černý pěšec · c6 černý jezdec · f6 černý jezdec · b5 černý pěšec · d5 bílý pěšec · e5 černý pěšec · g5 bílý jezdec · c4 bílý střelec · a2 bílý pěšec · b2 bílý pěšec · c2 bílý pěšec · d2 bílý pěšec · f2 bílý pěšec · g2 bílý pěšec · h2 bílý pěšec · a1 bílý věž · b1 bílý jezdec · c1 bílý střelec · d1 bílý dáma · e1 bílý král · h1 bílý věž | a8 černý věž · c8 černý střelec · d8 černý dáma · e8 černý král · f8 černý střelec · h8 černý věž · a7 černý pěšec · c7 černý pěšec · f7 černý pěšec · g7 černý pěšec · h7 černý pěšec · c6 černý jezdec · f6 černý jezdec · b5 černý pěšec · d5 bílý pěšec · e5 černý pěšec · g5 bílý jezdec · c4 bílý střelec · a2 bílý pěšec · b2 bílý pěšec · c2 bílý pěšec · d2 bílý pěšec · f2 bílý pěšec · g2 bílý pěšec · h2 bílý pěšec · a1 bílý věž · b1 bílý jezdec · c1 bílý střelec · d1 bílý dáma · e1 bílý král · h1 bílý věž | a8 černý věž · c8 černý střelec · d8 černý dáma · e8 černý král · f8 černý střelec · h8 černý věž · a7 černý pěšec · c7 černý pěšec · f7 černý pěšec · g7 černý pěšec · h7 černý pěšec · c6 černý jezdec · f6 černý jezdec · b5 černý pěšec · d5 bílý pěšec · e5 černý pěšec · g5 bílý jezdec · c4 bílý střelec · a2 bílý pěšec · b2 bílý pěšec · c2 bílý pěšec · d2 bílý pěšec · f2 bílý pěšec · g2 bílý pěšec · h2 bílý pěšec · a1 bílý věž · b1 bílý jezdec · c1 bílý střelec · d1 bílý dáma · e1 bílý král · h1 bílý věž | a8 černý věž · c8 černý střelec · d8 černý dáma · e8 černý král · f8 černý střelec · h8 černý věž · a7 černý pěšec · c7 černý pěšec · f7 černý pěšec · g7 černý pěšec · h7 černý pěšec · c6 černý jezdec · f6 černý jezdec · b5 černý pěšec · d5 bílý pěšec · e5 černý pěšec · g5 bílý jezdec · c4 bílý střelec · a2 bílý pěšec · b2 bílý pěšec · c2 bílý pěšec · d2 bílý pěšec · f2 bílý pěšec · g2 bílý pěšec · h2 bílý pěšec · a1 bílý věž · b1 bílý jezdec · c1 bílý střelec · d1 bílý dáma · e1 bílý král · h1 bílý věž | a8 černý věž · c8 černý střelec · d8 černý dáma · e8 černý král · f8 černý střelec · h8 černý věž · a7 černý pěšec · c7 černý pěšec · f7 černý pěšec · g7 černý pěšec · h7 černý pěšec · c6 černý jezdec · f6 černý jezdec · b5 černý pěšec · d5 bílý pěšec · e5 černý pěšec · g5 bílý jezdec · c4 bílý střelec · a2 bílý pěšec · b2 bílý pěšec · c2 bílý pěšec · d2 bílý pěšec · f2 bílý pěšec · g2 bílý pěšec · h2 bílý pěšec · a1 bílý věž · b1 bílý jezdec · c1 bílý střelec · d1 bílý dáma · e1 bílý král · h1 bílý věž | 7 |
| 6 | a8 černý věž · c8 černý střelec · d8 černý dáma · e8 černý král · f8 černý střelec · h8 černý věž · a7 černý pěšec · c7 černý pěšec · f7 černý pěšec · g7 černý pěšec · h7 černý pěšec · c6 černý jezdec · f6 černý jezdec · b5 černý pěšec · d5 bílý pěšec · e5 černý pěšec · g5 bílý jezdec · c4 bílý střelec · a2 bílý pěšec · b2 bílý pěšec · c2 bílý pěšec · d2 bílý pěšec · f2 bílý pěšec · g2 bílý pěšec · h2 bílý pěšec · a1 bílý věž · b1 bílý jezdec · c1 bílý střelec · d1 bílý dáma · e1 bílý král · h1 bílý věž | a8 černý věž · c8 černý střelec · d8 černý dáma · e8 černý král · f8 černý střelec · h8 černý věž · a7 černý pěšec · c7 černý pěšec · f7 černý pěšec · g7 černý pěšec · h7 černý pěšec · c6 černý jezdec · f6 černý jezdec · b5 černý pěšec · d5 bílý pěšec · e5 černý pěšec · g5 bílý jezdec · c4 bílý střelec · a2 bílý pěšec · b2 bílý pěšec · c2 bílý pěšec · d2 bílý pěšec · f2 bílý pěšec · g2 bílý pěšec · h2 bílý pěšec · a1 bílý věž · b1 bílý jezdec · c1 bílý střelec · d1 bílý dáma · e1 bílý král · h1 bílý věž | a8 černý věž · c8 černý střelec · d8 černý dáma · e8 černý král · f8 černý střelec · h8 černý věž · a7 černý pěšec · c7 černý pěšec · f7 černý pěšec · g7 černý pěšec · h7 černý pěšec · c6 černý jezdec · f6 černý jezdec · b5 černý pěšec · d5 bílý pěšec · e5 černý pěšec · g5 bílý jezdec · c4 bílý střelec · a2 bílý pěšec · b2 bílý pěšec · c2 bílý pěšec · d2 bílý pěšec · f2 bílý pěšec · g2 bílý pěšec · h2 bílý pěšec · a1 bílý věž · b1 bílý jezdec · c1 bílý střelec · d1 bílý dáma · e1 bílý král · h1 bílý věž | a8 černý věž · c8 černý střelec · d8 černý dáma · e8 černý král · f8 černý střelec · h8 černý věž · a7 černý pěšec · c7 černý pěšec · f7 černý pěšec · g7 černý pěšec · h7 černý pěšec · c6 černý jezdec · f6 černý jezdec · b5 černý pěšec · d5 bílý pěšec · e5 černý pěšec · g5 bílý jezdec · c4 bílý střelec · a2 bílý pěšec · b2 bílý pěšec · c2 bílý pěšec · d2 bílý pěšec · f2 bílý pěšec · g2 bílý pěšec · h2 bílý pěšec · a1 bílý věž · b1 bílý jezdec · c1 bílý střelec · d1 bílý dáma · e1 bílý král · h1 bílý věž | a8 černý věž · c8 černý střelec · d8 černý dáma · e8 černý král · f8 černý střelec · h8 černý věž · a7 černý pěšec · c7 černý pěšec · f7 černý pěšec · g7 černý pěšec · h7 černý pěšec · c6 černý jezdec · f6 černý jezdec · b5 černý pěšec · d5 bílý pěšec · e5 černý pěšec · g5 bílý jezdec · c4 bílý střelec · a2 bílý pěšec · b2 bílý pěšec · c2 bílý pěšec · d2 bílý pěšec · f2 bílý pěšec · g2 bílý pěšec · h2 bílý pěšec · a1 bílý věž · b1 bílý jezdec · c1 bílý střelec · d1 bílý dáma · e1 bílý král · h1 bílý věž | a8 černý věž · c8 černý střelec · d8 černý dáma · e8 černý král · f8 černý střelec · h8 černý věž · a7 černý pěšec · c7 černý pěšec · f7 černý pěšec · g7 černý pěšec · h7 černý pěšec · c6 černý jezdec · f6 černý jezdec · b5 černý pěšec · d5 bílý pěšec · e5 černý pěšec · g5 bílý jezdec · c4 bílý střelec · a2 bílý pěšec · b2 bílý pěšec · c2 bílý pěšec · d2 bílý pěšec · f2 bílý pěšec · g2 bílý pěšec · h2 bílý pěšec · a1 bílý věž · b1 bílý jezdec · c1 bílý střelec · d1 bílý dáma · e1 bílý král · h1 bílý věž | a8 černý věž · c8 černý střelec · d8 černý dáma · e8 černý král · f8 černý střelec · h8 černý věž · a7 černý pěšec · c7 černý pěšec · f7 černý pěšec · g7 černý pěšec · h7 černý pěšec · c6 černý jezdec · f6 černý jezdec · b5 černý pěšec · d5 bílý pěšec · e5 černý pěšec · g5 bílý jezdec · c4 bílý střelec · a2 bílý pěšec · b2 bílý pěšec · c2 bílý pěšec · d2 bílý pěšec · f2 bílý pěšec · g2 bílý pěšec · h2 bílý pěšec · a1 bílý věž · b1 bílý jezdec · c1 bílý střelec · d1 bílý dáma · e1 bílý král · h1 bílý věž | a8 černý věž · c8 černý střelec · d8 černý dáma · e8 černý král · f8 černý střelec · h8 černý věž · a7 černý pěšec · c7 černý pěšec · f7 černý pěšec · g7 černý pěšec · h7 černý pěšec · c6 černý jezdec · f6 černý jezdec · b5 černý pěšec · d5 bílý pěšec · e5 černý pěšec · g5 bílý jezdec · c4 bílý střelec · a2 bílý pěšec · b2 bílý pěšec · c2 bílý pěšec · d2 bílý pěšec · f2 bílý pěšec · g2 bílý pěšec · h2 bílý pěšec · a1 bílý věž · b1 bílý jezdec · c1 bílý střelec · d1 bílý dáma · e1 bílý král · h1 bílý věž | 6 |
| 5 | a8 černý věž · c8 černý střelec · d8 černý dáma · e8 černý král · f8 černý střelec · h8 černý věž · a7 černý pěšec · c7 černý pěšec · f7 černý pěšec · g7 černý pěšec · h7 černý pěšec · c6 černý jezdec · f6 černý jezdec · b5 černý pěšec · d5 bílý pěšec · e5 černý pěšec · g5 bílý jezdec · c4 bílý střelec · a2 bílý pěšec · b2 bílý pěšec · c2 bílý pěšec · d2 bílý pěšec · f2 bílý pěšec · g2 bílý pěšec · h2 bílý pěšec · a1 bílý věž · b1 bílý jezdec · c1 bílý střelec · d1 bílý dáma · e1 bílý král · h1 bílý věž | a8 černý věž · c8 černý střelec · d8 černý dáma · e8 černý král · f8 černý střelec · h8 černý věž · a7 černý pěšec · c7 černý pěšec · f7 černý pěšec · g7 černý pěšec · h7 černý pěšec · c6 černý jezdec · f6 černý jezdec · b5 černý pěšec · d5 bílý pěšec · e5 černý pěšec · g5 bílý jezdec · c4 bílý střelec · a2 bílý pěšec · b2 bílý pěšec · c2 bílý pěšec · d2 bílý pěšec · f2 bílý pěšec · g2 bílý pěšec · h2 bílý pěšec · a1 bílý věž · b1 bílý jezdec · c1 bílý střelec · d1 bílý dáma · e1 bílý král · h1 bílý věž | a8 černý věž · c8 černý střelec · d8 černý dáma · e8 černý král · f8 černý střelec · h8 černý věž · a7 černý pěšec · c7 černý pěšec · f7 černý pěšec · g7 černý pěšec · h7 černý pěšec · c6 černý jezdec · f6 černý jezdec · b5 černý pěšec · d5 bílý pěšec · e5 černý pěšec · g5 bílý jezdec · c4 bílý střelec · a2 bílý pěšec · b2 bílý pěšec · c2 bílý pěšec · d2 bílý pěšec · f2 bílý pěšec · g2 bílý pěšec · h2 bílý pěšec · a1 bílý věž · b1 bílý jezdec · c1 bílý střelec · d1 bílý dáma · e1 bílý král · h1 bílý věž | a8 černý věž · c8 černý střelec · d8 černý dáma · e8 černý král · f8 černý střelec · h8 černý věž · a7 černý pěšec · c7 černý pěšec · f7 černý pěšec · g7 černý pěšec · h7 černý pěšec · c6 černý jezdec · f6 černý jezdec · b5 černý pěšec · d5 bílý pěšec · e5 černý pěšec · g5 bílý jezdec · c4 bílý střelec · a2 bílý pěšec · b2 bílý pěšec · c2 bílý pěšec · d2 bílý pěšec · f2 bílý pěšec · g2 bílý pěšec · h2 bílý pěšec · a1 bílý věž · b1 bílý jezdec · c1 bílý střelec · d1 bílý dáma · e1 bílý král · h1 bílý věž | a8 černý věž · c8 černý střelec · d8 černý dáma · e8 černý král · f8 černý střelec · h8 černý věž · a7 černý pěšec · c7 černý pěšec · f7 černý pěšec · g7 černý pěšec · h7 černý pěšec · c6 černý jezdec · f6 černý jezdec · b5 černý pěšec · d5 bílý pěšec · e5 černý pěšec · g5 bílý jezdec · c4 bílý střelec · a2 bílý pěšec · b2 bílý pěšec · c2 bílý pěšec · d2 bílý pěšec · f2 bílý pěšec · g2 bílý pěšec · h2 bílý pěšec · a1 bílý věž · b1 bílý jezdec · c1 bílý střelec · d1 bílý dáma · e1 bílý král · h1 bílý věž | a8 černý věž · c8 černý střelec · d8 černý dáma · e8 černý král · f8 černý střelec · h8 černý věž · a7 černý pěšec · c7 černý pěšec · f7 černý pěšec · g7 černý pěšec · h7 černý pěšec · c6 černý jezdec · f6 černý jezdec · b5 černý pěšec · d5 bílý pěšec · e5 černý pěšec · g5 bílý jezdec · c4 bílý střelec · a2 bílý pěšec · b2 bílý pěšec · c2 bílý pěšec · d2 bílý pěšec · f2 bílý pěšec · g2 bílý pěšec · h2 bílý pěšec · a1 bílý věž · b1 bílý jezdec · c1 bílý střelec · d1 bílý dáma · e1 bílý král · h1 bílý věž | a8 černý věž · c8 černý střelec · d8 černý dáma · e8 černý král · f8 černý střelec · h8 černý věž · a7 černý pěšec · c7 černý pěšec · f7 černý pěšec · g7 černý pěšec · h7 černý pěšec · c6 černý jezdec · f6 černý jezdec · b5 černý pěšec · d5 bílý pěšec · e5 černý pěšec · g5 bílý jezdec · c4 bílý střelec · a2 bílý pěšec · b2 bílý pěšec · c2 bílý pěšec · d2 bílý pěšec · f2 bílý pěšec · g2 bílý pěšec · h2 bílý pěšec · a1 bílý věž · b1 bílý jezdec · c1 bílý střelec · d1 bílý dáma · e1 bílý král · h1 bílý věž | a8 černý věž · c8 černý střelec · d8 černý dáma · e8 černý král · f8 černý střelec · h8 černý věž · a7 černý pěšec · c7 černý pěšec · f7 černý pěšec · g7 černý pěšec · h7 černý pěšec · c6 černý jezdec · f6 černý jezdec · b5 černý pěšec · d5 bílý pěšec · e5 černý pěšec · g5 bílý jezdec · c4 bílý střelec · a2 bílý pěšec · b2 bílý pěšec · c2 bílý pěšec · d2 bílý pěšec · f2 bílý pěšec · g2 bílý pěšec · h2 bílý pěšec · a1 bílý věž · b1 bílý jezdec · c1 bílý střelec · d1 bílý dáma · e1 bílý král · h1 bílý věž | 5 |
| 4 | a8 černý věž · c8 černý střelec · d8 černý dáma · e8 černý král · f8 černý střelec · h8 černý věž · a7 černý pěšec · c7 černý pěšec · f7 černý pěšec · g7 černý pěšec · h7 černý pěšec · c6 černý jezdec · f6 černý jezdec · b5 černý pěšec · d5 bílý pěšec · e5 černý pěšec · g5 bílý jezdec · c4 bílý střelec · a2 bílý pěšec · b2 bílý pěšec · c2 bílý pěšec · d2 bílý pěšec · f2 bílý pěšec · g2 bílý pěšec · h2 bílý pěšec · a1 bílý věž · b1 bílý jezdec · c1 bílý střelec · d1 bílý dáma · e1 bílý král · h1 bílý věž | a8 černý věž · c8 černý střelec · d8 černý dáma · e8 černý král · f8 černý střelec · h8 černý věž · a7 černý pěšec · c7 černý pěšec · f7 černý pěšec · g7 černý pěšec · h7 černý pěšec · c6 černý jezdec · f6 černý jezdec · b5 černý pěšec · d5 bílý pěšec · e5 černý pěšec · g5 bílý jezdec · c4 bílý střelec · a2 bílý pěšec · b2 bílý pěšec · c2 bílý pěšec · d2 bílý pěšec · f2 bílý pěšec · g2 bílý pěšec · h2 bílý pěšec · a1 bílý věž · b1 bílý jezdec · c1 bílý střelec · d1 bílý dáma · e1 bílý král · h1 bílý věž | a8 černý věž · c8 černý střelec · d8 černý dáma · e8 černý král · f8 černý střelec · h8 černý věž · a7 černý pěšec · c7 černý pěšec · f7 černý pěšec · g7 černý pěšec · h7 černý pěšec · c6 černý jezdec · f6 černý jezdec · b5 černý pěšec · d5 bílý pěšec · e5 černý pěšec · g5 bílý jezdec · c4 bílý střelec · a2 bílý pěšec · b2 bílý pěšec · c2 bílý pěšec · d2 bílý pěšec · f2 bílý pěšec · g2 bílý pěšec · h2 bílý pěšec · a1 bílý věž · b1 bílý jezdec · c1 bílý střelec · d1 bílý dáma · e1 bílý král · h1 bílý věž | a8 černý věž · c8 černý střelec · d8 černý dáma · e8 černý král · f8 černý střelec · h8 černý věž · a7 černý pěšec · c7 černý pěšec · f7 černý pěšec · g7 černý pěšec · h7 černý pěšec · c6 černý jezdec · f6 černý jezdec · b5 černý pěšec · d5 bílý pěšec · e5 černý pěšec · g5 bílý jezdec · c4 bílý střelec · a2 bílý pěšec · b2 bílý pěšec · c2 bílý pěšec · d2 bílý pěšec · f2 bílý pěšec · g2 bílý pěšec · h2 bílý pěšec · a1 bílý věž · b1 bílý jezdec · c1 bílý střelec · d1 bílý dáma · e1 bílý král · h1 bílý věž | a8 černý věž · c8 černý střelec · d8 černý dáma · e8 černý král · f8 černý střelec · h8 černý věž · a7 černý pěšec · c7 černý pěšec · f7 černý pěšec · g7 černý pěšec · h7 černý pěšec · c6 černý jezdec · f6 černý jezdec · b5 černý pěšec · d5 bílý pěšec · e5 černý pěšec · g5 bílý jezdec · c4 bílý střelec · a2 bílý pěšec · b2 bílý pěšec · c2 bílý pěšec · d2 bílý pěšec · f2 bílý pěšec · g2 bílý pěšec · h2 bílý pěšec · a1 bílý věž · b1 bílý jezdec · c1 bílý střelec · d1 bílý dáma · e1 bílý král · h1 bílý věž | a8 černý věž · c8 černý střelec · d8 černý dáma · e8 černý král · f8 černý střelec · h8 černý věž · a7 černý pěšec · c7 černý pěšec · f7 černý pěšec · g7 černý pěšec · h7 černý pěšec · c6 černý jezdec · f6 černý jezdec · b5 černý pěšec · d5 bílý pěšec · e5 černý pěšec · g5 bílý jezdec · c4 bílý střelec · a2 bílý pěšec · b2 bílý pěšec · c2 bílý pěšec · d2 bílý pěšec · f2 bílý pěšec · g2 bílý pěšec · h2 bílý pěšec · a1 bílý věž · b1 bílý jezdec · c1 bílý střelec · d1 bílý dáma · e1 bílý král · h1 bílý věž | a8 černý věž · c8 černý střelec · d8 černý dáma · e8 černý král · f8 černý střelec · h8 černý věž · a7 černý pěšec · c7 černý pěšec · f7 černý pěšec · g7 černý pěšec · h7 černý pěšec · c6 černý jezdec · f6 černý jezdec · b5 černý pěšec · d5 bílý pěšec · e5 černý pěšec · g5 bílý jezdec · c4 bílý střelec · a2 bílý pěšec · b2 bílý pěšec · c2 bílý pěšec · d2 bílý pěšec · f2 bílý pěšec · g2 bílý pěšec · h2 bílý pěšec · a1 bílý věž · b1 bílý jezdec · c1 bílý střelec · d1 bílý dáma · e1 bílý král · h1 bílý věž | a8 černý věž · c8 černý střelec · d8 černý dáma · e8 černý král · f8 černý střelec · h8 černý věž · a7 černý pěšec · c7 černý pěšec · f7 černý pěšec · g7 černý pěšec · h7 černý pěšec · c6 černý jezdec · f6 černý jezdec · b5 černý pěšec · d5 bílý pěšec · e5 černý pěšec · g5 bílý jezdec · c4 bílý střelec · a2 bílý pěšec · b2 bílý pěšec · c2 bílý pěšec · d2 bílý pěšec · f2 bílý pěšec · g2 bílý pěšec · h2 bílý pěšec · a1 bílý věž · b1 bílý jezdec · c1 bílý střelec · d1 bílý dáma · e1 bílý král · h1 bílý věž | 4 |
| 3 | a8 černý věž · c8 černý střelec · d8 černý dáma · e8 černý král · f8 černý střelec · h8 černý věž · a7 černý pěšec · c7 černý pěšec · f7 černý pěšec · g7 černý pěšec · h7 černý pěšec · c6 černý jezdec · f6 černý jezdec · b5 černý pěšec · d5 bílý pěšec · e5 černý pěšec · g5 bílý jezdec · c4 bílý střelec · a2 bílý pěšec · b2 bílý pěšec · c2 bílý pěšec · d2 bílý pěšec · f2 bílý pěšec · g2 bílý pěšec · h2 bílý pěšec · a1 bílý věž · b1 bílý jezdec · c1 bílý střelec · d1 bílý dáma · e1 bílý král · h1 bílý věž | a8 černý věž · c8 černý střelec · d8 černý dáma · e8 černý král · f8 černý střelec · h8 černý věž · a7 černý pěšec · c7 černý pěšec · f7 černý pěšec · g7 černý pěšec · h7 černý pěšec · c6 černý jezdec · f6 černý jezdec · b5 černý pěšec · d5 bílý pěšec · e5 černý pěšec · g5 bílý jezdec · c4 bílý střelec · a2 bílý pěšec · b2 bílý pěšec · c2 bílý pěšec · d2 bílý pěšec · f2 bílý pěšec · g2 bílý pěšec · h2 bílý pěšec · a1 bílý věž · b1 bílý jezdec · c1 bílý střelec · d1 bílý dáma · e1 bílý král · h1 bílý věž | a8 černý věž · c8 černý střelec · d8 černý dáma · e8 černý král · f8 černý střelec · h8 černý věž · a7 černý pěšec · c7 černý pěšec · f7 černý pěšec · g7 černý pěšec · h7 černý pěšec · c6 černý jezdec · f6 černý jezdec · b5 černý pěšec · d5 bílý pěšec · e5 černý pěšec · g5 bílý jezdec · c4 bílý střelec · a2 bílý pěšec · b2 bílý pěšec · c2 bílý pěšec · d2 bílý pěšec · f2 bílý pěšec · g2 bílý pěšec · h2 bílý pěšec · a1 bílý věž · b1 bílý jezdec · c1 bílý střelec · d1 bílý dáma · e1 bílý král · h1 bílý věž | a8 černý věž · c8 černý střelec · d8 černý dáma · e8 černý král · f8 černý střelec · h8 černý věž · a7 černý pěšec · c7 černý pěšec · f7 černý pěšec · g7 černý pěšec · h7 černý pěšec · c6 černý jezdec · f6 černý jezdec · b5 černý pěšec · d5 bílý pěšec · e5 černý pěšec · g5 bílý jezdec · c4 bílý střelec · a2 bílý pěšec · b2 bílý pěšec · c2 bílý pěšec · d2 bílý pěšec · f2 bílý pěšec · g2 bílý pěšec · h2 bílý pěšec · a1 bílý věž · b1 bílý jezdec · c1 bílý střelec · d1 bílý dáma · e1 bílý král · h1 bílý věž | a8 černý věž · c8 černý střelec · d8 černý dáma · e8 černý král · f8 černý střelec · h8 černý věž · a7 černý pěšec · c7 černý pěšec · f7 černý pěšec · g7 černý pěšec · h7 černý pěšec · c6 černý jezdec · f6 černý jezdec · b5 černý pěšec · d5 bílý pěšec · e5 černý pěšec · g5 bílý jezdec · c4 bílý střelec · a2 bílý pěšec · b2 bílý pěšec · c2 bílý pěšec · d2 bílý pěšec · f2 bílý pěšec · g2 bílý pěšec · h2 bílý pěšec · a1 bílý věž · b1 bílý jezdec · c1 bílý střelec · d1 bílý dáma · e1 bílý král · h1 bílý věž | a8 černý věž · c8 černý střelec · d8 černý dáma · e8 černý král · f8 černý střelec · h8 černý věž · a7 černý pěšec · c7 černý pěšec · f7 černý pěšec · g7 černý pěšec · h7 černý pěšec · c6 černý jezdec · f6 černý jezdec · b5 černý pěšec · d5 bílý pěšec · e5 černý pěšec · g5 bílý jezdec · c4 bílý střelec · a2 bílý pěšec · b2 bílý pěšec · c2 bílý pěšec · d2 bílý pěšec · f2 bílý pěšec · g2 bílý pěšec · h2 bílý pěšec · a1 bílý věž · b1 bílý jezdec · c1 bílý střelec · d1 bílý dáma · e1 bílý král · h1 bílý věž | a8 černý věž · c8 černý střelec · d8 černý dáma · e8 černý král · f8 černý střelec · h8 černý věž · a7 černý pěšec · c7 černý pěšec · f7 černý pěšec · g7 černý pěšec · h7 černý pěšec · c6 černý jezdec · f6 černý jezdec · b5 černý pěšec · d5 bílý pěšec · e5 černý pěšec · g5 bílý jezdec · c4 bílý střelec · a2 bílý pěšec · b2 bílý pěšec · c2 bílý pěšec · d2 bílý pěšec · f2 bílý pěšec · g2 bílý pěšec · h2 bílý pěšec · a1 bílý věž · b1 bílý jezdec · c1 bílý střelec · d1 bílý dáma · e1 bílý král · h1 bílý věž | a8 černý věž · c8 černý střelec · d8 černý dáma · e8 černý král · f8 černý střelec · h8 černý věž · a7 černý pěšec · c7 černý pěšec · f7 černý pěšec · g7 černý pěšec · h7 černý pěšec · c6 černý jezdec · f6 černý jezdec · b5 černý pěšec · d5 bílý pěšec · e5 černý pěšec · g5 bílý jezdec · c4 bílý střelec · a2 bílý pěšec · b2 bílý pěšec · c2 bílý pěšec · d2 bílý pěšec · f2 bílý pěšec · g2 bílý pěšec · h2 bílý pěšec · a1 bílý věž · b1 bílý jezdec · c1 bílý střelec · d1 bílý dáma · e1 bílý král · h1 bílý věž | 3 |
| 2 | a8 černý věž · c8 černý střelec · d8 černý dáma · e8 černý král · f8 černý střelec · h8 černý věž · a7 černý pěšec · c7 černý pěšec · f7 černý pěšec · g7 černý pěšec · h7 černý pěšec · c6 černý jezdec · f6 černý jezdec · b5 černý pěšec · d5 bílý pěšec · e5 černý pěšec · g5 bílý jezdec · c4 bílý střelec · a2 bílý pěšec · b2 bílý pěšec · c2 bílý pěšec · d2 bílý pěšec · f2 bílý pěšec · g2 bílý pěšec · h2 bílý pěšec · a1 bílý věž · b1 bílý jezdec · c1 bílý střelec · d1 bílý dáma · e1 bílý král · h1 bílý věž | a8 černý věž · c8 černý střelec · d8 černý dáma · e8 černý král · f8 černý střelec · h8 černý věž · a7 černý pěšec · c7 černý pěšec · f7 černý pěšec · g7 černý pěšec · h7 černý pěšec · c6 černý jezdec · f6 černý jezdec · b5 černý pěšec · d5 bílý pěšec · e5 černý pěšec · g5 bílý jezdec · c4 bílý střelec · a2 bílý pěšec · b2 bílý pěšec · c2 bílý pěšec · d2 bílý pěšec · f2 bílý pěšec · g2 bílý pěšec · h2 bílý pěšec · a1 bílý věž · b1 bílý jezdec · c1 bílý střelec · d1 bílý dáma · e1 bílý král · h1 bílý věž | a8 černý věž · c8 černý střelec · d8 černý dáma · e8 černý král · f8 černý střelec · h8 černý věž · a7 černý pěšec · c7 černý pěšec · f7 černý pěšec · g7 černý pěšec · h7 černý pěšec · c6 černý jezdec · f6 černý jezdec · b5 černý pěšec · d5 bílý pěšec · e5 černý pěšec · g5 bílý jezdec · c4 bílý střelec · a2 bílý pěšec · b2 bílý pěšec · c2 bílý pěšec · d2 bílý pěšec · f2 bílý pěšec · g2 bílý pěšec · h2 bílý pěšec · a1 bílý věž · b1 bílý jezdec · c1 bílý střelec · d1 bílý dáma · e1 bílý král · h1 bílý věž | a8 černý věž · c8 černý střelec · d8 černý dáma · e8 černý král · f8 černý střelec · h8 černý věž · a7 černý pěšec · c7 černý pěšec · f7 černý pěšec · g7 černý pěšec · h7 černý pěšec · c6 černý jezdec · f6 černý jezdec · b5 černý pěšec · d5 bílý pěšec · e5 černý pěšec · g5 bílý jezdec · c4 bílý střelec · a2 bílý pěšec · b2 bílý pěšec · c2 bílý pěšec · d2 bílý pěšec · f2 bílý pěšec · g2 bílý pěšec · h2 bílý pěšec · a1 bílý věž · b1 bílý jezdec · c1 bílý střelec · d1 bílý dáma · e1 bílý král · h1 bílý věž | a8 černý věž · c8 černý střelec · d8 černý dáma · e8 černý král · f8 černý střelec · h8 černý věž · a7 černý pěšec · c7 černý pěšec · f7 černý pěšec · g7 černý pěšec · h7 černý pěšec · c6 černý jezdec · f6 černý jezdec · b5 černý pěšec · d5 bílý pěšec · e5 černý pěšec · g5 bílý jezdec · c4 bílý střelec · a2 bílý pěšec · b2 bílý pěšec · c2 bílý pěšec · d2 bílý pěšec · f2 bílý pěšec · g2 bílý pěšec · h2 bílý pěšec · a1 bílý věž · b1 bílý jezdec · c1 bílý střelec · d1 bílý dáma · e1 bílý král · h1 bílý věž | a8 černý věž · c8 černý střelec · d8 černý dáma · e8 černý král · f8 černý střelec · h8 černý věž · a7 černý pěšec · c7 černý pěšec · f7 černý pěšec · g7 černý pěšec · h7 černý pěšec · c6 černý jezdec · f6 černý jezdec · b5 černý pěšec · d5 bílý pěšec · e5 černý pěšec · g5 bílý jezdec · c4 bílý střelec · a2 bílý pěšec · b2 bílý pěšec · c2 bílý pěšec · d2 bílý pěšec · f2 bílý pěšec · g2 bílý pěšec · h2 bílý pěšec · a1 bílý věž · b1 bílý jezdec · c1 bílý střelec · d1 bílý dáma · e1 bílý král · h1 bílý věž | a8 černý věž · c8 černý střelec · d8 černý dáma · e8 černý král · f8 černý střelec · h8 černý věž · a7 černý pěšec · c7 černý pěšec · f7 černý pěšec · g7 černý pěšec · h7 černý pěšec · c6 černý jezdec · f6 černý jezdec · b5 černý pěšec · d5 bílý pěšec · e5 černý pěšec · g5 bílý jezdec · c4 bílý střelec · a2 bílý pěšec · b2 bílý pěšec · c2 bílý pěšec · d2 bílý pěšec · f2 bílý pěšec · g2 bílý pěšec · h2 bílý pěšec · a1 bílý věž · b1 bílý jezdec · c1 bílý střelec · d1 bílý dáma · e1 bílý král · h1 bílý věž | a8 černý věž · c8 černý střelec · d8 černý dáma · e8 černý král · f8 černý střelec · h8 černý věž · a7 černý pěšec · c7 černý pěšec · f7 černý pěšec · g7 černý pěšec · h7 černý pěšec · c6 černý jezdec · f6 černý jezdec · b5 černý pěšec · d5 bílý pěšec · e5 černý pěšec · g5 bílý jezdec · c4 bílý střelec · a2 bílý pěšec · b2 bílý pěšec · c2 bílý pěšec · d2 bílý pěšec · f2 bílý pěšec · g2 bílý pěšec · h2 bílý pěšec · a1 bílý věž · b1 bílý jezdec · c1 bílý střelec · d1 bílý dáma · e1 bílý král · h1 bílý věž | 2 |
| 1 | a8 černý věž · c8 černý střelec · d8 černý dáma · e8 černý král · f8 černý střelec · h8 černý věž · a7 černý pěšec · c7 černý pěšec · f7 černý pěšec · g7 černý pěšec · h7 černý pěšec · c6 černý jezdec · f6 černý jezdec · b5 černý pěšec · d5 bílý pěšec · e5 černý pěšec · g5 bílý jezdec · c4 bílý střelec · a2 bílý pěšec · b2 bílý pěšec · c2 bílý pěšec · d2 bílý pěšec · f2 bílý pěšec · g2 bílý pěšec · h2 bílý pěšec · a1 bílý věž · b1 bílý jezdec · c1 bílý střelec · d1 bílý dáma · e1 bílý král · h1 bílý věž | a8 černý věž · c8 černý střelec · d8 černý dáma · e8 černý král · f8 černý střelec · h8 černý věž · a7 černý pěšec · c7 černý pěšec · f7 černý pěšec · g7 černý pěšec · h7 černý pěšec · c6 černý jezdec · f6 černý jezdec · b5 černý pěšec · d5 bílý pěšec · e5 černý pěšec · g5 bílý jezdec · c4 bílý střelec · a2 bílý pěšec · b2 bílý pěšec · c2 bílý pěšec · d2 bílý pěšec · f2 bílý pěšec · g2 bílý pěšec · h2 bílý pěšec · a1 bílý věž · b1 bílý jezdec · c1 bílý střelec · d1 bílý dáma · e1 bílý král · h1 bílý věž | a8 černý věž · c8 černý střelec · d8 černý dáma · e8 černý král · f8 černý střelec · h8 černý věž · a7 černý pěšec · c7 černý pěšec · f7 černý pěšec · g7 černý pěšec · h7 černý pěšec · c6 černý jezdec · f6 černý jezdec · b5 černý pěšec · d5 bílý pěšec · e5 černý pěšec · g5 bílý jezdec · c4 bílý střelec · a2 bílý pěšec · b2 bílý pěšec · c2 bílý pěšec · d2 bílý pěšec · f2 bílý pěšec · g2 bílý pěšec · h2 bílý pěšec · a1 bílý věž · b1 bílý jezdec · c1 bílý střelec · d1 bílý dáma · e1 bílý král · h1 bílý věž | a8 černý věž · c8 černý střelec · d8 černý dáma · e8 černý král · f8 černý střelec · h8 černý věž · a7 černý pěšec · c7 černý pěšec · f7 černý pěšec · g7 černý pěšec · h7 černý pěšec · c6 černý jezdec · f6 černý jezdec · b5 černý pěšec · d5 bílý pěšec · e5 černý pěšec · g5 bílý jezdec · c4 bílý střelec · a2 bílý pěšec · b2 bílý pěšec · c2 bílý pěšec · d2 bílý pěšec · f2 bílý pěšec · g2 bílý pěšec · h2 bílý pěšec · a1 bílý věž · b1 bílý jezdec · c1 bílý střelec · d1 bílý dáma · e1 bílý král · h1 bílý věž | a8 černý věž · c8 černý střelec · d8 černý dáma · e8 černý král · f8 černý střelec · h8 černý věž · a7 černý pěšec · c7 černý pěšec · f7 černý pěšec · g7 černý pěšec · h7 černý pěšec · c6 černý jezdec · f6 černý jezdec · b5 černý pěšec · d5 bílý pěšec · e5 černý pěšec · g5 bílý jezdec · c4 bílý střelec · a2 bílý pěšec · b2 bílý pěšec · c2 bílý pěšec · d2 bílý pěšec · f2 bílý pěšec · g2 bílý pěšec · h2 bílý pěšec · a1 bílý věž · b1 bílý jezdec · c1 bílý střelec · d1 bílý dáma · e1 bílý král · h1 bílý věž | a8 černý věž · c8 černý střelec · d8 černý dáma · e8 černý král · f8 černý střelec · h8 černý věž · a7 černý pěšec · c7 černý pěšec · f7 černý pěšec · g7 černý pěšec · h7 černý pěšec · c6 černý jezdec · f6 černý jezdec · b5 černý pěšec · d5 bílý pěšec · e5 černý pěšec · g5 bílý jezdec · c4 bílý střelec · a2 bílý pěšec · b2 bílý pěšec · c2 bílý pěšec · d2 bílý pěšec · f2 bílý pěšec · g2 bílý pěšec · h2 bílý pěšec · a1 bílý věž · b1 bílý jezdec · c1 bílý střelec · d1 bílý dáma · e1 bílý král · h1 bílý věž | a8 černý věž · c8 černý střelec · d8 černý dáma · e8 černý král · f8 černý střelec · h8 černý věž · a7 černý pěšec · c7 černý pěšec · f7 černý pěšec · g7 černý pěšec · h7 černý pěšec · c6 černý jezdec · f6 černý jezdec · b5 černý pěšec · d5 bílý pěšec · e5 černý pěšec · g5 bílý jezdec · c4 bílý střelec · a2 bílý pěšec · b2 bílý pěšec · c2 bílý pěšec · d2 bílý pěšec · f2 bílý pěšec · g2 bílý pěšec · h2 bílý pěšec · a1 bílý věž · b1 bílý jezdec · c1 bílý střelec · d1 bílý dáma · e1 bílý král · h1 bílý věž | a8 černý věž · c8 černý střelec · d8 černý dáma · e8 černý král · f8 černý střelec · h8 černý věž · a7 černý pěšec · c7 černý pěšec · f7 černý pěšec · g7 černý pěšec · h7 černý pěšec · c6 černý jezdec · f6 černý jezdec · b5 černý pěšec · d5 bílý pěšec · e5 černý pěšec · g5 bílý jezdec · c4 bílý střelec · a2 bílý pěšec · b2 bílý pěšec · c2 bílý pěšec · d2 bílý pěšec · f2 bílý pěšec · g2 bílý pěšec · h2 bílý pěšec · a1 bílý věž · b1 bílý jezdec · c1 bílý střelec · d1 bílý dáma · e1 bílý král · h1 bílý věž | 1 |
|   | a | b | c | d | e | f | g | h |   |

|   | a | b | c | d | e | f | g | h |   |
| 8 | a8 černý věž · c8 černý střelec · d8 černý dáma · e8 černý král · f8 černý střelec · h8 černý věž · a7 černý pěšec · b7 černý pěšec · c7 černý pěšec · f7 černý pěšec · g7 černý pěšec · h7 černý pěšec · f6 černý jezdec · d5 bílý pěšec · e5 černý pěšec · g5 bílý jezdec · c4 bílý střelec · d4 černý jezdec · a2 bílý pěšec · b2 bílý pěšec · c2 bílý pěšec · d2 bílý pěšec · f2 bílý pěšec · g2 bílý pěšec · h2 bílý pěšec · a1 bílý věž · b1 bílý jezdec · c1 bílý střelec · d1 bílý dáma · e1 bílý král · h1 bílý věž | a8 černý věž · c8 černý střelec · d8 černý dáma · e8 černý král · f8 černý střelec · h8 černý věž · a7 černý pěšec · b7 černý pěšec · c7 černý pěšec · f7 černý pěšec · g7 černý pěšec · h7 černý pěšec · f6 černý jezdec · d5 bílý pěšec · e5 černý pěšec · g5 bílý jezdec · c4 bílý střelec · d4 černý jezdec · a2 bílý pěšec · b2 bílý pěšec · c2 bílý pěšec · d2 bílý pěšec · f2 bílý pěšec · g2 bílý pěšec · h2 bílý pěšec · a1 bílý věž · b1 bílý jezdec · c1 bílý střelec · d1 bílý dáma · e1 bílý král · h1 bílý věž | a8 černý věž · c8 černý střelec · d8 černý dáma · e8 černý král · f8 černý střelec · h8 černý věž · a7 černý pěšec · b7 černý pěšec · c7 černý pěšec · f7 černý pěšec · g7 černý pěšec · h7 černý pěšec · f6 černý jezdec · d5 bílý pěšec · e5 černý pěšec · g5 bílý jezdec · c4 bílý střelec · d4 černý jezdec · a2 bílý pěšec · b2 bílý pěšec · c2 bílý pěšec · d2 bílý pěšec · f2 bílý pěšec · g2 bílý pěšec · h2 bílý pěšec · a1 bílý věž · b1 bílý jezdec · c1 bílý střelec · d1 bílý dáma · e1 bílý král · h1 bílý věž | a8 černý věž · c8 černý střelec · d8 černý dáma · e8 černý král · f8 černý střelec · h8 černý věž · a7 černý pěšec · b7 černý pěšec · c7 černý pěšec · f7 černý pěšec · g7 černý pěšec · h7 černý pěšec · f6 černý jezdec · d5 bílý pěšec · e5 černý pěšec · g5 bílý jezdec · c4 bílý střelec · d4 černý jezdec · a2 bílý pěšec · b2 bílý pěšec · c2 bílý pěšec · d2 bílý pěšec · f2 bílý pěšec · g2 bílý pěšec · h2 bílý pěšec · a1 bílý věž · b1 bílý jezdec · c1 bílý střelec · d1 bílý dáma · e1 bílý král · h1 bílý věž | a8 černý věž · c8 černý střelec · d8 černý dáma · e8 černý král · f8 černý střelec · h8 černý věž · a7 černý pěšec · b7 černý pěšec · c7 černý pěšec · f7 černý pěšec · g7 černý pěšec · h7 černý pěšec · f6 černý jezdec · d5 bílý pěšec · e5 černý pěšec · g5 bílý jezdec · c4 bílý střelec · d4 černý jezdec · a2 bílý pěšec · b2 bílý pěšec · c2 bílý pěšec · d2 bílý pěšec · f2 bílý pěšec · g2 bílý pěšec · h2 bílý pěšec · a1 bílý věž · b1 bílý jezdec · c1 bílý střelec · d1 bílý dáma · e1 bílý král · h1 bílý věž | a8 černý věž · c8 černý střelec · d8 černý dáma · e8 černý král · f8 černý střelec · h8 černý věž · a7 černý pěšec · b7 černý pěšec · c7 černý pěšec · f7 černý pěšec · g7 černý pěšec · h7 černý pěšec · f6 černý jezdec · d5 bílý pěšec · e5 černý pěšec · g5 bílý jezdec · c4 bílý střelec · d4 černý jezdec · a2 bílý pěšec · b2 bílý pěšec · c2 bílý pěšec · d2 bílý pěšec · f2 bílý pěšec · g2 bílý pěšec · h2 bílý pěšec · a1 bílý věž · b1 bílý jezdec · c1 bílý střelec · d1 bílý dáma · e1 bílý král · h1 bílý věž | a8 černý věž · c8 černý střelec · d8 černý dáma · e8 černý král · f8 černý střelec · h8 černý věž · a7 černý pěšec · b7 černý pěšec · c7 černý pěšec · f7 černý pěšec · g7 černý pěšec · h7 černý pěšec · f6 černý jezdec · d5 bílý pěšec · e5 černý pěšec · g5 bílý jezdec · c4 bílý střelec · d4 černý jezdec · a2 bílý pěšec · b2 bílý pěšec · c2 bílý pěšec · d2 bílý pěšec · f2 bílý pěšec · g2 bílý pěšec · h2 bílý pěšec · a1 bílý věž · b1 bílý jezdec · c1 bílý střelec · d1 bílý dáma · e1 bílý král · h1 bílý věž | a8 černý věž · c8 černý střelec · d8 černý dáma · e8 černý král · f8 černý střelec · h8 černý věž · a7 černý pěšec · b7 černý pěšec · c7 černý pěšec · f7 černý pěšec · g7 černý pěšec · h7 černý pěšec · f6 černý jezdec · d5 bílý pěšec · e5 černý pěšec · g5 bílý jezdec · c4 bílý střelec · d4 černý jezdec · a2 bílý pěšec · b2 bílý pěšec · c2 bílý pěšec · d2 bílý pěšec · f2 bílý pěšec · g2 bílý pěšec · h2 bílý pěšec · a1 bílý věž · b1 bílý jezdec · c1 bílý střelec · d1 bílý dáma · e1 bílý král · h1 bílý věž | 8 |
| 7 | a8 černý věž · c8 černý střelec · d8 černý dáma · e8 černý král · f8 černý střelec · h8 černý věž · a7 černý pěšec · b7 černý pěšec · c7 černý pěšec · f7 černý pěšec · g7 černý pěšec · h7 černý pěšec · f6 černý jezdec · d5 bílý pěšec · e5 černý pěšec · g5 bílý jezdec · c4 bílý střelec · d4 černý jezdec · a2 bílý pěšec · b2 bílý pěšec · c2 bílý pěšec · d2 bílý pěšec · f2 bílý pěšec · g2 bílý pěšec · h2 bílý pěšec · a1 bílý věž · b1 bílý jezdec · c1 bílý střelec · d1 bílý dáma · e1 bílý král · h1 bílý věž | a8 černý věž · c8 černý střelec · d8 černý dáma · e8 černý král · f8 černý střelec · h8 černý věž · a7 černý pěšec · b7 černý pěšec · c7 černý pěšec · f7 černý pěšec · g7 černý pěšec · h7 černý pěšec · f6 černý jezdec · d5 bílý pěšec · e5 černý pěšec · g5 bílý jezdec · c4 bílý střelec · d4 černý jezdec · a2 bílý pěšec · b2 bílý pěšec · c2 bílý pěšec · d2 bílý pěšec · f2 bílý pěšec · g2 bílý pěšec · h2 bílý pěšec · a1 bílý věž · b1 bílý jezdec · c1 bílý střelec · d1 bílý dáma · e1 bílý král · h1 bílý věž | a8 černý věž · c8 černý střelec · d8 černý dáma · e8 černý král · f8 černý střelec · h8 černý věž · a7 černý pěšec · b7 černý pěšec · c7 černý pěšec · f7 černý pěšec · g7 černý pěšec · h7 černý pěšec · f6 černý jezdec · d5 bílý pěšec · e5 černý pěšec · g5 bílý jezdec · c4 bílý střelec · d4 černý jezdec · a2 bílý pěšec · b2 bílý pěšec · c2 bílý pěšec · d2 bílý pěšec · f2 bílý pěšec · g2 bílý pěšec · h2 bílý pěšec · a1 bílý věž · b1 bílý jezdec · c1 bílý střelec · d1 bílý dáma · e1 bílý král · h1 bílý věž | a8 černý věž · c8 černý střelec · d8 černý dáma · e8 černý král · f8 černý střelec · h8 černý věž · a7 černý pěšec · b7 černý pěšec · c7 černý pěšec · f7 černý pěšec · g7 černý pěšec · h7 černý pěšec · f6 černý jezdec · d5 bílý pěšec · e5 černý pěšec · g5 bílý jezdec · c4 bílý střelec · d4 černý jezdec · a2 bílý pěšec · b2 bílý pěšec · c2 bílý pěšec · d2 bílý pěšec · f2 bílý pěšec · g2 bílý pěšec · h2 bílý pěšec · a1 bílý věž · b1 bílý jezdec · c1 bílý střelec · d1 bílý dáma · e1 bílý král · h1 bílý věž | a8 černý věž · c8 černý střelec · d8 černý dáma · e8 černý král · f8 černý střelec · h8 černý věž · a7 černý pěšec · b7 černý pěšec · c7 černý pěšec · f7 černý pěšec · g7 černý pěšec · h7 černý pěšec · f6 černý jezdec · d5 bílý pěšec · e5 černý pěšec · g5 bílý jezdec · c4 bílý střelec · d4 černý jezdec · a2 bílý pěšec · b2 bílý pěšec · c2 bílý pěšec · d2 bílý pěšec · f2 bílý pěšec · g2 bílý pěšec · h2 bílý pěšec · a1 bílý věž · b1 bílý jezdec · c1 bílý střelec · d1 bílý dáma · e1 bílý král · h1 bílý věž | a8 černý věž · c8 černý střelec · d8 černý dáma · e8 černý král · f8 černý střelec · h8 černý věž · a7 černý pěšec · b7 černý pěšec · c7 černý pěšec · f7 černý pěšec · g7 černý pěšec · h7 černý pěšec · f6 černý jezdec · d5 bílý pěšec · e5 černý pěšec · g5 bílý jezdec · c4 bílý střelec · d4 černý jezdec · a2 bílý pěšec · b2 bílý pěšec · c2 bílý pěšec · d2 bílý pěšec · f2 bílý pěšec · g2 bílý pěšec · h2 bílý pěšec · a1 bílý věž · b1 bílý jezdec · c1 bílý střelec · d1 bílý dáma · e1 bílý král · h1 bílý věž | a8 černý věž · c8 černý střelec · d8 černý dáma · e8 černý král · f8 černý střelec · h8 černý věž · a7 černý pěšec · b7 černý pěšec · c7 černý pěšec · f7 černý pěšec · g7 černý pěšec · h7 černý pěšec · f6 černý jezdec · d5 bílý pěšec · e5 černý pěšec · g5 bílý jezdec · c4 bílý střelec · d4 černý jezdec · a2 bílý pěšec · b2 bílý pěšec · c2 bílý pěšec · d2 bílý pěšec · f2 bílý pěšec · g2 bílý pěšec · h2 bílý pěšec · a1 bílý věž · b1 bílý jezdec · c1 bílý střelec · d1 bílý dáma · e1 bílý král · h1 bílý věž | a8 černý věž · c8 černý střelec · d8 černý dáma · e8 černý král · f8 černý střelec · h8 černý věž · a7 černý pěšec · b7 černý pěšec · c7 černý pěšec · f7 černý pěšec · g7 černý pěšec · h7 černý pěšec · f6 černý jezdec · d5 bílý pěšec · e5 černý pěšec · g5 bílý jezdec · c4 bílý střelec · d4 černý jezdec · a2 bílý pěšec · b2 bílý pěšec · c2 bílý pěšec · d2 bílý pěšec · f2 bílý pěšec · g2 bílý pěšec · h2 bílý pěšec · a1 bílý věž · b1 bílý jezdec · c1 bílý střelec · d1 bílý dáma · e1 bílý král · h1 bílý věž | 7 |
| 6 | a8 černý věž · c8 černý střelec · d8 černý dáma · e8 černý král · f8 černý střelec · h8 černý věž · a7 černý pěšec · b7 černý pěšec · c7 černý pěšec · f7 černý pěšec · g7 černý pěšec · h7 černý pěšec · f6 černý jezdec · d5 bílý pěšec · e5 černý pěšec · g5 bílý jezdec · c4 bílý střelec · d4 černý jezdec · a2 bílý pěšec · b2 bílý pěšec · c2 bílý pěšec · d2 bílý pěšec · f2 bílý pěšec · g2 bílý pěšec · h2 bílý pěšec · a1 bílý věž · b1 bílý jezdec · c1 bílý střelec · d1 bílý dáma · e1 bílý král · h1 bílý věž | a8 černý věž · c8 černý střelec · d8 černý dáma · e8 černý král · f8 černý střelec · h8 černý věž · a7 černý pěšec · b7 černý pěšec · c7 černý pěšec · f7 černý pěšec · g7 černý pěšec · h7 černý pěšec · f6 černý jezdec · d5 bílý pěšec · e5 černý pěšec · g5 bílý jezdec · c4 bílý střelec · d4 černý jezdec · a2 bílý pěšec · b2 bílý pěšec · c2 bílý pěšec · d2 bílý pěšec · f2 bílý pěšec · g2 bílý pěšec · h2 bílý pěšec · a1 bílý věž · b1 bílý jezdec · c1 bílý střelec · d1 bílý dáma · e1 bílý král · h1 bílý věž | a8 černý věž · c8 černý střelec · d8 černý dáma · e8 černý král · f8 černý střelec · h8 černý věž · a7 černý pěšec · b7 černý pěšec · c7 černý pěšec · f7 černý pěšec · g7 černý pěšec · h7 černý pěšec · f6 černý jezdec · d5 bílý pěšec · e5 černý pěšec · g5 bílý jezdec · c4 bílý střelec · d4 černý jezdec · a2 bílý pěšec · b2 bílý pěšec · c2 bílý pěšec · d2 bílý pěšec · f2 bílý pěšec · g2 bílý pěšec · h2 bílý pěšec · a1 bílý věž · b1 bílý jezdec · c1 bílý střelec · d1 bílý dáma · e1 bílý král · h1 bílý věž | a8 černý věž · c8 černý střelec · d8 černý dáma · e8 černý král · f8 černý střelec · h8 černý věž · a7 černý pěšec · b7 černý pěšec · c7 černý pěšec · f7 černý pěšec · g7 černý pěšec · h7 černý pěšec · f6 černý jezdec · d5 bílý pěšec · e5 černý pěšec · g5 bílý jezdec · c4 bílý střelec · d4 černý jezdec · a2 bílý pěšec · b2 bílý pěšec · c2 bílý pěšec · d2 bílý pěšec · f2 bílý pěšec · g2 bílý pěšec · h2 bílý pěšec · a1 bílý věž · b1 bílý jezdec · c1 bílý střelec · d1 bílý dáma · e1 bílý král · h1 bílý věž | a8 černý věž · c8 černý střelec · d8 černý dáma · e8 černý král · f8 černý střelec · h8 černý věž · a7 černý pěšec · b7 černý pěšec · c7 černý pěšec · f7 černý pěšec · g7 černý pěšec · h7 černý pěšec · f6 černý jezdec · d5 bílý pěšec · e5 černý pěšec · g5 bílý jezdec · c4 bílý střelec · d4 černý jezdec · a2 bílý pěšec · b2 bílý pěšec · c2 bílý pěšec · d2 bílý pěšec · f2 bílý pěšec · g2 bílý pěšec · h2 bílý pěšec · a1 bílý věž · b1 bílý jezdec · c1 bílý střelec · d1 bílý dáma · e1 bílý král · h1 bílý věž | a8 černý věž · c8 černý střelec · d8 černý dáma · e8 černý král · f8 černý střelec · h8 černý věž · a7 černý pěšec · b7 černý pěšec · c7 černý pěšec · f7 černý pěšec · g7 černý pěšec · h7 černý pěšec · f6 černý jezdec · d5 bílý pěšec · e5 černý pěšec · g5 bílý jezdec · c4 bílý střelec · d4 černý jezdec · a2 bílý pěšec · b2 bílý pěšec · c2 bílý pěšec · d2 bílý pěšec · f2 bílý pěšec · g2 bílý pěšec · h2 bílý pěšec · a1 bílý věž · b1 bílý jezdec · c1 bílý střelec · d1 bílý dáma · e1 bílý král · h1 bílý věž | a8 černý věž · c8 černý střelec · d8 černý dáma · e8 černý král · f8 černý střelec · h8 černý věž · a7 černý pěšec · b7 černý pěšec · c7 černý pěšec · f7 černý pěšec · g7 černý pěšec · h7 černý pěšec · f6 černý jezdec · d5 bílý pěšec · e5 černý pěšec · g5 bílý jezdec · c4 bílý střelec · d4 černý jezdec · a2 bílý pěšec · b2 bílý pěšec · c2 bílý pěšec · d2 bílý pěšec · f2 bílý pěšec · g2 bílý pěšec · h2 bílý pěšec · a1 bílý věž · b1 bílý jezdec · c1 bílý střelec · d1 bílý dáma · e1 bílý král · h1 bílý věž | a8 černý věž · c8 černý střelec · d8 černý dáma · e8 černý král · f8 černý střelec · h8 černý věž · a7 černý pěšec · b7 černý pěšec · c7 černý pěšec · f7 černý pěšec · g7 černý pěšec · h7 černý pěšec · f6 černý jezdec · d5 bílý pěšec · e5 černý pěšec · g5 bílý jezdec · c4 bílý střelec · d4 černý jezdec · a2 bílý pěšec · b2 bílý pěšec · c2 bílý pěšec · d2 bílý pěšec · f2 bílý pěšec · g2 bílý pěšec · h2 bílý pěšec · a1 bílý věž · b1 bílý jezdec · c1 bílý střelec · d1 bílý dáma · e1 bílý král · h1 bílý věž | 6 |
| 5 | a8 černý věž · c8 černý střelec · d8 černý dáma · e8 černý král · f8 černý střelec · h8 černý věž · a7 černý pěšec · b7 černý pěšec · c7 černý pěšec · f7 černý pěšec · g7 černý pěšec · h7 černý pěšec · f6 černý jezdec · d5 bílý pěšec · e5 černý pěšec · g5 bílý jezdec · c4 bílý střelec · d4 černý jezdec · a2 bílý pěšec · b2 bílý pěšec · c2 bílý pěšec · d2 bílý pěšec · f2 bílý pěšec · g2 bílý pěšec · h2 bílý pěšec · a1 bílý věž · b1 bílý jezdec · c1 bílý střelec · d1 bílý dáma · e1 bílý král · h1 bílý věž | a8 černý věž · c8 černý střelec · d8 černý dáma · e8 černý král · f8 černý střelec · h8 černý věž · a7 černý pěšec · b7 černý pěšec · c7 černý pěšec · f7 černý pěšec · g7 černý pěšec · h7 černý pěšec · f6 černý jezdec · d5 bílý pěšec · e5 černý pěšec · g5 bílý jezdec · c4 bílý střelec · d4 černý jezdec · a2 bílý pěšec · b2 bílý pěšec · c2 bílý pěšec · d2 bílý pěšec · f2 bílý pěšec · g2 bílý pěšec · h2 bílý pěšec · a1 bílý věž · b1 bílý jezdec · c1 bílý střelec · d1 bílý dáma · e1 bílý král · h1 bílý věž | a8 černý věž · c8 černý střelec · d8 černý dáma · e8 černý král · f8 černý střelec · h8 černý věž · a7 černý pěšec · b7 černý pěšec · c7 černý pěšec · f7 černý pěšec · g7 černý pěšec · h7 černý pěšec · f6 černý jezdec · d5 bílý pěšec · e5 černý pěšec · g5 bílý jezdec · c4 bílý střelec · d4 černý jezdec · a2 bílý pěšec · b2 bílý pěšec · c2 bílý pěšec · d2 bílý pěšec · f2 bílý pěšec · g2 bílý pěšec · h2 bílý pěšec · a1 bílý věž · b1 bílý jezdec · c1 bílý střelec · d1 bílý dáma · e1 bílý král · h1 bílý věž | a8 černý věž · c8 černý střelec · d8 černý dáma · e8 černý král · f8 černý střelec · h8 černý věž · a7 černý pěšec · b7 černý pěšec · c7 černý pěšec · f7 černý pěšec · g7 černý pěšec · h7 černý pěšec · f6 černý jezdec · d5 bílý pěšec · e5 černý pěšec · g5 bílý jezdec · c4 bílý střelec · d4 černý jezdec · a2 bílý pěšec · b2 bílý pěšec · c2 bílý pěšec · d2 bílý pěšec · f2 bílý pěšec · g2 bílý pěšec · h2 bílý pěšec · a1 bílý věž · b1 bílý jezdec · c1 bílý střelec · d1 bílý dáma · e1 bílý král · h1 bílý věž | a8 černý věž · c8 černý střelec · d8 černý dáma · e8 černý král · f8 černý střelec · h8 černý věž · a7 černý pěšec · b7 černý pěšec · c7 černý pěšec · f7 černý pěšec · g7 černý pěšec · h7 černý pěšec · f6 černý jezdec · d5 bílý pěšec · e5 černý pěšec · g5 bílý jezdec · c4 bílý střelec · d4 černý jezdec · a2 bílý pěšec · b2 bílý pěšec · c2 bílý pěšec · d2 bílý pěšec · f2 bílý pěšec · g2 bílý pěšec · h2 bílý pěšec · a1 bílý věž · b1 bílý jezdec · c1 bílý střelec · d1 bílý dáma · e1 bílý král · h1 bílý věž | a8 černý věž · c8 černý střelec · d8 černý dáma · e8 černý král · f8 černý střelec · h8 černý věž · a7 černý pěšec · b7 černý pěšec · c7 černý pěšec · f7 černý pěšec · g7 černý pěšec · h7 černý pěšec · f6 černý jezdec · d5 bílý pěšec · e5 černý pěšec · g5 bílý jezdec · c4 bílý střelec · d4 černý jezdec · a2 bílý pěšec · b2 bílý pěšec · c2 bílý pěšec · d2 bílý pěšec · f2 bílý pěšec · g2 bílý pěšec · h2 bílý pěšec · a1 bílý věž · b1 bílý jezdec · c1 bílý střelec · d1 bílý dáma · e1 bílý král · h1 bílý věž | a8 černý věž · c8 černý střelec · d8 černý dáma · e8 černý král · f8 černý střelec · h8 černý věž · a7 černý pěšec · b7 černý pěšec · c7 černý pěšec · f7 černý pěšec · g7 černý pěšec · h7 černý pěšec · f6 černý jezdec · d5 bílý pěšec · e5 černý pěšec · g5 bílý jezdec · c4 bílý střelec · d4 černý jezdec · a2 bílý pěšec · b2 bílý pěšec · c2 bílý pěšec · d2 bílý pěšec · f2 bílý pěšec · g2 bílý pěšec · h2 bílý pěšec · a1 bílý věž · b1 bílý jezdec · c1 bílý střelec · d1 bílý dáma · e1 bílý král · h1 bílý věž | a8 černý věž · c8 černý střelec · d8 černý dáma · e8 černý král · f8 černý střelec · h8 černý věž · a7 černý pěšec · b7 černý pěšec · c7 černý pěšec · f7 černý pěšec · g7 černý pěšec · h7 černý pěšec · f6 černý jezdec · d5 bílý pěšec · e5 černý pěšec · g5 bílý jezdec · c4 bílý střelec · d4 černý jezdec · a2 bílý pěšec · b2 bílý pěšec · c2 bílý pěšec · d2 bílý pěšec · f2 bílý pěšec · g2 bílý pěšec · h2 bílý pěšec · a1 bílý věž · b1 bílý jezdec · c1 bílý střelec · d1 bílý dáma · e1 bílý král · h1 bílý věž | 5 |
| 4 | a8 černý věž · c8 černý střelec · d8 černý dáma · e8 černý král · f8 černý střelec · h8 černý věž · a7 černý pěšec · b7 černý pěšec · c7 černý pěšec · f7 černý pěšec · g7 černý pěšec · h7 černý pěšec · f6 černý jezdec · d5 bílý pěšec · e5 černý pěšec · g5 bílý jezdec · c4 bílý střelec · d4 černý jezdec · a2 bílý pěšec · b2 bílý pěšec · c2 bílý pěšec · d2 bílý pěšec · f2 bílý pěšec · g2 bílý pěšec · h2 bílý pěšec · a1 bílý věž · b1 bílý jezdec · c1 bílý střelec · d1 bílý dáma · e1 bílý král · h1 bílý věž | a8 černý věž · c8 černý střelec · d8 černý dáma · e8 černý král · f8 černý střelec · h8 černý věž · a7 černý pěšec · b7 černý pěšec · c7 černý pěšec · f7 černý pěšec · g7 černý pěšec · h7 černý pěšec · f6 černý jezdec · d5 bílý pěšec · e5 černý pěšec · g5 bílý jezdec · c4 bílý střelec · d4 černý jezdec · a2 bílý pěšec · b2 bílý pěšec · c2 bílý pěšec · d2 bílý pěšec · f2 bílý pěšec · g2 bílý pěšec · h2 bílý pěšec · a1 bílý věž · b1 bílý jezdec · c1 bílý střelec · d1 bílý dáma · e1 bílý král · h1 bílý věž | a8 černý věž · c8 černý střelec · d8 černý dáma · e8 černý král · f8 černý střelec · h8 černý věž · a7 černý pěšec · b7 černý pěšec · c7 černý pěšec · f7 černý pěšec · g7 černý pěšec · h7 černý pěšec · f6 černý jezdec · d5 bílý pěšec · e5 černý pěšec · g5 bílý jezdec · c4 bílý střelec · d4 černý jezdec · a2 bílý pěšec · b2 bílý pěšec · c2 bílý pěšec · d2 bílý pěšec · f2 bílý pěšec · g2 bílý pěšec · h2 bílý pěšec · a1 bílý věž · b1 bílý jezdec · c1 bílý střelec · d1 bílý dáma · e1 bílý král · h1 bílý věž | a8 černý věž · c8 černý střelec · d8 černý dáma · e8 černý král · f8 černý střelec · h8 černý věž · a7 černý pěšec · b7 černý pěšec · c7 černý pěšec · f7 černý pěšec · g7 černý pěšec · h7 černý pěšec · f6 černý jezdec · d5 bílý pěšec · e5 černý pěšec · g5 bílý jezdec · c4 bílý střelec · d4 černý jezdec · a2 bílý pěšec · b2 bílý pěšec · c2 bílý pěšec · d2 bílý pěšec · f2 bílý pěšec · g2 bílý pěšec · h2 bílý pěšec · a1 bílý věž · b1 bílý jezdec · c1 bílý střelec · d1 bílý dáma · e1 bílý král · h1 bílý věž | a8 černý věž · c8 černý střelec · d8 černý dáma · e8 černý král · f8 černý střelec · h8 černý věž · a7 černý pěšec · b7 černý pěšec · c7 černý pěšec · f7 černý pěšec · g7 černý pěšec · h7 černý pěšec · f6 černý jezdec · d5 bílý pěšec · e5 černý pěšec · g5 bílý jezdec · c4 bílý střelec · d4 černý jezdec · a2 bílý pěšec · b2 bílý pěšec · c2 bílý pěšec · d2 bílý pěšec · f2 bílý pěšec · g2 bílý pěšec · h2 bílý pěšec · a1 bílý věž · b1 bílý jezdec · c1 bílý střelec · d1 bílý dáma · e1 bílý král · h1 bílý věž | a8 černý věž · c8 černý střelec · d8 černý dáma · e8 černý král · f8 černý střelec · h8 černý věž · a7 černý pěšec · b7 černý pěšec · c7 černý pěšec · f7 černý pěšec · g7 černý pěšec · h7 černý pěšec · f6 černý jezdec · d5 bílý pěšec · e5 černý pěšec · g5 bílý jezdec · c4 bílý střelec · d4 černý jezdec · a2 bílý pěšec · b2 bílý pěšec · c2 bílý pěšec · d2 bílý pěšec · f2 bílý pěšec · g2 bílý pěšec · h2 bílý pěšec · a1 bílý věž · b1 bílý jezdec · c1 bílý střelec · d1 bílý dáma · e1 bílý král · h1 bílý věž | a8 černý věž · c8 černý střelec · d8 černý dáma · e8 černý král · f8 černý střelec · h8 černý věž · a7 černý pěšec · b7 černý pěšec · c7 černý pěšec · f7 černý pěšec · g7 černý pěšec · h7 černý pěšec · f6 černý jezdec · d5 bílý pěšec · e5 černý pěšec · g5 bílý jezdec · c4 bílý střelec · d4 černý jezdec · a2 bílý pěšec · b2 bílý pěšec · c2 bílý pěšec · d2 bílý pěšec · f2 bílý pěšec · g2 bílý pěšec · h2 bílý pěšec · a1 bílý věž · b1 bílý jezdec · c1 bílý střelec · d1 bílý dáma · e1 bílý král · h1 bílý věž | a8 černý věž · c8 černý střelec · d8 černý dáma · e8 černý král · f8 černý střelec · h8 černý věž · a7 černý pěšec · b7 černý pěšec · c7 černý pěšec · f7 černý pěšec · g7 černý pěšec · h7 černý pěšec · f6 černý jezdec · d5 bílý pěšec · e5 černý pěšec · g5 bílý jezdec · c4 bílý střelec · d4 černý jezdec · a2 bílý pěšec · b2 bílý pěšec · c2 bílý pěšec · d2 bílý pěšec · f2 bílý pěšec · g2 bílý pěšec · h2 bílý pěšec · a1 bílý věž · b1 bílý jezdec · c1 bílý střelec · d1 bílý dáma · e1 bílý král · h1 bílý věž | 4 |
| 3 | a8 černý věž · c8 černý střelec · d8 černý dáma · e8 černý král · f8 černý střelec · h8 černý věž · a7 černý pěšec · b7 černý pěšec · c7 černý pěšec · f7 černý pěšec · g7 černý pěšec · h7 černý pěšec · f6 černý jezdec · d5 bílý pěšec · e5 černý pěšec · g5 bílý jezdec · c4 bílý střelec · d4 černý jezdec · a2 bílý pěšec · b2 bílý pěšec · c2 bílý pěšec · d2 bílý pěšec · f2 bílý pěšec · g2 bílý pěšec · h2 bílý pěšec · a1 bílý věž · b1 bílý jezdec · c1 bílý střelec · d1 bílý dáma · e1 bílý král · h1 bílý věž | a8 černý věž · c8 černý střelec · d8 černý dáma · e8 černý král · f8 černý střelec · h8 černý věž · a7 černý pěšec · b7 černý pěšec · c7 černý pěšec · f7 černý pěšec · g7 černý pěšec · h7 černý pěšec · f6 černý jezdec · d5 bílý pěšec · e5 černý pěšec · g5 bílý jezdec · c4 bílý střelec · d4 černý jezdec · a2 bílý pěšec · b2 bílý pěšec · c2 bílý pěšec · d2 bílý pěšec · f2 bílý pěšec · g2 bílý pěšec · h2 bílý pěšec · a1 bílý věž · b1 bílý jezdec · c1 bílý střelec · d1 bílý dáma · e1 bílý král · h1 bílý věž | a8 černý věž · c8 černý střelec · d8 černý dáma · e8 černý král · f8 černý střelec · h8 černý věž · a7 černý pěšec · b7 černý pěšec · c7 černý pěšec · f7 černý pěšec · g7 černý pěšec · h7 černý pěšec · f6 černý jezdec · d5 bílý pěšec · e5 černý pěšec · g5 bílý jezdec · c4 bílý střelec · d4 černý jezdec · a2 bílý pěšec · b2 bílý pěšec · c2 bílý pěšec · d2 bílý pěšec · f2 bílý pěšec · g2 bílý pěšec · h2 bílý pěšec · a1 bílý věž · b1 bílý jezdec · c1 bílý střelec · d1 bílý dáma · e1 bílý král · h1 bílý věž | a8 černý věž · c8 černý střelec · d8 černý dáma · e8 černý král · f8 černý střelec · h8 černý věž · a7 černý pěšec · b7 černý pěšec · c7 černý pěšec · f7 černý pěšec · g7 černý pěšec · h7 černý pěšec · f6 černý jezdec · d5 bílý pěšec · e5 černý pěšec · g5 bílý jezdec · c4 bílý střelec · d4 černý jezdec · a2 bílý pěšec · b2 bílý pěšec · c2 bílý pěšec · d2 bílý pěšec · f2 bílý pěšec · g2 bílý pěšec · h2 bílý pěšec · a1 bílý věž · b1 bílý jezdec · c1 bílý střelec · d1 bílý dáma · e1 bílý král · h1 bílý věž | a8 černý věž · c8 černý střelec · d8 černý dáma · e8 černý král · f8 černý střelec · h8 černý věž · a7 černý pěšec · b7 černý pěšec · c7 černý pěšec · f7 černý pěšec · g7 černý pěšec · h7 černý pěšec · f6 černý jezdec · d5 bílý pěšec · e5 černý pěšec · g5 bílý jezdec · c4 bílý střelec · d4 černý jezdec · a2 bílý pěšec · b2 bílý pěšec · c2 bílý pěšec · d2 bílý pěšec · f2 bílý pěšec · g2 bílý pěšec · h2 bílý pěšec · a1 bílý věž · b1 bílý jezdec · c1 bílý střelec · d1 bílý dáma · e1 bílý král · h1 bílý věž | a8 černý věž · c8 černý střelec · d8 černý dáma · e8 černý král · f8 černý střelec · h8 černý věž · a7 černý pěšec · b7 černý pěšec · c7 černý pěšec · f7 černý pěšec · g7 černý pěšec · h7 černý pěšec · f6 černý jezdec · d5 bílý pěšec · e5 černý pěšec · g5 bílý jezdec · c4 bílý střelec · d4 černý jezdec · a2 bílý pěšec · b2 bílý pěšec · c2 bílý pěšec · d2 bílý pěšec · f2 bílý pěšec · g2 bílý pěšec · h2 bílý pěšec · a1 bílý věž · b1 bílý jezdec · c1 bílý střelec · d1 bílý dáma · e1 bílý král · h1 bílý věž | a8 černý věž · c8 černý střelec · d8 černý dáma · e8 černý král · f8 černý střelec · h8 černý věž · a7 černý pěšec · b7 černý pěšec · c7 černý pěšec · f7 černý pěšec · g7 černý pěšec · h7 černý pěšec · f6 černý jezdec · d5 bílý pěšec · e5 černý pěšec · g5 bílý jezdec · c4 bílý střelec · d4 černý jezdec · a2 bílý pěšec · b2 bílý pěšec · c2 bílý pěšec · d2 bílý pěšec · f2 bílý pěšec · g2 bílý pěšec · h2 bílý pěšec · a1 bílý věž · b1 bílý jezdec · c1 bílý střelec · d1 bílý dáma · e1 bílý král · h1 bílý věž | a8 černý věž · c8 černý střelec · d8 černý dáma · e8 černý král · f8 černý střelec · h8 černý věž · a7 černý pěšec · b7 černý pěšec · c7 černý pěšec · f7 černý pěšec · g7 černý pěšec · h7 černý pěšec · f6 černý jezdec · d5 bílý pěšec · e5 černý pěšec · g5 bílý jezdec · c4 bílý střelec · d4 černý jezdec · a2 bílý pěšec · b2 bílý pěšec · c2 bílý pěšec · d2 bílý pěšec · f2 bílý pěšec · g2 bílý pěšec · h2 bílý pěšec · a1 bílý věž · b1 bílý jezdec · c1 bílý střelec · d1 bílý dáma · e1 bílý král · h1 bílý věž | 3 |
| 2 | a8 černý věž · c8 černý střelec · d8 černý dáma · e8 černý král · f8 černý střelec · h8 černý věž · a7 černý pěšec · b7 černý pěšec · c7 černý pěšec · f7 černý pěšec · g7 černý pěšec · h7 černý pěšec · f6 černý jezdec · d5 bílý pěšec · e5 černý pěšec · g5 bílý jezdec · c4 bílý střelec · d4 černý jezdec · a2 bílý pěšec · b2 bílý pěšec · c2 bílý pěšec · d2 bílý pěšec · f2 bílý pěšec · g2 bílý pěšec · h2 bílý pěšec · a1 bílý věž · b1 bílý jezdec · c1 bílý střelec · d1 bílý dáma · e1 bílý král · h1 bílý věž | a8 černý věž · c8 černý střelec · d8 černý dáma · e8 černý král · f8 černý střelec · h8 černý věž · a7 černý pěšec · b7 černý pěšec · c7 černý pěšec · f7 černý pěšec · g7 černý pěšec · h7 černý pěšec · f6 černý jezdec · d5 bílý pěšec · e5 černý pěšec · g5 bílý jezdec · c4 bílý střelec · d4 černý jezdec · a2 bílý pěšec · b2 bílý pěšec · c2 bílý pěšec · d2 bílý pěšec · f2 bílý pěšec · g2 bílý pěšec · h2 bílý pěšec · a1 bílý věž · b1 bílý jezdec · c1 bílý střelec · d1 bílý dáma · e1 bílý král · h1 bílý věž | a8 černý věž · c8 černý střelec · d8 černý dáma · e8 černý král · f8 černý střelec · h8 černý věž · a7 černý pěšec · b7 černý pěšec · c7 černý pěšec · f7 černý pěšec · g7 černý pěšec · h7 černý pěšec · f6 černý jezdec · d5 bílý pěšec · e5 černý pěšec · g5 bílý jezdec · c4 bílý střelec · d4 černý jezdec · a2 bílý pěšec · b2 bílý pěšec · c2 bílý pěšec · d2 bílý pěšec · f2 bílý pěšec · g2 bílý pěšec · h2 bílý pěšec · a1 bílý věž · b1 bílý jezdec · c1 bílý střelec · d1 bílý dáma · e1 bílý král · h1 bílý věž | a8 černý věž · c8 černý střelec · d8 černý dáma · e8 černý král · f8 černý střelec · h8 černý věž · a7 černý pěšec · b7 černý pěšec · c7 černý pěšec · f7 černý pěšec · g7 černý pěšec · h7 černý pěšec · f6 černý jezdec · d5 bílý pěšec · e5 černý pěšec · g5 bílý jezdec · c4 bílý střelec · d4 černý jezdec · a2 bílý pěšec · b2 bílý pěšec · c2 bílý pěšec · d2 bílý pěšec · f2 bílý pěšec · g2 bílý pěšec · h2 bílý pěšec · a1 bílý věž · b1 bílý jezdec · c1 bílý střelec · d1 bílý dáma · e1 bílý král · h1 bílý věž | a8 černý věž · c8 černý střelec · d8 černý dáma · e8 černý král · f8 černý střelec · h8 černý věž · a7 černý pěšec · b7 černý pěšec · c7 černý pěšec · f7 černý pěšec · g7 černý pěšec · h7 černý pěšec · f6 černý jezdec · d5 bílý pěšec · e5 černý pěšec · g5 bílý jezdec · c4 bílý střelec · d4 černý jezdec · a2 bílý pěšec · b2 bílý pěšec · c2 bílý pěšec · d2 bílý pěšec · f2 bílý pěšec · g2 bílý pěšec · h2 bílý pěšec · a1 bílý věž · b1 bílý jezdec · c1 bílý střelec · d1 bílý dáma · e1 bílý král · h1 bílý věž | a8 černý věž · c8 černý střelec · d8 černý dáma · e8 černý král · f8 černý střelec · h8 černý věž · a7 černý pěšec · b7 černý pěšec · c7 černý pěšec · f7 černý pěšec · g7 černý pěšec · h7 černý pěšec · f6 černý jezdec · d5 bílý pěšec · e5 černý pěšec · g5 bílý jezdec · c4 bílý střelec · d4 černý jezdec · a2 bílý pěšec · b2 bílý pěšec · c2 bílý pěšec · d2 bílý pěšec · f2 bílý pěšec · g2 bílý pěšec · h2 bílý pěšec · a1 bílý věž · b1 bílý jezdec · c1 bílý střelec · d1 bílý dáma · e1 bílý král · h1 bílý věž | a8 černý věž · c8 černý střelec · d8 černý dáma · e8 černý král · f8 černý střelec · h8 černý věž · a7 černý pěšec · b7 černý pěšec · c7 černý pěšec · f7 černý pěšec · g7 černý pěšec · h7 černý pěšec · f6 černý jezdec · d5 bílý pěšec · e5 černý pěšec · g5 bílý jezdec · c4 bílý střelec · d4 černý jezdec · a2 bílý pěšec · b2 bílý pěšec · c2 bílý pěšec · d2 bílý pěšec · f2 bílý pěšec · g2 bílý pěšec · h2 bílý pěšec · a1 bílý věž · b1 bílý jezdec · c1 bílý střelec · d1 bílý dáma · e1 bílý král · h1 bílý věž | a8 černý věž · c8 černý střelec · d8 černý dáma · e8 černý král · f8 černý střelec · h8 černý věž · a7 černý pěšec · b7 černý pěšec · c7 černý pěšec · f7 černý pěšec · g7 černý pěšec · h7 černý pěšec · f6 černý jezdec · d5 bílý pěšec · e5 černý pěšec · g5 bílý jezdec · c4 bílý střelec · d4 černý jezdec · a2 bílý pěšec · b2 bílý pěšec · c2 bílý pěšec · d2 bílý pěšec · f2 bílý pěšec · g2 bílý pěšec · h2 bílý pěšec · a1 bílý věž · b1 bílý jezdec · c1 bílý střelec · d1 bílý dáma · e1 bílý král · h1 bílý věž | 2 |
| 1 | a8 černý věž · c8 černý střelec · d8 černý dáma · e8 černý král · f8 černý střelec · h8 černý věž · a7 černý pěšec · b7 černý pěšec · c7 černý pěšec · f7 černý pěšec · g7 černý pěšec · h7 černý pěšec · f6 černý jezdec · d5 bílý pěšec · e5 černý pěšec · g5 bílý jezdec · c4 bílý střelec · d4 černý jezdec · a2 bílý pěšec · b2 bílý pěšec · c2 bílý pěšec · d2 bílý pěšec · f2 bílý pěšec · g2 bílý pěšec · h2 bílý pěšec · a1 bílý věž · b1 bílý jezdec · c1 bílý střelec · d1 bílý dáma · e1 bílý král · h1 bílý věž | a8 černý věž · c8 černý střelec · d8 černý dáma · e8 černý král · f8 černý střelec · h8 černý věž · a7 černý pěšec · b7 černý pěšec · c7 černý pěšec · f7 černý pěšec · g7 černý pěšec · h7 černý pěšec · f6 černý jezdec · d5 bílý pěšec · e5 černý pěšec · g5 bílý jezdec · c4 bílý střelec · d4 černý jezdec · a2 bílý pěšec · b2 bílý pěšec · c2 bílý pěšec · d2 bílý pěšec · f2 bílý pěšec · g2 bílý pěšec · h2 bílý pěšec · a1 bílý věž · b1 bílý jezdec · c1 bílý střelec · d1 bílý dáma · e1 bílý král · h1 bílý věž | a8 černý věž · c8 černý střelec · d8 černý dáma · e8 černý král · f8 černý střelec · h8 černý věž · a7 černý pěšec · b7 černý pěšec · c7 černý pěšec · f7 černý pěšec · g7 černý pěšec · h7 černý pěšec · f6 černý jezdec · d5 bílý pěšec · e5 černý pěšec · g5 bílý jezdec · c4 bílý střelec · d4 černý jezdec · a2 bílý pěšec · b2 bílý pěšec · c2 bílý pěšec · d2 bílý pěšec · f2 bílý pěšec · g2 bílý pěšec · h2 bílý pěšec · a1 bílý věž · b1 bílý jezdec · c1 bílý střelec · d1 bílý dáma · e1 bílý král · h1 bílý věž | a8 černý věž · c8 černý střelec · d8 černý dáma · e8 černý král · f8 černý střelec · h8 černý věž · a7 černý pěšec · b7 černý pěšec · c7 černý pěšec · f7 černý pěšec · g7 černý pěšec · h7 černý pěšec · f6 černý jezdec · d5 bílý pěšec · e5 černý pěšec · g5 bílý jezdec · c4 bílý střelec · d4 černý jezdec · a2 bílý pěšec · b2 bílý pěšec · c2 bílý pěšec · d2 bílý pěšec · f2 bílý pěšec · g2 bílý pěšec · h2 bílý pěšec · a1 bílý věž · b1 bílý jezdec · c1 bílý střelec · d1 bílý dáma · e1 bílý král · h1 bílý věž | a8 černý věž · c8 černý střelec · d8 černý dáma · e8 černý král · f8 černý střelec · h8 černý věž · a7 černý pěšec · b7 černý pěšec · c7 černý pěšec · f7 černý pěšec · g7 černý pěšec · h7 černý pěšec · f6 černý jezdec · d5 bílý pěšec · e5 černý pěšec · g5 bílý jezdec · c4 bílý střelec · d4 černý jezdec · a2 bílý pěšec · b2 bílý pěšec · c2 bílý pěšec · d2 bílý pěšec · f2 bílý pěšec · g2 bílý pěšec · h2 bílý pěšec · a1 bílý věž · b1 bílý jezdec · c1 bílý střelec · d1 bílý dáma · e1 bílý král · h1 bílý věž | a8 černý věž · c8 černý střelec · d8 černý dáma · e8 černý král · f8 černý střelec · h8 černý věž · a7 černý pěšec · b7 černý pěšec · c7 černý pěšec · f7 černý pěšec · g7 černý pěšec · h7 černý pěšec · f6 černý jezdec · d5 bílý pěšec · e5 černý pěšec · g5 bílý jezdec · c4 bílý střelec · d4 černý jezdec · a2 bílý pěšec · b2 bílý pěšec · c2 bílý pěšec · d2 bílý pěšec · f2 bílý pěšec · g2 bílý pěšec · h2 bílý pěšec · a1 bílý věž · b1 bílý jezdec · c1 bílý střelec · d1 bílý dáma · e1 bílý král · h1 bílý věž | a8 černý věž · c8 černý střelec · d8 černý dáma · e8 černý král · f8 černý střelec · h8 černý věž · a7 černý pěšec · b7 černý pěšec · c7 černý pěšec · f7 černý pěšec · g7 černý pěšec · h7 černý pěšec · f6 černý jezdec · d5 bílý pěšec · e5 černý pěšec · g5 bílý jezdec · c4 bílý střelec · d4 černý jezdec · a2 bílý pěšec · b2 bílý pěšec · c2 bílý pěšec · d2 bílý pěšec · f2 bílý pěšec · g2 bílý pěšec · h2 bílý pěšec · a1 bílý věž · b1 bílý jezdec · c1 bílý střelec · d1 bílý dáma · e1 bílý král · h1 bílý věž | a8 černý věž · c8 černý střelec · d8 černý dáma · e8 černý král · f8 černý střelec · h8 černý věž · a7 černý pěšec · b7 černý pěšec · c7 černý pěšec · f7 černý pěšec · g7 černý pěšec · h7 černý pěšec · f6 černý jezdec · d5 bílý pěšec · e5 černý pěšec · g5 bílý jezdec · c4 bílý střelec · d4 černý jezdec · a2 bílý pěšec · b2 bílý pěšec · c2 bílý pěšec · d2 bílý pěšec · f2 bílý pěšec · g2 bílý pěšec · h2 bílý pěšec · a1 bílý věž · b1 bílý jezdec · c1 bílý střelec · d1 bílý dáma · e1 bílý král · h1 bílý věž | 1 |
|   | a | b | c | d | e | f | g | h |   |

### 4.d4
Kromě výpadu 4.Jg5 však má bílý k dispozici i řadu jiných pokračování. Dalším ostrým postupem je výpad 4.d4, na což po nejčastější odpovědi 4..exd4 pokračuje bílý obvykle buď tahem 5.e5 (používané například Svěšnikovem) s dalšími bohatými možnostmi pro obě strany, nebo zahraje 5.Jg5 (Perreuxova varianta), na což má však černý silnou odpověď 5..d5, a nebo postupuje gambitově 5.O-O, po čemž vznikají dvě hlavní varianty, buď černý nabízeného pěšce na e4 odmítne a zvolí 5..Sc5, což je základní pozice Útoku Maxe Langa a nebo oběť přijme, což je dnes preferovanější postup, a zahraje 5..Jxe4, na což bílý po 6.Ve1 d5 může reagovat jedovatou, ale ne zcela korektní Canalovou variantou 7.Jc3?!, nebo pokračuje hlavní variantou 7.Sxd5! Dxd5 8.Jc3, kde vznikají při oboustranně přesné hře pozice s rovnými šancemi pro obě strany.
|   | a | b | c | d | e | f | g | h |   |
| 8 | a8 černý věž · c8 černý střelec · d8 černý dáma · e8 černý král · f8 černý střelec · h8 černý věž · a7 černý pěšec · b7 černý pěšec · c7 černý pěšec · d7 černý pěšec · f7 černý pěšec · g7 černý pěšec · h7 černý pěšec · c6 černý jezdec · f6 černý jezdec · e5 bílý pěšec · c4 bílý střelec · d4 černý pěšec · f3 bílý jezdec · a2 bílý pěšec · b2 bílý pěšec · c2 bílý pěšec · f2 bílý pěšec · g2 bílý pěšec · h2 bílý pěšec · a1 bílý věž · b1 bílý jezdec · c1 bílý střelec · d1 bílý dáma · e1 bílý král · h1 bílý věž | a8 černý věž · c8 černý střelec · d8 černý dáma · e8 černý král · f8 černý střelec · h8 černý věž · a7 černý pěšec · b7 černý pěšec · c7 černý pěšec · d7 černý pěšec · f7 černý pěšec · g7 černý pěšec · h7 černý pěšec · c6 černý jezdec · f6 černý jezdec · e5 bílý pěšec · c4 bílý střelec · d4 černý pěšec · f3 bílý jezdec · a2 bílý pěšec · b2 bílý pěšec · c2 bílý pěšec · f2 bílý pěšec · g2 bílý pěšec · h2 bílý pěšec · a1 bílý věž · b1 bílý jezdec · c1 bílý střelec · d1 bílý dáma · e1 bílý král · h1 bílý věž | a8 černý věž · c8 černý střelec · d8 černý dáma · e8 černý král · f8 černý střelec · h8 černý věž · a7 černý pěšec · b7 černý pěšec · c7 černý pěšec · d7 černý pěšec · f7 černý pěšec · g7 černý pěšec · h7 černý pěšec · c6 černý jezdec · f6 černý jezdec · e5 bílý pěšec · c4 bílý střelec · d4 černý pěšec · f3 bílý jezdec · a2 bílý pěšec · b2 bílý pěšec · c2 bílý pěšec · f2 bílý pěšec · g2 bílý pěšec · h2 bílý pěšec · a1 bílý věž · b1 bílý jezdec · c1 bílý střelec · d1 bílý dáma · e1 bílý král · h1 bílý věž | a8 černý věž · c8 černý střelec · d8 černý dáma · e8 černý král · f8 černý střelec · h8 černý věž · a7 černý pěšec · b7 černý pěšec · c7 černý pěšec · d7 černý pěšec · f7 černý pěšec · g7 černý pěšec · h7 černý pěšec · c6 černý jezdec · f6 černý jezdec · e5 bílý pěšec · c4 bílý střelec · d4 černý pěšec · f3 bílý jezdec · a2 bílý pěšec · b2 bílý pěšec · c2 bílý pěšec · f2 bílý pěšec · g2 bílý pěšec · h2 bílý pěšec · a1 bílý věž · b1 bílý jezdec · c1 bílý střelec · d1 bílý dáma · e1 bílý král · h1 bílý věž | a8 černý věž · c8 černý střelec · d8 černý dáma · e8 černý král · f8 černý střelec · h8 černý věž · a7 černý pěšec · b7 černý pěšec · c7 černý pěšec · d7 černý pěšec · f7 černý pěšec · g7 černý pěšec · h7 černý pěšec · c6 černý jezdec · f6 černý jezdec · e5 bílý pěšec · c4 bílý střelec · d4 černý pěšec · f3 bílý jezdec · a2 bílý pěšec · b2 bílý pěšec · c2 bílý pěšec · f2 bílý pěšec · g2 bílý pěšec · h2 bílý pěšec · a1 bílý věž · b1 bílý jezdec · c1 bílý střelec · d1 bílý dáma · e1 bílý král · h1 bílý věž | a8 černý věž · c8 černý střelec · d8 černý dáma · e8 černý král · f8 černý střelec · h8 černý věž · a7 černý pěšec · b7 černý pěšec · c7 černý pěšec · d7 černý pěšec · f7 černý pěšec · g7 černý pěšec · h7 černý pěšec · c6 černý jezdec · f6 černý jezdec · e5 bílý pěšec · c4 bílý střelec · d4 černý pěšec · f3 bílý jezdec · a2 bílý pěšec · b2 bílý pěšec · c2 bílý pěšec · f2 bílý pěšec · g2 bílý pěšec · h2 bílý pěšec · a1 bílý věž · b1 bílý jezdec · c1 bílý střelec · d1 bílý dáma · e1 bílý král · h1 bílý věž | a8 černý věž · c8 černý střelec · d8 černý dáma · e8 černý král · f8 černý střelec · h8 černý věž · a7 černý pěšec · b7 černý pěšec · c7 černý pěšec · d7 černý pěšec · f7 černý pěšec · g7 černý pěšec · h7 černý pěšec · c6 černý jezdec · f6 černý jezdec · e5 bílý pěšec · c4 bílý střelec · d4 černý pěšec · f3 bílý jezdec · a2 bílý pěšec · b2 bílý pěšec · c2 bílý pěšec · f2 bílý pěšec · g2 bílý pěšec · h2 bílý pěšec · a1 bílý věž · b1 bílý jezdec · c1 bílý střelec · d1 bílý dáma · e1 bílý král · h1 bílý věž | a8 černý věž · c8 černý střelec · d8 černý dáma · e8 černý král · f8 černý střelec · h8 černý věž · a7 černý pěšec · b7 černý pěšec · c7 černý pěšec · d7 černý pěšec · f7 černý pěšec · g7 černý pěšec · h7 černý pěšec · c6 černý jezdec · f6 černý jezdec · e5 bílý pěšec · c4 bílý střelec · d4 černý pěšec · f3 bílý jezdec · a2 bílý pěšec · b2 bílý pěšec · c2 bílý pěšec · f2 bílý pěšec · g2 bílý pěšec · h2 bílý pěšec · a1 bílý věž · b1 bílý jezdec · c1 bílý střelec · d1 bílý dáma · e1 bílý král · h1 bílý věž | 8 |
| 7 | a8 černý věž · c8 černý střelec · d8 černý dáma · e8 černý král · f8 černý střelec · h8 černý věž · a7 černý pěšec · b7 černý pěšec · c7 černý pěšec · d7 černý pěšec · f7 černý pěšec · g7 černý pěšec · h7 černý pěšec · c6 černý jezdec · f6 černý jezdec · e5 bílý pěšec · c4 bílý střelec · d4 černý pěšec · f3 bílý jezdec · a2 bílý pěšec · b2 bílý pěšec · c2 bílý pěšec · f2 bílý pěšec · g2 bílý pěšec · h2 bílý pěšec · a1 bílý věž · b1 bílý jezdec · c1 bílý střelec · d1 bílý dáma · e1 bílý král · h1 bílý věž | a8 černý věž · c8 černý střelec · d8 černý dáma · e8 černý král · f8 černý střelec · h8 černý věž · a7 černý pěšec · b7 černý pěšec · c7 černý pěšec · d7 černý pěšec · f7 černý pěšec · g7 černý pěšec · h7 černý pěšec · c6 černý jezdec · f6 černý jezdec · e5 bílý pěšec · c4 bílý střelec · d4 černý pěšec · f3 bílý jezdec · a2 bílý pěšec · b2 bílý pěšec · c2 bílý pěšec · f2 bílý pěšec · g2 bílý pěšec · h2 bílý pěšec · a1 bílý věž · b1 bílý jezdec · c1 bílý střelec · d1 bílý dáma · e1 bílý král · h1 bílý věž | a8 černý věž · c8 černý střelec · d8 černý dáma · e8 černý král · f8 černý střelec · h8 černý věž · a7 černý pěšec · b7 černý pěšec · c7 černý pěšec · d7 černý pěšec · f7 černý pěšec · g7 černý pěšec · h7 černý pěšec · c6 černý jezdec · f6 černý jezdec · e5 bílý pěšec · c4 bílý střelec · d4 černý pěšec · f3 bílý jezdec · a2 bílý pěšec · b2 bílý pěšec · c2 bílý pěšec · f2 bílý pěšec · g2 bílý pěšec · h2 bílý pěšec · a1 bílý věž · b1 bílý jezdec · c1 bílý střelec · d1 bílý dáma · e1 bílý král · h1 bílý věž | a8 černý věž · c8 černý střelec · d8 černý dáma · e8 černý král · f8 černý střelec · h8 černý věž · a7 černý pěšec · b7 černý pěšec · c7 černý pěšec · d7 černý pěšec · f7 černý pěšec · g7 černý pěšec · h7 černý pěšec · c6 černý jezdec · f6 černý jezdec · e5 bílý pěšec · c4 bílý střelec · d4 černý pěšec · f3 bílý jezdec · a2 bílý pěšec · b2 bílý pěšec · c2 bílý pěšec · f2 bílý pěšec · g2 bílý pěšec · h2 bílý pěšec · a1 bílý věž · b1 bílý jezdec · c1 bílý střelec · d1 bílý dáma · e1 bílý král · h1 bílý věž | a8 černý věž · c8 černý střelec · d8 černý dáma · e8 černý král · f8 černý střelec · h8 černý věž · a7 černý pěšec · b7 černý pěšec · c7 černý pěšec · d7 černý pěšec · f7 černý pěšec · g7 černý pěšec · h7 černý pěšec · c6 černý jezdec · f6 černý jezdec · e5 bílý pěšec · c4 bílý střelec · d4 černý pěšec · f3 bílý jezdec · a2 bílý pěšec · b2 bílý pěšec · c2 bílý pěšec · f2 bílý pěšec · g2 bílý pěšec · h2 bílý pěšec · a1 bílý věž · b1 bílý jezdec · c1 bílý střelec · d1 bílý dáma · e1 bílý král · h1 bílý věž | a8 černý věž · c8 černý střelec · d8 černý dáma · e8 černý král · f8 černý střelec · h8 černý věž · a7 černý pěšec · b7 černý pěšec · c7 černý pěšec · d7 černý pěšec · f7 černý pěšec · g7 černý pěšec · h7 černý pěšec · c6 černý jezdec · f6 černý jezdec · e5 bílý pěšec · c4 bílý střelec · d4 černý pěšec · f3 bílý jezdec · a2 bílý pěšec · b2 bílý pěšec · c2 bílý pěšec · f2 bílý pěšec · g2 bílý pěšec · h2 bílý pěšec · a1 bílý věž · b1 bílý jezdec · c1 bílý střelec · d1 bílý dáma · e1 bílý král · h1 bílý věž | a8 černý věž · c8 černý střelec · d8 černý dáma · e8 černý král · f8 černý střelec · h8 černý věž · a7 černý pěšec · b7 černý pěšec · c7 černý pěšec · d7 černý pěšec · f7 černý pěšec · g7 černý pěšec · h7 černý pěšec · c6 černý jezdec · f6 černý jezdec · e5 bílý pěšec · c4 bílý střelec · d4 černý pěšec · f3 bílý jezdec · a2 bílý pěšec · b2 bílý pěšec · c2 bílý pěšec · f2 bílý pěšec · g2 bílý pěšec · h2 bílý pěšec · a1 bílý věž · b1 bílý jezdec · c1 bílý střelec · d1 bílý dáma · e1 bílý král · h1 bílý věž | a8 černý věž · c8 černý střelec · d8 černý dáma · e8 černý král · f8 černý střelec · h8 černý věž · a7 černý pěšec · b7 černý pěšec · c7 černý pěšec · d7 černý pěšec · f7 černý pěšec · g7 černý pěšec · h7 černý pěšec · c6 černý jezdec · f6 černý jezdec · e5 bílý pěšec · c4 bílý střelec · d4 černý pěšec · f3 bílý jezdec · a2 bílý pěšec · b2 bílý pěšec · c2 bílý pěšec · f2 bílý pěšec · g2 bílý pěšec · h2 bílý pěšec · a1 bílý věž · b1 bílý jezdec · c1 bílý střelec · d1 bílý dáma · e1 bílý král · h1 bílý věž | 7 |
| 6 | a8 černý věž · c8 černý střelec · d8 černý dáma · e8 černý král · f8 černý střelec · h8 černý věž · a7 černý pěšec · b7 černý pěšec · c7 černý pěšec · d7 černý pěšec · f7 černý pěšec · g7 černý pěšec · h7 černý pěšec · c6 černý jezdec · f6 černý jezdec · e5 bílý pěšec · c4 bílý střelec · d4 černý pěšec · f3 bílý jezdec · a2 bílý pěšec · b2 bílý pěšec · c2 bílý pěšec · f2 bílý pěšec · g2 bílý pěšec · h2 bílý pěšec · a1 bílý věž · b1 bílý jezdec · c1 bílý střelec · d1 bílý dáma · e1 bílý král · h1 bílý věž | a8 černý věž · c8 černý střelec · d8 černý dáma · e8 černý král · f8 černý střelec · h8 černý věž · a7 černý pěšec · b7 černý pěšec · c7 černý pěšec · d7 černý pěšec · f7 černý pěšec · g7 černý pěšec · h7 černý pěšec · c6 černý jezdec · f6 černý jezdec · e5 bílý pěšec · c4 bílý střelec · d4 černý pěšec · f3 bílý jezdec · a2 bílý pěšec · b2 bílý pěšec · c2 bílý pěšec · f2 bílý pěšec · g2 bílý pěšec · h2 bílý pěšec · a1 bílý věž · b1 bílý jezdec · c1 bílý střelec · d1 bílý dáma · e1 bílý král · h1 bílý věž | a8 černý věž · c8 černý střelec · d8 černý dáma · e8 černý král · f8 černý střelec · h8 černý věž · a7 černý pěšec · b7 černý pěšec · c7 černý pěšec · d7 černý pěšec · f7 černý pěšec · g7 černý pěšec · h7 černý pěšec · c6 černý jezdec · f6 černý jezdec · e5 bílý pěšec · c4 bílý střelec · d4 černý pěšec · f3 bílý jezdec · a2 bílý pěšec · b2 bílý pěšec · c2 bílý pěšec · f2 bílý pěšec · g2 bílý pěšec · h2 bílý pěšec · a1 bílý věž · b1 bílý jezdec · c1 bílý střelec · d1 bílý dáma · e1 bílý král · h1 bílý věž | a8 černý věž · c8 černý střelec · d8 černý dáma · e8 černý král · f8 černý střelec · h8 černý věž · a7 černý pěšec · b7 černý pěšec · c7 černý pěšec · d7 černý pěšec · f7 černý pěšec · g7 černý pěšec · h7 černý pěšec · c6 černý jezdec · f6 černý jezdec · e5 bílý pěšec · c4 bílý střelec · d4 černý pěšec · f3 bílý jezdec · a2 bílý pěšec · b2 bílý pěšec · c2 bílý pěšec · f2 bílý pěšec · g2 bílý pěšec · h2 bílý pěšec · a1 bílý věž · b1 bílý jezdec · c1 bílý střelec · d1 bílý dáma · e1 bílý král · h1 bílý věž | a8 černý věž · c8 černý střelec · d8 černý dáma · e8 černý král · f8 černý střelec · h8 černý věž · a7 černý pěšec · b7 černý pěšec · c7 černý pěšec · d7 černý pěšec · f7 černý pěšec · g7 černý pěšec · h7 černý pěšec · c6 černý jezdec · f6 černý jezdec · e5 bílý pěšec · c4 bílý střelec · d4 černý pěšec · f3 bílý jezdec · a2 bílý pěšec · b2 bílý pěšec · c2 bílý pěšec · f2 bílý pěšec · g2 bílý pěšec · h2 bílý pěšec · a1 bílý věž · b1 bílý jezdec · c1 bílý střelec · d1 bílý dáma · e1 bílý král · h1 bílý věž | a8 černý věž · c8 černý střelec · d8 černý dáma · e8 černý král · f8 černý střelec · h8 černý věž · a7 černý pěšec · b7 černý pěšec · c7 černý pěšec · d7 černý pěšec · f7 černý pěšec · g7 černý pěšec · h7 černý pěšec · c6 černý jezdec · f6 černý jezdec · e5 bílý pěšec · c4 bílý střelec · d4 černý pěšec · f3 bílý jezdec · a2 bílý pěšec · b2 bílý pěšec · c2 bílý pěšec · f2 bílý pěšec · g2 bílý pěšec · h2 bílý pěšec · a1 bílý věž · b1 bílý jezdec · c1 bílý střelec · d1 bílý dáma · e1 bílý král · h1 bílý věž | a8 černý věž · c8 černý střelec · d8 černý dáma · e8 černý král · f8 černý střelec · h8 černý věž · a7 černý pěšec · b7 černý pěšec · c7 černý pěšec · d7 černý pěšec · f7 černý pěšec · g7 černý pěšec · h7 černý pěšec · c6 černý jezdec · f6 černý jezdec · e5 bílý pěšec · c4 bílý střelec · d4 černý pěšec · f3 bílý jezdec · a2 bílý pěšec · b2 bílý pěšec · c2 bílý pěšec · f2 bílý pěšec · g2 bílý pěšec · h2 bílý pěšec · a1 bílý věž · b1 bílý jezdec · c1 bílý střelec · d1 bílý dáma · e1 bílý král · h1 bílý věž | a8 černý věž · c8 černý střelec · d8 černý dáma · e8 černý král · f8 černý střelec · h8 černý věž · a7 černý pěšec · b7 černý pěšec · c7 černý pěšec · d7 černý pěšec · f7 černý pěšec · g7 černý pěšec · h7 černý pěšec · c6 černý jezdec · f6 černý jezdec · e5 bílý pěšec · c4 bílý střelec · d4 černý pěšec · f3 bílý jezdec · a2 bílý pěšec · b2 bílý pěšec · c2 bílý pěšec · f2 bílý pěšec · g2 bílý pěšec · h2 bílý pěšec · a1 bílý věž · b1 bílý jezdec · c1 bílý střelec · d1 bílý dáma · e1 bílý král · h1 bílý věž | 6 |
| 5 | a8 černý věž · c8 černý střelec · d8 černý dáma · e8 černý král · f8 černý střelec · h8 černý věž · a7 černý pěšec · b7 černý pěšec · c7 černý pěšec · d7 černý pěšec · f7 černý pěšec · g7 černý pěšec · h7 černý pěšec · c6 černý jezdec · f6 černý jezdec · e5 bílý pěšec · c4 bílý střelec · d4 černý pěšec · f3 bílý jezdec · a2 bílý pěšec · b2 bílý pěšec · c2 bílý pěšec · f2 bílý pěšec · g2 bílý pěšec · h2 bílý pěšec · a1 bílý věž · b1 bílý jezdec · c1 bílý střelec · d1 bílý dáma · e1 bílý král · h1 bílý věž | a8 černý věž · c8 černý střelec · d8 černý dáma · e8 černý král · f8 černý střelec · h8 černý věž · a7 černý pěšec · b7 černý pěšec · c7 černý pěšec · d7 černý pěšec · f7 černý pěšec · g7 černý pěšec · h7 černý pěšec · c6 černý jezdec · f6 černý jezdec · e5 bílý pěšec · c4 bílý střelec · d4 černý pěšec · f3 bílý jezdec · a2 bílý pěšec · b2 bílý pěšec · c2 bílý pěšec · f2 bílý pěšec · g2 bílý pěšec · h2 bílý pěšec · a1 bílý věž · b1 bílý jezdec · c1 bílý střelec · d1 bílý dáma · e1 bílý král · h1 bílý věž | a8 černý věž · c8 černý střelec · d8 černý dáma · e8 černý král · f8 černý střelec · h8 černý věž · a7 černý pěšec · b7 černý pěšec · c7 černý pěšec · d7 černý pěšec · f7 černý pěšec · g7 černý pěšec · h7 černý pěšec · c6 černý jezdec · f6 černý jezdec · e5 bílý pěšec · c4 bílý střelec · d4 černý pěšec · f3 bílý jezdec · a2 bílý pěšec · b2 bílý pěšec · c2 bílý pěšec · f2 bílý pěšec · g2 bílý pěšec · h2 bílý pěšec · a1 bílý věž · b1 bílý jezdec · c1 bílý střelec · d1 bílý dáma · e1 bílý král · h1 bílý věž | a8 černý věž · c8 černý střelec · d8 černý dáma · e8 černý král · f8 černý střelec · h8 černý věž · a7 černý pěšec · b7 černý pěšec · c7 černý pěšec · d7 černý pěšec · f7 černý pěšec · g7 černý pěšec · h7 černý pěšec · c6 černý jezdec · f6 černý jezdec · e5 bílý pěšec · c4 bílý střelec · d4 černý pěšec · f3 bílý jezdec · a2 bílý pěšec · b2 bílý pěšec · c2 bílý pěšec · f2 bílý pěšec · g2 bílý pěšec · h2 bílý pěšec · a1 bílý věž · b1 bílý jezdec · c1 bílý střelec · d1 bílý dáma · e1 bílý král · h1 bílý věž | a8 černý věž · c8 černý střelec · d8 černý dáma · e8 černý král · f8 černý střelec · h8 černý věž · a7 černý pěšec · b7 černý pěšec · c7 černý pěšec · d7 černý pěšec · f7 černý pěšec · g7 černý pěšec · h7 černý pěšec · c6 černý jezdec · f6 černý jezdec · e5 bílý pěšec · c4 bílý střelec · d4 černý pěšec · f3 bílý jezdec · a2 bílý pěšec · b2 bílý pěšec · c2 bílý pěšec · f2 bílý pěšec · g2 bílý pěšec · h2 bílý pěšec · a1 bílý věž · b1 bílý jezdec · c1 bílý střelec · d1 bílý dáma · e1 bílý král · h1 bílý věž | a8 černý věž · c8 černý střelec · d8 černý dáma · e8 černý král · f8 černý střelec · h8 černý věž · a7 černý pěšec · b7 černý pěšec · c7 černý pěšec · d7 černý pěšec · f7 černý pěšec · g7 černý pěšec · h7 černý pěšec · c6 černý jezdec · f6 černý jezdec · e5 bílý pěšec · c4 bílý střelec · d4 černý pěšec · f3 bílý jezdec · a2 bílý pěšec · b2 bílý pěšec · c2 bílý pěšec · f2 bílý pěšec · g2 bílý pěšec · h2 bílý pěšec · a1 bílý věž · b1 bílý jezdec · c1 bílý střelec · d1 bílý dáma · e1 bílý král · h1 bílý věž | a8 černý věž · c8 černý střelec · d8 černý dáma · e8 černý král · f8 černý střelec · h8 černý věž · a7 černý pěšec · b7 černý pěšec · c7 černý pěšec · d7 černý pěšec · f7 černý pěšec · g7 černý pěšec · h7 černý pěšec · c6 černý jezdec · f6 černý jezdec · e5 bílý pěšec · c4 bílý střelec · d4 černý pěšec · f3 bílý jezdec · a2 bílý pěšec · b2 bílý pěšec · c2 bílý pěšec · f2 bílý pěšec · g2 bílý pěšec · h2 bílý pěšec · a1 bílý věž · b1 bílý jezdec · c1 bílý střelec · d1 bílý dáma · e1 bílý král · h1 bílý věž | a8 černý věž · c8 černý střelec · d8 černý dáma · e8 černý král · f8 černý střelec · h8 černý věž · a7 černý pěšec · b7 černý pěšec · c7 černý pěšec · d7 černý pěšec · f7 černý pěšec · g7 černý pěšec · h7 černý pěšec · c6 černý jezdec · f6 černý jezdec · e5 bílý pěšec · c4 bílý střelec · d4 černý pěšec · f3 bílý jezdec · a2 bílý pěšec · b2 bílý pěšec · c2 bílý pěšec · f2 bílý pěšec · g2 bílý pěšec · h2 bílý pěšec · a1 bílý věž · b1 bílý jezdec · c1 bílý střelec · d1 bílý dáma · e1 bílý král · h1 bílý věž | 5 |
| 4 | a8 černý věž · c8 černý střelec · d8 černý dáma · e8 černý král · f8 černý střelec · h8 černý věž · a7 černý pěšec · b7 černý pěšec · c7 černý pěšec · d7 černý pěšec · f7 černý pěšec · g7 černý pěšec · h7 černý pěšec · c6 černý jezdec · f6 černý jezdec · e5 bílý pěšec · c4 bílý střelec · d4 černý pěšec · f3 bílý jezdec · a2 bílý pěšec · b2 bílý pěšec · c2 bílý pěšec · f2 bílý pěšec · g2 bílý pěšec · h2 bílý pěšec · a1 bílý věž · b1 bílý jezdec · c1 bílý střelec · d1 bílý dáma · e1 bílý král · h1 bílý věž | a8 černý věž · c8 černý střelec · d8 černý dáma · e8 černý král · f8 černý střelec · h8 černý věž · a7 černý pěšec · b7 černý pěšec · c7 černý pěšec · d7 černý pěšec · f7 černý pěšec · g7 černý pěšec · h7 černý pěšec · c6 černý jezdec · f6 černý jezdec · e5 bílý pěšec · c4 bílý střelec · d4 černý pěšec · f3 bílý jezdec · a2 bílý pěšec · b2 bílý pěšec · c2 bílý pěšec · f2 bílý pěšec · g2 bílý pěšec · h2 bílý pěšec · a1 bílý věž · b1 bílý jezdec · c1 bílý střelec · d1 bílý dáma · e1 bílý král · h1 bílý věž | a8 černý věž · c8 černý střelec · d8 černý dáma · e8 černý král · f8 černý střelec · h8 černý věž · a7 černý pěšec · b7 černý pěšec · c7 černý pěšec · d7 černý pěšec · f7 černý pěšec · g7 černý pěšec · h7 černý pěšec · c6 černý jezdec · f6 černý jezdec · e5 bílý pěšec · c4 bílý střelec · d4 černý pěšec · f3 bílý jezdec · a2 bílý pěšec · b2 bílý pěšec · c2 bílý pěšec · f2 bílý pěšec · g2 bílý pěšec · h2 bílý pěšec · a1 bílý věž · b1 bílý jezdec · c1 bílý střelec · d1 bílý dáma · e1 bílý král · h1 bílý věž | a8 černý věž · c8 černý střelec · d8 černý dáma · e8 černý král · f8 černý střelec · h8 černý věž · a7 černý pěšec · b7 černý pěšec · c7 černý pěšec · d7 černý pěšec · f7 černý pěšec · g7 černý pěšec · h7 černý pěšec · c6 černý jezdec · f6 černý jezdec · e5 bílý pěšec · c4 bílý střelec · d4 černý pěšec · f3 bílý jezdec · a2 bílý pěšec · b2 bílý pěšec · c2 bílý pěšec · f2 bílý pěšec · g2 bílý pěšec · h2 bílý pěšec · a1 bílý věž · b1 bílý jezdec · c1 bílý střelec · d1 bílý dáma · e1 bílý král · h1 bílý věž | a8 černý věž · c8 černý střelec · d8 černý dáma · e8 černý král · f8 černý střelec · h8 černý věž · a7 černý pěšec · b7 černý pěšec · c7 černý pěšec · d7 černý pěšec · f7 černý pěšec · g7 černý pěšec · h7 černý pěšec · c6 černý jezdec · f6 černý jezdec · e5 bílý pěšec · c4 bílý střelec · d4 černý pěšec · f3 bílý jezdec · a2 bílý pěšec · b2 bílý pěšec · c2 bílý pěšec · f2 bílý pěšec · g2 bílý pěšec · h2 bílý pěšec · a1 bílý věž · b1 bílý jezdec · c1 bílý střelec · d1 bílý dáma · e1 bílý král · h1 bílý věž | a8 černý věž · c8 černý střelec · d8 černý dáma · e8 černý král · f8 černý střelec · h8 černý věž · a7 černý pěšec · b7 černý pěšec · c7 černý pěšec · d7 černý pěšec · f7 černý pěšec · g7 černý pěšec · h7 černý pěšec · c6 černý jezdec · f6 černý jezdec · e5 bílý pěšec · c4 bílý střelec · d4 černý pěšec · f3 bílý jezdec · a2 bílý pěšec · b2 bílý pěšec · c2 bílý pěšec · f2 bílý pěšec · g2 bílý pěšec · h2 bílý pěšec · a1 bílý věž · b1 bílý jezdec · c1 bílý střelec · d1 bílý dáma · e1 bílý král · h1 bílý věž | a8 černý věž · c8 černý střelec · d8 černý dáma · e8 černý král · f8 černý střelec · h8 černý věž · a7 černý pěšec · b7 černý pěšec · c7 černý pěšec · d7 černý pěšec · f7 černý pěšec · g7 černý pěšec · h7 černý pěšec · c6 černý jezdec · f6 černý jezdec · e5 bílý pěšec · c4 bílý střelec · d4 černý pěšec · f3 bílý jezdec · a2 bílý pěšec · b2 bílý pěšec · c2 bílý pěšec · f2 bílý pěšec · g2 bílý pěšec · h2 bílý pěšec · a1 bílý věž · b1 bílý jezdec · c1 bílý střelec · d1 bílý dáma · e1 bílý král · h1 bílý věž | a8 černý věž · c8 černý střelec · d8 černý dáma · e8 černý král · f8 černý střelec · h8 černý věž · a7 černý pěšec · b7 černý pěšec · c7 černý pěšec · d7 černý pěšec · f7 černý pěšec · g7 černý pěšec · h7 černý pěšec · c6 černý jezdec · f6 černý jezdec · e5 bílý pěšec · c4 bílý střelec · d4 černý pěšec · f3 bílý jezdec · a2 bílý pěšec · b2 bílý pěšec · c2 bílý pěšec · f2 bílý pěšec · g2 bílý pěšec · h2 bílý pěšec · a1 bílý věž · b1 bílý jezdec · c1 bílý střelec · d1 bílý dáma · e1 bílý král · h1 bílý věž | 4 |
| 3 | a8 černý věž · c8 černý střelec · d8 černý dáma · e8 černý král · f8 černý střelec · h8 černý věž · a7 černý pěšec · b7 černý pěšec · c7 černý pěšec · d7 černý pěšec · f7 černý pěšec · g7 černý pěšec · h7 černý pěšec · c6 černý jezdec · f6 černý jezdec · e5 bílý pěšec · c4 bílý střelec · d4 černý pěšec · f3 bílý jezdec · a2 bílý pěšec · b2 bílý pěšec · c2 bílý pěšec · f2 bílý pěšec · g2 bílý pěšec · h2 bílý pěšec · a1 bílý věž · b1 bílý jezdec · c1 bílý střelec · d1 bílý dáma · e1 bílý král · h1 bílý věž | a8 černý věž · c8 černý střelec · d8 černý dáma · e8 černý král · f8 černý střelec · h8 černý věž · a7 černý pěšec · b7 černý pěšec · c7 černý pěšec · d7 černý pěšec · f7 černý pěšec · g7 černý pěšec · h7 černý pěšec · c6 černý jezdec · f6 černý jezdec · e5 bílý pěšec · c4 bílý střelec · d4 černý pěšec · f3 bílý jezdec · a2 bílý pěšec · b2 bílý pěšec · c2 bílý pěšec · f2 bílý pěšec · g2 bílý pěšec · h2 bílý pěšec · a1 bílý věž · b1 bílý jezdec · c1 bílý střelec · d1 bílý dáma · e1 bílý král · h1 bílý věž | a8 černý věž · c8 černý střelec · d8 černý dáma · e8 černý král · f8 černý střelec · h8 černý věž · a7 černý pěšec · b7 černý pěšec · c7 černý pěšec · d7 černý pěšec · f7 černý pěšec · g7 černý pěšec · h7 černý pěšec · c6 černý jezdec · f6 černý jezdec · e5 bílý pěšec · c4 bílý střelec · d4 černý pěšec · f3 bílý jezdec · a2 bílý pěšec · b2 bílý pěšec · c2 bílý pěšec · f2 bílý pěšec · g2 bílý pěšec · h2 bílý pěšec · a1 bílý věž · b1 bílý jezdec · c1 bílý střelec · d1 bílý dáma · e1 bílý král · h1 bílý věž | a8 černý věž · c8 černý střelec · d8 černý dáma · e8 černý král · f8 černý střelec · h8 černý věž · a7 černý pěšec · b7 černý pěšec · c7 černý pěšec · d7 černý pěšec · f7 černý pěšec · g7 černý pěšec · h7 černý pěšec · c6 černý jezdec · f6 černý jezdec · e5 bílý pěšec · c4 bílý střelec · d4 černý pěšec · f3 bílý jezdec · a2 bílý pěšec · b2 bílý pěšec · c2 bílý pěšec · f2 bílý pěšec · g2 bílý pěšec · h2 bílý pěšec · a1 bílý věž · b1 bílý jezdec · c1 bílý střelec · d1 bílý dáma · e1 bílý král · h1 bílý věž | a8 černý věž · c8 černý střelec · d8 černý dáma · e8 černý král · f8 černý střelec · h8 černý věž · a7 černý pěšec · b7 černý pěšec · c7 černý pěšec · d7 černý pěšec · f7 černý pěšec · g7 černý pěšec · h7 černý pěšec · c6 černý jezdec · f6 černý jezdec · e5 bílý pěšec · c4 bílý střelec · d4 černý pěšec · f3 bílý jezdec · a2 bílý pěšec · b2 bílý pěšec · c2 bílý pěšec · f2 bílý pěšec · g2 bílý pěšec · h2 bílý pěšec · a1 bílý věž · b1 bílý jezdec · c1 bílý střelec · d1 bílý dáma · e1 bílý král · h1 bílý věž | a8 černý věž · c8 černý střelec · d8 černý dáma · e8 černý král · f8 černý střelec · h8 černý věž · a7 černý pěšec · b7 černý pěšec · c7 černý pěšec · d7 černý pěšec · f7 černý pěšec · g7 černý pěšec · h7 černý pěšec · c6 černý jezdec · f6 černý jezdec · e5 bílý pěšec · c4 bílý střelec · d4 černý pěšec · f3 bílý jezdec · a2 bílý pěšec · b2 bílý pěšec · c2 bílý pěšec · f2 bílý pěšec · g2 bílý pěšec · h2 bílý pěšec · a1 bílý věž · b1 bílý jezdec · c1 bílý střelec · d1 bílý dáma · e1 bílý král · h1 bílý věž | a8 černý věž · c8 černý střelec · d8 černý dáma · e8 černý král · f8 černý střelec · h8 černý věž · a7 černý pěšec · b7 černý pěšec · c7 černý pěšec · d7 černý pěšec · f7 černý pěšec · g7 černý pěšec · h7 černý pěšec · c6 černý jezdec · f6 černý jezdec · e5 bílý pěšec · c4 bílý střelec · d4 černý pěšec · f3 bílý jezdec · a2 bílý pěšec · b2 bílý pěšec · c2 bílý pěšec · f2 bílý pěšec · g2 bílý pěšec · h2 bílý pěšec · a1 bílý věž · b1 bílý jezdec · c1 bílý střelec · d1 bílý dáma · e1 bílý král · h1 bílý věž | a8 černý věž · c8 černý střelec · d8 černý dáma · e8 černý král · f8 černý střelec · h8 černý věž · a7 černý pěšec · b7 černý pěšec · c7 černý pěšec · d7 černý pěšec · f7 černý pěšec · g7 černý pěšec · h7 černý pěšec · c6 černý jezdec · f6 černý jezdec · e5 bílý pěšec · c4 bílý střelec · d4 černý pěšec · f3 bílý jezdec · a2 bílý pěšec · b2 bílý pěšec · c2 bílý pěšec · f2 bílý pěšec · g2 bílý pěšec · h2 bílý pěšec · a1 bílý věž · b1 bílý jezdec · c1 bílý střelec · d1 bílý dáma · e1 bílý král · h1 bílý věž | 3 |
| 2 | a8 černý věž · c8 černý střelec · d8 černý dáma · e8 černý král · f8 černý střelec · h8 černý věž · a7 černý pěšec · b7 černý pěšec · c7 černý pěšec · d7 černý pěšec · f7 černý pěšec · g7 černý pěšec · h7 černý pěšec · c6 černý jezdec · f6 černý jezdec · e5 bílý pěšec · c4 bílý střelec · d4 černý pěšec · f3 bílý jezdec · a2 bílý pěšec · b2 bílý pěšec · c2 bílý pěšec · f2 bílý pěšec · g2 bílý pěšec · h2 bílý pěšec · a1 bílý věž · b1 bílý jezdec · c1 bílý střelec · d1 bílý dáma · e1 bílý král · h1 bílý věž | a8 černý věž · c8 černý střelec · d8 černý dáma · e8 černý král · f8 černý střelec · h8 černý věž · a7 černý pěšec · b7 černý pěšec · c7 černý pěšec · d7 černý pěšec · f7 černý pěšec · g7 černý pěšec · h7 černý pěšec · c6 černý jezdec · f6 černý jezdec · e5 bílý pěšec · c4 bílý střelec · d4 černý pěšec · f3 bílý jezdec · a2 bílý pěšec · b2 bílý pěšec · c2 bílý pěšec · f2 bílý pěšec · g2 bílý pěšec · h2 bílý pěšec · a1 bílý věž · b1 bílý jezdec · c1 bílý střelec · d1 bílý dáma · e1 bílý král · h1 bílý věž | a8 černý věž · c8 černý střelec · d8 černý dáma · e8 černý král · f8 černý střelec · h8 černý věž · a7 černý pěšec · b7 černý pěšec · c7 černý pěšec · d7 černý pěšec · f7 černý pěšec · g7 černý pěšec · h7 černý pěšec · c6 černý jezdec · f6 černý jezdec · e5 bílý pěšec · c4 bílý střelec · d4 černý pěšec · f3 bílý jezdec · a2 bílý pěšec · b2 bílý pěšec · c2 bílý pěšec · f2 bílý pěšec · g2 bílý pěšec · h2 bílý pěšec · a1 bílý věž · b1 bílý jezdec · c1 bílý střelec · d1 bílý dáma · e1 bílý král · h1 bílý věž | a8 černý věž · c8 černý střelec · d8 černý dáma · e8 černý král · f8 černý střelec · h8 černý věž · a7 černý pěšec · b7 černý pěšec · c7 černý pěšec · d7 černý pěšec · f7 černý pěšec · g7 černý pěšec · h7 černý pěšec · c6 černý jezdec · f6 černý jezdec · e5 bílý pěšec · c4 bílý střelec · d4 černý pěšec · f3 bílý jezdec · a2 bílý pěšec · b2 bílý pěšec · c2 bílý pěšec · f2 bílý pěšec · g2 bílý pěšec · h2 bílý pěšec · a1 bílý věž · b1 bílý jezdec · c1 bílý střelec · d1 bílý dáma · e1 bílý král · h1 bílý věž | a8 černý věž · c8 černý střelec · d8 černý dáma · e8 černý král · f8 černý střelec · h8 černý věž · a7 černý pěšec · b7 černý pěšec · c7 černý pěšec · d7 černý pěšec · f7 černý pěšec · g7 černý pěšec · h7 černý pěšec · c6 černý jezdec · f6 černý jezdec · e5 bílý pěšec · c4 bílý střelec · d4 černý pěšec · f3 bílý jezdec · a2 bílý pěšec · b2 bílý pěšec · c2 bílý pěšec · f2 bílý pěšec · g2 bílý pěšec · h2 bílý pěšec · a1 bílý věž · b1 bílý jezdec · c1 bílý střelec · d1 bílý dáma · e1 bílý král · h1 bílý věž | a8 černý věž · c8 černý střelec · d8 černý dáma · e8 černý král · f8 černý střelec · h8 černý věž · a7 černý pěšec · b7 černý pěšec · c7 černý pěšec · d7 černý pěšec · f7 černý pěšec · g7 černý pěšec · h7 černý pěšec · c6 černý jezdec · f6 černý jezdec · e5 bílý pěšec · c4 bílý střelec · d4 černý pěšec · f3 bílý jezdec · a2 bílý pěšec · b2 bílý pěšec · c2 bílý pěšec · f2 bílý pěšec · g2 bílý pěšec · h2 bílý pěšec · a1 bílý věž · b1 bílý jezdec · c1 bílý střelec · d1 bílý dáma · e1 bílý král · h1 bílý věž | a8 černý věž · c8 černý střelec · d8 černý dáma · e8 černý král · f8 černý střelec · h8 černý věž · a7 černý pěšec · b7 černý pěšec · c7 černý pěšec · d7 černý pěšec · f7 černý pěšec · g7 černý pěšec · h7 černý pěšec · c6 černý jezdec · f6 černý jezdec · e5 bílý pěšec · c4 bílý střelec · d4 černý pěšec · f3 bílý jezdec · a2 bílý pěšec · b2 bílý pěšec · c2 bílý pěšec · f2 bílý pěšec · g2 bílý pěšec · h2 bílý pěšec · a1 bílý věž · b1 bílý jezdec · c1 bílý střelec · d1 bílý dáma · e1 bílý král · h1 bílý věž | a8 černý věž · c8 černý střelec · d8 černý dáma · e8 černý král · f8 černý střelec · h8 černý věž · a7 černý pěšec · b7 černý pěšec · c7 černý pěšec · d7 černý pěšec · f7 černý pěšec · g7 černý pěšec · h7 černý pěšec · c6 černý jezdec · f6 černý jezdec · e5 bílý pěšec · c4 bílý střelec · d4 černý pěšec · f3 bílý jezdec · a2 bílý pěšec · b2 bílý pěšec · c2 bílý pěšec · f2 bílý pěšec · g2 bílý pěšec · h2 bílý pěšec · a1 bílý věž · b1 bílý jezdec · c1 bílý střelec · d1 bílý dáma · e1 bílý král · h1 bílý věž | 2 |
| 1 | a8 černý věž · c8 černý střelec · d8 černý dáma · e8 černý král · f8 černý střelec · h8 černý věž · a7 černý pěšec · b7 černý pěšec · c7 černý pěšec · d7 černý pěšec · f7 černý pěšec · g7 černý pěšec · h7 černý pěšec · c6 černý jezdec · f6 černý jezdec · e5 bílý pěšec · c4 bílý střelec · d4 černý pěšec · f3 bílý jezdec · a2 bílý pěšec · b2 bílý pěšec · c2 bílý pěšec · f2 bílý pěšec · g2 bílý pěšec · h2 bílý pěšec · a1 bílý věž · b1 bílý jezdec · c1 bílý střelec · d1 bílý dáma · e1 bílý král · h1 bílý věž | a8 černý věž · c8 černý střelec · d8 černý dáma · e8 černý král · f8 černý střelec · h8 černý věž · a7 černý pěšec · b7 černý pěšec · c7 černý pěšec · d7 černý pěšec · f7 černý pěšec · g7 černý pěšec · h7 černý pěšec · c6 černý jezdec · f6 černý jezdec · e5 bílý pěšec · c4 bílý střelec · d4 černý pěšec · f3 bílý jezdec · a2 bílý pěšec · b2 bílý pěšec · c2 bílý pěšec · f2 bílý pěšec · g2 bílý pěšec · h2 bílý pěšec · a1 bílý věž · b1 bílý jezdec · c1 bílý střelec · d1 bílý dáma · e1 bílý král · h1 bílý věž | a8 černý věž · c8 černý střelec · d8 černý dáma · e8 černý král · f8 černý střelec · h8 černý věž · a7 černý pěšec · b7 černý pěšec · c7 černý pěšec · d7 černý pěšec · f7 černý pěšec · g7 černý pěšec · h7 černý pěšec · c6 černý jezdec · f6 černý jezdec · e5 bílý pěšec · c4 bílý střelec · d4 černý pěšec · f3 bílý jezdec · a2 bílý pěšec · b2 bílý pěšec · c2 bílý pěšec · f2 bílý pěšec · g2 bílý pěšec · h2 bílý pěšec · a1 bílý věž · b1 bílý jezdec · c1 bílý střelec · d1 bílý dáma · e1 bílý král · h1 bílý věž | a8 černý věž · c8 černý střelec · d8 černý dáma · e8 černý král · f8 černý střelec · h8 černý věž · a7 černý pěšec · b7 černý pěšec · c7 černý pěšec · d7 černý pěšec · f7 černý pěšec · g7 černý pěšec · h7 černý pěšec · c6 černý jezdec · f6 černý jezdec · e5 bílý pěšec · c4 bílý střelec · d4 černý pěšec · f3 bílý jezdec · a2 bílý pěšec · b2 bílý pěšec · c2 bílý pěšec · f2 bílý pěšec · g2 bílý pěšec · h2 bílý pěšec · a1 bílý věž · b1 bílý jezdec · c1 bílý střelec · d1 bílý dáma · e1 bílý král · h1 bílý věž | a8 černý věž · c8 černý střelec · d8 černý dáma · e8 černý král · f8 černý střelec · h8 černý věž · a7 černý pěšec · b7 černý pěšec · c7 černý pěšec · d7 černý pěšec · f7 černý pěšec · g7 černý pěšec · h7 černý pěšec · c6 černý jezdec · f6 černý jezdec · e5 bílý pěšec · c4 bílý střelec · d4 černý pěšec · f3 bílý jezdec · a2 bílý pěšec · b2 bílý pěšec · c2 bílý pěšec · f2 bílý pěšec · g2 bílý pěšec · h2 bílý pěšec · a1 bílý věž · b1 bílý jezdec · c1 bílý střelec · d1 bílý dáma · e1 bílý král · h1 bílý věž | a8 černý věž · c8 černý střelec · d8 černý dáma · e8 černý král · f8 černý střelec · h8 černý věž · a7 černý pěšec · b7 černý pěšec · c7 černý pěšec · d7 černý pěšec · f7 černý pěšec · g7 černý pěšec · h7 černý pěšec · c6 černý jezdec · f6 černý jezdec · e5 bílý pěšec · c4 bílý střelec · d4 černý pěšec · f3 bílý jezdec · a2 bílý pěšec · b2 bílý pěšec · c2 bílý pěšec · f2 bílý pěšec · g2 bílý pěšec · h2 bílý pěšec · a1 bílý věž · b1 bílý jezdec · c1 bílý střelec · d1 bílý dáma · e1 bílý král · h1 bílý věž | a8 černý věž · c8 černý střelec · d8 černý dáma · e8 černý král · f8 černý střelec · h8 černý věž · a7 černý pěšec · b7 černý pěšec · c7 černý pěšec · d7 černý pěšec · f7 černý pěšec · g7 černý pěšec · h7 černý pěšec · c6 černý jezdec · f6 černý jezdec · e5 bílý pěšec · c4 bílý střelec · d4 černý pěšec · f3 bílý jezdec · a2 bílý pěšec · b2 bílý pěšec · c2 bílý pěšec · f2 bílý pěšec · g2 bílý pěšec · h2 bílý pěšec · a1 bílý věž · b1 bílý jezdec · c1 bílý střelec · d1 bílý dáma · e1 bílý král · h1 bílý věž | a8 černý věž · c8 černý střelec · d8 černý dáma · e8 černý král · f8 černý střelec · h8 černý věž · a7 černý pěšec · b7 černý pěšec · c7 černý pěšec · d7 černý pěšec · f7 černý pěšec · g7 černý pěšec · h7 černý pěšec · c6 černý jezdec · f6 černý jezdec · e5 bílý pěšec · c4 bílý střelec · d4 černý pěšec · f3 bílý jezdec · a2 bílý pěšec · b2 bílý pěšec · c2 bílý pěšec · f2 bílý pěšec · g2 bílý pěšec · h2 bílý pěšec · a1 bílý věž · b1 bílý jezdec · c1 bílý střelec · d1 bílý dáma · e1 bílý král · h1 bílý věž | 1 |
|   | a | b | c | d | e | f | g | h |   |

|   | a | b | c | d | e | f | g | h |   |
| 8 | a8 černý věž · c8 černý střelec · d8 černý dáma · e8 černý král · f8 černý střelec · h8 černý věž · a7 černý pěšec · b7 černý pěšec · c7 černý pěšec · d7 černý pěšec · f7 černý pěšec · g7 černý pěšec · h7 černý pěšec · c6 černý jezdec · f6 černý jezdec · g5 bílý jezdec · c4 bílý střelec · d4 černý pěšec · e4 bílý pěšec · a2 bílý pěšec · b2 bílý pěšec · c2 bílý pěšec · f2 bílý pěšec · g2 bílý pěšec · h2 bílý pěšec · a1 bílý věž · b1 bílý jezdec · c1 bílý střelec · d1 bílý dáma · e1 bílý král · h1 bílý věž | a8 černý věž · c8 černý střelec · d8 černý dáma · e8 černý král · f8 černý střelec · h8 černý věž · a7 černý pěšec · b7 černý pěšec · c7 černý pěšec · d7 černý pěšec · f7 černý pěšec · g7 černý pěšec · h7 černý pěšec · c6 černý jezdec · f6 černý jezdec · g5 bílý jezdec · c4 bílý střelec · d4 černý pěšec · e4 bílý pěšec · a2 bílý pěšec · b2 bílý pěšec · c2 bílý pěšec · f2 bílý pěšec · g2 bílý pěšec · h2 bílý pěšec · a1 bílý věž · b1 bílý jezdec · c1 bílý střelec · d1 bílý dáma · e1 bílý král · h1 bílý věž | a8 černý věž · c8 černý střelec · d8 černý dáma · e8 černý král · f8 černý střelec · h8 černý věž · a7 černý pěšec · b7 černý pěšec · c7 černý pěšec · d7 černý pěšec · f7 černý pěšec · g7 černý pěšec · h7 černý pěšec · c6 černý jezdec · f6 černý jezdec · g5 bílý jezdec · c4 bílý střelec · d4 černý pěšec · e4 bílý pěšec · a2 bílý pěšec · b2 bílý pěšec · c2 bílý pěšec · f2 bílý pěšec · g2 bílý pěšec · h2 bílý pěšec · a1 bílý věž · b1 bílý jezdec · c1 bílý střelec · d1 bílý dáma · e1 bílý král · h1 bílý věž | a8 černý věž · c8 černý střelec · d8 černý dáma · e8 černý král · f8 černý střelec · h8 černý věž · a7 černý pěšec · b7 černý pěšec · c7 černý pěšec · d7 černý pěšec · f7 černý pěšec · g7 černý pěšec · h7 černý pěšec · c6 černý jezdec · f6 černý jezdec · g5 bílý jezdec · c4 bílý střelec · d4 černý pěšec · e4 bílý pěšec · a2 bílý pěšec · b2 bílý pěšec · c2 bílý pěšec · f2 bílý pěšec · g2 bílý pěšec · h2 bílý pěšec · a1 bílý věž · b1 bílý jezdec · c1 bílý střelec · d1 bílý dáma · e1 bílý král · h1 bílý věž | a8 černý věž · c8 černý střelec · d8 černý dáma · e8 černý král · f8 černý střelec · h8 černý věž · a7 černý pěšec · b7 černý pěšec · c7 černý pěšec · d7 černý pěšec · f7 černý pěšec · g7 černý pěšec · h7 černý pěšec · c6 černý jezdec · f6 černý jezdec · g5 bílý jezdec · c4 bílý střelec · d4 černý pěšec · e4 bílý pěšec · a2 bílý pěšec · b2 bílý pěšec · c2 bílý pěšec · f2 bílý pěšec · g2 bílý pěšec · h2 bílý pěšec · a1 bílý věž · b1 bílý jezdec · c1 bílý střelec · d1 bílý dáma · e1 bílý král · h1 bílý věž | a8 černý věž · c8 černý střelec · d8 černý dáma · e8 černý král · f8 černý střelec · h8 černý věž · a7 černý pěšec · b7 černý pěšec · c7 černý pěšec · d7 černý pěšec · f7 černý pěšec · g7 černý pěšec · h7 černý pěšec · c6 černý jezdec · f6 černý jezdec · g5 bílý jezdec · c4 bílý střelec · d4 černý pěšec · e4 bílý pěšec · a2 bílý pěšec · b2 bílý pěšec · c2 bílý pěšec · f2 bílý pěšec · g2 bílý pěšec · h2 bílý pěšec · a1 bílý věž · b1 bílý jezdec · c1 bílý střelec · d1 bílý dáma · e1 bílý král · h1 bílý věž | a8 černý věž · c8 černý střelec · d8 černý dáma · e8 černý král · f8 černý střelec · h8 černý věž · a7 černý pěšec · b7 černý pěšec · c7 černý pěšec · d7 černý pěšec · f7 černý pěšec · g7 černý pěšec · h7 černý pěšec · c6 černý jezdec · f6 černý jezdec · g5 bílý jezdec · c4 bílý střelec · d4 černý pěšec · e4 bílý pěšec · a2 bílý pěšec · b2 bílý pěšec · c2 bílý pěšec · f2 bílý pěšec · g2 bílý pěšec · h2 bílý pěšec · a1 bílý věž · b1 bílý jezdec · c1 bílý střelec · d1 bílý dáma · e1 bílý král · h1 bílý věž | a8 černý věž · c8 černý střelec · d8 černý dáma · e8 černý král · f8 černý střelec · h8 černý věž · a7 černý pěšec · b7 černý pěšec · c7 černý pěšec · d7 černý pěšec · f7 černý pěšec · g7 černý pěšec · h7 černý pěšec · c6 černý jezdec · f6 černý jezdec · g5 bílý jezdec · c4 bílý střelec · d4 černý pěšec · e4 bílý pěšec · a2 bílý pěšec · b2 bílý pěšec · c2 bílý pěšec · f2 bílý pěšec · g2 bílý pěšec · h2 bílý pěšec · a1 bílý věž · b1 bílý jezdec · c1 bílý střelec · d1 bílý dáma · e1 bílý král · h1 bílý věž | 8 |
| 7 | a8 černý věž · c8 černý střelec · d8 černý dáma · e8 černý král · f8 černý střelec · h8 černý věž · a7 černý pěšec · b7 černý pěšec · c7 černý pěšec · d7 černý pěšec · f7 černý pěšec · g7 černý pěšec · h7 černý pěšec · c6 černý jezdec · f6 černý jezdec · g5 bílý jezdec · c4 bílý střelec · d4 černý pěšec · e4 bílý pěšec · a2 bílý pěšec · b2 bílý pěšec · c2 bílý pěšec · f2 bílý pěšec · g2 bílý pěšec · h2 bílý pěšec · a1 bílý věž · b1 bílý jezdec · c1 bílý střelec · d1 bílý dáma · e1 bílý král · h1 bílý věž | a8 černý věž · c8 černý střelec · d8 černý dáma · e8 černý král · f8 černý střelec · h8 černý věž · a7 černý pěšec · b7 černý pěšec · c7 černý pěšec · d7 černý pěšec · f7 černý pěšec · g7 černý pěšec · h7 černý pěšec · c6 černý jezdec · f6 černý jezdec · g5 bílý jezdec · c4 bílý střelec · d4 černý pěšec · e4 bílý pěšec · a2 bílý pěšec · b2 bílý pěšec · c2 bílý pěšec · f2 bílý pěšec · g2 bílý pěšec · h2 bílý pěšec · a1 bílý věž · b1 bílý jezdec · c1 bílý střelec · d1 bílý dáma · e1 bílý král · h1 bílý věž | a8 černý věž · c8 černý střelec · d8 černý dáma · e8 černý král · f8 černý střelec · h8 černý věž · a7 černý pěšec · b7 černý pěšec · c7 černý pěšec · d7 černý pěšec · f7 černý pěšec · g7 černý pěšec · h7 černý pěšec · c6 černý jezdec · f6 černý jezdec · g5 bílý jezdec · c4 bílý střelec · d4 černý pěšec · e4 bílý pěšec · a2 bílý pěšec · b2 bílý pěšec · c2 bílý pěšec · f2 bílý pěšec · g2 bílý pěšec · h2 bílý pěšec · a1 bílý věž · b1 bílý jezdec · c1 bílý střelec · d1 bílý dáma · e1 bílý král · h1 bílý věž | a8 černý věž · c8 černý střelec · d8 černý dáma · e8 černý král · f8 černý střelec · h8 černý věž · a7 černý pěšec · b7 černý pěšec · c7 černý pěšec · d7 černý pěšec · f7 černý pěšec · g7 černý pěšec · h7 černý pěšec · c6 černý jezdec · f6 černý jezdec · g5 bílý jezdec · c4 bílý střelec · d4 černý pěšec · e4 bílý pěšec · a2 bílý pěšec · b2 bílý pěšec · c2 bílý pěšec · f2 bílý pěšec · g2 bílý pěšec · h2 bílý pěšec · a1 bílý věž · b1 bílý jezdec · c1 bílý střelec · d1 bílý dáma · e1 bílý král · h1 bílý věž | a8 černý věž · c8 černý střelec · d8 černý dáma · e8 černý král · f8 černý střelec · h8 černý věž · a7 černý pěšec · b7 černý pěšec · c7 černý pěšec · d7 černý pěšec · f7 černý pěšec · g7 černý pěšec · h7 černý pěšec · c6 černý jezdec · f6 černý jezdec · g5 bílý jezdec · c4 bílý střelec · d4 černý pěšec · e4 bílý pěšec · a2 bílý pěšec · b2 bílý pěšec · c2 bílý pěšec · f2 bílý pěšec · g2 bílý pěšec · h2 bílý pěšec · a1 bílý věž · b1 bílý jezdec · c1 bílý střelec · d1 bílý dáma · e1 bílý král · h1 bílý věž | a8 černý věž · c8 černý střelec · d8 černý dáma · e8 černý král · f8 černý střelec · h8 černý věž · a7 černý pěšec · b7 černý pěšec · c7 černý pěšec · d7 černý pěšec · f7 černý pěšec · g7 černý pěšec · h7 černý pěšec · c6 černý jezdec · f6 černý jezdec · g5 bílý jezdec · c4 bílý střelec · d4 černý pěšec · e4 bílý pěšec · a2 bílý pěšec · b2 bílý pěšec · c2 bílý pěšec · f2 bílý pěšec · g2 bílý pěšec · h2 bílý pěšec · a1 bílý věž · b1 bílý jezdec · c1 bílý střelec · d1 bílý dáma · e1 bílý král · h1 bílý věž | a8 černý věž · c8 černý střelec · d8 černý dáma · e8 černý král · f8 černý střelec · h8 černý věž · a7 černý pěšec · b7 černý pěšec · c7 černý pěšec · d7 černý pěšec · f7 černý pěšec · g7 černý pěšec · h7 černý pěšec · c6 černý jezdec · f6 černý jezdec · g5 bílý jezdec · c4 bílý střelec · d4 černý pěšec · e4 bílý pěšec · a2 bílý pěšec · b2 bílý pěšec · c2 bílý pěšec · f2 bílý pěšec · g2 bílý pěšec · h2 bílý pěšec · a1 bílý věž · b1 bílý jezdec · c1 bílý střelec · d1 bílý dáma · e1 bílý král · h1 bílý věž | a8 černý věž · c8 černý střelec · d8 černý dáma · e8 černý král · f8 černý střelec · h8 černý věž · a7 černý pěšec · b7 černý pěšec · c7 černý pěšec · d7 černý pěšec · f7 černý pěšec · g7 černý pěšec · h7 černý pěšec · c6 černý jezdec · f6 černý jezdec · g5 bílý jezdec · c4 bílý střelec · d4 černý pěšec · e4 bílý pěšec · a2 bílý pěšec · b2 bílý pěšec · c2 bílý pěšec · f2 bílý pěšec · g2 bílý pěšec · h2 bílý pěšec · a1 bílý věž · b1 bílý jezdec · c1 bílý střelec · d1 bílý dáma · e1 bílý král · h1 bílý věž | 7 |
| 6 | a8 černý věž · c8 černý střelec · d8 černý dáma · e8 černý král · f8 černý střelec · h8 černý věž · a7 černý pěšec · b7 černý pěšec · c7 černý pěšec · d7 černý pěšec · f7 černý pěšec · g7 černý pěšec · h7 černý pěšec · c6 černý jezdec · f6 černý jezdec · g5 bílý jezdec · c4 bílý střelec · d4 černý pěšec · e4 bílý pěšec · a2 bílý pěšec · b2 bílý pěšec · c2 bílý pěšec · f2 bílý pěšec · g2 bílý pěšec · h2 bílý pěšec · a1 bílý věž · b1 bílý jezdec · c1 bílý střelec · d1 bílý dáma · e1 bílý král · h1 bílý věž | a8 černý věž · c8 černý střelec · d8 černý dáma · e8 černý král · f8 černý střelec · h8 černý věž · a7 černý pěšec · b7 černý pěšec · c7 černý pěšec · d7 černý pěšec · f7 černý pěšec · g7 černý pěšec · h7 černý pěšec · c6 černý jezdec · f6 černý jezdec · g5 bílý jezdec · c4 bílý střelec · d4 černý pěšec · e4 bílý pěšec · a2 bílý pěšec · b2 bílý pěšec · c2 bílý pěšec · f2 bílý pěšec · g2 bílý pěšec · h2 bílý pěšec · a1 bílý věž · b1 bílý jezdec · c1 bílý střelec · d1 bílý dáma · e1 bílý král · h1 bílý věž | a8 černý věž · c8 černý střelec · d8 černý dáma · e8 černý král · f8 černý střelec · h8 černý věž · a7 černý pěšec · b7 černý pěšec · c7 černý pěšec · d7 černý pěšec · f7 černý pěšec · g7 černý pěšec · h7 černý pěšec · c6 černý jezdec · f6 černý jezdec · g5 bílý jezdec · c4 bílý střelec · d4 černý pěšec · e4 bílý pěšec · a2 bílý pěšec · b2 bílý pěšec · c2 bílý pěšec · f2 bílý pěšec · g2 bílý pěšec · h2 bílý pěšec · a1 bílý věž · b1 bílý jezdec · c1 bílý střelec · d1 bílý dáma · e1 bílý král · h1 bílý věž | a8 černý věž · c8 černý střelec · d8 černý dáma · e8 černý král · f8 černý střelec · h8 černý věž · a7 černý pěšec · b7 černý pěšec · c7 černý pěšec · d7 černý pěšec · f7 černý pěšec · g7 černý pěšec · h7 černý pěšec · c6 černý jezdec · f6 černý jezdec · g5 bílý jezdec · c4 bílý střelec · d4 černý pěšec · e4 bílý pěšec · a2 bílý pěšec · b2 bílý pěšec · c2 bílý pěšec · f2 bílý pěšec · g2 bílý pěšec · h2 bílý pěšec · a1 bílý věž · b1 bílý jezdec · c1 bílý střelec · d1 bílý dáma · e1 bílý král · h1 bílý věž | a8 černý věž · c8 černý střelec · d8 černý dáma · e8 černý král · f8 černý střelec · h8 černý věž · a7 černý pěšec · b7 černý pěšec · c7 černý pěšec · d7 černý pěšec · f7 černý pěšec · g7 černý pěšec · h7 černý pěšec · c6 černý jezdec · f6 černý jezdec · g5 bílý jezdec · c4 bílý střelec · d4 černý pěšec · e4 bílý pěšec · a2 bílý pěšec · b2 bílý pěšec · c2 bílý pěšec · f2 bílý pěšec · g2 bílý pěšec · h2 bílý pěšec · a1 bílý věž · b1 bílý jezdec · c1 bílý střelec · d1 bílý dáma · e1 bílý král · h1 bílý věž | a8 černý věž · c8 černý střelec · d8 černý dáma · e8 černý král · f8 černý střelec · h8 černý věž · a7 černý pěšec · b7 černý pěšec · c7 černý pěšec · d7 černý pěšec · f7 černý pěšec · g7 černý pěšec · h7 černý pěšec · c6 černý jezdec · f6 černý jezdec · g5 bílý jezdec · c4 bílý střelec · d4 černý pěšec · e4 bílý pěšec · a2 bílý pěšec · b2 bílý pěšec · c2 bílý pěšec · f2 bílý pěšec · g2 bílý pěšec · h2 bílý pěšec · a1 bílý věž · b1 bílý jezdec · c1 bílý střelec · d1 bílý dáma · e1 bílý král · h1 bílý věž | a8 černý věž · c8 černý střelec · d8 černý dáma · e8 černý král · f8 černý střelec · h8 černý věž · a7 černý pěšec · b7 černý pěšec · c7 černý pěšec · d7 černý pěšec · f7 černý pěšec · g7 černý pěšec · h7 černý pěšec · c6 černý jezdec · f6 černý jezdec · g5 bílý jezdec · c4 bílý střelec · d4 černý pěšec · e4 bílý pěšec · a2 bílý pěšec · b2 bílý pěšec · c2 bílý pěšec · f2 bílý pěšec · g2 bílý pěšec · h2 bílý pěšec · a1 bílý věž · b1 bílý jezdec · c1 bílý střelec · d1 bílý dáma · e1 bílý král · h1 bílý věž | a8 černý věž · c8 černý střelec · d8 černý dáma · e8 černý král · f8 černý střelec · h8 černý věž · a7 černý pěšec · b7 černý pěšec · c7 černý pěšec · d7 černý pěšec · f7 černý pěšec · g7 černý pěšec · h7 černý pěšec · c6 černý jezdec · f6 černý jezdec · g5 bílý jezdec · c4 bílý střelec · d4 černý pěšec · e4 bílý pěšec · a2 bílý pěšec · b2 bílý pěšec · c2 bílý pěšec · f2 bílý pěšec · g2 bílý pěšec · h2 bílý pěšec · a1 bílý věž · b1 bílý jezdec · c1 bílý střelec · d1 bílý dáma · e1 bílý král · h1 bílý věž | 6 |
| 5 | a8 černý věž · c8 černý střelec · d8 černý dáma · e8 černý král · f8 černý střelec · h8 černý věž · a7 černý pěšec · b7 černý pěšec · c7 černý pěšec · d7 černý pěšec · f7 černý pěšec · g7 černý pěšec · h7 černý pěšec · c6 černý jezdec · f6 černý jezdec · g5 bílý jezdec · c4 bílý střelec · d4 černý pěšec · e4 bílý pěšec · a2 bílý pěšec · b2 bílý pěšec · c2 bílý pěšec · f2 bílý pěšec · g2 bílý pěšec · h2 bílý pěšec · a1 bílý věž · b1 bílý jezdec · c1 bílý střelec · d1 bílý dáma · e1 bílý král · h1 bílý věž | a8 černý věž · c8 černý střelec · d8 černý dáma · e8 černý král · f8 černý střelec · h8 černý věž · a7 černý pěšec · b7 černý pěšec · c7 černý pěšec · d7 černý pěšec · f7 černý pěšec · g7 černý pěšec · h7 černý pěšec · c6 černý jezdec · f6 černý jezdec · g5 bílý jezdec · c4 bílý střelec · d4 černý pěšec · e4 bílý pěšec · a2 bílý pěšec · b2 bílý pěšec · c2 bílý pěšec · f2 bílý pěšec · g2 bílý pěšec · h2 bílý pěšec · a1 bílý věž · b1 bílý jezdec · c1 bílý střelec · d1 bílý dáma · e1 bílý král · h1 bílý věž | a8 černý věž · c8 černý střelec · d8 černý dáma · e8 černý král · f8 černý střelec · h8 černý věž · a7 černý pěšec · b7 černý pěšec · c7 černý pěšec · d7 černý pěšec · f7 černý pěšec · g7 černý pěšec · h7 černý pěšec · c6 černý jezdec · f6 černý jezdec · g5 bílý jezdec · c4 bílý střelec · d4 černý pěšec · e4 bílý pěšec · a2 bílý pěšec · b2 bílý pěšec · c2 bílý pěšec · f2 bílý pěšec · g2 bílý pěšec · h2 bílý pěšec · a1 bílý věž · b1 bílý jezdec · c1 bílý střelec · d1 bílý dáma · e1 bílý král · h1 bílý věž | a8 černý věž · c8 černý střelec · d8 černý dáma · e8 černý král · f8 černý střelec · h8 černý věž · a7 černý pěšec · b7 černý pěšec · c7 černý pěšec · d7 černý pěšec · f7 černý pěšec · g7 černý pěšec · h7 černý pěšec · c6 černý jezdec · f6 černý jezdec · g5 bílý jezdec · c4 bílý střelec · d4 černý pěšec · e4 bílý pěšec · a2 bílý pěšec · b2 bílý pěšec · c2 bílý pěšec · f2 bílý pěšec · g2 bílý pěšec · h2 bílý pěšec · a1 bílý věž · b1 bílý jezdec · c1 bílý střelec · d1 bílý dáma · e1 bílý král · h1 bílý věž | a8 černý věž · c8 černý střelec · d8 černý dáma · e8 černý král · f8 černý střelec · h8 černý věž · a7 černý pěšec · b7 černý pěšec · c7 černý pěšec · d7 černý pěšec · f7 černý pěšec · g7 černý pěšec · h7 černý pěšec · c6 černý jezdec · f6 černý jezdec · g5 bílý jezdec · c4 bílý střelec · d4 černý pěšec · e4 bílý pěšec · a2 bílý pěšec · b2 bílý pěšec · c2 bílý pěšec · f2 bílý pěšec · g2 bílý pěšec · h2 bílý pěšec · a1 bílý věž · b1 bílý jezdec · c1 bílý střelec · d1 bílý dáma · e1 bílý král · h1 bílý věž | a8 černý věž · c8 černý střelec · d8 černý dáma · e8 černý král · f8 černý střelec · h8 černý věž · a7 černý pěšec · b7 černý pěšec · c7 černý pěšec · d7 černý pěšec · f7 černý pěšec · g7 černý pěšec · h7 černý pěšec · c6 černý jezdec · f6 černý jezdec · g5 bílý jezdec · c4 bílý střelec · d4 černý pěšec · e4 bílý pěšec · a2 bílý pěšec · b2 bílý pěšec · c2 bílý pěšec · f2 bílý pěšec · g2 bílý pěšec · h2 bílý pěšec · a1 bílý věž · b1 bílý jezdec · c1 bílý střelec · d1 bílý dáma · e1 bílý král · h1 bílý věž | a8 černý věž · c8 černý střelec · d8 černý dáma · e8 černý král · f8 černý střelec · h8 černý věž · a7 černý pěšec · b7 černý pěšec · c7 černý pěšec · d7 černý pěšec · f7 černý pěšec · g7 černý pěšec · h7 černý pěšec · c6 černý jezdec · f6 černý jezdec · g5 bílý jezdec · c4 bílý střelec · d4 černý pěšec · e4 bílý pěšec · a2 bílý pěšec · b2 bílý pěšec · c2 bílý pěšec · f2 bílý pěšec · g2 bílý pěšec · h2 bílý pěšec · a1 bílý věž · b1 bílý jezdec · c1 bílý střelec · d1 bílý dáma · e1 bílý král · h1 bílý věž | a8 černý věž · c8 černý střelec · d8 černý dáma · e8 černý král · f8 černý střelec · h8 černý věž · a7 černý pěšec · b7 černý pěšec · c7 černý pěšec · d7 černý pěšec · f7 černý pěšec · g7 černý pěšec · h7 černý pěšec · c6 černý jezdec · f6 černý jezdec · g5 bílý jezdec · c4 bílý střelec · d4 černý pěšec · e4 bílý pěšec · a2 bílý pěšec · b2 bílý pěšec · c2 bílý pěšec · f2 bílý pěšec · g2 bílý pěšec · h2 bílý pěšec · a1 bílý věž · b1 bílý jezdec · c1 bílý střelec · d1 bílý dáma · e1 bílý král · h1 bílý věž | 5 |
| 4 | a8 černý věž · c8 černý střelec · d8 černý dáma · e8 černý král · f8 černý střelec · h8 černý věž · a7 černý pěšec · b7 černý pěšec · c7 černý pěšec · d7 černý pěšec · f7 černý pěšec · g7 černý pěšec · h7 černý pěšec · c6 černý jezdec · f6 černý jezdec · g5 bílý jezdec · c4 bílý střelec · d4 černý pěšec · e4 bílý pěšec · a2 bílý pěšec · b2 bílý pěšec · c2 bílý pěšec · f2 bílý pěšec · g2 bílý pěšec · h2 bílý pěšec · a1 bílý věž · b1 bílý jezdec · c1 bílý střelec · d1 bílý dáma · e1 bílý král · h1 bílý věž | a8 černý věž · c8 černý střelec · d8 černý dáma · e8 černý král · f8 černý střelec · h8 černý věž · a7 černý pěšec · b7 černý pěšec · c7 černý pěšec · d7 černý pěšec · f7 černý pěšec · g7 černý pěšec · h7 černý pěšec · c6 černý jezdec · f6 černý jezdec · g5 bílý jezdec · c4 bílý střelec · d4 černý pěšec · e4 bílý pěšec · a2 bílý pěšec · b2 bílý pěšec · c2 bílý pěšec · f2 bílý pěšec · g2 bílý pěšec · h2 bílý pěšec · a1 bílý věž · b1 bílý jezdec · c1 bílý střelec · d1 bílý dáma · e1 bílý král · h1 bílý věž | a8 černý věž · c8 černý střelec · d8 černý dáma · e8 černý král · f8 černý střelec · h8 černý věž · a7 černý pěšec · b7 černý pěšec · c7 černý pěšec · d7 černý pěšec · f7 černý pěšec · g7 černý pěšec · h7 černý pěšec · c6 černý jezdec · f6 černý jezdec · g5 bílý jezdec · c4 bílý střelec · d4 černý pěšec · e4 bílý pěšec · a2 bílý pěšec · b2 bílý pěšec · c2 bílý pěšec · f2 bílý pěšec · g2 bílý pěšec · h2 bílý pěšec · a1 bílý věž · b1 bílý jezdec · c1 bílý střelec · d1 bílý dáma · e1 bílý král · h1 bílý věž | a8 černý věž · c8 černý střelec · d8 černý dáma · e8 černý král · f8 černý střelec · h8 černý věž · a7 černý pěšec · b7 černý pěšec · c7 černý pěšec · d7 černý pěšec · f7 černý pěšec · g7 černý pěšec · h7 černý pěšec · c6 černý jezdec · f6 černý jezdec · g5 bílý jezdec · c4 bílý střelec · d4 černý pěšec · e4 bílý pěšec · a2 bílý pěšec · b2 bílý pěšec · c2 bílý pěšec · f2 bílý pěšec · g2 bílý pěšec · h2 bílý pěšec · a1 bílý věž · b1 bílý jezdec · c1 bílý střelec · d1 bílý dáma · e1 bílý král · h1 bílý věž | a8 černý věž · c8 černý střelec · d8 černý dáma · e8 černý král · f8 černý střelec · h8 černý věž · a7 černý pěšec · b7 černý pěšec · c7 černý pěšec · d7 černý pěšec · f7 černý pěšec · g7 černý pěšec · h7 černý pěšec · c6 černý jezdec · f6 černý jezdec · g5 bílý jezdec · c4 bílý střelec · d4 černý pěšec · e4 bílý pěšec · a2 bílý pěšec · b2 bílý pěšec · c2 bílý pěšec · f2 bílý pěšec · g2 bílý pěšec · h2 bílý pěšec · a1 bílý věž · b1 bílý jezdec · c1 bílý střelec · d1 bílý dáma · e1 bílý král · h1 bílý věž | a8 černý věž · c8 černý střelec · d8 černý dáma · e8 černý král · f8 černý střelec · h8 černý věž · a7 černý pěšec · b7 černý pěšec · c7 černý pěšec · d7 černý pěšec · f7 černý pěšec · g7 černý pěšec · h7 černý pěšec · c6 černý jezdec · f6 černý jezdec · g5 bílý jezdec · c4 bílý střelec · d4 černý pěšec · e4 bílý pěšec · a2 bílý pěšec · b2 bílý pěšec · c2 bílý pěšec · f2 bílý pěšec · g2 bílý pěšec · h2 bílý pěšec · a1 bílý věž · b1 bílý jezdec · c1 bílý střelec · d1 bílý dáma · e1 bílý král · h1 bílý věž | a8 černý věž · c8 černý střelec · d8 černý dáma · e8 černý král · f8 černý střelec · h8 černý věž · a7 černý pěšec · b7 černý pěšec · c7 černý pěšec · d7 černý pěšec · f7 černý pěšec · g7 černý pěšec · h7 černý pěšec · c6 černý jezdec · f6 černý jezdec · g5 bílý jezdec · c4 bílý střelec · d4 černý pěšec · e4 bílý pěšec · a2 bílý pěšec · b2 bílý pěšec · c2 bílý pěšec · f2 bílý pěšec · g2 bílý pěšec · h2 bílý pěšec · a1 bílý věž · b1 bílý jezdec · c1 bílý střelec · d1 bílý dáma · e1 bílý král · h1 bílý věž | a8 černý věž · c8 černý střelec · d8 černý dáma · e8 černý král · f8 černý střelec · h8 černý věž · a7 černý pěšec · b7 černý pěšec · c7 černý pěšec · d7 černý pěšec · f7 černý pěšec · g7 černý pěšec · h7 černý pěšec · c6 černý jezdec · f6 černý jezdec · g5 bílý jezdec · c4 bílý střelec · d4 černý pěšec · e4 bílý pěšec · a2 bílý pěšec · b2 bílý pěšec · c2 bílý pěšec · f2 bílý pěšec · g2 bílý pěšec · h2 bílý pěšec · a1 bílý věž · b1 bílý jezdec · c1 bílý střelec · d1 bílý dáma · e1 bílý král · h1 bílý věž | 4 |
| 3 | a8 černý věž · c8 černý střelec · d8 černý dáma · e8 černý král · f8 černý střelec · h8 černý věž · a7 černý pěšec · b7 černý pěšec · c7 černý pěšec · d7 černý pěšec · f7 černý pěšec · g7 černý pěšec · h7 černý pěšec · c6 černý jezdec · f6 černý jezdec · g5 bílý jezdec · c4 bílý střelec · d4 černý pěšec · e4 bílý pěšec · a2 bílý pěšec · b2 bílý pěšec · c2 bílý pěšec · f2 bílý pěšec · g2 bílý pěšec · h2 bílý pěšec · a1 bílý věž · b1 bílý jezdec · c1 bílý střelec · d1 bílý dáma · e1 bílý král · h1 bílý věž | a8 černý věž · c8 černý střelec · d8 černý dáma · e8 černý král · f8 černý střelec · h8 černý věž · a7 černý pěšec · b7 černý pěšec · c7 černý pěšec · d7 černý pěšec · f7 černý pěšec · g7 černý pěšec · h7 černý pěšec · c6 černý jezdec · f6 černý jezdec · g5 bílý jezdec · c4 bílý střelec · d4 černý pěšec · e4 bílý pěšec · a2 bílý pěšec · b2 bílý pěšec · c2 bílý pěšec · f2 bílý pěšec · g2 bílý pěšec · h2 bílý pěšec · a1 bílý věž · b1 bílý jezdec · c1 bílý střelec · d1 bílý dáma · e1 bílý král · h1 bílý věž | a8 černý věž · c8 černý střelec · d8 černý dáma · e8 černý král · f8 černý střelec · h8 černý věž · a7 černý pěšec · b7 černý pěšec · c7 černý pěšec · d7 černý pěšec · f7 černý pěšec · g7 černý pěšec · h7 černý pěšec · c6 černý jezdec · f6 černý jezdec · g5 bílý jezdec · c4 bílý střelec · d4 černý pěšec · e4 bílý pěšec · a2 bílý pěšec · b2 bílý pěšec · c2 bílý pěšec · f2 bílý pěšec · g2 bílý pěšec · h2 bílý pěšec · a1 bílý věž · b1 bílý jezdec · c1 bílý střelec · d1 bílý dáma · e1 bílý král · h1 bílý věž | a8 černý věž · c8 černý střelec · d8 černý dáma · e8 černý král · f8 černý střelec · h8 černý věž · a7 černý pěšec · b7 černý pěšec · c7 černý pěšec · d7 černý pěšec · f7 černý pěšec · g7 černý pěšec · h7 černý pěšec · c6 černý jezdec · f6 černý jezdec · g5 bílý jezdec · c4 bílý střelec · d4 černý pěšec · e4 bílý pěšec · a2 bílý pěšec · b2 bílý pěšec · c2 bílý pěšec · f2 bílý pěšec · g2 bílý pěšec · h2 bílý pěšec · a1 bílý věž · b1 bílý jezdec · c1 bílý střelec · d1 bílý dáma · e1 bílý král · h1 bílý věž | a8 černý věž · c8 černý střelec · d8 černý dáma · e8 černý král · f8 černý střelec · h8 černý věž · a7 černý pěšec · b7 černý pěšec · c7 černý pěšec · d7 černý pěšec · f7 černý pěšec · g7 černý pěšec · h7 černý pěšec · c6 černý jezdec · f6 černý jezdec · g5 bílý jezdec · c4 bílý střelec · d4 černý pěšec · e4 bílý pěšec · a2 bílý pěšec · b2 bílý pěšec · c2 bílý pěšec · f2 bílý pěšec · g2 bílý pěšec · h2 bílý pěšec · a1 bílý věž · b1 bílý jezdec · c1 bílý střelec · d1 bílý dáma · e1 bílý král · h1 bílý věž | a8 černý věž · c8 černý střelec · d8 černý dáma · e8 černý král · f8 černý střelec · h8 černý věž · a7 černý pěšec · b7 černý pěšec · c7 černý pěšec · d7 černý pěšec · f7 černý pěšec · g7 černý pěšec · h7 černý pěšec · c6 černý jezdec · f6 černý jezdec · g5 bílý jezdec · c4 bílý střelec · d4 černý pěšec · e4 bílý pěšec · a2 bílý pěšec · b2 bílý pěšec · c2 bílý pěšec · f2 bílý pěšec · g2 bílý pěšec · h2 bílý pěšec · a1 bílý věž · b1 bílý jezdec · c1 bílý střelec · d1 bílý dáma · e1 bílý král · h1 bílý věž | a8 černý věž · c8 černý střelec · d8 černý dáma · e8 černý král · f8 černý střelec · h8 černý věž · a7 černý pěšec · b7 černý pěšec · c7 černý pěšec · d7 černý pěšec · f7 černý pěšec · g7 černý pěšec · h7 černý pěšec · c6 černý jezdec · f6 černý jezdec · g5 bílý jezdec · c4 bílý střelec · d4 černý pěšec · e4 bílý pěšec · a2 bílý pěšec · b2 bílý pěšec · c2 bílý pěšec · f2 bílý pěšec · g2 bílý pěšec · h2 bílý pěšec · a1 bílý věž · b1 bílý jezdec · c1 bílý střelec · d1 bílý dáma · e1 bílý král · h1 bílý věž | a8 černý věž · c8 černý střelec · d8 černý dáma · e8 černý král · f8 černý střelec · h8 černý věž · a7 černý pěšec · b7 černý pěšec · c7 černý pěšec · d7 černý pěšec · f7 černý pěšec · g7 černý pěšec · h7 černý pěšec · c6 černý jezdec · f6 černý jezdec · g5 bílý jezdec · c4 bílý střelec · d4 černý pěšec · e4 bílý pěšec · a2 bílý pěšec · b2 bílý pěšec · c2 bílý pěšec · f2 bílý pěšec · g2 bílý pěšec · h2 bílý pěšec · a1 bílý věž · b1 bílý jezdec · c1 bílý střelec · d1 bílý dáma · e1 bílý král · h1 bílý věž | 3 |
| 2 | a8 černý věž · c8 černý střelec · d8 černý dáma · e8 černý král · f8 černý střelec · h8 černý věž · a7 černý pěšec · b7 černý pěšec · c7 černý pěšec · d7 černý pěšec · f7 černý pěšec · g7 černý pěšec · h7 černý pěšec · c6 černý jezdec · f6 černý jezdec · g5 bílý jezdec · c4 bílý střelec · d4 černý pěšec · e4 bílý pěšec · a2 bílý pěšec · b2 bílý pěšec · c2 bílý pěšec · f2 bílý pěšec · g2 bílý pěšec · h2 bílý pěšec · a1 bílý věž · b1 bílý jezdec · c1 bílý střelec · d1 bílý dáma · e1 bílý král · h1 bílý věž | a8 černý věž · c8 černý střelec · d8 černý dáma · e8 černý král · f8 černý střelec · h8 černý věž · a7 černý pěšec · b7 černý pěšec · c7 černý pěšec · d7 černý pěšec · f7 černý pěšec · g7 černý pěšec · h7 černý pěšec · c6 černý jezdec · f6 černý jezdec · g5 bílý jezdec · c4 bílý střelec · d4 černý pěšec · e4 bílý pěšec · a2 bílý pěšec · b2 bílý pěšec · c2 bílý pěšec · f2 bílý pěšec · g2 bílý pěšec · h2 bílý pěšec · a1 bílý věž · b1 bílý jezdec · c1 bílý střelec · d1 bílý dáma · e1 bílý král · h1 bílý věž | a8 černý věž · c8 černý střelec · d8 černý dáma · e8 černý král · f8 černý střelec · h8 černý věž · a7 černý pěšec · b7 černý pěšec · c7 černý pěšec · d7 černý pěšec · f7 černý pěšec · g7 černý pěšec · h7 černý pěšec · c6 černý jezdec · f6 černý jezdec · g5 bílý jezdec · c4 bílý střelec · d4 černý pěšec · e4 bílý pěšec · a2 bílý pěšec · b2 bílý pěšec · c2 bílý pěšec · f2 bílý pěšec · g2 bílý pěšec · h2 bílý pěšec · a1 bílý věž · b1 bílý jezdec · c1 bílý střelec · d1 bílý dáma · e1 bílý král · h1 bílý věž | a8 černý věž · c8 černý střelec · d8 černý dáma · e8 černý král · f8 černý střelec · h8 černý věž · a7 černý pěšec · b7 černý pěšec · c7 černý pěšec · d7 černý pěšec · f7 černý pěšec · g7 černý pěšec · h7 černý pěšec · c6 černý jezdec · f6 černý jezdec · g5 bílý jezdec · c4 bílý střelec · d4 černý pěšec · e4 bílý pěšec · a2 bílý pěšec · b2 bílý pěšec · c2 bílý pěšec · f2 bílý pěšec · g2 bílý pěšec · h2 bílý pěšec · a1 bílý věž · b1 bílý jezdec · c1 bílý střelec · d1 bílý dáma · e1 bílý král · h1 bílý věž | a8 černý věž · c8 černý střelec · d8 černý dáma · e8 černý král · f8 černý střelec · h8 černý věž · a7 černý pěšec · b7 černý pěšec · c7 černý pěšec · d7 černý pěšec · f7 černý pěšec · g7 černý pěšec · h7 černý pěšec · c6 černý jezdec · f6 černý jezdec · g5 bílý jezdec · c4 bílý střelec · d4 černý pěšec · e4 bílý pěšec · a2 bílý pěšec · b2 bílý pěšec · c2 bílý pěšec · f2 bílý pěšec · g2 bílý pěšec · h2 bílý pěšec · a1 bílý věž · b1 bílý jezdec · c1 bílý střelec · d1 bílý dáma · e1 bílý král · h1 bílý věž | a8 černý věž · c8 černý střelec · d8 černý dáma · e8 černý král · f8 černý střelec · h8 černý věž · a7 černý pěšec · b7 černý pěšec · c7 černý pěšec · d7 černý pěšec · f7 černý pěšec · g7 černý pěšec · h7 černý pěšec · c6 černý jezdec · f6 černý jezdec · g5 bílý jezdec · c4 bílý střelec · d4 černý pěšec · e4 bílý pěšec · a2 bílý pěšec · b2 bílý pěšec · c2 bílý pěšec · f2 bílý pěšec · g2 bílý pěšec · h2 bílý pěšec · a1 bílý věž · b1 bílý jezdec · c1 bílý střelec · d1 bílý dáma · e1 bílý král · h1 bílý věž | a8 černý věž · c8 černý střelec · d8 černý dáma · e8 černý král · f8 černý střelec · h8 černý věž · a7 černý pěšec · b7 černý pěšec · c7 černý pěšec · d7 černý pěšec · f7 černý pěšec · g7 černý pěšec · h7 černý pěšec · c6 černý jezdec · f6 černý jezdec · g5 bílý jezdec · c4 bílý střelec · d4 černý pěšec · e4 bílý pěšec · a2 bílý pěšec · b2 bílý pěšec · c2 bílý pěšec · f2 bílý pěšec · g2 bílý pěšec · h2 bílý pěšec · a1 bílý věž · b1 bílý jezdec · c1 bílý střelec · d1 bílý dáma · e1 bílý král · h1 bílý věž | a8 černý věž · c8 černý střelec · d8 černý dáma · e8 černý král · f8 černý střelec · h8 černý věž · a7 černý pěšec · b7 černý pěšec · c7 černý pěšec · d7 černý pěšec · f7 černý pěšec · g7 černý pěšec · h7 černý pěšec · c6 černý jezdec · f6 černý jezdec · g5 bílý jezdec · c4 bílý střelec · d4 černý pěšec · e4 bílý pěšec · a2 bílý pěšec · b2 bílý pěšec · c2 bílý pěšec · f2 bílý pěšec · g2 bílý pěšec · h2 bílý pěšec · a1 bílý věž · b1 bílý jezdec · c1 bílý střelec · d1 bílý dáma · e1 bílý král · h1 bílý věž | 2 |
| 1 | a8 černý věž · c8 černý střelec · d8 černý dáma · e8 černý král · f8 černý střelec · h8 černý věž · a7 černý pěšec · b7 černý pěšec · c7 černý pěšec · d7 černý pěšec · f7 černý pěšec · g7 černý pěšec · h7 černý pěšec · c6 černý jezdec · f6 černý jezdec · g5 bílý jezdec · c4 bílý střelec · d4 černý pěšec · e4 bílý pěšec · a2 bílý pěšec · b2 bílý pěšec · c2 bílý pěšec · f2 bílý pěšec · g2 bílý pěšec · h2 bílý pěšec · a1 bílý věž · b1 bílý jezdec · c1 bílý střelec · d1 bílý dáma · e1 bílý král · h1 bílý věž | a8 černý věž · c8 černý střelec · d8 černý dáma · e8 černý král · f8 černý střelec · h8 černý věž · a7 černý pěšec · b7 černý pěšec · c7 černý pěšec · d7 černý pěšec · f7 černý pěšec · g7 černý pěšec · h7 černý pěšec · c6 černý jezdec · f6 černý jezdec · g5 bílý jezdec · c4 bílý střelec · d4 černý pěšec · e4 bílý pěšec · a2 bílý pěšec · b2 bílý pěšec · c2 bílý pěšec · f2 bílý pěšec · g2 bílý pěšec · h2 bílý pěšec · a1 bílý věž · b1 bílý jezdec · c1 bílý střelec · d1 bílý dáma · e1 bílý král · h1 bílý věž | a8 černý věž · c8 černý střelec · d8 černý dáma · e8 černý král · f8 černý střelec · h8 černý věž · a7 černý pěšec · b7 černý pěšec · c7 černý pěšec · d7 černý pěšec · f7 černý pěšec · g7 černý pěšec · h7 černý pěšec · c6 černý jezdec · f6 černý jezdec · g5 bílý jezdec · c4 bílý střelec · d4 černý pěšec · e4 bílý pěšec · a2 bílý pěšec · b2 bílý pěšec · c2 bílý pěšec · f2 bílý pěšec · g2 bílý pěšec · h2 bílý pěšec · a1 bílý věž · b1 bílý jezdec · c1 bílý střelec · d1 bílý dáma · e1 bílý král · h1 bílý věž | a8 černý věž · c8 černý střelec · d8 černý dáma · e8 černý král · f8 černý střelec · h8 černý věž · a7 černý pěšec · b7 černý pěšec · c7 černý pěšec · d7 černý pěšec · f7 černý pěšec · g7 černý pěšec · h7 černý pěšec · c6 černý jezdec · f6 černý jezdec · g5 bílý jezdec · c4 bílý střelec · d4 černý pěšec · e4 bílý pěšec · a2 bílý pěšec · b2 bílý pěšec · c2 bílý pěšec · f2 bílý pěšec · g2 bílý pěšec · h2 bílý pěšec · a1 bílý věž · b1 bílý jezdec · c1 bílý střelec · d1 bílý dáma · e1 bílý král · h1 bílý věž | a8 černý věž · c8 černý střelec · d8 černý dáma · e8 černý král · f8 černý střelec · h8 černý věž · a7 černý pěšec · b7 černý pěšec · c7 černý pěšec · d7 černý pěšec · f7 černý pěšec · g7 černý pěšec · h7 černý pěšec · c6 černý jezdec · f6 černý jezdec · g5 bílý jezdec · c4 bílý střelec · d4 černý pěšec · e4 bílý pěšec · a2 bílý pěšec · b2 bílý pěšec · c2 bílý pěšec · f2 bílý pěšec · g2 bílý pěšec · h2 bílý pěšec · a1 bílý věž · b1 bílý jezdec · c1 bílý střelec · d1 bílý dáma · e1 bílý král · h1 bílý věž | a8 černý věž · c8 černý střelec · d8 černý dáma · e8 černý král · f8 černý střelec · h8 černý věž · a7 černý pěšec · b7 černý pěšec · c7 černý pěšec · d7 černý pěšec · f7 černý pěšec · g7 černý pěšec · h7 černý pěšec · c6 černý jezdec · f6 černý jezdec · g5 bílý jezdec · c4 bílý střelec · d4 černý pěšec · e4 bílý pěšec · a2 bílý pěšec · b2 bílý pěšec · c2 bílý pěšec · f2 bílý pěšec · g2 bílý pěšec · h2 bílý pěšec · a1 bílý věž · b1 bílý jezdec · c1 bílý střelec · d1 bílý dáma · e1 bílý král · h1 bílý věž | a8 černý věž · c8 černý střelec · d8 černý dáma · e8 černý král · f8 černý střelec · h8 černý věž · a7 černý pěšec · b7 černý pěšec · c7 černý pěšec · d7 černý pěšec · f7 černý pěšec · g7 černý pěšec · h7 černý pěšec · c6 černý jezdec · f6 černý jezdec · g5 bílý jezdec · c4 bílý střelec · d4 černý pěšec · e4 bílý pěšec · a2 bílý pěšec · b2 bílý pěšec · c2 bílý pěšec · f2 bílý pěšec · g2 bílý pěšec · h2 bílý pěšec · a1 bílý věž · b1 bílý jezdec · c1 bílý střelec · d1 bílý dáma · e1 bílý král · h1 bílý věž | a8 černý věž · c8 černý střelec · d8 černý dáma · e8 černý král · f8 černý střelec · h8 černý věž · a7 černý pěšec · b7 černý pěšec · c7 černý pěšec · d7 černý pěšec · f7 černý pěšec · g7 černý pěšec · h7 černý pěšec · c6 černý jezdec · f6 černý jezdec · g5 bílý jezdec · c4 bílý střelec · d4 černý pěšec · e4 bílý pěšec · a2 bílý pěšec · b2 bílý pěšec · c2 bílý pěšec · f2 bílý pěšec · g2 bílý pěšec · h2 bílý pěšec · a1 bílý věž · b1 bílý jezdec · c1 bílý střelec · d1 bílý dáma · e1 bílý král · h1 bílý věž | 1 |
|   | a | b | c | d | e | f | g | h |   |

|   | a | b | c | d | e | f | g | h |   |
| 8 | a8 černý věž · c8 černý střelec · d8 černý dáma · e8 černý král · h8 černý věž · a7 černý pěšec · b7 černý pěšec · c7 černý pěšec · d7 černý pěšec · f7 černý pěšec · g7 černý pěšec · h7 černý pěšec · c6 černý jezdec · f6 černý jezdec · c5 černý střelec · c4 bílý střelec · d4 černý pěšec · e4 bílý pěšec · f3 bílý jezdec · a2 bílý pěšec · b2 bílý pěšec · c2 bílý pěšec · f2 bílý pěšec · g2 bílý pěšec · h2 bílý pěšec · a1 bílý věž · b1 bílý jezdec · c1 bílý střelec · d1 bílý dáma · f1 bílý věž · g1 bílý král | a8 černý věž · c8 černý střelec · d8 černý dáma · e8 černý král · h8 černý věž · a7 černý pěšec · b7 černý pěšec · c7 černý pěšec · d7 černý pěšec · f7 černý pěšec · g7 černý pěšec · h7 černý pěšec · c6 černý jezdec · f6 černý jezdec · c5 černý střelec · c4 bílý střelec · d4 černý pěšec · e4 bílý pěšec · f3 bílý jezdec · a2 bílý pěšec · b2 bílý pěšec · c2 bílý pěšec · f2 bílý pěšec · g2 bílý pěšec · h2 bílý pěšec · a1 bílý věž · b1 bílý jezdec · c1 bílý střelec · d1 bílý dáma · f1 bílý věž · g1 bílý král | a8 černý věž · c8 černý střelec · d8 černý dáma · e8 černý král · h8 černý věž · a7 černý pěšec · b7 černý pěšec · c7 černý pěšec · d7 černý pěšec · f7 černý pěšec · g7 černý pěšec · h7 černý pěšec · c6 černý jezdec · f6 černý jezdec · c5 černý střelec · c4 bílý střelec · d4 černý pěšec · e4 bílý pěšec · f3 bílý jezdec · a2 bílý pěšec · b2 bílý pěšec · c2 bílý pěšec · f2 bílý pěšec · g2 bílý pěšec · h2 bílý pěšec · a1 bílý věž · b1 bílý jezdec · c1 bílý střelec · d1 bílý dáma · f1 bílý věž · g1 bílý král | a8 černý věž · c8 černý střelec · d8 černý dáma · e8 černý král · h8 černý věž · a7 černý pěšec · b7 černý pěšec · c7 černý pěšec · d7 černý pěšec · f7 černý pěšec · g7 černý pěšec · h7 černý pěšec · c6 černý jezdec · f6 černý jezdec · c5 černý střelec · c4 bílý střelec · d4 černý pěšec · e4 bílý pěšec · f3 bílý jezdec · a2 bílý pěšec · b2 bílý pěšec · c2 bílý pěšec · f2 bílý pěšec · g2 bílý pěšec · h2 bílý pěšec · a1 bílý věž · b1 bílý jezdec · c1 bílý střelec · d1 bílý dáma · f1 bílý věž · g1 bílý král | a8 černý věž · c8 černý střelec · d8 černý dáma · e8 černý král · h8 černý věž · a7 černý pěšec · b7 černý pěšec · c7 černý pěšec · d7 černý pěšec · f7 černý pěšec · g7 černý pěšec · h7 černý pěšec · c6 černý jezdec · f6 černý jezdec · c5 černý střelec · c4 bílý střelec · d4 černý pěšec · e4 bílý pěšec · f3 bílý jezdec · a2 bílý pěšec · b2 bílý pěšec · c2 bílý pěšec · f2 bílý pěšec · g2 bílý pěšec · h2 bílý pěšec · a1 bílý věž · b1 bílý jezdec · c1 bílý střelec · d1 bílý dáma · f1 bílý věž · g1 bílý král | a8 černý věž · c8 černý střelec · d8 černý dáma · e8 černý král · h8 černý věž · a7 černý pěšec · b7 černý pěšec · c7 černý pěšec · d7 černý pěšec · f7 černý pěšec · g7 černý pěšec · h7 černý pěšec · c6 černý jezdec · f6 černý jezdec · c5 černý střelec · c4 bílý střelec · d4 černý pěšec · e4 bílý pěšec · f3 bílý jezdec · a2 bílý pěšec · b2 bílý pěšec · c2 bílý pěšec · f2 bílý pěšec · g2 bílý pěšec · h2 bílý pěšec · a1 bílý věž · b1 bílý jezdec · c1 bílý střelec · d1 bílý dáma · f1 bílý věž · g1 bílý král | a8 černý věž · c8 černý střelec · d8 černý dáma · e8 černý král · h8 černý věž · a7 černý pěšec · b7 černý pěšec · c7 černý pěšec · d7 černý pěšec · f7 černý pěšec · g7 černý pěšec · h7 černý pěšec · c6 černý jezdec · f6 černý jezdec · c5 černý střelec · c4 bílý střelec · d4 černý pěšec · e4 bílý pěšec · f3 bílý jezdec · a2 bílý pěšec · b2 bílý pěšec · c2 bílý pěšec · f2 bílý pěšec · g2 bílý pěšec · h2 bílý pěšec · a1 bílý věž · b1 bílý jezdec · c1 bílý střelec · d1 bílý dáma · f1 bílý věž · g1 bílý král | a8 černý věž · c8 černý střelec · d8 černý dáma · e8 černý král · h8 černý věž · a7 černý pěšec · b7 černý pěšec · c7 černý pěšec · d7 černý pěšec · f7 černý pěšec · g7 černý pěšec · h7 černý pěšec · c6 černý jezdec · f6 černý jezdec · c5 černý střelec · c4 bílý střelec · d4 černý pěšec · e4 bílý pěšec · f3 bílý jezdec · a2 bílý pěšec · b2 bílý pěšec · c2 bílý pěšec · f2 bílý pěšec · g2 bílý pěšec · h2 bílý pěšec · a1 bílý věž · b1 bílý jezdec · c1 bílý střelec · d1 bílý dáma · f1 bílý věž · g1 bílý král | 8 |
| 7 | a8 černý věž · c8 černý střelec · d8 černý dáma · e8 černý král · h8 černý věž · a7 černý pěšec · b7 černý pěšec · c7 černý pěšec · d7 černý pěšec · f7 černý pěšec · g7 černý pěšec · h7 černý pěšec · c6 černý jezdec · f6 černý jezdec · c5 černý střelec · c4 bílý střelec · d4 černý pěšec · e4 bílý pěšec · f3 bílý jezdec · a2 bílý pěšec · b2 bílý pěšec · c2 bílý pěšec · f2 bílý pěšec · g2 bílý pěšec · h2 bílý pěšec · a1 bílý věž · b1 bílý jezdec · c1 bílý střelec · d1 bílý dáma · f1 bílý věž · g1 bílý král | a8 černý věž · c8 černý střelec · d8 černý dáma · e8 černý král · h8 černý věž · a7 černý pěšec · b7 černý pěšec · c7 černý pěšec · d7 černý pěšec · f7 černý pěšec · g7 černý pěšec · h7 černý pěšec · c6 černý jezdec · f6 černý jezdec · c5 černý střelec · c4 bílý střelec · d4 černý pěšec · e4 bílý pěšec · f3 bílý jezdec · a2 bílý pěšec · b2 bílý pěšec · c2 bílý pěšec · f2 bílý pěšec · g2 bílý pěšec · h2 bílý pěšec · a1 bílý věž · b1 bílý jezdec · c1 bílý střelec · d1 bílý dáma · f1 bílý věž · g1 bílý král | a8 černý věž · c8 černý střelec · d8 černý dáma · e8 černý král · h8 černý věž · a7 černý pěšec · b7 černý pěšec · c7 černý pěšec · d7 černý pěšec · f7 černý pěšec · g7 černý pěšec · h7 černý pěšec · c6 černý jezdec · f6 černý jezdec · c5 černý střelec · c4 bílý střelec · d4 černý pěšec · e4 bílý pěšec · f3 bílý jezdec · a2 bílý pěšec · b2 bílý pěšec · c2 bílý pěšec · f2 bílý pěšec · g2 bílý pěšec · h2 bílý pěšec · a1 bílý věž · b1 bílý jezdec · c1 bílý střelec · d1 bílý dáma · f1 bílý věž · g1 bílý král | a8 černý věž · c8 černý střelec · d8 černý dáma · e8 černý král · h8 černý věž · a7 černý pěšec · b7 černý pěšec · c7 černý pěšec · d7 černý pěšec · f7 černý pěšec · g7 černý pěšec · h7 černý pěšec · c6 černý jezdec · f6 černý jezdec · c5 černý střelec · c4 bílý střelec · d4 černý pěšec · e4 bílý pěšec · f3 bílý jezdec · a2 bílý pěšec · b2 bílý pěšec · c2 bílý pěšec · f2 bílý pěšec · g2 bílý pěšec · h2 bílý pěšec · a1 bílý věž · b1 bílý jezdec · c1 bílý střelec · d1 bílý dáma · f1 bílý věž · g1 bílý král | a8 černý věž · c8 černý střelec · d8 černý dáma · e8 černý král · h8 černý věž · a7 černý pěšec · b7 černý pěšec · c7 černý pěšec · d7 černý pěšec · f7 černý pěšec · g7 černý pěšec · h7 černý pěšec · c6 černý jezdec · f6 černý jezdec · c5 černý střelec · c4 bílý střelec · d4 černý pěšec · e4 bílý pěšec · f3 bílý jezdec · a2 bílý pěšec · b2 bílý pěšec · c2 bílý pěšec · f2 bílý pěšec · g2 bílý pěšec · h2 bílý pěšec · a1 bílý věž · b1 bílý jezdec · c1 bílý střelec · d1 bílý dáma · f1 bílý věž · g1 bílý král | a8 černý věž · c8 černý střelec · d8 černý dáma · e8 černý král · h8 černý věž · a7 černý pěšec · b7 černý pěšec · c7 černý pěšec · d7 černý pěšec · f7 černý pěšec · g7 černý pěšec · h7 černý pěšec · c6 černý jezdec · f6 černý jezdec · c5 černý střelec · c4 bílý střelec · d4 černý pěšec · e4 bílý pěšec · f3 bílý jezdec · a2 bílý pěšec · b2 bílý pěšec · c2 bílý pěšec · f2 bílý pěšec · g2 bílý pěšec · h2 bílý pěšec · a1 bílý věž · b1 bílý jezdec · c1 bílý střelec · d1 bílý dáma · f1 bílý věž · g1 bílý král | a8 černý věž · c8 černý střelec · d8 černý dáma · e8 černý král · h8 černý věž · a7 černý pěšec · b7 černý pěšec · c7 černý pěšec · d7 černý pěšec · f7 černý pěšec · g7 černý pěšec · h7 černý pěšec · c6 černý jezdec · f6 černý jezdec · c5 černý střelec · c4 bílý střelec · d4 černý pěšec · e4 bílý pěšec · f3 bílý jezdec · a2 bílý pěšec · b2 bílý pěšec · c2 bílý pěšec · f2 bílý pěšec · g2 bílý pěšec · h2 bílý pěšec · a1 bílý věž · b1 bílý jezdec · c1 bílý střelec · d1 bílý dáma · f1 bílý věž · g1 bílý král | a8 černý věž · c8 černý střelec · d8 černý dáma · e8 černý král · h8 černý věž · a7 černý pěšec · b7 černý pěšec · c7 černý pěšec · d7 černý pěšec · f7 černý pěšec · g7 černý pěšec · h7 černý pěšec · c6 černý jezdec · f6 černý jezdec · c5 černý střelec · c4 bílý střelec · d4 černý pěšec · e4 bílý pěšec · f3 bílý jezdec · a2 bílý pěšec · b2 bílý pěšec · c2 bílý pěšec · f2 bílý pěšec · g2 bílý pěšec · h2 bílý pěšec · a1 bílý věž · b1 bílý jezdec · c1 bílý střelec · d1 bílý dáma · f1 bílý věž · g1 bílý král | 7 |
| 6 | a8 černý věž · c8 černý střelec · d8 černý dáma · e8 černý král · h8 černý věž · a7 černý pěšec · b7 černý pěšec · c7 černý pěšec · d7 černý pěšec · f7 černý pěšec · g7 černý pěšec · h7 černý pěšec · c6 černý jezdec · f6 černý jezdec · c5 černý střelec · c4 bílý střelec · d4 černý pěšec · e4 bílý pěšec · f3 bílý jezdec · a2 bílý pěšec · b2 bílý pěšec · c2 bílý pěšec · f2 bílý pěšec · g2 bílý pěšec · h2 bílý pěšec · a1 bílý věž · b1 bílý jezdec · c1 bílý střelec · d1 bílý dáma · f1 bílý věž · g1 bílý král | a8 černý věž · c8 černý střelec · d8 černý dáma · e8 černý král · h8 černý věž · a7 černý pěšec · b7 černý pěšec · c7 černý pěšec · d7 černý pěšec · f7 černý pěšec · g7 černý pěšec · h7 černý pěšec · c6 černý jezdec · f6 černý jezdec · c5 černý střelec · c4 bílý střelec · d4 černý pěšec · e4 bílý pěšec · f3 bílý jezdec · a2 bílý pěšec · b2 bílý pěšec · c2 bílý pěšec · f2 bílý pěšec · g2 bílý pěšec · h2 bílý pěšec · a1 bílý věž · b1 bílý jezdec · c1 bílý střelec · d1 bílý dáma · f1 bílý věž · g1 bílý král | a8 černý věž · c8 černý střelec · d8 černý dáma · e8 černý král · h8 černý věž · a7 černý pěšec · b7 černý pěšec · c7 černý pěšec · d7 černý pěšec · f7 černý pěšec · g7 černý pěšec · h7 černý pěšec · c6 černý jezdec · f6 černý jezdec · c5 černý střelec · c4 bílý střelec · d4 černý pěšec · e4 bílý pěšec · f3 bílý jezdec · a2 bílý pěšec · b2 bílý pěšec · c2 bílý pěšec · f2 bílý pěšec · g2 bílý pěšec · h2 bílý pěšec · a1 bílý věž · b1 bílý jezdec · c1 bílý střelec · d1 bílý dáma · f1 bílý věž · g1 bílý král | a8 černý věž · c8 černý střelec · d8 černý dáma · e8 černý král · h8 černý věž · a7 černý pěšec · b7 černý pěšec · c7 černý pěšec · d7 černý pěšec · f7 černý pěšec · g7 černý pěšec · h7 černý pěšec · c6 černý jezdec · f6 černý jezdec · c5 černý střelec · c4 bílý střelec · d4 černý pěšec · e4 bílý pěšec · f3 bílý jezdec · a2 bílý pěšec · b2 bílý pěšec · c2 bílý pěšec · f2 bílý pěšec · g2 bílý pěšec · h2 bílý pěšec · a1 bílý věž · b1 bílý jezdec · c1 bílý střelec · d1 bílý dáma · f1 bílý věž · g1 bílý král | a8 černý věž · c8 černý střelec · d8 černý dáma · e8 černý král · h8 černý věž · a7 černý pěšec · b7 černý pěšec · c7 černý pěšec · d7 černý pěšec · f7 černý pěšec · g7 černý pěšec · h7 černý pěšec · c6 černý jezdec · f6 černý jezdec · c5 černý střelec · c4 bílý střelec · d4 černý pěšec · e4 bílý pěšec · f3 bílý jezdec · a2 bílý pěšec · b2 bílý pěšec · c2 bílý pěšec · f2 bílý pěšec · g2 bílý pěšec · h2 bílý pěšec · a1 bílý věž · b1 bílý jezdec · c1 bílý střelec · d1 bílý dáma · f1 bílý věž · g1 bílý král | a8 černý věž · c8 černý střelec · d8 černý dáma · e8 černý král · h8 černý věž · a7 černý pěšec · b7 černý pěšec · c7 černý pěšec · d7 černý pěšec · f7 černý pěšec · g7 černý pěšec · h7 černý pěšec · c6 černý jezdec · f6 černý jezdec · c5 černý střelec · c4 bílý střelec · d4 černý pěšec · e4 bílý pěšec · f3 bílý jezdec · a2 bílý pěšec · b2 bílý pěšec · c2 bílý pěšec · f2 bílý pěšec · g2 bílý pěšec · h2 bílý pěšec · a1 bílý věž · b1 bílý jezdec · c1 bílý střelec · d1 bílý dáma · f1 bílý věž · g1 bílý král | a8 černý věž · c8 černý střelec · d8 černý dáma · e8 černý král · h8 černý věž · a7 černý pěšec · b7 černý pěšec · c7 černý pěšec · d7 černý pěšec · f7 černý pěšec · g7 černý pěšec · h7 černý pěšec · c6 černý jezdec · f6 černý jezdec · c5 černý střelec · c4 bílý střelec · d4 černý pěšec · e4 bílý pěšec · f3 bílý jezdec · a2 bílý pěšec · b2 bílý pěšec · c2 bílý pěšec · f2 bílý pěšec · g2 bílý pěšec · h2 bílý pěšec · a1 bílý věž · b1 bílý jezdec · c1 bílý střelec · d1 bílý dáma · f1 bílý věž · g1 bílý král | a8 černý věž · c8 černý střelec · d8 černý dáma · e8 černý král · h8 černý věž · a7 černý pěšec · b7 černý pěšec · c7 černý pěšec · d7 černý pěšec · f7 černý pěšec · g7 černý pěšec · h7 černý pěšec · c6 černý jezdec · f6 černý jezdec · c5 černý střelec · c4 bílý střelec · d4 černý pěšec · e4 bílý pěšec · f3 bílý jezdec · a2 bílý pěšec · b2 bílý pěšec · c2 bílý pěšec · f2 bílý pěšec · g2 bílý pěšec · h2 bílý pěšec · a1 bílý věž · b1 bílý jezdec · c1 bílý střelec · d1 bílý dáma · f1 bílý věž · g1 bílý král | 6 |
| 5 | a8 černý věž · c8 černý střelec · d8 černý dáma · e8 černý král · h8 černý věž · a7 černý pěšec · b7 černý pěšec · c7 černý pěšec · d7 černý pěšec · f7 černý pěšec · g7 černý pěšec · h7 černý pěšec · c6 černý jezdec · f6 černý jezdec · c5 černý střelec · c4 bílý střelec · d4 černý pěšec · e4 bílý pěšec · f3 bílý jezdec · a2 bílý pěšec · b2 bílý pěšec · c2 bílý pěšec · f2 bílý pěšec · g2 bílý pěšec · h2 bílý pěšec · a1 bílý věž · b1 bílý jezdec · c1 bílý střelec · d1 bílý dáma · f1 bílý věž · g1 bílý král | a8 černý věž · c8 černý střelec · d8 černý dáma · e8 černý král · h8 černý věž · a7 černý pěšec · b7 černý pěšec · c7 černý pěšec · d7 černý pěšec · f7 černý pěšec · g7 černý pěšec · h7 černý pěšec · c6 černý jezdec · f6 černý jezdec · c5 černý střelec · c4 bílý střelec · d4 černý pěšec · e4 bílý pěšec · f3 bílý jezdec · a2 bílý pěšec · b2 bílý pěšec · c2 bílý pěšec · f2 bílý pěšec · g2 bílý pěšec · h2 bílý pěšec · a1 bílý věž · b1 bílý jezdec · c1 bílý střelec · d1 bílý dáma · f1 bílý věž · g1 bílý král | a8 černý věž · c8 černý střelec · d8 černý dáma · e8 černý král · h8 černý věž · a7 černý pěšec · b7 černý pěšec · c7 černý pěšec · d7 černý pěšec · f7 černý pěšec · g7 černý pěšec · h7 černý pěšec · c6 černý jezdec · f6 černý jezdec · c5 černý střelec · c4 bílý střelec · d4 černý pěšec · e4 bílý pěšec · f3 bílý jezdec · a2 bílý pěšec · b2 bílý pěšec · c2 bílý pěšec · f2 bílý pěšec · g2 bílý pěšec · h2 bílý pěšec · a1 bílý věž · b1 bílý jezdec · c1 bílý střelec · d1 bílý dáma · f1 bílý věž · g1 bílý král | a8 černý věž · c8 černý střelec · d8 černý dáma · e8 černý král · h8 černý věž · a7 černý pěšec · b7 černý pěšec · c7 černý pěšec · d7 černý pěšec · f7 černý pěšec · g7 černý pěšec · h7 černý pěšec · c6 černý jezdec · f6 černý jezdec · c5 černý střelec · c4 bílý střelec · d4 černý pěšec · e4 bílý pěšec · f3 bílý jezdec · a2 bílý pěšec · b2 bílý pěšec · c2 bílý pěšec · f2 bílý pěšec · g2 bílý pěšec · h2 bílý pěšec · a1 bílý věž · b1 bílý jezdec · c1 bílý střelec · d1 bílý dáma · f1 bílý věž · g1 bílý král | a8 černý věž · c8 černý střelec · d8 černý dáma · e8 černý král · h8 černý věž · a7 černý pěšec · b7 černý pěšec · c7 černý pěšec · d7 černý pěšec · f7 černý pěšec · g7 černý pěšec · h7 černý pěšec · c6 černý jezdec · f6 černý jezdec · c5 černý střelec · c4 bílý střelec · d4 černý pěšec · e4 bílý pěšec · f3 bílý jezdec · a2 bílý pěšec · b2 bílý pěšec · c2 bílý pěšec · f2 bílý pěšec · g2 bílý pěšec · h2 bílý pěšec · a1 bílý věž · b1 bílý jezdec · c1 bílý střelec · d1 bílý dáma · f1 bílý věž · g1 bílý král | a8 černý věž · c8 černý střelec · d8 černý dáma · e8 černý král · h8 černý věž · a7 černý pěšec · b7 černý pěšec · c7 černý pěšec · d7 černý pěšec · f7 černý pěšec · g7 černý pěšec · h7 černý pěšec · c6 černý jezdec · f6 černý jezdec · c5 černý střelec · c4 bílý střelec · d4 černý pěšec · e4 bílý pěšec · f3 bílý jezdec · a2 bílý pěšec · b2 bílý pěšec · c2 bílý pěšec · f2 bílý pěšec · g2 bílý pěšec · h2 bílý pěšec · a1 bílý věž · b1 bílý jezdec · c1 bílý střelec · d1 bílý dáma · f1 bílý věž · g1 bílý král | a8 černý věž · c8 černý střelec · d8 černý dáma · e8 černý král · h8 černý věž · a7 černý pěšec · b7 černý pěšec · c7 černý pěšec · d7 černý pěšec · f7 černý pěšec · g7 černý pěšec · h7 černý pěšec · c6 černý jezdec · f6 černý jezdec · c5 černý střelec · c4 bílý střelec · d4 černý pěšec · e4 bílý pěšec · f3 bílý jezdec · a2 bílý pěšec · b2 bílý pěšec · c2 bílý pěšec · f2 bílý pěšec · g2 bílý pěšec · h2 bílý pěšec · a1 bílý věž · b1 bílý jezdec · c1 bílý střelec · d1 bílý dáma · f1 bílý věž · g1 bílý král | a8 černý věž · c8 černý střelec · d8 černý dáma · e8 černý král · h8 černý věž · a7 černý pěšec · b7 černý pěšec · c7 černý pěšec · d7 černý pěšec · f7 černý pěšec · g7 černý pěšec · h7 černý pěšec · c6 černý jezdec · f6 černý jezdec · c5 černý střelec · c4 bílý střelec · d4 černý pěšec · e4 bílý pěšec · f3 bílý jezdec · a2 bílý pěšec · b2 bílý pěšec · c2 bílý pěšec · f2 bílý pěšec · g2 bílý pěšec · h2 bílý pěšec · a1 bílý věž · b1 bílý jezdec · c1 bílý střelec · d1 bílý dáma · f1 bílý věž · g1 bílý král | 5 |
| 4 | a8 černý věž · c8 černý střelec · d8 černý dáma · e8 černý král · h8 černý věž · a7 černý pěšec · b7 černý pěšec · c7 černý pěšec · d7 černý pěšec · f7 černý pěšec · g7 černý pěšec · h7 černý pěšec · c6 černý jezdec · f6 černý jezdec · c5 černý střelec · c4 bílý střelec · d4 černý pěšec · e4 bílý pěšec · f3 bílý jezdec · a2 bílý pěšec · b2 bílý pěšec · c2 bílý pěšec · f2 bílý pěšec · g2 bílý pěšec · h2 bílý pěšec · a1 bílý věž · b1 bílý jezdec · c1 bílý střelec · d1 bílý dáma · f1 bílý věž · g1 bílý král | a8 černý věž · c8 černý střelec · d8 černý dáma · e8 černý král · h8 černý věž · a7 černý pěšec · b7 černý pěšec · c7 černý pěšec · d7 černý pěšec · f7 černý pěšec · g7 černý pěšec · h7 černý pěšec · c6 černý jezdec · f6 černý jezdec · c5 černý střelec · c4 bílý střelec · d4 černý pěšec · e4 bílý pěšec · f3 bílý jezdec · a2 bílý pěšec · b2 bílý pěšec · c2 bílý pěšec · f2 bílý pěšec · g2 bílý pěšec · h2 bílý pěšec · a1 bílý věž · b1 bílý jezdec · c1 bílý střelec · d1 bílý dáma · f1 bílý věž · g1 bílý král | a8 černý věž · c8 černý střelec · d8 černý dáma · e8 černý král · h8 černý věž · a7 černý pěšec · b7 černý pěšec · c7 černý pěšec · d7 černý pěšec · f7 černý pěšec · g7 černý pěšec · h7 černý pěšec · c6 černý jezdec · f6 černý jezdec · c5 černý střelec · c4 bílý střelec · d4 černý pěšec · e4 bílý pěšec · f3 bílý jezdec · a2 bílý pěšec · b2 bílý pěšec · c2 bílý pěšec · f2 bílý pěšec · g2 bílý pěšec · h2 bílý pěšec · a1 bílý věž · b1 bílý jezdec · c1 bílý střelec · d1 bílý dáma · f1 bílý věž · g1 bílý král | a8 černý věž · c8 černý střelec · d8 černý dáma · e8 černý král · h8 černý věž · a7 černý pěšec · b7 černý pěšec · c7 černý pěšec · d7 černý pěšec · f7 černý pěšec · g7 černý pěšec · h7 černý pěšec · c6 černý jezdec · f6 černý jezdec · c5 černý střelec · c4 bílý střelec · d4 černý pěšec · e4 bílý pěšec · f3 bílý jezdec · a2 bílý pěšec · b2 bílý pěšec · c2 bílý pěšec · f2 bílý pěšec · g2 bílý pěšec · h2 bílý pěšec · a1 bílý věž · b1 bílý jezdec · c1 bílý střelec · d1 bílý dáma · f1 bílý věž · g1 bílý král | a8 černý věž · c8 černý střelec · d8 černý dáma · e8 černý král · h8 černý věž · a7 černý pěšec · b7 černý pěšec · c7 černý pěšec · d7 černý pěšec · f7 černý pěšec · g7 černý pěšec · h7 černý pěšec · c6 černý jezdec · f6 černý jezdec · c5 černý střelec · c4 bílý střelec · d4 černý pěšec · e4 bílý pěšec · f3 bílý jezdec · a2 bílý pěšec · b2 bílý pěšec · c2 bílý pěšec · f2 bílý pěšec · g2 bílý pěšec · h2 bílý pěšec · a1 bílý věž · b1 bílý jezdec · c1 bílý střelec · d1 bílý dáma · f1 bílý věž · g1 bílý král | a8 černý věž · c8 černý střelec · d8 černý dáma · e8 černý král · h8 černý věž · a7 černý pěšec · b7 černý pěšec · c7 černý pěšec · d7 černý pěšec · f7 černý pěšec · g7 černý pěšec · h7 černý pěšec · c6 černý jezdec · f6 černý jezdec · c5 černý střelec · c4 bílý střelec · d4 černý pěšec · e4 bílý pěšec · f3 bílý jezdec · a2 bílý pěšec · b2 bílý pěšec · c2 bílý pěšec · f2 bílý pěšec · g2 bílý pěšec · h2 bílý pěšec · a1 bílý věž · b1 bílý jezdec · c1 bílý střelec · d1 bílý dáma · f1 bílý věž · g1 bílý král | a8 černý věž · c8 černý střelec · d8 černý dáma · e8 černý král · h8 černý věž · a7 černý pěšec · b7 černý pěšec · c7 černý pěšec · d7 černý pěšec · f7 černý pěšec · g7 černý pěšec · h7 černý pěšec · c6 černý jezdec · f6 černý jezdec · c5 černý střelec · c4 bílý střelec · d4 černý pěšec · e4 bílý pěšec · f3 bílý jezdec · a2 bílý pěšec · b2 bílý pěšec · c2 bílý pěšec · f2 bílý pěšec · g2 bílý pěšec · h2 bílý pěšec · a1 bílý věž · b1 bílý jezdec · c1 bílý střelec · d1 bílý dáma · f1 bílý věž · g1 bílý král | a8 černý věž · c8 černý střelec · d8 černý dáma · e8 černý král · h8 černý věž · a7 černý pěšec · b7 černý pěšec · c7 černý pěšec · d7 černý pěšec · f7 černý pěšec · g7 černý pěšec · h7 černý pěšec · c6 černý jezdec · f6 černý jezdec · c5 černý střelec · c4 bílý střelec · d4 černý pěšec · e4 bílý pěšec · f3 bílý jezdec · a2 bílý pěšec · b2 bílý pěšec · c2 bílý pěšec · f2 bílý pěšec · g2 bílý pěšec · h2 bílý pěšec · a1 bílý věž · b1 bílý jezdec · c1 bílý střelec · d1 bílý dáma · f1 bílý věž · g1 bílý král | 4 |
| 3 | a8 černý věž · c8 černý střelec · d8 černý dáma · e8 černý král · h8 černý věž · a7 černý pěšec · b7 černý pěšec · c7 černý pěšec · d7 černý pěšec · f7 černý pěšec · g7 černý pěšec · h7 černý pěšec · c6 černý jezdec · f6 černý jezdec · c5 černý střelec · c4 bílý střelec · d4 černý pěšec · e4 bílý pěšec · f3 bílý jezdec · a2 bílý pěšec · b2 bílý pěšec · c2 bílý pěšec · f2 bílý pěšec · g2 bílý pěšec · h2 bílý pěšec · a1 bílý věž · b1 bílý jezdec · c1 bílý střelec · d1 bílý dáma · f1 bílý věž · g1 bílý král | a8 černý věž · c8 černý střelec · d8 černý dáma · e8 černý král · h8 černý věž · a7 černý pěšec · b7 černý pěšec · c7 černý pěšec · d7 černý pěšec · f7 černý pěšec · g7 černý pěšec · h7 černý pěšec · c6 černý jezdec · f6 černý jezdec · c5 černý střelec · c4 bílý střelec · d4 černý pěšec · e4 bílý pěšec · f3 bílý jezdec · a2 bílý pěšec · b2 bílý pěšec · c2 bílý pěšec · f2 bílý pěšec · g2 bílý pěšec · h2 bílý pěšec · a1 bílý věž · b1 bílý jezdec · c1 bílý střelec · d1 bílý dáma · f1 bílý věž · g1 bílý král | a8 černý věž · c8 černý střelec · d8 černý dáma · e8 černý král · h8 černý věž · a7 černý pěšec · b7 černý pěšec · c7 černý pěšec · d7 černý pěšec · f7 černý pěšec · g7 černý pěšec · h7 černý pěšec · c6 černý jezdec · f6 černý jezdec · c5 černý střelec · c4 bílý střelec · d4 černý pěšec · e4 bílý pěšec · f3 bílý jezdec · a2 bílý pěšec · b2 bílý pěšec · c2 bílý pěšec · f2 bílý pěšec · g2 bílý pěšec · h2 bílý pěšec · a1 bílý věž · b1 bílý jezdec · c1 bílý střelec · d1 bílý dáma · f1 bílý věž · g1 bílý král | a8 černý věž · c8 černý střelec · d8 černý dáma · e8 černý král · h8 černý věž · a7 černý pěšec · b7 černý pěšec · c7 černý pěšec · d7 černý pěšec · f7 černý pěšec · g7 černý pěšec · h7 černý pěšec · c6 černý jezdec · f6 černý jezdec · c5 černý střelec · c4 bílý střelec · d4 černý pěšec · e4 bílý pěšec · f3 bílý jezdec · a2 bílý pěšec · b2 bílý pěšec · c2 bílý pěšec · f2 bílý pěšec · g2 bílý pěšec · h2 bílý pěšec · a1 bílý věž · b1 bílý jezdec · c1 bílý střelec · d1 bílý dáma · f1 bílý věž · g1 bílý král | a8 černý věž · c8 černý střelec · d8 černý dáma · e8 černý král · h8 černý věž · a7 černý pěšec · b7 černý pěšec · c7 černý pěšec · d7 černý pěšec · f7 černý pěšec · g7 černý pěšec · h7 černý pěšec · c6 černý jezdec · f6 černý jezdec · c5 černý střelec · c4 bílý střelec · d4 černý pěšec · e4 bílý pěšec · f3 bílý jezdec · a2 bílý pěšec · b2 bílý pěšec · c2 bílý pěšec · f2 bílý pěšec · g2 bílý pěšec · h2 bílý pěšec · a1 bílý věž · b1 bílý jezdec · c1 bílý střelec · d1 bílý dáma · f1 bílý věž · g1 bílý král | a8 černý věž · c8 černý střelec · d8 černý dáma · e8 černý král · h8 černý věž · a7 černý pěšec · b7 černý pěšec · c7 černý pěšec · d7 černý pěšec · f7 černý pěšec · g7 černý pěšec · h7 černý pěšec · c6 černý jezdec · f6 černý jezdec · c5 černý střelec · c4 bílý střelec · d4 černý pěšec · e4 bílý pěšec · f3 bílý jezdec · a2 bílý pěšec · b2 bílý pěšec · c2 bílý pěšec · f2 bílý pěšec · g2 bílý pěšec · h2 bílý pěšec · a1 bílý věž · b1 bílý jezdec · c1 bílý střelec · d1 bílý dáma · f1 bílý věž · g1 bílý král | a8 černý věž · c8 černý střelec · d8 černý dáma · e8 černý král · h8 černý věž · a7 černý pěšec · b7 černý pěšec · c7 černý pěšec · d7 černý pěšec · f7 černý pěšec · g7 černý pěšec · h7 černý pěšec · c6 černý jezdec · f6 černý jezdec · c5 černý střelec · c4 bílý střelec · d4 černý pěšec · e4 bílý pěšec · f3 bílý jezdec · a2 bílý pěšec · b2 bílý pěšec · c2 bílý pěšec · f2 bílý pěšec · g2 bílý pěšec · h2 bílý pěšec · a1 bílý věž · b1 bílý jezdec · c1 bílý střelec · d1 bílý dáma · f1 bílý věž · g1 bílý král | a8 černý věž · c8 černý střelec · d8 černý dáma · e8 černý král · h8 černý věž · a7 černý pěšec · b7 černý pěšec · c7 černý pěšec · d7 černý pěšec · f7 černý pěšec · g7 černý pěšec · h7 černý pěšec · c6 černý jezdec · f6 černý jezdec · c5 černý střelec · c4 bílý střelec · d4 černý pěšec · e4 bílý pěšec · f3 bílý jezdec · a2 bílý pěšec · b2 bílý pěšec · c2 bílý pěšec · f2 bílý pěšec · g2 bílý pěšec · h2 bílý pěšec · a1 bílý věž · b1 bílý jezdec · c1 bílý střelec · d1 bílý dáma · f1 bílý věž · g1 bílý král | 3 |
| 2 | a8 černý věž · c8 černý střelec · d8 černý dáma · e8 černý král · h8 černý věž · a7 černý pěšec · b7 černý pěšec · c7 černý pěšec · d7 černý pěšec · f7 černý pěšec · g7 černý pěšec · h7 černý pěšec · c6 černý jezdec · f6 černý jezdec · c5 černý střelec · c4 bílý střelec · d4 černý pěšec · e4 bílý pěšec · f3 bílý jezdec · a2 bílý pěšec · b2 bílý pěšec · c2 bílý pěšec · f2 bílý pěšec · g2 bílý pěšec · h2 bílý pěšec · a1 bílý věž · b1 bílý jezdec · c1 bílý střelec · d1 bílý dáma · f1 bílý věž · g1 bílý král | a8 černý věž · c8 černý střelec · d8 černý dáma · e8 černý král · h8 černý věž · a7 černý pěšec · b7 černý pěšec · c7 černý pěšec · d7 černý pěšec · f7 černý pěšec · g7 černý pěšec · h7 černý pěšec · c6 černý jezdec · f6 černý jezdec · c5 černý střelec · c4 bílý střelec · d4 černý pěšec · e4 bílý pěšec · f3 bílý jezdec · a2 bílý pěšec · b2 bílý pěšec · c2 bílý pěšec · f2 bílý pěšec · g2 bílý pěšec · h2 bílý pěšec · a1 bílý věž · b1 bílý jezdec · c1 bílý střelec · d1 bílý dáma · f1 bílý věž · g1 bílý král | a8 černý věž · c8 černý střelec · d8 černý dáma · e8 černý král · h8 černý věž · a7 černý pěšec · b7 černý pěšec · c7 černý pěšec · d7 černý pěšec · f7 černý pěšec · g7 černý pěšec · h7 černý pěšec · c6 černý jezdec · f6 černý jezdec · c5 černý střelec · c4 bílý střelec · d4 černý pěšec · e4 bílý pěšec · f3 bílý jezdec · a2 bílý pěšec · b2 bílý pěšec · c2 bílý pěšec · f2 bílý pěšec · g2 bílý pěšec · h2 bílý pěšec · a1 bílý věž · b1 bílý jezdec · c1 bílý střelec · d1 bílý dáma · f1 bílý věž · g1 bílý král | a8 černý věž · c8 černý střelec · d8 černý dáma · e8 černý král · h8 černý věž · a7 černý pěšec · b7 černý pěšec · c7 černý pěšec · d7 černý pěšec · f7 černý pěšec · g7 černý pěšec · h7 černý pěšec · c6 černý jezdec · f6 černý jezdec · c5 černý střelec · c4 bílý střelec · d4 černý pěšec · e4 bílý pěšec · f3 bílý jezdec · a2 bílý pěšec · b2 bílý pěšec · c2 bílý pěšec · f2 bílý pěšec · g2 bílý pěšec · h2 bílý pěšec · a1 bílý věž · b1 bílý jezdec · c1 bílý střelec · d1 bílý dáma · f1 bílý věž · g1 bílý král | a8 černý věž · c8 černý střelec · d8 černý dáma · e8 černý král · h8 černý věž · a7 černý pěšec · b7 černý pěšec · c7 černý pěšec · d7 černý pěšec · f7 černý pěšec · g7 černý pěšec · h7 černý pěšec · c6 černý jezdec · f6 černý jezdec · c5 černý střelec · c4 bílý střelec · d4 černý pěšec · e4 bílý pěšec · f3 bílý jezdec · a2 bílý pěšec · b2 bílý pěšec · c2 bílý pěšec · f2 bílý pěšec · g2 bílý pěšec · h2 bílý pěšec · a1 bílý věž · b1 bílý jezdec · c1 bílý střelec · d1 bílý dáma · f1 bílý věž · g1 bílý král | a8 černý věž · c8 černý střelec · d8 černý dáma · e8 černý král · h8 černý věž · a7 černý pěšec · b7 černý pěšec · c7 černý pěšec · d7 černý pěšec · f7 černý pěšec · g7 černý pěšec · h7 černý pěšec · c6 černý jezdec · f6 černý jezdec · c5 černý střelec · c4 bílý střelec · d4 černý pěšec · e4 bílý pěšec · f3 bílý jezdec · a2 bílý pěšec · b2 bílý pěšec · c2 bílý pěšec · f2 bílý pěšec · g2 bílý pěšec · h2 bílý pěšec · a1 bílý věž · b1 bílý jezdec · c1 bílý střelec · d1 bílý dáma · f1 bílý věž · g1 bílý král | a8 černý věž · c8 černý střelec · d8 černý dáma · e8 černý král · h8 černý věž · a7 černý pěšec · b7 černý pěšec · c7 černý pěšec · d7 černý pěšec · f7 černý pěšec · g7 černý pěšec · h7 černý pěšec · c6 černý jezdec · f6 černý jezdec · c5 černý střelec · c4 bílý střelec · d4 černý pěšec · e4 bílý pěšec · f3 bílý jezdec · a2 bílý pěšec · b2 bílý pěšec · c2 bílý pěšec · f2 bílý pěšec · g2 bílý pěšec · h2 bílý pěšec · a1 bílý věž · b1 bílý jezdec · c1 bílý střelec · d1 bílý dáma · f1 bílý věž · g1 bílý král | a8 černý věž · c8 černý střelec · d8 černý dáma · e8 černý král · h8 černý věž · a7 černý pěšec · b7 černý pěšec · c7 černý pěšec · d7 černý pěšec · f7 černý pěšec · g7 černý pěšec · h7 černý pěšec · c6 černý jezdec · f6 černý jezdec · c5 černý střelec · c4 bílý střelec · d4 černý pěšec · e4 bílý pěšec · f3 bílý jezdec · a2 bílý pěšec · b2 bílý pěšec · c2 bílý pěšec · f2 bílý pěšec · g2 bílý pěšec · h2 bílý pěšec · a1 bílý věž · b1 bílý jezdec · c1 bílý střelec · d1 bílý dáma · f1 bílý věž · g1 bílý král | 2 |
| 1 | a8 černý věž · c8 černý střelec · d8 černý dáma · e8 černý král · h8 černý věž · a7 černý pěšec · b7 černý pěšec · c7 černý pěšec · d7 černý pěšec · f7 černý pěšec · g7 černý pěšec · h7 černý pěšec · c6 černý jezdec · f6 černý jezdec · c5 černý střelec · c4 bílý střelec · d4 černý pěšec · e4 bílý pěšec · f3 bílý jezdec · a2 bílý pěšec · b2 bílý pěšec · c2 bílý pěšec · f2 bílý pěšec · g2 bílý pěšec · h2 bílý pěšec · a1 bílý věž · b1 bílý jezdec · c1 bílý střelec · d1 bílý dáma · f1 bílý věž · g1 bílý král | a8 černý věž · c8 černý střelec · d8 černý dáma · e8 černý král · h8 černý věž · a7 černý pěšec · b7 černý pěšec · c7 černý pěšec · d7 černý pěšec · f7 černý pěšec · g7 černý pěšec · h7 černý pěšec · c6 černý jezdec · f6 černý jezdec · c5 černý střelec · c4 bílý střelec · d4 černý pěšec · e4 bílý pěšec · f3 bílý jezdec · a2 bílý pěšec · b2 bílý pěšec · c2 bílý pěšec · f2 bílý pěšec · g2 bílý pěšec · h2 bílý pěšec · a1 bílý věž · b1 bílý jezdec · c1 bílý střelec · d1 bílý dáma · f1 bílý věž · g1 bílý král | a8 černý věž · c8 černý střelec · d8 černý dáma · e8 černý král · h8 černý věž · a7 černý pěšec · b7 černý pěšec · c7 černý pěšec · d7 černý pěšec · f7 černý pěšec · g7 černý pěšec · h7 černý pěšec · c6 černý jezdec · f6 černý jezdec · c5 černý střelec · c4 bílý střelec · d4 černý pěšec · e4 bílý pěšec · f3 bílý jezdec · a2 bílý pěšec · b2 bílý pěšec · c2 bílý pěšec · f2 bílý pěšec · g2 bílý pěšec · h2 bílý pěšec · a1 bílý věž · b1 bílý jezdec · c1 bílý střelec · d1 bílý dáma · f1 bílý věž · g1 bílý král | a8 černý věž · c8 černý střelec · d8 černý dáma · e8 černý král · h8 černý věž · a7 černý pěšec · b7 černý pěšec · c7 černý pěšec · d7 černý pěšec · f7 černý pěšec · g7 černý pěšec · h7 černý pěšec · c6 černý jezdec · f6 černý jezdec · c5 černý střelec · c4 bílý střelec · d4 černý pěšec · e4 bílý pěšec · f3 bílý jezdec · a2 bílý pěšec · b2 bílý pěšec · c2 bílý pěšec · f2 bílý pěšec · g2 bílý pěšec · h2 bílý pěšec · a1 bílý věž · b1 bílý jezdec · c1 bílý střelec · d1 bílý dáma · f1 bílý věž · g1 bílý král | a8 černý věž · c8 černý střelec · d8 černý dáma · e8 černý král · h8 černý věž · a7 černý pěšec · b7 černý pěšec · c7 černý pěšec · d7 černý pěšec · f7 černý pěšec · g7 černý pěšec · h7 černý pěšec · c6 černý jezdec · f6 černý jezdec · c5 černý střelec · c4 bílý střelec · d4 černý pěšec · e4 bílý pěšec · f3 bílý jezdec · a2 bílý pěšec · b2 bílý pěšec · c2 bílý pěšec · f2 bílý pěšec · g2 bílý pěšec · h2 bílý pěšec · a1 bílý věž · b1 bílý jezdec · c1 bílý střelec · d1 bílý dáma · f1 bílý věž · g1 bílý král | a8 černý věž · c8 černý střelec · d8 černý dáma · e8 černý král · h8 černý věž · a7 černý pěšec · b7 černý pěšec · c7 černý pěšec · d7 černý pěšec · f7 černý pěšec · g7 černý pěšec · h7 černý pěšec · c6 černý jezdec · f6 černý jezdec · c5 černý střelec · c4 bílý střelec · d4 černý pěšec · e4 bílý pěšec · f3 bílý jezdec · a2 bílý pěšec · b2 bílý pěšec · c2 bílý pěšec · f2 bílý pěšec · g2 bílý pěšec · h2 bílý pěšec · a1 bílý věž · b1 bílý jezdec · c1 bílý střelec · d1 bílý dáma · f1 bílý věž · g1 bílý král | a8 černý věž · c8 černý střelec · d8 černý dáma · e8 černý král · h8 černý věž · a7 černý pěšec · b7 černý pěšec · c7 černý pěšec · d7 černý pěšec · f7 černý pěšec · g7 černý pěšec · h7 černý pěšec · c6 černý jezdec · f6 černý jezdec · c5 černý střelec · c4 bílý střelec · d4 černý pěšec · e4 bílý pěšec · f3 bílý jezdec · a2 bílý pěšec · b2 bílý pěšec · c2 bílý pěšec · f2 bílý pěšec · g2 bílý pěšec · h2 bílý pěšec · a1 bílý věž · b1 bílý jezdec · c1 bílý střelec · d1 bílý dáma · f1 bílý věž · g1 bílý král | a8 černý věž · c8 černý střelec · d8 černý dáma · e8 černý král · h8 černý věž · a7 černý pěšec · b7 černý pěšec · c7 černý pěšec · d7 černý pěšec · f7 černý pěšec · g7 černý pěšec · h7 černý pěšec · c6 černý jezdec · f6 černý jezdec · c5 černý střelec · c4 bílý střelec · d4 černý pěšec · e4 bílý pěšec · f3 bílý jezdec · a2 bílý pěšec · b2 bílý pěšec · c2 bílý pěšec · f2 bílý pěšec · g2 bílý pěšec · h2 bílý pěšec · a1 bílý věž · b1 bílý jezdec · c1 bílý střelec · d1 bílý dáma · f1 bílý věž · g1 bílý král | 1 |
|   | a | b | c | d | e | f | g | h |   |

|   | a | b | c | d | e | f | g | h |   |
| 8 | a8 černý věž · c8 černý střelec · d8 černý dáma · e8 černý král · f8 černý střelec · h8 černý věž · a7 černý pěšec · b7 černý pěšec · c7 černý pěšec · d7 černý pěšec · f7 černý pěšec · g7 černý pěšec · h7 černý pěšec · c6 černý jezdec · c4 bílý střelec · d4 černý pěšec · e4 černý jezdec · f3 bílý jezdec · a2 bílý pěšec · b2 bílý pěšec · c2 bílý pěšec · f2 bílý pěšec · g2 bílý pěšec · h2 bílý pěšec · a1 bílý věž · b1 bílý jezdec · c1 bílý střelec · d1 bílý dáma · f1 bílý věž · g1 bílý král | a8 černý věž · c8 černý střelec · d8 černý dáma · e8 černý král · f8 černý střelec · h8 černý věž · a7 černý pěšec · b7 černý pěšec · c7 černý pěšec · d7 černý pěšec · f7 černý pěšec · g7 černý pěšec · h7 černý pěšec · c6 černý jezdec · c4 bílý střelec · d4 černý pěšec · e4 černý jezdec · f3 bílý jezdec · a2 bílý pěšec · b2 bílý pěšec · c2 bílý pěšec · f2 bílý pěšec · g2 bílý pěšec · h2 bílý pěšec · a1 bílý věž · b1 bílý jezdec · c1 bílý střelec · d1 bílý dáma · f1 bílý věž · g1 bílý král | a8 černý věž · c8 černý střelec · d8 černý dáma · e8 černý král · f8 černý střelec · h8 černý věž · a7 černý pěšec · b7 černý pěšec · c7 černý pěšec · d7 černý pěšec · f7 černý pěšec · g7 černý pěšec · h7 černý pěšec · c6 černý jezdec · c4 bílý střelec · d4 černý pěšec · e4 černý jezdec · f3 bílý jezdec · a2 bílý pěšec · b2 bílý pěšec · c2 bílý pěšec · f2 bílý pěšec · g2 bílý pěšec · h2 bílý pěšec · a1 bílý věž · b1 bílý jezdec · c1 bílý střelec · d1 bílý dáma · f1 bílý věž · g1 bílý král | a8 černý věž · c8 černý střelec · d8 černý dáma · e8 černý král · f8 černý střelec · h8 černý věž · a7 černý pěšec · b7 černý pěšec · c7 černý pěšec · d7 černý pěšec · f7 černý pěšec · g7 černý pěšec · h7 černý pěšec · c6 černý jezdec · c4 bílý střelec · d4 černý pěšec · e4 černý jezdec · f3 bílý jezdec · a2 bílý pěšec · b2 bílý pěšec · c2 bílý pěšec · f2 bílý pěšec · g2 bílý pěšec · h2 bílý pěšec · a1 bílý věž · b1 bílý jezdec · c1 bílý střelec · d1 bílý dáma · f1 bílý věž · g1 bílý král | a8 černý věž · c8 černý střelec · d8 černý dáma · e8 černý král · f8 černý střelec · h8 černý věž · a7 černý pěšec · b7 černý pěšec · c7 černý pěšec · d7 černý pěšec · f7 černý pěšec · g7 černý pěšec · h7 černý pěšec · c6 černý jezdec · c4 bílý střelec · d4 černý pěšec · e4 černý jezdec · f3 bílý jezdec · a2 bílý pěšec · b2 bílý pěšec · c2 bílý pěšec · f2 bílý pěšec · g2 bílý pěšec · h2 bílý pěšec · a1 bílý věž · b1 bílý jezdec · c1 bílý střelec · d1 bílý dáma · f1 bílý věž · g1 bílý král | a8 černý věž · c8 černý střelec · d8 černý dáma · e8 černý král · f8 černý střelec · h8 černý věž · a7 černý pěšec · b7 černý pěšec · c7 černý pěšec · d7 černý pěšec · f7 černý pěšec · g7 černý pěšec · h7 černý pěšec · c6 černý jezdec · c4 bílý střelec · d4 černý pěšec · e4 černý jezdec · f3 bílý jezdec · a2 bílý pěšec · b2 bílý pěšec · c2 bílý pěšec · f2 bílý pěšec · g2 bílý pěšec · h2 bílý pěšec · a1 bílý věž · b1 bílý jezdec · c1 bílý střelec · d1 bílý dáma · f1 bílý věž · g1 bílý král | a8 černý věž · c8 černý střelec · d8 černý dáma · e8 černý král · f8 černý střelec · h8 černý věž · a7 černý pěšec · b7 černý pěšec · c7 černý pěšec · d7 černý pěšec · f7 černý pěšec · g7 černý pěšec · h7 černý pěšec · c6 černý jezdec · c4 bílý střelec · d4 černý pěšec · e4 černý jezdec · f3 bílý jezdec · a2 bílý pěšec · b2 bílý pěšec · c2 bílý pěšec · f2 bílý pěšec · g2 bílý pěšec · h2 bílý pěšec · a1 bílý věž · b1 bílý jezdec · c1 bílý střelec · d1 bílý dáma · f1 bílý věž · g1 bílý král | a8 černý věž · c8 černý střelec · d8 černý dáma · e8 černý král · f8 černý střelec · h8 černý věž · a7 černý pěšec · b7 černý pěšec · c7 černý pěšec · d7 černý pěšec · f7 černý pěšec · g7 černý pěšec · h7 černý pěšec · c6 černý jezdec · c4 bílý střelec · d4 černý pěšec · e4 černý jezdec · f3 bílý jezdec · a2 bílý pěšec · b2 bílý pěšec · c2 bílý pěšec · f2 bílý pěšec · g2 bílý pěšec · h2 bílý pěšec · a1 bílý věž · b1 bílý jezdec · c1 bílý střelec · d1 bílý dáma · f1 bílý věž · g1 bílý král | 8 |
| 7 | a8 černý věž · c8 černý střelec · d8 černý dáma · e8 černý král · f8 černý střelec · h8 černý věž · a7 černý pěšec · b7 černý pěšec · c7 černý pěšec · d7 černý pěšec · f7 černý pěšec · g7 černý pěšec · h7 černý pěšec · c6 černý jezdec · c4 bílý střelec · d4 černý pěšec · e4 černý jezdec · f3 bílý jezdec · a2 bílý pěšec · b2 bílý pěšec · c2 bílý pěšec · f2 bílý pěšec · g2 bílý pěšec · h2 bílý pěšec · a1 bílý věž · b1 bílý jezdec · c1 bílý střelec · d1 bílý dáma · f1 bílý věž · g1 bílý král | a8 černý věž · c8 černý střelec · d8 černý dáma · e8 černý král · f8 černý střelec · h8 černý věž · a7 černý pěšec · b7 černý pěšec · c7 černý pěšec · d7 černý pěšec · f7 černý pěšec · g7 černý pěšec · h7 černý pěšec · c6 černý jezdec · c4 bílý střelec · d4 černý pěšec · e4 černý jezdec · f3 bílý jezdec · a2 bílý pěšec · b2 bílý pěšec · c2 bílý pěšec · f2 bílý pěšec · g2 bílý pěšec · h2 bílý pěšec · a1 bílý věž · b1 bílý jezdec · c1 bílý střelec · d1 bílý dáma · f1 bílý věž · g1 bílý král | a8 černý věž · c8 černý střelec · d8 černý dáma · e8 černý král · f8 černý střelec · h8 černý věž · a7 černý pěšec · b7 černý pěšec · c7 černý pěšec · d7 černý pěšec · f7 černý pěšec · g7 černý pěšec · h7 černý pěšec · c6 černý jezdec · c4 bílý střelec · d4 černý pěšec · e4 černý jezdec · f3 bílý jezdec · a2 bílý pěšec · b2 bílý pěšec · c2 bílý pěšec · f2 bílý pěšec · g2 bílý pěšec · h2 bílý pěšec · a1 bílý věž · b1 bílý jezdec · c1 bílý střelec · d1 bílý dáma · f1 bílý věž · g1 bílý král | a8 černý věž · c8 černý střelec · d8 černý dáma · e8 černý král · f8 černý střelec · h8 černý věž · a7 černý pěšec · b7 černý pěšec · c7 černý pěšec · d7 černý pěšec · f7 černý pěšec · g7 černý pěšec · h7 černý pěšec · c6 černý jezdec · c4 bílý střelec · d4 černý pěšec · e4 černý jezdec · f3 bílý jezdec · a2 bílý pěšec · b2 bílý pěšec · c2 bílý pěšec · f2 bílý pěšec · g2 bílý pěšec · h2 bílý pěšec · a1 bílý věž · b1 bílý jezdec · c1 bílý střelec · d1 bílý dáma · f1 bílý věž · g1 bílý král | a8 černý věž · c8 černý střelec · d8 černý dáma · e8 černý král · f8 černý střelec · h8 černý věž · a7 černý pěšec · b7 černý pěšec · c7 černý pěšec · d7 černý pěšec · f7 černý pěšec · g7 černý pěšec · h7 černý pěšec · c6 černý jezdec · c4 bílý střelec · d4 černý pěšec · e4 černý jezdec · f3 bílý jezdec · a2 bílý pěšec · b2 bílý pěšec · c2 bílý pěšec · f2 bílý pěšec · g2 bílý pěšec · h2 bílý pěšec · a1 bílý věž · b1 bílý jezdec · c1 bílý střelec · d1 bílý dáma · f1 bílý věž · g1 bílý král | a8 černý věž · c8 černý střelec · d8 černý dáma · e8 černý král · f8 černý střelec · h8 černý věž · a7 černý pěšec · b7 černý pěšec · c7 černý pěšec · d7 černý pěšec · f7 černý pěšec · g7 černý pěšec · h7 černý pěšec · c6 černý jezdec · c4 bílý střelec · d4 černý pěšec · e4 černý jezdec · f3 bílý jezdec · a2 bílý pěšec · b2 bílý pěšec · c2 bílý pěšec · f2 bílý pěšec · g2 bílý pěšec · h2 bílý pěšec · a1 bílý věž · b1 bílý jezdec · c1 bílý střelec · d1 bílý dáma · f1 bílý věž · g1 bílý král | a8 černý věž · c8 černý střelec · d8 černý dáma · e8 černý král · f8 černý střelec · h8 černý věž · a7 černý pěšec · b7 černý pěšec · c7 černý pěšec · d7 černý pěšec · f7 černý pěšec · g7 černý pěšec · h7 černý pěšec · c6 černý jezdec · c4 bílý střelec · d4 černý pěšec · e4 černý jezdec · f3 bílý jezdec · a2 bílý pěšec · b2 bílý pěšec · c2 bílý pěšec · f2 bílý pěšec · g2 bílý pěšec · h2 bílý pěšec · a1 bílý věž · b1 bílý jezdec · c1 bílý střelec · d1 bílý dáma · f1 bílý věž · g1 bílý král | a8 černý věž · c8 černý střelec · d8 černý dáma · e8 černý král · f8 černý střelec · h8 černý věž · a7 černý pěšec · b7 černý pěšec · c7 černý pěšec · d7 černý pěšec · f7 černý pěšec · g7 černý pěšec · h7 černý pěšec · c6 černý jezdec · c4 bílý střelec · d4 černý pěšec · e4 černý jezdec · f3 bílý jezdec · a2 bílý pěšec · b2 bílý pěšec · c2 bílý pěšec · f2 bílý pěšec · g2 bílý pěšec · h2 bílý pěšec · a1 bílý věž · b1 bílý jezdec · c1 bílý střelec · d1 bílý dáma · f1 bílý věž · g1 bílý král | 7 |
| 6 | a8 černý věž · c8 černý střelec · d8 černý dáma · e8 černý král · f8 černý střelec · h8 černý věž · a7 černý pěšec · b7 černý pěšec · c7 černý pěšec · d7 černý pěšec · f7 černý pěšec · g7 černý pěšec · h7 černý pěšec · c6 černý jezdec · c4 bílý střelec · d4 černý pěšec · e4 černý jezdec · f3 bílý jezdec · a2 bílý pěšec · b2 bílý pěšec · c2 bílý pěšec · f2 bílý pěšec · g2 bílý pěšec · h2 bílý pěšec · a1 bílý věž · b1 bílý jezdec · c1 bílý střelec · d1 bílý dáma · f1 bílý věž · g1 bílý král | a8 černý věž · c8 černý střelec · d8 černý dáma · e8 černý král · f8 černý střelec · h8 černý věž · a7 černý pěšec · b7 černý pěšec · c7 černý pěšec · d7 černý pěšec · f7 černý pěšec · g7 černý pěšec · h7 černý pěšec · c6 černý jezdec · c4 bílý střelec · d4 černý pěšec · e4 černý jezdec · f3 bílý jezdec · a2 bílý pěšec · b2 bílý pěšec · c2 bílý pěšec · f2 bílý pěšec · g2 bílý pěšec · h2 bílý pěšec · a1 bílý věž · b1 bílý jezdec · c1 bílý střelec · d1 bílý dáma · f1 bílý věž · g1 bílý král | a8 černý věž · c8 černý střelec · d8 černý dáma · e8 černý král · f8 černý střelec · h8 černý věž · a7 černý pěšec · b7 černý pěšec · c7 černý pěšec · d7 černý pěšec · f7 černý pěšec · g7 černý pěšec · h7 černý pěšec · c6 černý jezdec · c4 bílý střelec · d4 černý pěšec · e4 černý jezdec · f3 bílý jezdec · a2 bílý pěšec · b2 bílý pěšec · c2 bílý pěšec · f2 bílý pěšec · g2 bílý pěšec · h2 bílý pěšec · a1 bílý věž · b1 bílý jezdec · c1 bílý střelec · d1 bílý dáma · f1 bílý věž · g1 bílý král | a8 černý věž · c8 černý střelec · d8 černý dáma · e8 černý král · f8 černý střelec · h8 černý věž · a7 černý pěšec · b7 černý pěšec · c7 černý pěšec · d7 černý pěšec · f7 černý pěšec · g7 černý pěšec · h7 černý pěšec · c6 černý jezdec · c4 bílý střelec · d4 černý pěšec · e4 černý jezdec · f3 bílý jezdec · a2 bílý pěšec · b2 bílý pěšec · c2 bílý pěšec · f2 bílý pěšec · g2 bílý pěšec · h2 bílý pěšec · a1 bílý věž · b1 bílý jezdec · c1 bílý střelec · d1 bílý dáma · f1 bílý věž · g1 bílý král | a8 černý věž · c8 černý střelec · d8 černý dáma · e8 černý král · f8 černý střelec · h8 černý věž · a7 černý pěšec · b7 černý pěšec · c7 černý pěšec · d7 černý pěšec · f7 černý pěšec · g7 černý pěšec · h7 černý pěšec · c6 černý jezdec · c4 bílý střelec · d4 černý pěšec · e4 černý jezdec · f3 bílý jezdec · a2 bílý pěšec · b2 bílý pěšec · c2 bílý pěšec · f2 bílý pěšec · g2 bílý pěšec · h2 bílý pěšec · a1 bílý věž · b1 bílý jezdec · c1 bílý střelec · d1 bílý dáma · f1 bílý věž · g1 bílý král | a8 černý věž · c8 černý střelec · d8 černý dáma · e8 černý král · f8 černý střelec · h8 černý věž · a7 černý pěšec · b7 černý pěšec · c7 černý pěšec · d7 černý pěšec · f7 černý pěšec · g7 černý pěšec · h7 černý pěšec · c6 černý jezdec · c4 bílý střelec · d4 černý pěšec · e4 černý jezdec · f3 bílý jezdec · a2 bílý pěšec · b2 bílý pěšec · c2 bílý pěšec · f2 bílý pěšec · g2 bílý pěšec · h2 bílý pěšec · a1 bílý věž · b1 bílý jezdec · c1 bílý střelec · d1 bílý dáma · f1 bílý věž · g1 bílý král | a8 černý věž · c8 černý střelec · d8 černý dáma · e8 černý král · f8 černý střelec · h8 černý věž · a7 černý pěšec · b7 černý pěšec · c7 černý pěšec · d7 černý pěšec · f7 černý pěšec · g7 černý pěšec · h7 černý pěšec · c6 černý jezdec · c4 bílý střelec · d4 černý pěšec · e4 černý jezdec · f3 bílý jezdec · a2 bílý pěšec · b2 bílý pěšec · c2 bílý pěšec · f2 bílý pěšec · g2 bílý pěšec · h2 bílý pěšec · a1 bílý věž · b1 bílý jezdec · c1 bílý střelec · d1 bílý dáma · f1 bílý věž · g1 bílý král | a8 černý věž · c8 černý střelec · d8 černý dáma · e8 černý král · f8 černý střelec · h8 černý věž · a7 černý pěšec · b7 černý pěšec · c7 černý pěšec · d7 černý pěšec · f7 černý pěšec · g7 černý pěšec · h7 černý pěšec · c6 černý jezdec · c4 bílý střelec · d4 černý pěšec · e4 černý jezdec · f3 bílý jezdec · a2 bílý pěšec · b2 bílý pěšec · c2 bílý pěšec · f2 bílý pěšec · g2 bílý pěšec · h2 bílý pěšec · a1 bílý věž · b1 bílý jezdec · c1 bílý střelec · d1 bílý dáma · f1 bílý věž · g1 bílý král | 6 |
| 5 | a8 černý věž · c8 černý střelec · d8 černý dáma · e8 černý král · f8 černý střelec · h8 černý věž · a7 černý pěšec · b7 černý pěšec · c7 černý pěšec · d7 černý pěšec · f7 černý pěšec · g7 černý pěšec · h7 černý pěšec · c6 černý jezdec · c4 bílý střelec · d4 černý pěšec · e4 černý jezdec · f3 bílý jezdec · a2 bílý pěšec · b2 bílý pěšec · c2 bílý pěšec · f2 bílý pěšec · g2 bílý pěšec · h2 bílý pěšec · a1 bílý věž · b1 bílý jezdec · c1 bílý střelec · d1 bílý dáma · f1 bílý věž · g1 bílý král | a8 černý věž · c8 černý střelec · d8 černý dáma · e8 černý král · f8 černý střelec · h8 černý věž · a7 černý pěšec · b7 černý pěšec · c7 černý pěšec · d7 černý pěšec · f7 černý pěšec · g7 černý pěšec · h7 černý pěšec · c6 černý jezdec · c4 bílý střelec · d4 černý pěšec · e4 černý jezdec · f3 bílý jezdec · a2 bílý pěšec · b2 bílý pěšec · c2 bílý pěšec · f2 bílý pěšec · g2 bílý pěšec · h2 bílý pěšec · a1 bílý věž · b1 bílý jezdec · c1 bílý střelec · d1 bílý dáma · f1 bílý věž · g1 bílý král | a8 černý věž · c8 černý střelec · d8 černý dáma · e8 černý král · f8 černý střelec · h8 černý věž · a7 černý pěšec · b7 černý pěšec · c7 černý pěšec · d7 černý pěšec · f7 černý pěšec · g7 černý pěšec · h7 černý pěšec · c6 černý jezdec · c4 bílý střelec · d4 černý pěšec · e4 černý jezdec · f3 bílý jezdec · a2 bílý pěšec · b2 bílý pěšec · c2 bílý pěšec · f2 bílý pěšec · g2 bílý pěšec · h2 bílý pěšec · a1 bílý věž · b1 bílý jezdec · c1 bílý střelec · d1 bílý dáma · f1 bílý věž · g1 bílý král | a8 černý věž · c8 černý střelec · d8 černý dáma · e8 černý král · f8 černý střelec · h8 černý věž · a7 černý pěšec · b7 černý pěšec · c7 černý pěšec · d7 černý pěšec · f7 černý pěšec · g7 černý pěšec · h7 černý pěšec · c6 černý jezdec · c4 bílý střelec · d4 černý pěšec · e4 černý jezdec · f3 bílý jezdec · a2 bílý pěšec · b2 bílý pěšec · c2 bílý pěšec · f2 bílý pěšec · g2 bílý pěšec · h2 bílý pěšec · a1 bílý věž · b1 bílý jezdec · c1 bílý střelec · d1 bílý dáma · f1 bílý věž · g1 bílý král | a8 černý věž · c8 černý střelec · d8 černý dáma · e8 černý král · f8 černý střelec · h8 černý věž · a7 černý pěšec · b7 černý pěšec · c7 černý pěšec · d7 černý pěšec · f7 černý pěšec · g7 černý pěšec · h7 černý pěšec · c6 černý jezdec · c4 bílý střelec · d4 černý pěšec · e4 černý jezdec · f3 bílý jezdec · a2 bílý pěšec · b2 bílý pěšec · c2 bílý pěšec · f2 bílý pěšec · g2 bílý pěšec · h2 bílý pěšec · a1 bílý věž · b1 bílý jezdec · c1 bílý střelec · d1 bílý dáma · f1 bílý věž · g1 bílý král | a8 černý věž · c8 černý střelec · d8 černý dáma · e8 černý král · f8 černý střelec · h8 černý věž · a7 černý pěšec · b7 černý pěšec · c7 černý pěšec · d7 černý pěšec · f7 černý pěšec · g7 černý pěšec · h7 černý pěšec · c6 černý jezdec · c4 bílý střelec · d4 černý pěšec · e4 černý jezdec · f3 bílý jezdec · a2 bílý pěšec · b2 bílý pěšec · c2 bílý pěšec · f2 bílý pěšec · g2 bílý pěšec · h2 bílý pěšec · a1 bílý věž · b1 bílý jezdec · c1 bílý střelec · d1 bílý dáma · f1 bílý věž · g1 bílý král | a8 černý věž · c8 černý střelec · d8 černý dáma · e8 černý král · f8 černý střelec · h8 černý věž · a7 černý pěšec · b7 černý pěšec · c7 černý pěšec · d7 černý pěšec · f7 černý pěšec · g7 černý pěšec · h7 černý pěšec · c6 černý jezdec · c4 bílý střelec · d4 černý pěšec · e4 černý jezdec · f3 bílý jezdec · a2 bílý pěšec · b2 bílý pěšec · c2 bílý pěšec · f2 bílý pěšec · g2 bílý pěšec · h2 bílý pěšec · a1 bílý věž · b1 bílý jezdec · c1 bílý střelec · d1 bílý dáma · f1 bílý věž · g1 bílý král | a8 černý věž · c8 černý střelec · d8 černý dáma · e8 černý král · f8 černý střelec · h8 černý věž · a7 černý pěšec · b7 černý pěšec · c7 černý pěšec · d7 černý pěšec · f7 černý pěšec · g7 černý pěšec · h7 černý pěšec · c6 černý jezdec · c4 bílý střelec · d4 černý pěšec · e4 černý jezdec · f3 bílý jezdec · a2 bílý pěšec · b2 bílý pěšec · c2 bílý pěšec · f2 bílý pěšec · g2 bílý pěšec · h2 bílý pěšec · a1 bílý věž · b1 bílý jezdec · c1 bílý střelec · d1 bílý dáma · f1 bílý věž · g1 bílý král | 5 |
| 4 | a8 černý věž · c8 černý střelec · d8 černý dáma · e8 černý král · f8 černý střelec · h8 černý věž · a7 černý pěšec · b7 černý pěšec · c7 černý pěšec · d7 černý pěšec · f7 černý pěšec · g7 černý pěšec · h7 černý pěšec · c6 černý jezdec · c4 bílý střelec · d4 černý pěšec · e4 černý jezdec · f3 bílý jezdec · a2 bílý pěšec · b2 bílý pěšec · c2 bílý pěšec · f2 bílý pěšec · g2 bílý pěšec · h2 bílý pěšec · a1 bílý věž · b1 bílý jezdec · c1 bílý střelec · d1 bílý dáma · f1 bílý věž · g1 bílý král | a8 černý věž · c8 černý střelec · d8 černý dáma · e8 černý král · f8 černý střelec · h8 černý věž · a7 černý pěšec · b7 černý pěšec · c7 černý pěšec · d7 černý pěšec · f7 černý pěšec · g7 černý pěšec · h7 černý pěšec · c6 černý jezdec · c4 bílý střelec · d4 černý pěšec · e4 černý jezdec · f3 bílý jezdec · a2 bílý pěšec · b2 bílý pěšec · c2 bílý pěšec · f2 bílý pěšec · g2 bílý pěšec · h2 bílý pěšec · a1 bílý věž · b1 bílý jezdec · c1 bílý střelec · d1 bílý dáma · f1 bílý věž · g1 bílý král | a8 černý věž · c8 černý střelec · d8 černý dáma · e8 černý král · f8 černý střelec · h8 černý věž · a7 černý pěšec · b7 černý pěšec · c7 černý pěšec · d7 černý pěšec · f7 černý pěšec · g7 černý pěšec · h7 černý pěšec · c6 černý jezdec · c4 bílý střelec · d4 černý pěšec · e4 černý jezdec · f3 bílý jezdec · a2 bílý pěšec · b2 bílý pěšec · c2 bílý pěšec · f2 bílý pěšec · g2 bílý pěšec · h2 bílý pěšec · a1 bílý věž · b1 bílý jezdec · c1 bílý střelec · d1 bílý dáma · f1 bílý věž · g1 bílý král | a8 černý věž · c8 černý střelec · d8 černý dáma · e8 černý král · f8 černý střelec · h8 černý věž · a7 černý pěšec · b7 černý pěšec · c7 černý pěšec · d7 černý pěšec · f7 černý pěšec · g7 černý pěšec · h7 černý pěšec · c6 černý jezdec · c4 bílý střelec · d4 černý pěšec · e4 černý jezdec · f3 bílý jezdec · a2 bílý pěšec · b2 bílý pěšec · c2 bílý pěšec · f2 bílý pěšec · g2 bílý pěšec · h2 bílý pěšec · a1 bílý věž · b1 bílý jezdec · c1 bílý střelec · d1 bílý dáma · f1 bílý věž · g1 bílý král | a8 černý věž · c8 černý střelec · d8 černý dáma · e8 černý král · f8 černý střelec · h8 černý věž · a7 černý pěšec · b7 černý pěšec · c7 černý pěšec · d7 černý pěšec · f7 černý pěšec · g7 černý pěšec · h7 černý pěšec · c6 černý jezdec · c4 bílý střelec · d4 černý pěšec · e4 černý jezdec · f3 bílý jezdec · a2 bílý pěšec · b2 bílý pěšec · c2 bílý pěšec · f2 bílý pěšec · g2 bílý pěšec · h2 bílý pěšec · a1 bílý věž · b1 bílý jezdec · c1 bílý střelec · d1 bílý dáma · f1 bílý věž · g1 bílý král | a8 černý věž · c8 černý střelec · d8 černý dáma · e8 černý král · f8 černý střelec · h8 černý věž · a7 černý pěšec · b7 černý pěšec · c7 černý pěšec · d7 černý pěšec · f7 černý pěšec · g7 černý pěšec · h7 černý pěšec · c6 černý jezdec · c4 bílý střelec · d4 černý pěšec · e4 černý jezdec · f3 bílý jezdec · a2 bílý pěšec · b2 bílý pěšec · c2 bílý pěšec · f2 bílý pěšec · g2 bílý pěšec · h2 bílý pěšec · a1 bílý věž · b1 bílý jezdec · c1 bílý střelec · d1 bílý dáma · f1 bílý věž · g1 bílý král | a8 černý věž · c8 černý střelec · d8 černý dáma · e8 černý král · f8 černý střelec · h8 černý věž · a7 černý pěšec · b7 černý pěšec · c7 černý pěšec · d7 černý pěšec · f7 černý pěšec · g7 černý pěšec · h7 černý pěšec · c6 černý jezdec · c4 bílý střelec · d4 černý pěšec · e4 černý jezdec · f3 bílý jezdec · a2 bílý pěšec · b2 bílý pěšec · c2 bílý pěšec · f2 bílý pěšec · g2 bílý pěšec · h2 bílý pěšec · a1 bílý věž · b1 bílý jezdec · c1 bílý střelec · d1 bílý dáma · f1 bílý věž · g1 bílý král | a8 černý věž · c8 černý střelec · d8 černý dáma · e8 černý král · f8 černý střelec · h8 černý věž · a7 černý pěšec · b7 černý pěšec · c7 černý pěšec · d7 černý pěšec · f7 černý pěšec · g7 černý pěšec · h7 černý pěšec · c6 černý jezdec · c4 bílý střelec · d4 černý pěšec · e4 černý jezdec · f3 bílý jezdec · a2 bílý pěšec · b2 bílý pěšec · c2 bílý pěšec · f2 bílý pěšec · g2 bílý pěšec · h2 bílý pěšec · a1 bílý věž · b1 bílý jezdec · c1 bílý střelec · d1 bílý dáma · f1 bílý věž · g1 bílý král | 4 |
| 3 | a8 černý věž · c8 černý střelec · d8 černý dáma · e8 černý král · f8 černý střelec · h8 černý věž · a7 černý pěšec · b7 černý pěšec · c7 černý pěšec · d7 černý pěšec · f7 černý pěšec · g7 černý pěšec · h7 černý pěšec · c6 černý jezdec · c4 bílý střelec · d4 černý pěšec · e4 černý jezdec · f3 bílý jezdec · a2 bílý pěšec · b2 bílý pěšec · c2 bílý pěšec · f2 bílý pěšec · g2 bílý pěšec · h2 bílý pěšec · a1 bílý věž · b1 bílý jezdec · c1 bílý střelec · d1 bílý dáma · f1 bílý věž · g1 bílý král | a8 černý věž · c8 černý střelec · d8 černý dáma · e8 černý král · f8 černý střelec · h8 černý věž · a7 černý pěšec · b7 černý pěšec · c7 černý pěšec · d7 černý pěšec · f7 černý pěšec · g7 černý pěšec · h7 černý pěšec · c6 černý jezdec · c4 bílý střelec · d4 černý pěšec · e4 černý jezdec · f3 bílý jezdec · a2 bílý pěšec · b2 bílý pěšec · c2 bílý pěšec · f2 bílý pěšec · g2 bílý pěšec · h2 bílý pěšec · a1 bílý věž · b1 bílý jezdec · c1 bílý střelec · d1 bílý dáma · f1 bílý věž · g1 bílý král | a8 černý věž · c8 černý střelec · d8 černý dáma · e8 černý král · f8 černý střelec · h8 černý věž · a7 černý pěšec · b7 černý pěšec · c7 černý pěšec · d7 černý pěšec · f7 černý pěšec · g7 černý pěšec · h7 černý pěšec · c6 černý jezdec · c4 bílý střelec · d4 černý pěšec · e4 černý jezdec · f3 bílý jezdec · a2 bílý pěšec · b2 bílý pěšec · c2 bílý pěšec · f2 bílý pěšec · g2 bílý pěšec · h2 bílý pěšec · a1 bílý věž · b1 bílý jezdec · c1 bílý střelec · d1 bílý dáma · f1 bílý věž · g1 bílý král | a8 černý věž · c8 černý střelec · d8 černý dáma · e8 černý král · f8 černý střelec · h8 černý věž · a7 černý pěšec · b7 černý pěšec · c7 černý pěšec · d7 černý pěšec · f7 černý pěšec · g7 černý pěšec · h7 černý pěšec · c6 černý jezdec · c4 bílý střelec · d4 černý pěšec · e4 černý jezdec · f3 bílý jezdec · a2 bílý pěšec · b2 bílý pěšec · c2 bílý pěšec · f2 bílý pěšec · g2 bílý pěšec · h2 bílý pěšec · a1 bílý věž · b1 bílý jezdec · c1 bílý střelec · d1 bílý dáma · f1 bílý věž · g1 bílý král | a8 černý věž · c8 černý střelec · d8 černý dáma · e8 černý král · f8 černý střelec · h8 černý věž · a7 černý pěšec · b7 černý pěšec · c7 černý pěšec · d7 černý pěšec · f7 černý pěšec · g7 černý pěšec · h7 černý pěšec · c6 černý jezdec · c4 bílý střelec · d4 černý pěšec · e4 černý jezdec · f3 bílý jezdec · a2 bílý pěšec · b2 bílý pěšec · c2 bílý pěšec · f2 bílý pěšec · g2 bílý pěšec · h2 bílý pěšec · a1 bílý věž · b1 bílý jezdec · c1 bílý střelec · d1 bílý dáma · f1 bílý věž · g1 bílý král | a8 černý věž · c8 černý střelec · d8 černý dáma · e8 černý král · f8 černý střelec · h8 černý věž · a7 černý pěšec · b7 černý pěšec · c7 černý pěšec · d7 černý pěšec · f7 černý pěšec · g7 černý pěšec · h7 černý pěšec · c6 černý jezdec · c4 bílý střelec · d4 černý pěšec · e4 černý jezdec · f3 bílý jezdec · a2 bílý pěšec · b2 bílý pěšec · c2 bílý pěšec · f2 bílý pěšec · g2 bílý pěšec · h2 bílý pěšec · a1 bílý věž · b1 bílý jezdec · c1 bílý střelec · d1 bílý dáma · f1 bílý věž · g1 bílý král | a8 černý věž · c8 černý střelec · d8 černý dáma · e8 černý král · f8 černý střelec · h8 černý věž · a7 černý pěšec · b7 černý pěšec · c7 černý pěšec · d7 černý pěšec · f7 černý pěšec · g7 černý pěšec · h7 černý pěšec · c6 černý jezdec · c4 bílý střelec · d4 černý pěšec · e4 černý jezdec · f3 bílý jezdec · a2 bílý pěšec · b2 bílý pěšec · c2 bílý pěšec · f2 bílý pěšec · g2 bílý pěšec · h2 bílý pěšec · a1 bílý věž · b1 bílý jezdec · c1 bílý střelec · d1 bílý dáma · f1 bílý věž · g1 bílý král | a8 černý věž · c8 černý střelec · d8 černý dáma · e8 černý král · f8 černý střelec · h8 černý věž · a7 černý pěšec · b7 černý pěšec · c7 černý pěšec · d7 černý pěšec · f7 černý pěšec · g7 černý pěšec · h7 černý pěšec · c6 černý jezdec · c4 bílý střelec · d4 černý pěšec · e4 černý jezdec · f3 bílý jezdec · a2 bílý pěšec · b2 bílý pěšec · c2 bílý pěšec · f2 bílý pěšec · g2 bílý pěšec · h2 bílý pěšec · a1 bílý věž · b1 bílý jezdec · c1 bílý střelec · d1 bílý dáma · f1 bílý věž · g1 bílý král | 3 |
| 2 | a8 černý věž · c8 černý střelec · d8 černý dáma · e8 černý král · f8 černý střelec · h8 černý věž · a7 černý pěšec · b7 černý pěšec · c7 černý pěšec · d7 černý pěšec · f7 černý pěšec · g7 černý pěšec · h7 černý pěšec · c6 černý jezdec · c4 bílý střelec · d4 černý pěšec · e4 černý jezdec · f3 bílý jezdec · a2 bílý pěšec · b2 bílý pěšec · c2 bílý pěšec · f2 bílý pěšec · g2 bílý pěšec · h2 bílý pěšec · a1 bílý věž · b1 bílý jezdec · c1 bílý střelec · d1 bílý dáma · f1 bílý věž · g1 bílý král | a8 černý věž · c8 černý střelec · d8 černý dáma · e8 černý král · f8 černý střelec · h8 černý věž · a7 černý pěšec · b7 černý pěšec · c7 černý pěšec · d7 černý pěšec · f7 černý pěšec · g7 černý pěšec · h7 černý pěšec · c6 černý jezdec · c4 bílý střelec · d4 černý pěšec · e4 černý jezdec · f3 bílý jezdec · a2 bílý pěšec · b2 bílý pěšec · c2 bílý pěšec · f2 bílý pěšec · g2 bílý pěšec · h2 bílý pěšec · a1 bílý věž · b1 bílý jezdec · c1 bílý střelec · d1 bílý dáma · f1 bílý věž · g1 bílý král | a8 černý věž · c8 černý střelec · d8 černý dáma · e8 černý král · f8 černý střelec · h8 černý věž · a7 černý pěšec · b7 černý pěšec · c7 černý pěšec · d7 černý pěšec · f7 černý pěšec · g7 černý pěšec · h7 černý pěšec · c6 černý jezdec · c4 bílý střelec · d4 černý pěšec · e4 černý jezdec · f3 bílý jezdec · a2 bílý pěšec · b2 bílý pěšec · c2 bílý pěšec · f2 bílý pěšec · g2 bílý pěšec · h2 bílý pěšec · a1 bílý věž · b1 bílý jezdec · c1 bílý střelec · d1 bílý dáma · f1 bílý věž · g1 bílý král | a8 černý věž · c8 černý střelec · d8 černý dáma · e8 černý král · f8 černý střelec · h8 černý věž · a7 černý pěšec · b7 černý pěšec · c7 černý pěšec · d7 černý pěšec · f7 černý pěšec · g7 černý pěšec · h7 černý pěšec · c6 černý jezdec · c4 bílý střelec · d4 černý pěšec · e4 černý jezdec · f3 bílý jezdec · a2 bílý pěšec · b2 bílý pěšec · c2 bílý pěšec · f2 bílý pěšec · g2 bílý pěšec · h2 bílý pěšec · a1 bílý věž · b1 bílý jezdec · c1 bílý střelec · d1 bílý dáma · f1 bílý věž · g1 bílý král | a8 černý věž · c8 černý střelec · d8 černý dáma · e8 černý král · f8 černý střelec · h8 černý věž · a7 černý pěšec · b7 černý pěšec · c7 černý pěšec · d7 černý pěšec · f7 černý pěšec · g7 černý pěšec · h7 černý pěšec · c6 černý jezdec · c4 bílý střelec · d4 černý pěšec · e4 černý jezdec · f3 bílý jezdec · a2 bílý pěšec · b2 bílý pěšec · c2 bílý pěšec · f2 bílý pěšec · g2 bílý pěšec · h2 bílý pěšec · a1 bílý věž · b1 bílý jezdec · c1 bílý střelec · d1 bílý dáma · f1 bílý věž · g1 bílý král | a8 černý věž · c8 černý střelec · d8 černý dáma · e8 černý král · f8 černý střelec · h8 černý věž · a7 černý pěšec · b7 černý pěšec · c7 černý pěšec · d7 černý pěšec · f7 černý pěšec · g7 černý pěšec · h7 černý pěšec · c6 černý jezdec · c4 bílý střelec · d4 černý pěšec · e4 černý jezdec · f3 bílý jezdec · a2 bílý pěšec · b2 bílý pěšec · c2 bílý pěšec · f2 bílý pěšec · g2 bílý pěšec · h2 bílý pěšec · a1 bílý věž · b1 bílý jezdec · c1 bílý střelec · d1 bílý dáma · f1 bílý věž · g1 bílý král | a8 černý věž · c8 černý střelec · d8 černý dáma · e8 černý král · f8 černý střelec · h8 černý věž · a7 černý pěšec · b7 černý pěšec · c7 černý pěšec · d7 černý pěšec · f7 černý pěšec · g7 černý pěšec · h7 černý pěšec · c6 černý jezdec · c4 bílý střelec · d4 černý pěšec · e4 černý jezdec · f3 bílý jezdec · a2 bílý pěšec · b2 bílý pěšec · c2 bílý pěšec · f2 bílý pěšec · g2 bílý pěšec · h2 bílý pěšec · a1 bílý věž · b1 bílý jezdec · c1 bílý střelec · d1 bílý dáma · f1 bílý věž · g1 bílý král | a8 černý věž · c8 černý střelec · d8 černý dáma · e8 černý král · f8 černý střelec · h8 černý věž · a7 černý pěšec · b7 černý pěšec · c7 černý pěšec · d7 černý pěšec · f7 černý pěšec · g7 černý pěšec · h7 černý pěšec · c6 černý jezdec · c4 bílý střelec · d4 černý pěšec · e4 černý jezdec · f3 bílý jezdec · a2 bílý pěšec · b2 bílý pěšec · c2 bílý pěšec · f2 bílý pěšec · g2 bílý pěšec · h2 bílý pěšec · a1 bílý věž · b1 bílý jezdec · c1 bílý střelec · d1 bílý dáma · f1 bílý věž · g1 bílý král | 2 |
| 1 | a8 černý věž · c8 černý střelec · d8 černý dáma · e8 černý král · f8 černý střelec · h8 černý věž · a7 černý pěšec · b7 černý pěšec · c7 černý pěšec · d7 černý pěšec · f7 černý pěšec · g7 černý pěšec · h7 černý pěšec · c6 černý jezdec · c4 bílý střelec · d4 černý pěšec · e4 černý jezdec · f3 bílý jezdec · a2 bílý pěšec · b2 bílý pěšec · c2 bílý pěšec · f2 bílý pěšec · g2 bílý pěšec · h2 bílý pěšec · a1 bílý věž · b1 bílý jezdec · c1 bílý střelec · d1 bílý dáma · f1 bílý věž · g1 bílý král | a8 černý věž · c8 černý střelec · d8 černý dáma · e8 černý král · f8 černý střelec · h8 černý věž · a7 černý pěšec · b7 černý pěšec · c7 černý pěšec · d7 černý pěšec · f7 černý pěšec · g7 černý pěšec · h7 černý pěšec · c6 černý jezdec · c4 bílý střelec · d4 černý pěšec · e4 černý jezdec · f3 bílý jezdec · a2 bílý pěšec · b2 bílý pěšec · c2 bílý pěšec · f2 bílý pěšec · g2 bílý pěšec · h2 bílý pěšec · a1 bílý věž · b1 bílý jezdec · c1 bílý střelec · d1 bílý dáma · f1 bílý věž · g1 bílý král | a8 černý věž · c8 černý střelec · d8 černý dáma · e8 černý král · f8 černý střelec · h8 černý věž · a7 černý pěšec · b7 černý pěšec · c7 černý pěšec · d7 černý pěšec · f7 černý pěšec · g7 černý pěšec · h7 černý pěšec · c6 černý jezdec · c4 bílý střelec · d4 černý pěšec · e4 černý jezdec · f3 bílý jezdec · a2 bílý pěšec · b2 bílý pěšec · c2 bílý pěšec · f2 bílý pěšec · g2 bílý pěšec · h2 bílý pěšec · a1 bílý věž · b1 bílý jezdec · c1 bílý střelec · d1 bílý dáma · f1 bílý věž · g1 bílý král | a8 černý věž · c8 černý střelec · d8 černý dáma · e8 černý král · f8 černý střelec · h8 černý věž · a7 černý pěšec · b7 černý pěšec · c7 černý pěšec · d7 černý pěšec · f7 černý pěšec · g7 černý pěšec · h7 černý pěšec · c6 černý jezdec · c4 bílý střelec · d4 černý pěšec · e4 černý jezdec · f3 bílý jezdec · a2 bílý pěšec · b2 bílý pěšec · c2 bílý pěšec · f2 bílý pěšec · g2 bílý pěšec · h2 bílý pěšec · a1 bílý věž · b1 bílý jezdec · c1 bílý střelec · d1 bílý dáma · f1 bílý věž · g1 bílý král | a8 černý věž · c8 černý střelec · d8 černý dáma · e8 černý král · f8 černý střelec · h8 černý věž · a7 černý pěšec · b7 černý pěšec · c7 černý pěšec · d7 černý pěšec · f7 černý pěšec · g7 černý pěšec · h7 černý pěšec · c6 černý jezdec · c4 bílý střelec · d4 černý pěšec · e4 černý jezdec · f3 bílý jezdec · a2 bílý pěšec · b2 bílý pěšec · c2 bílý pěšec · f2 bílý pěšec · g2 bílý pěšec · h2 bílý pěšec · a1 bílý věž · b1 bílý jezdec · c1 bílý střelec · d1 bílý dáma · f1 bílý věž · g1 bílý král | a8 černý věž · c8 černý střelec · d8 černý dáma · e8 černý král · f8 černý střelec · h8 černý věž · a7 černý pěšec · b7 černý pěšec · c7 černý pěšec · d7 černý pěšec · f7 černý pěšec · g7 černý pěšec · h7 černý pěšec · c6 černý jezdec · c4 bílý střelec · d4 černý pěšec · e4 černý jezdec · f3 bílý jezdec · a2 bílý pěšec · b2 bílý pěšec · c2 bílý pěšec · f2 bílý pěšec · g2 bílý pěšec · h2 bílý pěšec · a1 bílý věž · b1 bílý jezdec · c1 bílý střelec · d1 bílý dáma · f1 bílý věž · g1 bílý král | a8 černý věž · c8 černý střelec · d8 černý dáma · e8 černý král · f8 černý střelec · h8 černý věž · a7 černý pěšec · b7 černý pěšec · c7 černý pěšec · d7 černý pěšec · f7 černý pěšec · g7 černý pěšec · h7 černý pěšec · c6 černý jezdec · c4 bílý střelec · d4 černý pěšec · e4 černý jezdec · f3 bílý jezdec · a2 bílý pěšec · b2 bílý pěšec · c2 bílý pěšec · f2 bílý pěšec · g2 bílý pěšec · h2 bílý pěšec · a1 bílý věž · b1 bílý jezdec · c1 bílý střelec · d1 bílý dáma · f1 bílý věž · g1 bílý král | a8 černý věž · c8 černý střelec · d8 černý dáma · e8 černý král · f8 černý střelec · h8 černý věž · a7 černý pěšec · b7 černý pěšec · c7 černý pěšec · d7 černý pěšec · f7 černý pěšec · g7 černý pěšec · h7 černý pěšec · c6 černý jezdec · c4 bílý střelec · d4 černý pěšec · e4 černý jezdec · f3 bílý jezdec · a2 bílý pěšec · b2 bílý pěšec · c2 bílý pěšec · f2 bílý pěšec · g2 bílý pěšec · h2 bílý pěšec · a1 bílý věž · b1 bílý jezdec · c1 bílý střelec · d1 bílý dáma · f1 bílý věž · g1 bílý král | 1 |
|   | a | b | c | d | e | f | g | h |   |

### 4.0-0
Jinou možností bílého je další gambitový postup, začínající tahem 4.O-O, na což se černému většinou doporučuje pokračovat buď 4..Sc5 (čímž přechází do Italské hry, při tom ale musí počítat s jedovatým gambitem 5.d4), nebo ještě lépe 4..Jxe4!, na což bílý, chce-li bojovat o převahu ze zahájení, většinou volí opět oběť pěšce, tentokráte tahem 5.Jc3, čímž vzniká takzvaný Boden-Kieseritzkyho gambit. I když černý i zde při správné hře obvykle nakonec vyrovná své šance, do praktických, zejména bleskových partií je to poměrně nepříjemný postup.

### 4.Jc3
Podobný postup jako malá rošáda je i tah 4.Jc3. Na tento přirozený vývin figury má černý k dispozici elementární taktický trik 4..Jxe4! s ideou po 5.Jxe4 odpovědět 5..d5, pomocí vidličky získat figuru zpět a po dalším 6.Sd3 dxe4 7.Sxe4 Sd6 mít bezproblémovou hru, protože pokud by bílý, ve snaze znehodnotit černému pěšce, někdy sebral střelcem na poli c6, měl by za to černý královskou náhradu v podobě velice silné dvojice střelců. Pokud by bílý ve snaze zabránit tomuto obratu po 4..Jxe4 odpověděl 5.Sxf7+? získá již černý jasnou převahu po 5..Kxf7 6.Jxe4 d5, kdy jeho silný pěšcový střed má trvalý charakter, zatímco problémy černého krále jsou pouze dočasné. Bílý se tak může snažit způsobit černému nějaké problémy opět pouze přechodem do Boden-Kieseritzkyho gambitu tahem 5.0-0

### 4.d3
Kromě těchto dosti ostrých postupů, může bílý také zvolit klidnější hru, nejčastěji tahem 4.d3 (Moderní střelcova hra), na což černý většinou reaguje buď tahem 4..Se7, případně 4..g6 s ideou fianchetování střelce na g7, a nebo přejde do Italské hry a zvolí 4..Sc5, v obou případech s jen poměrně malými šancemi bílého na zisk převahy ze zahájení.
|   | a | b | c | d | e | f | g | h |   |
| 8 | a8 černý věž · c8 černý střelec · d8 černý dáma · e8 černý král · f8 černý střelec · h8 černý věž · a7 černý pěšec · b7 černý pěšec · c7 černý pěšec · d7 černý pěšec · f7 černý pěšec · g7 černý pěšec · h7 černý pěšec · c6 černý jezdec · f6 černý jezdec · e5 černý pěšec · c4 bílý střelec · e4 bílý pěšec · d3 bílý pěšec · f3 bílý jezdec · a2 bílý pěšec · b2 bílý pěšec · c2 bílý pěšec · f2 bílý pěšec · g2 bílý pěšec · h2 bílý pěšec · a1 bílý věž · b1 bílý jezdec · c1 bílý střelec · d1 bílý dáma · e1 bílý král · h1 bílý věž | a8 černý věž · c8 černý střelec · d8 černý dáma · e8 černý král · f8 černý střelec · h8 černý věž · a7 černý pěšec · b7 černý pěšec · c7 černý pěšec · d7 černý pěšec · f7 černý pěšec · g7 černý pěšec · h7 černý pěšec · c6 černý jezdec · f6 černý jezdec · e5 černý pěšec · c4 bílý střelec · e4 bílý pěšec · d3 bílý pěšec · f3 bílý jezdec · a2 bílý pěšec · b2 bílý pěšec · c2 bílý pěšec · f2 bílý pěšec · g2 bílý pěšec · h2 bílý pěšec · a1 bílý věž · b1 bílý jezdec · c1 bílý střelec · d1 bílý dáma · e1 bílý král · h1 bílý věž | a8 černý věž · c8 černý střelec · d8 černý dáma · e8 černý král · f8 černý střelec · h8 černý věž · a7 černý pěšec · b7 černý pěšec · c7 černý pěšec · d7 černý pěšec · f7 černý pěšec · g7 černý pěšec · h7 černý pěšec · c6 černý jezdec · f6 černý jezdec · e5 černý pěšec · c4 bílý střelec · e4 bílý pěšec · d3 bílý pěšec · f3 bílý jezdec · a2 bílý pěšec · b2 bílý pěšec · c2 bílý pěšec · f2 bílý pěšec · g2 bílý pěšec · h2 bílý pěšec · a1 bílý věž · b1 bílý jezdec · c1 bílý střelec · d1 bílý dáma · e1 bílý král · h1 bílý věž | a8 černý věž · c8 černý střelec · d8 černý dáma · e8 černý král · f8 černý střelec · h8 černý věž · a7 černý pěšec · b7 černý pěšec · c7 černý pěšec · d7 černý pěšec · f7 černý pěšec · g7 černý pěšec · h7 černý pěšec · c6 černý jezdec · f6 černý jezdec · e5 černý pěšec · c4 bílý střelec · e4 bílý pěšec · d3 bílý pěšec · f3 bílý jezdec · a2 bílý pěšec · b2 bílý pěšec · c2 bílý pěšec · f2 bílý pěšec · g2 bílý pěšec · h2 bílý pěšec · a1 bílý věž · b1 bílý jezdec · c1 bílý střelec · d1 bílý dáma · e1 bílý král · h1 bílý věž | a8 černý věž · c8 černý střelec · d8 černý dáma · e8 černý král · f8 černý střelec · h8 černý věž · a7 černý pěšec · b7 černý pěšec · c7 černý pěšec · d7 černý pěšec · f7 černý pěšec · g7 černý pěšec · h7 černý pěšec · c6 černý jezdec · f6 černý jezdec · e5 černý pěšec · c4 bílý střelec · e4 bílý pěšec · d3 bílý pěšec · f3 bílý jezdec · a2 bílý pěšec · b2 bílý pěšec · c2 bílý pěšec · f2 bílý pěšec · g2 bílý pěšec · h2 bílý pěšec · a1 bílý věž · b1 bílý jezdec · c1 bílý střelec · d1 bílý dáma · e1 bílý král · h1 bílý věž | a8 černý věž · c8 černý střelec · d8 černý dáma · e8 černý král · f8 černý střelec · h8 černý věž · a7 černý pěšec · b7 černý pěšec · c7 černý pěšec · d7 černý pěšec · f7 černý pěšec · g7 černý pěšec · h7 černý pěšec · c6 černý jezdec · f6 černý jezdec · e5 černý pěšec · c4 bílý střelec · e4 bílý pěšec · d3 bílý pěšec · f3 bílý jezdec · a2 bílý pěšec · b2 bílý pěšec · c2 bílý pěšec · f2 bílý pěšec · g2 bílý pěšec · h2 bílý pěšec · a1 bílý věž · b1 bílý jezdec · c1 bílý střelec · d1 bílý dáma · e1 bílý král · h1 bílý věž | a8 černý věž · c8 černý střelec · d8 černý dáma · e8 černý král · f8 černý střelec · h8 černý věž · a7 černý pěšec · b7 černý pěšec · c7 černý pěšec · d7 černý pěšec · f7 černý pěšec · g7 černý pěšec · h7 černý pěšec · c6 černý jezdec · f6 černý jezdec · e5 černý pěšec · c4 bílý střelec · e4 bílý pěšec · d3 bílý pěšec · f3 bílý jezdec · a2 bílý pěšec · b2 bílý pěšec · c2 bílý pěšec · f2 bílý pěšec · g2 bílý pěšec · h2 bílý pěšec · a1 bílý věž · b1 bílý jezdec · c1 bílý střelec · d1 bílý dáma · e1 bílý král · h1 bílý věž | a8 černý věž · c8 černý střelec · d8 černý dáma · e8 černý král · f8 černý střelec · h8 černý věž · a7 černý pěšec · b7 černý pěšec · c7 černý pěšec · d7 černý pěšec · f7 černý pěšec · g7 černý pěšec · h7 černý pěšec · c6 černý jezdec · f6 černý jezdec · e5 černý pěšec · c4 bílý střelec · e4 bílý pěšec · d3 bílý pěšec · f3 bílý jezdec · a2 bílý pěšec · b2 bílý pěšec · c2 bílý pěšec · f2 bílý pěšec · g2 bílý pěšec · h2 bílý pěšec · a1 bílý věž · b1 bílý jezdec · c1 bílý střelec · d1 bílý dáma · e1 bílý král · h1 bílý věž | 8 |
| 7 | a8 černý věž · c8 černý střelec · d8 černý dáma · e8 černý král · f8 černý střelec · h8 černý věž · a7 černý pěšec · b7 černý pěšec · c7 černý pěšec · d7 černý pěšec · f7 černý pěšec · g7 černý pěšec · h7 černý pěšec · c6 černý jezdec · f6 černý jezdec · e5 černý pěšec · c4 bílý střelec · e4 bílý pěšec · d3 bílý pěšec · f3 bílý jezdec · a2 bílý pěšec · b2 bílý pěšec · c2 bílý pěšec · f2 bílý pěšec · g2 bílý pěšec · h2 bílý pěšec · a1 bílý věž · b1 bílý jezdec · c1 bílý střelec · d1 bílý dáma · e1 bílý král · h1 bílý věž | a8 černý věž · c8 černý střelec · d8 černý dáma · e8 černý král · f8 černý střelec · h8 černý věž · a7 černý pěšec · b7 černý pěšec · c7 černý pěšec · d7 černý pěšec · f7 černý pěšec · g7 černý pěšec · h7 černý pěšec · c6 černý jezdec · f6 černý jezdec · e5 černý pěšec · c4 bílý střelec · e4 bílý pěšec · d3 bílý pěšec · f3 bílý jezdec · a2 bílý pěšec · b2 bílý pěšec · c2 bílý pěšec · f2 bílý pěšec · g2 bílý pěšec · h2 bílý pěšec · a1 bílý věž · b1 bílý jezdec · c1 bílý střelec · d1 bílý dáma · e1 bílý král · h1 bílý věž | a8 černý věž · c8 černý střelec · d8 černý dáma · e8 černý král · f8 černý střelec · h8 černý věž · a7 černý pěšec · b7 černý pěšec · c7 černý pěšec · d7 černý pěšec · f7 černý pěšec · g7 černý pěšec · h7 černý pěšec · c6 černý jezdec · f6 černý jezdec · e5 černý pěšec · c4 bílý střelec · e4 bílý pěšec · d3 bílý pěšec · f3 bílý jezdec · a2 bílý pěšec · b2 bílý pěšec · c2 bílý pěšec · f2 bílý pěšec · g2 bílý pěšec · h2 bílý pěšec · a1 bílý věž · b1 bílý jezdec · c1 bílý střelec · d1 bílý dáma · e1 bílý král · h1 bílý věž | a8 černý věž · c8 černý střelec · d8 černý dáma · e8 černý král · f8 černý střelec · h8 černý věž · a7 černý pěšec · b7 černý pěšec · c7 černý pěšec · d7 černý pěšec · f7 černý pěšec · g7 černý pěšec · h7 černý pěšec · c6 černý jezdec · f6 černý jezdec · e5 černý pěšec · c4 bílý střelec · e4 bílý pěšec · d3 bílý pěšec · f3 bílý jezdec · a2 bílý pěšec · b2 bílý pěšec · c2 bílý pěšec · f2 bílý pěšec · g2 bílý pěšec · h2 bílý pěšec · a1 bílý věž · b1 bílý jezdec · c1 bílý střelec · d1 bílý dáma · e1 bílý král · h1 bílý věž | a8 černý věž · c8 černý střelec · d8 černý dáma · e8 černý král · f8 černý střelec · h8 černý věž · a7 černý pěšec · b7 černý pěšec · c7 černý pěšec · d7 černý pěšec · f7 černý pěšec · g7 černý pěšec · h7 černý pěšec · c6 černý jezdec · f6 černý jezdec · e5 černý pěšec · c4 bílý střelec · e4 bílý pěšec · d3 bílý pěšec · f3 bílý jezdec · a2 bílý pěšec · b2 bílý pěšec · c2 bílý pěšec · f2 bílý pěšec · g2 bílý pěšec · h2 bílý pěšec · a1 bílý věž · b1 bílý jezdec · c1 bílý střelec · d1 bílý dáma · e1 bílý král · h1 bílý věž | a8 černý věž · c8 černý střelec · d8 černý dáma · e8 černý král · f8 černý střelec · h8 černý věž · a7 černý pěšec · b7 černý pěšec · c7 černý pěšec · d7 černý pěšec · f7 černý pěšec · g7 černý pěšec · h7 černý pěšec · c6 černý jezdec · f6 černý jezdec · e5 černý pěšec · c4 bílý střelec · e4 bílý pěšec · d3 bílý pěšec · f3 bílý jezdec · a2 bílý pěšec · b2 bílý pěšec · c2 bílý pěšec · f2 bílý pěšec · g2 bílý pěšec · h2 bílý pěšec · a1 bílý věž · b1 bílý jezdec · c1 bílý střelec · d1 bílý dáma · e1 bílý král · h1 bílý věž | a8 černý věž · c8 černý střelec · d8 černý dáma · e8 černý král · f8 černý střelec · h8 černý věž · a7 černý pěšec · b7 černý pěšec · c7 černý pěšec · d7 černý pěšec · f7 černý pěšec · g7 černý pěšec · h7 černý pěšec · c6 černý jezdec · f6 černý jezdec · e5 černý pěšec · c4 bílý střelec · e4 bílý pěšec · d3 bílý pěšec · f3 bílý jezdec · a2 bílý pěšec · b2 bílý pěšec · c2 bílý pěšec · f2 bílý pěšec · g2 bílý pěšec · h2 bílý pěšec · a1 bílý věž · b1 bílý jezdec · c1 bílý střelec · d1 bílý dáma · e1 bílý král · h1 bílý věž | a8 černý věž · c8 černý střelec · d8 černý dáma · e8 černý král · f8 černý střelec · h8 černý věž · a7 černý pěšec · b7 černý pěšec · c7 černý pěšec · d7 černý pěšec · f7 černý pěšec · g7 černý pěšec · h7 černý pěšec · c6 černý jezdec · f6 černý jezdec · e5 černý pěšec · c4 bílý střelec · e4 bílý pěšec · d3 bílý pěšec · f3 bílý jezdec · a2 bílý pěšec · b2 bílý pěšec · c2 bílý pěšec · f2 bílý pěšec · g2 bílý pěšec · h2 bílý pěšec · a1 bílý věž · b1 bílý jezdec · c1 bílý střelec · d1 bílý dáma · e1 bílý král · h1 bílý věž | 7 |
| 6 | a8 černý věž · c8 černý střelec · d8 černý dáma · e8 černý král · f8 černý střelec · h8 černý věž · a7 černý pěšec · b7 černý pěšec · c7 černý pěšec · d7 černý pěšec · f7 černý pěšec · g7 černý pěšec · h7 černý pěšec · c6 černý jezdec · f6 černý jezdec · e5 černý pěšec · c4 bílý střelec · e4 bílý pěšec · d3 bílý pěšec · f3 bílý jezdec · a2 bílý pěšec · b2 bílý pěšec · c2 bílý pěšec · f2 bílý pěšec · g2 bílý pěšec · h2 bílý pěšec · a1 bílý věž · b1 bílý jezdec · c1 bílý střelec · d1 bílý dáma · e1 bílý král · h1 bílý věž | a8 černý věž · c8 černý střelec · d8 černý dáma · e8 černý král · f8 černý střelec · h8 černý věž · a7 černý pěšec · b7 černý pěšec · c7 černý pěšec · d7 černý pěšec · f7 černý pěšec · g7 černý pěšec · h7 černý pěšec · c6 černý jezdec · f6 černý jezdec · e5 černý pěšec · c4 bílý střelec · e4 bílý pěšec · d3 bílý pěšec · f3 bílý jezdec · a2 bílý pěšec · b2 bílý pěšec · c2 bílý pěšec · f2 bílý pěšec · g2 bílý pěšec · h2 bílý pěšec · a1 bílý věž · b1 bílý jezdec · c1 bílý střelec · d1 bílý dáma · e1 bílý král · h1 bílý věž | a8 černý věž · c8 černý střelec · d8 černý dáma · e8 černý král · f8 černý střelec · h8 černý věž · a7 černý pěšec · b7 černý pěšec · c7 černý pěšec · d7 černý pěšec · f7 černý pěšec · g7 černý pěšec · h7 černý pěšec · c6 černý jezdec · f6 černý jezdec · e5 černý pěšec · c4 bílý střelec · e4 bílý pěšec · d3 bílý pěšec · f3 bílý jezdec · a2 bílý pěšec · b2 bílý pěšec · c2 bílý pěšec · f2 bílý pěšec · g2 bílý pěšec · h2 bílý pěšec · a1 bílý věž · b1 bílý jezdec · c1 bílý střelec · d1 bílý dáma · e1 bílý král · h1 bílý věž | a8 černý věž · c8 černý střelec · d8 černý dáma · e8 černý král · f8 černý střelec · h8 černý věž · a7 černý pěšec · b7 černý pěšec · c7 černý pěšec · d7 černý pěšec · f7 černý pěšec · g7 černý pěšec · h7 černý pěšec · c6 černý jezdec · f6 černý jezdec · e5 černý pěšec · c4 bílý střelec · e4 bílý pěšec · d3 bílý pěšec · f3 bílý jezdec · a2 bílý pěšec · b2 bílý pěšec · c2 bílý pěšec · f2 bílý pěšec · g2 bílý pěšec · h2 bílý pěšec · a1 bílý věž · b1 bílý jezdec · c1 bílý střelec · d1 bílý dáma · e1 bílý král · h1 bílý věž | a8 černý věž · c8 černý střelec · d8 černý dáma · e8 černý král · f8 černý střelec · h8 černý věž · a7 černý pěšec · b7 černý pěšec · c7 černý pěšec · d7 černý pěšec · f7 černý pěšec · g7 černý pěšec · h7 černý pěšec · c6 černý jezdec · f6 černý jezdec · e5 černý pěšec · c4 bílý střelec · e4 bílý pěšec · d3 bílý pěšec · f3 bílý jezdec · a2 bílý pěšec · b2 bílý pěšec · c2 bílý pěšec · f2 bílý pěšec · g2 bílý pěšec · h2 bílý pěšec · a1 bílý věž · b1 bílý jezdec · c1 bílý střelec · d1 bílý dáma · e1 bílý král · h1 bílý věž | a8 černý věž · c8 černý střelec · d8 černý dáma · e8 černý král · f8 černý střelec · h8 černý věž · a7 černý pěšec · b7 černý pěšec · c7 černý pěšec · d7 černý pěšec · f7 černý pěšec · g7 černý pěšec · h7 černý pěšec · c6 černý jezdec · f6 černý jezdec · e5 černý pěšec · c4 bílý střelec · e4 bílý pěšec · d3 bílý pěšec · f3 bílý jezdec · a2 bílý pěšec · b2 bílý pěšec · c2 bílý pěšec · f2 bílý pěšec · g2 bílý pěšec · h2 bílý pěšec · a1 bílý věž · b1 bílý jezdec · c1 bílý střelec · d1 bílý dáma · e1 bílý král · h1 bílý věž | a8 černý věž · c8 černý střelec · d8 černý dáma · e8 černý král · f8 černý střelec · h8 černý věž · a7 černý pěšec · b7 černý pěšec · c7 černý pěšec · d7 černý pěšec · f7 černý pěšec · g7 černý pěšec · h7 černý pěšec · c6 černý jezdec · f6 černý jezdec · e5 černý pěšec · c4 bílý střelec · e4 bílý pěšec · d3 bílý pěšec · f3 bílý jezdec · a2 bílý pěšec · b2 bílý pěšec · c2 bílý pěšec · f2 bílý pěšec · g2 bílý pěšec · h2 bílý pěšec · a1 bílý věž · b1 bílý jezdec · c1 bílý střelec · d1 bílý dáma · e1 bílý král · h1 bílý věž | a8 černý věž · c8 černý střelec · d8 černý dáma · e8 černý král · f8 černý střelec · h8 černý věž · a7 černý pěšec · b7 černý pěšec · c7 černý pěšec · d7 černý pěšec · f7 černý pěšec · g7 černý pěšec · h7 černý pěšec · c6 černý jezdec · f6 černý jezdec · e5 černý pěšec · c4 bílý střelec · e4 bílý pěšec · d3 bílý pěšec · f3 bílý jezdec · a2 bílý pěšec · b2 bílý pěšec · c2 bílý pěšec · f2 bílý pěšec · g2 bílý pěšec · h2 bílý pěšec · a1 bílý věž · b1 bílý jezdec · c1 bílý střelec · d1 bílý dáma · e1 bílý král · h1 bílý věž | 6 |
| 5 | a8 černý věž · c8 černý střelec · d8 černý dáma · e8 černý král · f8 černý střelec · h8 černý věž · a7 černý pěšec · b7 černý pěšec · c7 černý pěšec · d7 černý pěšec · f7 černý pěšec · g7 černý pěšec · h7 černý pěšec · c6 černý jezdec · f6 černý jezdec · e5 černý pěšec · c4 bílý střelec · e4 bílý pěšec · d3 bílý pěšec · f3 bílý jezdec · a2 bílý pěšec · b2 bílý pěšec · c2 bílý pěšec · f2 bílý pěšec · g2 bílý pěšec · h2 bílý pěšec · a1 bílý věž · b1 bílý jezdec · c1 bílý střelec · d1 bílý dáma · e1 bílý král · h1 bílý věž | a8 černý věž · c8 černý střelec · d8 černý dáma · e8 černý král · f8 černý střelec · h8 černý věž · a7 černý pěšec · b7 černý pěšec · c7 černý pěšec · d7 černý pěšec · f7 černý pěšec · g7 černý pěšec · h7 černý pěšec · c6 černý jezdec · f6 černý jezdec · e5 černý pěšec · c4 bílý střelec · e4 bílý pěšec · d3 bílý pěšec · f3 bílý jezdec · a2 bílý pěšec · b2 bílý pěšec · c2 bílý pěšec · f2 bílý pěšec · g2 bílý pěšec · h2 bílý pěšec · a1 bílý věž · b1 bílý jezdec · c1 bílý střelec · d1 bílý dáma · e1 bílý král · h1 bílý věž | a8 černý věž · c8 černý střelec · d8 černý dáma · e8 černý král · f8 černý střelec · h8 černý věž · a7 černý pěšec · b7 černý pěšec · c7 černý pěšec · d7 černý pěšec · f7 černý pěšec · g7 černý pěšec · h7 černý pěšec · c6 černý jezdec · f6 černý jezdec · e5 černý pěšec · c4 bílý střelec · e4 bílý pěšec · d3 bílý pěšec · f3 bílý jezdec · a2 bílý pěšec · b2 bílý pěšec · c2 bílý pěšec · f2 bílý pěšec · g2 bílý pěšec · h2 bílý pěšec · a1 bílý věž · b1 bílý jezdec · c1 bílý střelec · d1 bílý dáma · e1 bílý král · h1 bílý věž | a8 černý věž · c8 černý střelec · d8 černý dáma · e8 černý král · f8 černý střelec · h8 černý věž · a7 černý pěšec · b7 černý pěšec · c7 černý pěšec · d7 černý pěšec · f7 černý pěšec · g7 černý pěšec · h7 černý pěšec · c6 černý jezdec · f6 černý jezdec · e5 černý pěšec · c4 bílý střelec · e4 bílý pěšec · d3 bílý pěšec · f3 bílý jezdec · a2 bílý pěšec · b2 bílý pěšec · c2 bílý pěšec · f2 bílý pěšec · g2 bílý pěšec · h2 bílý pěšec · a1 bílý věž · b1 bílý jezdec · c1 bílý střelec · d1 bílý dáma · e1 bílý král · h1 bílý věž | a8 černý věž · c8 černý střelec · d8 černý dáma · e8 černý král · f8 černý střelec · h8 černý věž · a7 černý pěšec · b7 černý pěšec · c7 černý pěšec · d7 černý pěšec · f7 černý pěšec · g7 černý pěšec · h7 černý pěšec · c6 černý jezdec · f6 černý jezdec · e5 černý pěšec · c4 bílý střelec · e4 bílý pěšec · d3 bílý pěšec · f3 bílý jezdec · a2 bílý pěšec · b2 bílý pěšec · c2 bílý pěšec · f2 bílý pěšec · g2 bílý pěšec · h2 bílý pěšec · a1 bílý věž · b1 bílý jezdec · c1 bílý střelec · d1 bílý dáma · e1 bílý král · h1 bílý věž | a8 černý věž · c8 černý střelec · d8 černý dáma · e8 černý král · f8 černý střelec · h8 černý věž · a7 černý pěšec · b7 černý pěšec · c7 černý pěšec · d7 černý pěšec · f7 černý pěšec · g7 černý pěšec · h7 černý pěšec · c6 černý jezdec · f6 černý jezdec · e5 černý pěšec · c4 bílý střelec · e4 bílý pěšec · d3 bílý pěšec · f3 bílý jezdec · a2 bílý pěšec · b2 bílý pěšec · c2 bílý pěšec · f2 bílý pěšec · g2 bílý pěšec · h2 bílý pěšec · a1 bílý věž · b1 bílý jezdec · c1 bílý střelec · d1 bílý dáma · e1 bílý král · h1 bílý věž | a8 černý věž · c8 černý střelec · d8 černý dáma · e8 černý král · f8 černý střelec · h8 černý věž · a7 černý pěšec · b7 černý pěšec · c7 černý pěšec · d7 černý pěšec · f7 černý pěšec · g7 černý pěšec · h7 černý pěšec · c6 černý jezdec · f6 černý jezdec · e5 černý pěšec · c4 bílý střelec · e4 bílý pěšec · d3 bílý pěšec · f3 bílý jezdec · a2 bílý pěšec · b2 bílý pěšec · c2 bílý pěšec · f2 bílý pěšec · g2 bílý pěšec · h2 bílý pěšec · a1 bílý věž · b1 bílý jezdec · c1 bílý střelec · d1 bílý dáma · e1 bílý král · h1 bílý věž | a8 černý věž · c8 černý střelec · d8 černý dáma · e8 černý král · f8 černý střelec · h8 černý věž · a7 černý pěšec · b7 černý pěšec · c7 černý pěšec · d7 černý pěšec · f7 černý pěšec · g7 černý pěšec · h7 černý pěšec · c6 černý jezdec · f6 černý jezdec · e5 černý pěšec · c4 bílý střelec · e4 bílý pěšec · d3 bílý pěšec · f3 bílý jezdec · a2 bílý pěšec · b2 bílý pěšec · c2 bílý pěšec · f2 bílý pěšec · g2 bílý pěšec · h2 bílý pěšec · a1 bílý věž · b1 bílý jezdec · c1 bílý střelec · d1 bílý dáma · e1 bílý král · h1 bílý věž | 5 |
| 4 | a8 černý věž · c8 černý střelec · d8 černý dáma · e8 černý král · f8 černý střelec · h8 černý věž · a7 černý pěšec · b7 černý pěšec · c7 černý pěšec · d7 černý pěšec · f7 černý pěšec · g7 černý pěšec · h7 černý pěšec · c6 černý jezdec · f6 černý jezdec · e5 černý pěšec · c4 bílý střelec · e4 bílý pěšec · d3 bílý pěšec · f3 bílý jezdec · a2 bílý pěšec · b2 bílý pěšec · c2 bílý pěšec · f2 bílý pěšec · g2 bílý pěšec · h2 bílý pěšec · a1 bílý věž · b1 bílý jezdec · c1 bílý střelec · d1 bílý dáma · e1 bílý král · h1 bílý věž | a8 černý věž · c8 černý střelec · d8 černý dáma · e8 černý král · f8 černý střelec · h8 černý věž · a7 černý pěšec · b7 černý pěšec · c7 černý pěšec · d7 černý pěšec · f7 černý pěšec · g7 černý pěšec · h7 černý pěšec · c6 černý jezdec · f6 černý jezdec · e5 černý pěšec · c4 bílý střelec · e4 bílý pěšec · d3 bílý pěšec · f3 bílý jezdec · a2 bílý pěšec · b2 bílý pěšec · c2 bílý pěšec · f2 bílý pěšec · g2 bílý pěšec · h2 bílý pěšec · a1 bílý věž · b1 bílý jezdec · c1 bílý střelec · d1 bílý dáma · e1 bílý král · h1 bílý věž | a8 černý věž · c8 černý střelec · d8 černý dáma · e8 černý král · f8 černý střelec · h8 černý věž · a7 černý pěšec · b7 černý pěšec · c7 černý pěšec · d7 černý pěšec · f7 černý pěšec · g7 černý pěšec · h7 černý pěšec · c6 černý jezdec · f6 černý jezdec · e5 černý pěšec · c4 bílý střelec · e4 bílý pěšec · d3 bílý pěšec · f3 bílý jezdec · a2 bílý pěšec · b2 bílý pěšec · c2 bílý pěšec · f2 bílý pěšec · g2 bílý pěšec · h2 bílý pěšec · a1 bílý věž · b1 bílý jezdec · c1 bílý střelec · d1 bílý dáma · e1 bílý král · h1 bílý věž | a8 černý věž · c8 černý střelec · d8 černý dáma · e8 černý král · f8 černý střelec · h8 černý věž · a7 černý pěšec · b7 černý pěšec · c7 černý pěšec · d7 černý pěšec · f7 černý pěšec · g7 černý pěšec · h7 černý pěšec · c6 černý jezdec · f6 černý jezdec · e5 černý pěšec · c4 bílý střelec · e4 bílý pěšec · d3 bílý pěšec · f3 bílý jezdec · a2 bílý pěšec · b2 bílý pěšec · c2 bílý pěšec · f2 bílý pěšec · g2 bílý pěšec · h2 bílý pěšec · a1 bílý věž · b1 bílý jezdec · c1 bílý střelec · d1 bílý dáma · e1 bílý král · h1 bílý věž | a8 černý věž · c8 černý střelec · d8 černý dáma · e8 černý král · f8 černý střelec · h8 černý věž · a7 černý pěšec · b7 černý pěšec · c7 černý pěšec · d7 černý pěšec · f7 černý pěšec · g7 černý pěšec · h7 černý pěšec · c6 černý jezdec · f6 černý jezdec · e5 černý pěšec · c4 bílý střelec · e4 bílý pěšec · d3 bílý pěšec · f3 bílý jezdec · a2 bílý pěšec · b2 bílý pěšec · c2 bílý pěšec · f2 bílý pěšec · g2 bílý pěšec · h2 bílý pěšec · a1 bílý věž · b1 bílý jezdec · c1 bílý střelec · d1 bílý dáma · e1 bílý král · h1 bílý věž | a8 černý věž · c8 černý střelec · d8 černý dáma · e8 černý král · f8 černý střelec · h8 černý věž · a7 černý pěšec · b7 černý pěšec · c7 černý pěšec · d7 černý pěšec · f7 černý pěšec · g7 černý pěšec · h7 černý pěšec · c6 černý jezdec · f6 černý jezdec · e5 černý pěšec · c4 bílý střelec · e4 bílý pěšec · d3 bílý pěšec · f3 bílý jezdec · a2 bílý pěšec · b2 bílý pěšec · c2 bílý pěšec · f2 bílý pěšec · g2 bílý pěšec · h2 bílý pěšec · a1 bílý věž · b1 bílý jezdec · c1 bílý střelec · d1 bílý dáma · e1 bílý král · h1 bílý věž | a8 černý věž · c8 černý střelec · d8 černý dáma · e8 černý král · f8 černý střelec · h8 černý věž · a7 černý pěšec · b7 černý pěšec · c7 černý pěšec · d7 černý pěšec · f7 černý pěšec · g7 černý pěšec · h7 černý pěšec · c6 černý jezdec · f6 černý jezdec · e5 černý pěšec · c4 bílý střelec · e4 bílý pěšec · d3 bílý pěšec · f3 bílý jezdec · a2 bílý pěšec · b2 bílý pěšec · c2 bílý pěšec · f2 bílý pěšec · g2 bílý pěšec · h2 bílý pěšec · a1 bílý věž · b1 bílý jezdec · c1 bílý střelec · d1 bílý dáma · e1 bílý král · h1 bílý věž | a8 černý věž · c8 černý střelec · d8 černý dáma · e8 černý král · f8 černý střelec · h8 černý věž · a7 černý pěšec · b7 černý pěšec · c7 černý pěšec · d7 černý pěšec · f7 černý pěšec · g7 černý pěšec · h7 černý pěšec · c6 černý jezdec · f6 černý jezdec · e5 černý pěšec · c4 bílý střelec · e4 bílý pěšec · d3 bílý pěšec · f3 bílý jezdec · a2 bílý pěšec · b2 bílý pěšec · c2 bílý pěšec · f2 bílý pěšec · g2 bílý pěšec · h2 bílý pěšec · a1 bílý věž · b1 bílý jezdec · c1 bílý střelec · d1 bílý dáma · e1 bílý král · h1 bílý věž | 4 |
| 3 | a8 černý věž · c8 černý střelec · d8 černý dáma · e8 černý král · f8 černý střelec · h8 černý věž · a7 černý pěšec · b7 černý pěšec · c7 černý pěšec · d7 černý pěšec · f7 černý pěšec · g7 černý pěšec · h7 černý pěšec · c6 černý jezdec · f6 černý jezdec · e5 černý pěšec · c4 bílý střelec · e4 bílý pěšec · d3 bílý pěšec · f3 bílý jezdec · a2 bílý pěšec · b2 bílý pěšec · c2 bílý pěšec · f2 bílý pěšec · g2 bílý pěšec · h2 bílý pěšec · a1 bílý věž · b1 bílý jezdec · c1 bílý střelec · d1 bílý dáma · e1 bílý král · h1 bílý věž | a8 černý věž · c8 černý střelec · d8 černý dáma · e8 černý král · f8 černý střelec · h8 černý věž · a7 černý pěšec · b7 černý pěšec · c7 černý pěšec · d7 černý pěšec · f7 černý pěšec · g7 černý pěšec · h7 černý pěšec · c6 černý jezdec · f6 černý jezdec · e5 černý pěšec · c4 bílý střelec · e4 bílý pěšec · d3 bílý pěšec · f3 bílý jezdec · a2 bílý pěšec · b2 bílý pěšec · c2 bílý pěšec · f2 bílý pěšec · g2 bílý pěšec · h2 bílý pěšec · a1 bílý věž · b1 bílý jezdec · c1 bílý střelec · d1 bílý dáma · e1 bílý král · h1 bílý věž | a8 černý věž · c8 černý střelec · d8 černý dáma · e8 černý král · f8 černý střelec · h8 černý věž · a7 černý pěšec · b7 černý pěšec · c7 černý pěšec · d7 černý pěšec · f7 černý pěšec · g7 černý pěšec · h7 černý pěšec · c6 černý jezdec · f6 černý jezdec · e5 černý pěšec · c4 bílý střelec · e4 bílý pěšec · d3 bílý pěšec · f3 bílý jezdec · a2 bílý pěšec · b2 bílý pěšec · c2 bílý pěšec · f2 bílý pěšec · g2 bílý pěšec · h2 bílý pěšec · a1 bílý věž · b1 bílý jezdec · c1 bílý střelec · d1 bílý dáma · e1 bílý král · h1 bílý věž | a8 černý věž · c8 černý střelec · d8 černý dáma · e8 černý král · f8 černý střelec · h8 černý věž · a7 černý pěšec · b7 černý pěšec · c7 černý pěšec · d7 černý pěšec · f7 černý pěšec · g7 černý pěšec · h7 černý pěšec · c6 černý jezdec · f6 černý jezdec · e5 černý pěšec · c4 bílý střelec · e4 bílý pěšec · d3 bílý pěšec · f3 bílý jezdec · a2 bílý pěšec · b2 bílý pěšec · c2 bílý pěšec · f2 bílý pěšec · g2 bílý pěšec · h2 bílý pěšec · a1 bílý věž · b1 bílý jezdec · c1 bílý střelec · d1 bílý dáma · e1 bílý král · h1 bílý věž | a8 černý věž · c8 černý střelec · d8 černý dáma · e8 černý král · f8 černý střelec · h8 černý věž · a7 černý pěšec · b7 černý pěšec · c7 černý pěšec · d7 černý pěšec · f7 černý pěšec · g7 černý pěšec · h7 černý pěšec · c6 černý jezdec · f6 černý jezdec · e5 černý pěšec · c4 bílý střelec · e4 bílý pěšec · d3 bílý pěšec · f3 bílý jezdec · a2 bílý pěšec · b2 bílý pěšec · c2 bílý pěšec · f2 bílý pěšec · g2 bílý pěšec · h2 bílý pěšec · a1 bílý věž · b1 bílý jezdec · c1 bílý střelec · d1 bílý dáma · e1 bílý král · h1 bílý věž | a8 černý věž · c8 černý střelec · d8 černý dáma · e8 černý král · f8 černý střelec · h8 černý věž · a7 černý pěšec · b7 černý pěšec · c7 černý pěšec · d7 černý pěšec · f7 černý pěšec · g7 černý pěšec · h7 černý pěšec · c6 černý jezdec · f6 černý jezdec · e5 černý pěšec · c4 bílý střelec · e4 bílý pěšec · d3 bílý pěšec · f3 bílý jezdec · a2 bílý pěšec · b2 bílý pěšec · c2 bílý pěšec · f2 bílý pěšec · g2 bílý pěšec · h2 bílý pěšec · a1 bílý věž · b1 bílý jezdec · c1 bílý střelec · d1 bílý dáma · e1 bílý král · h1 bílý věž | a8 černý věž · c8 černý střelec · d8 černý dáma · e8 černý král · f8 černý střelec · h8 černý věž · a7 černý pěšec · b7 černý pěšec · c7 černý pěšec · d7 černý pěšec · f7 černý pěšec · g7 černý pěšec · h7 černý pěšec · c6 černý jezdec · f6 černý jezdec · e5 černý pěšec · c4 bílý střelec · e4 bílý pěšec · d3 bílý pěšec · f3 bílý jezdec · a2 bílý pěšec · b2 bílý pěšec · c2 bílý pěšec · f2 bílý pěšec · g2 bílý pěšec · h2 bílý pěšec · a1 bílý věž · b1 bílý jezdec · c1 bílý střelec · d1 bílý dáma · e1 bílý král · h1 bílý věž | a8 černý věž · c8 černý střelec · d8 černý dáma · e8 černý král · f8 černý střelec · h8 černý věž · a7 černý pěšec · b7 černý pěšec · c7 černý pěšec · d7 černý pěšec · f7 černý pěšec · g7 černý pěšec · h7 černý pěšec · c6 černý jezdec · f6 černý jezdec · e5 černý pěšec · c4 bílý střelec · e4 bílý pěšec · d3 bílý pěšec · f3 bílý jezdec · a2 bílý pěšec · b2 bílý pěšec · c2 bílý pěšec · f2 bílý pěšec · g2 bílý pěšec · h2 bílý pěšec · a1 bílý věž · b1 bílý jezdec · c1 bílý střelec · d1 bílý dáma · e1 bílý král · h1 bílý věž | 3 |
| 2 | a8 černý věž · c8 černý střelec · d8 černý dáma · e8 černý král · f8 černý střelec · h8 černý věž · a7 černý pěšec · b7 černý pěšec · c7 černý pěšec · d7 černý pěšec · f7 černý pěšec · g7 černý pěšec · h7 černý pěšec · c6 černý jezdec · f6 černý jezdec · e5 černý pěšec · c4 bílý střelec · e4 bílý pěšec · d3 bílý pěšec · f3 bílý jezdec · a2 bílý pěšec · b2 bílý pěšec · c2 bílý pěšec · f2 bílý pěšec · g2 bílý pěšec · h2 bílý pěšec · a1 bílý věž · b1 bílý jezdec · c1 bílý střelec · d1 bílý dáma · e1 bílý král · h1 bílý věž | a8 černý věž · c8 černý střelec · d8 černý dáma · e8 černý král · f8 černý střelec · h8 černý věž · a7 černý pěšec · b7 černý pěšec · c7 černý pěšec · d7 černý pěšec · f7 černý pěšec · g7 černý pěšec · h7 černý pěšec · c6 černý jezdec · f6 černý jezdec · e5 černý pěšec · c4 bílý střelec · e4 bílý pěšec · d3 bílý pěšec · f3 bílý jezdec · a2 bílý pěšec · b2 bílý pěšec · c2 bílý pěšec · f2 bílý pěšec · g2 bílý pěšec · h2 bílý pěšec · a1 bílý věž · b1 bílý jezdec · c1 bílý střelec · d1 bílý dáma · e1 bílý král · h1 bílý věž | a8 černý věž · c8 černý střelec · d8 černý dáma · e8 černý král · f8 černý střelec · h8 černý věž · a7 černý pěšec · b7 černý pěšec · c7 černý pěšec · d7 černý pěšec · f7 černý pěšec · g7 černý pěšec · h7 černý pěšec · c6 černý jezdec · f6 černý jezdec · e5 černý pěšec · c4 bílý střelec · e4 bílý pěšec · d3 bílý pěšec · f3 bílý jezdec · a2 bílý pěšec · b2 bílý pěšec · c2 bílý pěšec · f2 bílý pěšec · g2 bílý pěšec · h2 bílý pěšec · a1 bílý věž · b1 bílý jezdec · c1 bílý střelec · d1 bílý dáma · e1 bílý král · h1 bílý věž | a8 černý věž · c8 černý střelec · d8 černý dáma · e8 černý král · f8 černý střelec · h8 černý věž · a7 černý pěšec · b7 černý pěšec · c7 černý pěšec · d7 černý pěšec · f7 černý pěšec · g7 černý pěšec · h7 černý pěšec · c6 černý jezdec · f6 černý jezdec · e5 černý pěšec · c4 bílý střelec · e4 bílý pěšec · d3 bílý pěšec · f3 bílý jezdec · a2 bílý pěšec · b2 bílý pěšec · c2 bílý pěšec · f2 bílý pěšec · g2 bílý pěšec · h2 bílý pěšec · a1 bílý věž · b1 bílý jezdec · c1 bílý střelec · d1 bílý dáma · e1 bílý král · h1 bílý věž | a8 černý věž · c8 černý střelec · d8 černý dáma · e8 černý král · f8 černý střelec · h8 černý věž · a7 černý pěšec · b7 černý pěšec · c7 černý pěšec · d7 černý pěšec · f7 černý pěšec · g7 černý pěšec · h7 černý pěšec · c6 černý jezdec · f6 černý jezdec · e5 černý pěšec · c4 bílý střelec · e4 bílý pěšec · d3 bílý pěšec · f3 bílý jezdec · a2 bílý pěšec · b2 bílý pěšec · c2 bílý pěšec · f2 bílý pěšec · g2 bílý pěšec · h2 bílý pěšec · a1 bílý věž · b1 bílý jezdec · c1 bílý střelec · d1 bílý dáma · e1 bílý král · h1 bílý věž | a8 černý věž · c8 černý střelec · d8 černý dáma · e8 černý král · f8 černý střelec · h8 černý věž · a7 černý pěšec · b7 černý pěšec · c7 černý pěšec · d7 černý pěšec · f7 černý pěšec · g7 černý pěšec · h7 černý pěšec · c6 černý jezdec · f6 černý jezdec · e5 černý pěšec · c4 bílý střelec · e4 bílý pěšec · d3 bílý pěšec · f3 bílý jezdec · a2 bílý pěšec · b2 bílý pěšec · c2 bílý pěšec · f2 bílý pěšec · g2 bílý pěšec · h2 bílý pěšec · a1 bílý věž · b1 bílý jezdec · c1 bílý střelec · d1 bílý dáma · e1 bílý král · h1 bílý věž | a8 černý věž · c8 černý střelec · d8 černý dáma · e8 černý král · f8 černý střelec · h8 černý věž · a7 černý pěšec · b7 černý pěšec · c7 černý pěšec · d7 černý pěšec · f7 černý pěšec · g7 černý pěšec · h7 černý pěšec · c6 černý jezdec · f6 černý jezdec · e5 černý pěšec · c4 bílý střelec · e4 bílý pěšec · d3 bílý pěšec · f3 bílý jezdec · a2 bílý pěšec · b2 bílý pěšec · c2 bílý pěšec · f2 bílý pěšec · g2 bílý pěšec · h2 bílý pěšec · a1 bílý věž · b1 bílý jezdec · c1 bílý střelec · d1 bílý dáma · e1 bílý král · h1 bílý věž | a8 černý věž · c8 černý střelec · d8 černý dáma · e8 černý král · f8 černý střelec · h8 černý věž · a7 černý pěšec · b7 černý pěšec · c7 černý pěšec · d7 černý pěšec · f7 černý pěšec · g7 černý pěšec · h7 černý pěšec · c6 černý jezdec · f6 černý jezdec · e5 černý pěšec · c4 bílý střelec · e4 bílý pěšec · d3 bílý pěšec · f3 bílý jezdec · a2 bílý pěšec · b2 bílý pěšec · c2 bílý pěšec · f2 bílý pěšec · g2 bílý pěšec · h2 bílý pěšec · a1 bílý věž · b1 bílý jezdec · c1 bílý střelec · d1 bílý dáma · e1 bílý král · h1 bílý věž | 2 |
| 1 | a8 černý věž · c8 černý střelec · d8 černý dáma · e8 černý král · f8 černý střelec · h8 černý věž · a7 černý pěšec · b7 černý pěšec · c7 černý pěšec · d7 černý pěšec · f7 černý pěšec · g7 černý pěšec · h7 černý pěšec · c6 černý jezdec · f6 černý jezdec · e5 černý pěšec · c4 bílý střelec · e4 bílý pěšec · d3 bílý pěšec · f3 bílý jezdec · a2 bílý pěšec · b2 bílý pěšec · c2 bílý pěšec · f2 bílý pěšec · g2 bílý pěšec · h2 bílý pěšec · a1 bílý věž · b1 bílý jezdec · c1 bílý střelec · d1 bílý dáma · e1 bílý král · h1 bílý věž | a8 černý věž · c8 černý střelec · d8 černý dáma · e8 černý král · f8 černý střelec · h8 černý věž · a7 černý pěšec · b7 černý pěšec · c7 černý pěšec · d7 černý pěšec · f7 černý pěšec · g7 černý pěšec · h7 černý pěšec · c6 černý jezdec · f6 černý jezdec · e5 černý pěšec · c4 bílý střelec · e4 bílý pěšec · d3 bílý pěšec · f3 bílý jezdec · a2 bílý pěšec · b2 bílý pěšec · c2 bílý pěšec · f2 bílý pěšec · g2 bílý pěšec · h2 bílý pěšec · a1 bílý věž · b1 bílý jezdec · c1 bílý střelec · d1 bílý dáma · e1 bílý král · h1 bílý věž | a8 černý věž · c8 černý střelec · d8 černý dáma · e8 černý král · f8 černý střelec · h8 černý věž · a7 černý pěšec · b7 černý pěšec · c7 černý pěšec · d7 černý pěšec · f7 černý pěšec · g7 černý pěšec · h7 černý pěšec · c6 černý jezdec · f6 černý jezdec · e5 černý pěšec · c4 bílý střelec · e4 bílý pěšec · d3 bílý pěšec · f3 bílý jezdec · a2 bílý pěšec · b2 bílý pěšec · c2 bílý pěšec · f2 bílý pěšec · g2 bílý pěšec · h2 bílý pěšec · a1 bílý věž · b1 bílý jezdec · c1 bílý střelec · d1 bílý dáma · e1 bílý král · h1 bílý věž | a8 černý věž · c8 černý střelec · d8 černý dáma · e8 černý král · f8 černý střelec · h8 černý věž · a7 černý pěšec · b7 černý pěšec · c7 černý pěšec · d7 černý pěšec · f7 černý pěšec · g7 černý pěšec · h7 černý pěšec · c6 černý jezdec · f6 černý jezdec · e5 černý pěšec · c4 bílý střelec · e4 bílý pěšec · d3 bílý pěšec · f3 bílý jezdec · a2 bílý pěšec · b2 bílý pěšec · c2 bílý pěšec · f2 bílý pěšec · g2 bílý pěšec · h2 bílý pěšec · a1 bílý věž · b1 bílý jezdec · c1 bílý střelec · d1 bílý dáma · e1 bílý král · h1 bílý věž | a8 černý věž · c8 černý střelec · d8 černý dáma · e8 černý král · f8 černý střelec · h8 černý věž · a7 černý pěšec · b7 černý pěšec · c7 černý pěšec · d7 černý pěšec · f7 černý pěšec · g7 černý pěšec · h7 černý pěšec · c6 černý jezdec · f6 černý jezdec · e5 černý pěšec · c4 bílý střelec · e4 bílý pěšec · d3 bílý pěšec · f3 bílý jezdec · a2 bílý pěšec · b2 bílý pěšec · c2 bílý pěšec · f2 bílý pěšec · g2 bílý pěšec · h2 bílý pěšec · a1 bílý věž · b1 bílý jezdec · c1 bílý střelec · d1 bílý dáma · e1 bílý král · h1 bílý věž | a8 černý věž · c8 černý střelec · d8 černý dáma · e8 černý král · f8 černý střelec · h8 černý věž · a7 černý pěšec · b7 černý pěšec · c7 černý pěšec · d7 černý pěšec · f7 černý pěšec · g7 černý pěšec · h7 černý pěšec · c6 černý jezdec · f6 černý jezdec · e5 černý pěšec · c4 bílý střelec · e4 bílý pěšec · d3 bílý pěšec · f3 bílý jezdec · a2 bílý pěšec · b2 bílý pěšec · c2 bílý pěšec · f2 bílý pěšec · g2 bílý pěšec · h2 bílý pěšec · a1 bílý věž · b1 bílý jezdec · c1 bílý střelec · d1 bílý dáma · e1 bílý král · h1 bílý věž | a8 černý věž · c8 černý střelec · d8 černý dáma · e8 černý král · f8 černý střelec · h8 černý věž · a7 černý pěšec · b7 černý pěšec · c7 černý pěšec · d7 černý pěšec · f7 černý pěšec · g7 černý pěšec · h7 černý pěšec · c6 černý jezdec · f6 černý jezdec · e5 černý pěšec · c4 bílý střelec · e4 bílý pěšec · d3 bílý pěšec · f3 bílý jezdec · a2 bílý pěšec · b2 bílý pěšec · c2 bílý pěšec · f2 bílý pěšec · g2 bílý pěšec · h2 bílý pěšec · a1 bílý věž · b1 bílý jezdec · c1 bílý střelec · d1 bílý dáma · e1 bílý král · h1 bílý věž | a8 černý věž · c8 černý střelec · d8 černý dáma · e8 černý král · f8 černý střelec · h8 černý věž · a7 černý pěšec · b7 černý pěšec · c7 černý pěšec · d7 černý pěšec · f7 černý pěšec · g7 černý pěšec · h7 černý pěšec · c6 černý jezdec · f6 černý jezdec · e5 černý pěšec · c4 bílý střelec · e4 bílý pěšec · d3 bílý pěšec · f3 bílý jezdec · a2 bílý pěšec · b2 bílý pěšec · c2 bílý pěšec · f2 bílý pěšec · g2 bílý pěšec · h2 bílý pěšec · a1 bílý věž · b1 bílý jezdec · c1 bílý střelec · d1 bílý dáma · e1 bílý král · h1 bílý věž | 1 |
|   | a | b | c | d | e | f | g | h |   |

|   | a | b | c | d | e | f | g | h |   |
| 8 | a8 černý věž · c8 černý střelec · d8 černý dáma · e8 černý král · f8 černý střelec · h8 černý věž · a7 černý pěšec · b7 černý pěšec · c7 černý pěšec · d7 černý pěšec · f7 černý pěšec · g7 černý pěšec · h7 černý pěšec · c6 černý jezdec · e5 černý pěšec · c4 bílý střelec · e4 černý jezdec · c3 bílý jezdec · f3 bílý jezdec · a2 bílý pěšec · b2 bílý pěšec · c2 bílý pěšec · d2 bílý pěšec · f2 bílý pěšec · g2 bílý pěšec · h2 bílý pěšec · a1 bílý věž · c1 bílý střelec · d1 bílý dáma · f1 bílý věž · g1 bílý král | a8 černý věž · c8 černý střelec · d8 černý dáma · e8 černý král · f8 černý střelec · h8 černý věž · a7 černý pěšec · b7 černý pěšec · c7 černý pěšec · d7 černý pěšec · f7 černý pěšec · g7 černý pěšec · h7 černý pěšec · c6 černý jezdec · e5 černý pěšec · c4 bílý střelec · e4 černý jezdec · c3 bílý jezdec · f3 bílý jezdec · a2 bílý pěšec · b2 bílý pěšec · c2 bílý pěšec · d2 bílý pěšec · f2 bílý pěšec · g2 bílý pěšec · h2 bílý pěšec · a1 bílý věž · c1 bílý střelec · d1 bílý dáma · f1 bílý věž · g1 bílý král | a8 černý věž · c8 černý střelec · d8 černý dáma · e8 černý král · f8 černý střelec · h8 černý věž · a7 černý pěšec · b7 černý pěšec · c7 černý pěšec · d7 černý pěšec · f7 černý pěšec · g7 černý pěšec · h7 černý pěšec · c6 černý jezdec · e5 černý pěšec · c4 bílý střelec · e4 černý jezdec · c3 bílý jezdec · f3 bílý jezdec · a2 bílý pěšec · b2 bílý pěšec · c2 bílý pěšec · d2 bílý pěšec · f2 bílý pěšec · g2 bílý pěšec · h2 bílý pěšec · a1 bílý věž · c1 bílý střelec · d1 bílý dáma · f1 bílý věž · g1 bílý král | a8 černý věž · c8 černý střelec · d8 černý dáma · e8 černý král · f8 černý střelec · h8 černý věž · a7 černý pěšec · b7 černý pěšec · c7 černý pěšec · d7 černý pěšec · f7 černý pěšec · g7 černý pěšec · h7 černý pěšec · c6 černý jezdec · e5 černý pěšec · c4 bílý střelec · e4 černý jezdec · c3 bílý jezdec · f3 bílý jezdec · a2 bílý pěšec · b2 bílý pěšec · c2 bílý pěšec · d2 bílý pěšec · f2 bílý pěšec · g2 bílý pěšec · h2 bílý pěšec · a1 bílý věž · c1 bílý střelec · d1 bílý dáma · f1 bílý věž · g1 bílý král | a8 černý věž · c8 černý střelec · d8 černý dáma · e8 černý král · f8 černý střelec · h8 černý věž · a7 černý pěšec · b7 černý pěšec · c7 černý pěšec · d7 černý pěšec · f7 černý pěšec · g7 černý pěšec · h7 černý pěšec · c6 černý jezdec · e5 černý pěšec · c4 bílý střelec · e4 černý jezdec · c3 bílý jezdec · f3 bílý jezdec · a2 bílý pěšec · b2 bílý pěšec · c2 bílý pěšec · d2 bílý pěšec · f2 bílý pěšec · g2 bílý pěšec · h2 bílý pěšec · a1 bílý věž · c1 bílý střelec · d1 bílý dáma · f1 bílý věž · g1 bílý král | a8 černý věž · c8 černý střelec · d8 černý dáma · e8 černý král · f8 černý střelec · h8 černý věž · a7 černý pěšec · b7 černý pěšec · c7 černý pěšec · d7 černý pěšec · f7 černý pěšec · g7 černý pěšec · h7 černý pěšec · c6 černý jezdec · e5 černý pěšec · c4 bílý střelec · e4 černý jezdec · c3 bílý jezdec · f3 bílý jezdec · a2 bílý pěšec · b2 bílý pěšec · c2 bílý pěšec · d2 bílý pěšec · f2 bílý pěšec · g2 bílý pěšec · h2 bílý pěšec · a1 bílý věž · c1 bílý střelec · d1 bílý dáma · f1 bílý věž · g1 bílý král | a8 černý věž · c8 černý střelec · d8 černý dáma · e8 černý král · f8 černý střelec · h8 černý věž · a7 černý pěšec · b7 černý pěšec · c7 černý pěšec · d7 černý pěšec · f7 černý pěšec · g7 černý pěšec · h7 černý pěšec · c6 černý jezdec · e5 černý pěšec · c4 bílý střelec · e4 černý jezdec · c3 bílý jezdec · f3 bílý jezdec · a2 bílý pěšec · b2 bílý pěšec · c2 bílý pěšec · d2 bílý pěšec · f2 bílý pěšec · g2 bílý pěšec · h2 bílý pěšec · a1 bílý věž · c1 bílý střelec · d1 bílý dáma · f1 bílý věž · g1 bílý král | a8 černý věž · c8 černý střelec · d8 černý dáma · e8 černý král · f8 černý střelec · h8 černý věž · a7 černý pěšec · b7 černý pěšec · c7 černý pěšec · d7 černý pěšec · f7 černý pěšec · g7 černý pěšec · h7 černý pěšec · c6 černý jezdec · e5 černý pěšec · c4 bílý střelec · e4 černý jezdec · c3 bílý jezdec · f3 bílý jezdec · a2 bílý pěšec · b2 bílý pěšec · c2 bílý pěšec · d2 bílý pěšec · f2 bílý pěšec · g2 bílý pěšec · h2 bílý pěšec · a1 bílý věž · c1 bílý střelec · d1 bílý dáma · f1 bílý věž · g1 bílý král | 8 |
| 7 | a8 černý věž · c8 černý střelec · d8 černý dáma · e8 černý král · f8 černý střelec · h8 černý věž · a7 černý pěšec · b7 černý pěšec · c7 černý pěšec · d7 černý pěšec · f7 černý pěšec · g7 černý pěšec · h7 černý pěšec · c6 černý jezdec · e5 černý pěšec · c4 bílý střelec · e4 černý jezdec · c3 bílý jezdec · f3 bílý jezdec · a2 bílý pěšec · b2 bílý pěšec · c2 bílý pěšec · d2 bílý pěšec · f2 bílý pěšec · g2 bílý pěšec · h2 bílý pěšec · a1 bílý věž · c1 bílý střelec · d1 bílý dáma · f1 bílý věž · g1 bílý král | a8 černý věž · c8 černý střelec · d8 černý dáma · e8 černý král · f8 černý střelec · h8 černý věž · a7 černý pěšec · b7 černý pěšec · c7 černý pěšec · d7 černý pěšec · f7 černý pěšec · g7 černý pěšec · h7 černý pěšec · c6 černý jezdec · e5 černý pěšec · c4 bílý střelec · e4 černý jezdec · c3 bílý jezdec · f3 bílý jezdec · a2 bílý pěšec · b2 bílý pěšec · c2 bílý pěšec · d2 bílý pěšec · f2 bílý pěšec · g2 bílý pěšec · h2 bílý pěšec · a1 bílý věž · c1 bílý střelec · d1 bílý dáma · f1 bílý věž · g1 bílý král | a8 černý věž · c8 černý střelec · d8 černý dáma · e8 černý král · f8 černý střelec · h8 černý věž · a7 černý pěšec · b7 černý pěšec · c7 černý pěšec · d7 černý pěšec · f7 černý pěšec · g7 černý pěšec · h7 černý pěšec · c6 černý jezdec · e5 černý pěšec · c4 bílý střelec · e4 černý jezdec · c3 bílý jezdec · f3 bílý jezdec · a2 bílý pěšec · b2 bílý pěšec · c2 bílý pěšec · d2 bílý pěšec · f2 bílý pěšec · g2 bílý pěšec · h2 bílý pěšec · a1 bílý věž · c1 bílý střelec · d1 bílý dáma · f1 bílý věž · g1 bílý král | a8 černý věž · c8 černý střelec · d8 černý dáma · e8 černý král · f8 černý střelec · h8 černý věž · a7 černý pěšec · b7 černý pěšec · c7 černý pěšec · d7 černý pěšec · f7 černý pěšec · g7 černý pěšec · h7 černý pěšec · c6 černý jezdec · e5 černý pěšec · c4 bílý střelec · e4 černý jezdec · c3 bílý jezdec · f3 bílý jezdec · a2 bílý pěšec · b2 bílý pěšec · c2 bílý pěšec · d2 bílý pěšec · f2 bílý pěšec · g2 bílý pěšec · h2 bílý pěšec · a1 bílý věž · c1 bílý střelec · d1 bílý dáma · f1 bílý věž · g1 bílý král | a8 černý věž · c8 černý střelec · d8 černý dáma · e8 černý král · f8 černý střelec · h8 černý věž · a7 černý pěšec · b7 černý pěšec · c7 černý pěšec · d7 černý pěšec · f7 černý pěšec · g7 černý pěšec · h7 černý pěšec · c6 černý jezdec · e5 černý pěšec · c4 bílý střelec · e4 černý jezdec · c3 bílý jezdec · f3 bílý jezdec · a2 bílý pěšec · b2 bílý pěšec · c2 bílý pěšec · d2 bílý pěšec · f2 bílý pěšec · g2 bílý pěšec · h2 bílý pěšec · a1 bílý věž · c1 bílý střelec · d1 bílý dáma · f1 bílý věž · g1 bílý král | a8 černý věž · c8 černý střelec · d8 černý dáma · e8 černý král · f8 černý střelec · h8 černý věž · a7 černý pěšec · b7 černý pěšec · c7 černý pěšec · d7 černý pěšec · f7 černý pěšec · g7 černý pěšec · h7 černý pěšec · c6 černý jezdec · e5 černý pěšec · c4 bílý střelec · e4 černý jezdec · c3 bílý jezdec · f3 bílý jezdec · a2 bílý pěšec · b2 bílý pěšec · c2 bílý pěšec · d2 bílý pěšec · f2 bílý pěšec · g2 bílý pěšec · h2 bílý pěšec · a1 bílý věž · c1 bílý střelec · d1 bílý dáma · f1 bílý věž · g1 bílý král | a8 černý věž · c8 černý střelec · d8 černý dáma · e8 černý král · f8 černý střelec · h8 černý věž · a7 černý pěšec · b7 černý pěšec · c7 černý pěšec · d7 černý pěšec · f7 černý pěšec · g7 černý pěšec · h7 černý pěšec · c6 černý jezdec · e5 černý pěšec · c4 bílý střelec · e4 černý jezdec · c3 bílý jezdec · f3 bílý jezdec · a2 bílý pěšec · b2 bílý pěšec · c2 bílý pěšec · d2 bílý pěšec · f2 bílý pěšec · g2 bílý pěšec · h2 bílý pěšec · a1 bílý věž · c1 bílý střelec · d1 bílý dáma · f1 bílý věž · g1 bílý král | a8 černý věž · c8 černý střelec · d8 černý dáma · e8 černý král · f8 černý střelec · h8 černý věž · a7 černý pěšec · b7 černý pěšec · c7 černý pěšec · d7 černý pěšec · f7 černý pěšec · g7 černý pěšec · h7 černý pěšec · c6 černý jezdec · e5 černý pěšec · c4 bílý střelec · e4 černý jezdec · c3 bílý jezdec · f3 bílý jezdec · a2 bílý pěšec · b2 bílý pěšec · c2 bílý pěšec · d2 bílý pěšec · f2 bílý pěšec · g2 bílý pěšec · h2 bílý pěšec · a1 bílý věž · c1 bílý střelec · d1 bílý dáma · f1 bílý věž · g1 bílý král | 7 |
| 6 | a8 černý věž · c8 černý střelec · d8 černý dáma · e8 černý král · f8 černý střelec · h8 černý věž · a7 černý pěšec · b7 černý pěšec · c7 černý pěšec · d7 černý pěšec · f7 černý pěšec · g7 černý pěšec · h7 černý pěšec · c6 černý jezdec · e5 černý pěšec · c4 bílý střelec · e4 černý jezdec · c3 bílý jezdec · f3 bílý jezdec · a2 bílý pěšec · b2 bílý pěšec · c2 bílý pěšec · d2 bílý pěšec · f2 bílý pěšec · g2 bílý pěšec · h2 bílý pěšec · a1 bílý věž · c1 bílý střelec · d1 bílý dáma · f1 bílý věž · g1 bílý král | a8 černý věž · c8 černý střelec · d8 černý dáma · e8 černý král · f8 černý střelec · h8 černý věž · a7 černý pěšec · b7 černý pěšec · c7 černý pěšec · d7 černý pěšec · f7 černý pěšec · g7 černý pěšec · h7 černý pěšec · c6 černý jezdec · e5 černý pěšec · c4 bílý střelec · e4 černý jezdec · c3 bílý jezdec · f3 bílý jezdec · a2 bílý pěšec · b2 bílý pěšec · c2 bílý pěšec · d2 bílý pěšec · f2 bílý pěšec · g2 bílý pěšec · h2 bílý pěšec · a1 bílý věž · c1 bílý střelec · d1 bílý dáma · f1 bílý věž · g1 bílý král | a8 černý věž · c8 černý střelec · d8 černý dáma · e8 černý král · f8 černý střelec · h8 černý věž · a7 černý pěšec · b7 černý pěšec · c7 černý pěšec · d7 černý pěšec · f7 černý pěšec · g7 černý pěšec · h7 černý pěšec · c6 černý jezdec · e5 černý pěšec · c4 bílý střelec · e4 černý jezdec · c3 bílý jezdec · f3 bílý jezdec · a2 bílý pěšec · b2 bílý pěšec · c2 bílý pěšec · d2 bílý pěšec · f2 bílý pěšec · g2 bílý pěšec · h2 bílý pěšec · a1 bílý věž · c1 bílý střelec · d1 bílý dáma · f1 bílý věž · g1 bílý král | a8 černý věž · c8 černý střelec · d8 černý dáma · e8 černý král · f8 černý střelec · h8 černý věž · a7 černý pěšec · b7 černý pěšec · c7 černý pěšec · d7 černý pěšec · f7 černý pěšec · g7 černý pěšec · h7 černý pěšec · c6 černý jezdec · e5 černý pěšec · c4 bílý střelec · e4 černý jezdec · c3 bílý jezdec · f3 bílý jezdec · a2 bílý pěšec · b2 bílý pěšec · c2 bílý pěšec · d2 bílý pěšec · f2 bílý pěšec · g2 bílý pěšec · h2 bílý pěšec · a1 bílý věž · c1 bílý střelec · d1 bílý dáma · f1 bílý věž · g1 bílý král | a8 černý věž · c8 černý střelec · d8 černý dáma · e8 černý král · f8 černý střelec · h8 černý věž · a7 černý pěšec · b7 černý pěšec · c7 černý pěšec · d7 černý pěšec · f7 černý pěšec · g7 černý pěšec · h7 černý pěšec · c6 černý jezdec · e5 černý pěšec · c4 bílý střelec · e4 černý jezdec · c3 bílý jezdec · f3 bílý jezdec · a2 bílý pěšec · b2 bílý pěšec · c2 bílý pěšec · d2 bílý pěšec · f2 bílý pěšec · g2 bílý pěšec · h2 bílý pěšec · a1 bílý věž · c1 bílý střelec · d1 bílý dáma · f1 bílý věž · g1 bílý král | a8 černý věž · c8 černý střelec · d8 černý dáma · e8 černý král · f8 černý střelec · h8 černý věž · a7 černý pěšec · b7 černý pěšec · c7 černý pěšec · d7 černý pěšec · f7 černý pěšec · g7 černý pěšec · h7 černý pěšec · c6 černý jezdec · e5 černý pěšec · c4 bílý střelec · e4 černý jezdec · c3 bílý jezdec · f3 bílý jezdec · a2 bílý pěšec · b2 bílý pěšec · c2 bílý pěšec · d2 bílý pěšec · f2 bílý pěšec · g2 bílý pěšec · h2 bílý pěšec · a1 bílý věž · c1 bílý střelec · d1 bílý dáma · f1 bílý věž · g1 bílý král | a8 černý věž · c8 černý střelec · d8 černý dáma · e8 černý král · f8 černý střelec · h8 černý věž · a7 černý pěšec · b7 černý pěšec · c7 černý pěšec · d7 černý pěšec · f7 černý pěšec · g7 černý pěšec · h7 černý pěšec · c6 černý jezdec · e5 černý pěšec · c4 bílý střelec · e4 černý jezdec · c3 bílý jezdec · f3 bílý jezdec · a2 bílý pěšec · b2 bílý pěšec · c2 bílý pěšec · d2 bílý pěšec · f2 bílý pěšec · g2 bílý pěšec · h2 bílý pěšec · a1 bílý věž · c1 bílý střelec · d1 bílý dáma · f1 bílý věž · g1 bílý král | a8 černý věž · c8 černý střelec · d8 černý dáma · e8 černý král · f8 černý střelec · h8 černý věž · a7 černý pěšec · b7 černý pěšec · c7 černý pěšec · d7 černý pěšec · f7 černý pěšec · g7 černý pěšec · h7 černý pěšec · c6 černý jezdec · e5 černý pěšec · c4 bílý střelec · e4 černý jezdec · c3 bílý jezdec · f3 bílý jezdec · a2 bílý pěšec · b2 bílý pěšec · c2 bílý pěšec · d2 bílý pěšec · f2 bílý pěšec · g2 bílý pěšec · h2 bílý pěšec · a1 bílý věž · c1 bílý střelec · d1 bílý dáma · f1 bílý věž · g1 bílý král | 6 |
| 5 | a8 černý věž · c8 černý střelec · d8 černý dáma · e8 černý král · f8 černý střelec · h8 černý věž · a7 černý pěšec · b7 černý pěšec · c7 černý pěšec · d7 černý pěšec · f7 černý pěšec · g7 černý pěšec · h7 černý pěšec · c6 černý jezdec · e5 černý pěšec · c4 bílý střelec · e4 černý jezdec · c3 bílý jezdec · f3 bílý jezdec · a2 bílý pěšec · b2 bílý pěšec · c2 bílý pěšec · d2 bílý pěšec · f2 bílý pěšec · g2 bílý pěšec · h2 bílý pěšec · a1 bílý věž · c1 bílý střelec · d1 bílý dáma · f1 bílý věž · g1 bílý král | a8 černý věž · c8 černý střelec · d8 černý dáma · e8 černý král · f8 černý střelec · h8 černý věž · a7 černý pěšec · b7 černý pěšec · c7 černý pěšec · d7 černý pěšec · f7 černý pěšec · g7 černý pěšec · h7 černý pěšec · c6 černý jezdec · e5 černý pěšec · c4 bílý střelec · e4 černý jezdec · c3 bílý jezdec · f3 bílý jezdec · a2 bílý pěšec · b2 bílý pěšec · c2 bílý pěšec · d2 bílý pěšec · f2 bílý pěšec · g2 bílý pěšec · h2 bílý pěšec · a1 bílý věž · c1 bílý střelec · d1 bílý dáma · f1 bílý věž · g1 bílý král | a8 černý věž · c8 černý střelec · d8 černý dáma · e8 černý král · f8 černý střelec · h8 černý věž · a7 černý pěšec · b7 černý pěšec · c7 černý pěšec · d7 černý pěšec · f7 černý pěšec · g7 černý pěšec · h7 černý pěšec · c6 černý jezdec · e5 černý pěšec · c4 bílý střelec · e4 černý jezdec · c3 bílý jezdec · f3 bílý jezdec · a2 bílý pěšec · b2 bílý pěšec · c2 bílý pěšec · d2 bílý pěšec · f2 bílý pěšec · g2 bílý pěšec · h2 bílý pěšec · a1 bílý věž · c1 bílý střelec · d1 bílý dáma · f1 bílý věž · g1 bílý král | a8 černý věž · c8 černý střelec · d8 černý dáma · e8 černý král · f8 černý střelec · h8 černý věž · a7 černý pěšec · b7 černý pěšec · c7 černý pěšec · d7 černý pěšec · f7 černý pěšec · g7 černý pěšec · h7 černý pěšec · c6 černý jezdec · e5 černý pěšec · c4 bílý střelec · e4 černý jezdec · c3 bílý jezdec · f3 bílý jezdec · a2 bílý pěšec · b2 bílý pěšec · c2 bílý pěšec · d2 bílý pěšec · f2 bílý pěšec · g2 bílý pěšec · h2 bílý pěšec · a1 bílý věž · c1 bílý střelec · d1 bílý dáma · f1 bílý věž · g1 bílý král | a8 černý věž · c8 černý střelec · d8 černý dáma · e8 černý král · f8 černý střelec · h8 černý věž · a7 černý pěšec · b7 černý pěšec · c7 černý pěšec · d7 černý pěšec · f7 černý pěšec · g7 černý pěšec · h7 černý pěšec · c6 černý jezdec · e5 černý pěšec · c4 bílý střelec · e4 černý jezdec · c3 bílý jezdec · f3 bílý jezdec · a2 bílý pěšec · b2 bílý pěšec · c2 bílý pěšec · d2 bílý pěšec · f2 bílý pěšec · g2 bílý pěšec · h2 bílý pěšec · a1 bílý věž · c1 bílý střelec · d1 bílý dáma · f1 bílý věž · g1 bílý král | a8 černý věž · c8 černý střelec · d8 černý dáma · e8 černý král · f8 černý střelec · h8 černý věž · a7 černý pěšec · b7 černý pěšec · c7 černý pěšec · d7 černý pěšec · f7 černý pěšec · g7 černý pěšec · h7 černý pěšec · c6 černý jezdec · e5 černý pěšec · c4 bílý střelec · e4 černý jezdec · c3 bílý jezdec · f3 bílý jezdec · a2 bílý pěšec · b2 bílý pěšec · c2 bílý pěšec · d2 bílý pěšec · f2 bílý pěšec · g2 bílý pěšec · h2 bílý pěšec · a1 bílý věž · c1 bílý střelec · d1 bílý dáma · f1 bílý věž · g1 bílý král | a8 černý věž · c8 černý střelec · d8 černý dáma · e8 černý král · f8 černý střelec · h8 černý věž · a7 černý pěšec · b7 černý pěšec · c7 černý pěšec · d7 černý pěšec · f7 černý pěšec · g7 černý pěšec · h7 černý pěšec · c6 černý jezdec · e5 černý pěšec · c4 bílý střelec · e4 černý jezdec · c3 bílý jezdec · f3 bílý jezdec · a2 bílý pěšec · b2 bílý pěšec · c2 bílý pěšec · d2 bílý pěšec · f2 bílý pěšec · g2 bílý pěšec · h2 bílý pěšec · a1 bílý věž · c1 bílý střelec · d1 bílý dáma · f1 bílý věž · g1 bílý král | a8 černý věž · c8 černý střelec · d8 černý dáma · e8 černý král · f8 černý střelec · h8 černý věž · a7 černý pěšec · b7 černý pěšec · c7 černý pěšec · d7 černý pěšec · f7 černý pěšec · g7 černý pěšec · h7 černý pěšec · c6 černý jezdec · e5 černý pěšec · c4 bílý střelec · e4 černý jezdec · c3 bílý jezdec · f3 bílý jezdec · a2 bílý pěšec · b2 bílý pěšec · c2 bílý pěšec · d2 bílý pěšec · f2 bílý pěšec · g2 bílý pěšec · h2 bílý pěšec · a1 bílý věž · c1 bílý střelec · d1 bílý dáma · f1 bílý věž · g1 bílý král | 5 |
| 4 | a8 černý věž · c8 černý střelec · d8 černý dáma · e8 černý král · f8 černý střelec · h8 černý věž · a7 černý pěšec · b7 černý pěšec · c7 černý pěšec · d7 černý pěšec · f7 černý pěšec · g7 černý pěšec · h7 černý pěšec · c6 černý jezdec · e5 černý pěšec · c4 bílý střelec · e4 černý jezdec · c3 bílý jezdec · f3 bílý jezdec · a2 bílý pěšec · b2 bílý pěšec · c2 bílý pěšec · d2 bílý pěšec · f2 bílý pěšec · g2 bílý pěšec · h2 bílý pěšec · a1 bílý věž · c1 bílý střelec · d1 bílý dáma · f1 bílý věž · g1 bílý král | a8 černý věž · c8 černý střelec · d8 černý dáma · e8 černý král · f8 černý střelec · h8 černý věž · a7 černý pěšec · b7 černý pěšec · c7 černý pěšec · d7 černý pěšec · f7 černý pěšec · g7 černý pěšec · h7 černý pěšec · c6 černý jezdec · e5 černý pěšec · c4 bílý střelec · e4 černý jezdec · c3 bílý jezdec · f3 bílý jezdec · a2 bílý pěšec · b2 bílý pěšec · c2 bílý pěšec · d2 bílý pěšec · f2 bílý pěšec · g2 bílý pěšec · h2 bílý pěšec · a1 bílý věž · c1 bílý střelec · d1 bílý dáma · f1 bílý věž · g1 bílý král | a8 černý věž · c8 černý střelec · d8 černý dáma · e8 černý král · f8 černý střelec · h8 černý věž · a7 černý pěšec · b7 černý pěšec · c7 černý pěšec · d7 černý pěšec · f7 černý pěšec · g7 černý pěšec · h7 černý pěšec · c6 černý jezdec · e5 černý pěšec · c4 bílý střelec · e4 černý jezdec · c3 bílý jezdec · f3 bílý jezdec · a2 bílý pěšec · b2 bílý pěšec · c2 bílý pěšec · d2 bílý pěšec · f2 bílý pěšec · g2 bílý pěšec · h2 bílý pěšec · a1 bílý věž · c1 bílý střelec · d1 bílý dáma · f1 bílý věž · g1 bílý král | a8 černý věž · c8 černý střelec · d8 černý dáma · e8 černý král · f8 černý střelec · h8 černý věž · a7 černý pěšec · b7 černý pěšec · c7 černý pěšec · d7 černý pěšec · f7 černý pěšec · g7 černý pěšec · h7 černý pěšec · c6 černý jezdec · e5 černý pěšec · c4 bílý střelec · e4 černý jezdec · c3 bílý jezdec · f3 bílý jezdec · a2 bílý pěšec · b2 bílý pěšec · c2 bílý pěšec · d2 bílý pěšec · f2 bílý pěšec · g2 bílý pěšec · h2 bílý pěšec · a1 bílý věž · c1 bílý střelec · d1 bílý dáma · f1 bílý věž · g1 bílý král | a8 černý věž · c8 černý střelec · d8 černý dáma · e8 černý král · f8 černý střelec · h8 černý věž · a7 černý pěšec · b7 černý pěšec · c7 černý pěšec · d7 černý pěšec · f7 černý pěšec · g7 černý pěšec · h7 černý pěšec · c6 černý jezdec · e5 černý pěšec · c4 bílý střelec · e4 černý jezdec · c3 bílý jezdec · f3 bílý jezdec · a2 bílý pěšec · b2 bílý pěšec · c2 bílý pěšec · d2 bílý pěšec · f2 bílý pěšec · g2 bílý pěšec · h2 bílý pěšec · a1 bílý věž · c1 bílý střelec · d1 bílý dáma · f1 bílý věž · g1 bílý král | a8 černý věž · c8 černý střelec · d8 černý dáma · e8 černý král · f8 černý střelec · h8 černý věž · a7 černý pěšec · b7 černý pěšec · c7 černý pěšec · d7 černý pěšec · f7 černý pěšec · g7 černý pěšec · h7 černý pěšec · c6 černý jezdec · e5 černý pěšec · c4 bílý střelec · e4 černý jezdec · c3 bílý jezdec · f3 bílý jezdec · a2 bílý pěšec · b2 bílý pěšec · c2 bílý pěšec · d2 bílý pěšec · f2 bílý pěšec · g2 bílý pěšec · h2 bílý pěšec · a1 bílý věž · c1 bílý střelec · d1 bílý dáma · f1 bílý věž · g1 bílý král | a8 černý věž · c8 černý střelec · d8 černý dáma · e8 černý král · f8 černý střelec · h8 černý věž · a7 černý pěšec · b7 černý pěšec · c7 černý pěšec · d7 černý pěšec · f7 černý pěšec · g7 černý pěšec · h7 černý pěšec · c6 černý jezdec · e5 černý pěšec · c4 bílý střelec · e4 černý jezdec · c3 bílý jezdec · f3 bílý jezdec · a2 bílý pěšec · b2 bílý pěšec · c2 bílý pěšec · d2 bílý pěšec · f2 bílý pěšec · g2 bílý pěšec · h2 bílý pěšec · a1 bílý věž · c1 bílý střelec · d1 bílý dáma · f1 bílý věž · g1 bílý král | a8 černý věž · c8 černý střelec · d8 černý dáma · e8 černý král · f8 černý střelec · h8 černý věž · a7 černý pěšec · b7 černý pěšec · c7 černý pěšec · d7 černý pěšec · f7 černý pěšec · g7 černý pěšec · h7 černý pěšec · c6 černý jezdec · e5 černý pěšec · c4 bílý střelec · e4 černý jezdec · c3 bílý jezdec · f3 bílý jezdec · a2 bílý pěšec · b2 bílý pěšec · c2 bílý pěšec · d2 bílý pěšec · f2 bílý pěšec · g2 bílý pěšec · h2 bílý pěšec · a1 bílý věž · c1 bílý střelec · d1 bílý dáma · f1 bílý věž · g1 bílý král | 4 |
| 3 | a8 černý věž · c8 černý střelec · d8 černý dáma · e8 černý král · f8 černý střelec · h8 černý věž · a7 černý pěšec · b7 černý pěšec · c7 černý pěšec · d7 černý pěšec · f7 černý pěšec · g7 černý pěšec · h7 černý pěšec · c6 černý jezdec · e5 černý pěšec · c4 bílý střelec · e4 černý jezdec · c3 bílý jezdec · f3 bílý jezdec · a2 bílý pěšec · b2 bílý pěšec · c2 bílý pěšec · d2 bílý pěšec · f2 bílý pěšec · g2 bílý pěšec · h2 bílý pěšec · a1 bílý věž · c1 bílý střelec · d1 bílý dáma · f1 bílý věž · g1 bílý král | a8 černý věž · c8 černý střelec · d8 černý dáma · e8 černý král · f8 černý střelec · h8 černý věž · a7 černý pěšec · b7 černý pěšec · c7 černý pěšec · d7 černý pěšec · f7 černý pěšec · g7 černý pěšec · h7 černý pěšec · c6 černý jezdec · e5 černý pěšec · c4 bílý střelec · e4 černý jezdec · c3 bílý jezdec · f3 bílý jezdec · a2 bílý pěšec · b2 bílý pěšec · c2 bílý pěšec · d2 bílý pěšec · f2 bílý pěšec · g2 bílý pěšec · h2 bílý pěšec · a1 bílý věž · c1 bílý střelec · d1 bílý dáma · f1 bílý věž · g1 bílý král | a8 černý věž · c8 černý střelec · d8 černý dáma · e8 černý král · f8 černý střelec · h8 černý věž · a7 černý pěšec · b7 černý pěšec · c7 černý pěšec · d7 černý pěšec · f7 černý pěšec · g7 černý pěšec · h7 černý pěšec · c6 černý jezdec · e5 černý pěšec · c4 bílý střelec · e4 černý jezdec · c3 bílý jezdec · f3 bílý jezdec · a2 bílý pěšec · b2 bílý pěšec · c2 bílý pěšec · d2 bílý pěšec · f2 bílý pěšec · g2 bílý pěšec · h2 bílý pěšec · a1 bílý věž · c1 bílý střelec · d1 bílý dáma · f1 bílý věž · g1 bílý král | a8 černý věž · c8 černý střelec · d8 černý dáma · e8 černý král · f8 černý střelec · h8 černý věž · a7 černý pěšec · b7 černý pěšec · c7 černý pěšec · d7 černý pěšec · f7 černý pěšec · g7 černý pěšec · h7 černý pěšec · c6 černý jezdec · e5 černý pěšec · c4 bílý střelec · e4 černý jezdec · c3 bílý jezdec · f3 bílý jezdec · a2 bílý pěšec · b2 bílý pěšec · c2 bílý pěšec · d2 bílý pěšec · f2 bílý pěšec · g2 bílý pěšec · h2 bílý pěšec · a1 bílý věž · c1 bílý střelec · d1 bílý dáma · f1 bílý věž · g1 bílý král | a8 černý věž · c8 černý střelec · d8 černý dáma · e8 černý král · f8 černý střelec · h8 černý věž · a7 černý pěšec · b7 černý pěšec · c7 černý pěšec · d7 černý pěšec · f7 černý pěšec · g7 černý pěšec · h7 černý pěšec · c6 černý jezdec · e5 černý pěšec · c4 bílý střelec · e4 černý jezdec · c3 bílý jezdec · f3 bílý jezdec · a2 bílý pěšec · b2 bílý pěšec · c2 bílý pěšec · d2 bílý pěšec · f2 bílý pěšec · g2 bílý pěšec · h2 bílý pěšec · a1 bílý věž · c1 bílý střelec · d1 bílý dáma · f1 bílý věž · g1 bílý král | a8 černý věž · c8 černý střelec · d8 černý dáma · e8 černý král · f8 černý střelec · h8 černý věž · a7 černý pěšec · b7 černý pěšec · c7 černý pěšec · d7 černý pěšec · f7 černý pěšec · g7 černý pěšec · h7 černý pěšec · c6 černý jezdec · e5 černý pěšec · c4 bílý střelec · e4 černý jezdec · c3 bílý jezdec · f3 bílý jezdec · a2 bílý pěšec · b2 bílý pěšec · c2 bílý pěšec · d2 bílý pěšec · f2 bílý pěšec · g2 bílý pěšec · h2 bílý pěšec · a1 bílý věž · c1 bílý střelec · d1 bílý dáma · f1 bílý věž · g1 bílý král | a8 černý věž · c8 černý střelec · d8 černý dáma · e8 černý král · f8 černý střelec · h8 černý věž · a7 černý pěšec · b7 černý pěšec · c7 černý pěšec · d7 černý pěšec · f7 černý pěšec · g7 černý pěšec · h7 černý pěšec · c6 černý jezdec · e5 černý pěšec · c4 bílý střelec · e4 černý jezdec · c3 bílý jezdec · f3 bílý jezdec · a2 bílý pěšec · b2 bílý pěšec · c2 bílý pěšec · d2 bílý pěšec · f2 bílý pěšec · g2 bílý pěšec · h2 bílý pěšec · a1 bílý věž · c1 bílý střelec · d1 bílý dáma · f1 bílý věž · g1 bílý král | a8 černý věž · c8 černý střelec · d8 černý dáma · e8 černý král · f8 černý střelec · h8 černý věž · a7 černý pěšec · b7 černý pěšec · c7 černý pěšec · d7 černý pěšec · f7 černý pěšec · g7 černý pěšec · h7 černý pěšec · c6 černý jezdec · e5 černý pěšec · c4 bílý střelec · e4 černý jezdec · c3 bílý jezdec · f3 bílý jezdec · a2 bílý pěšec · b2 bílý pěšec · c2 bílý pěšec · d2 bílý pěšec · f2 bílý pěšec · g2 bílý pěšec · h2 bílý pěšec · a1 bílý věž · c1 bílý střelec · d1 bílý dáma · f1 bílý věž · g1 bílý král | 3 |
| 2 | a8 černý věž · c8 černý střelec · d8 černý dáma · e8 černý král · f8 černý střelec · h8 černý věž · a7 černý pěšec · b7 černý pěšec · c7 černý pěšec · d7 černý pěšec · f7 černý pěšec · g7 černý pěšec · h7 černý pěšec · c6 černý jezdec · e5 černý pěšec · c4 bílý střelec · e4 černý jezdec · c3 bílý jezdec · f3 bílý jezdec · a2 bílý pěšec · b2 bílý pěšec · c2 bílý pěšec · d2 bílý pěšec · f2 bílý pěšec · g2 bílý pěšec · h2 bílý pěšec · a1 bílý věž · c1 bílý střelec · d1 bílý dáma · f1 bílý věž · g1 bílý král | a8 černý věž · c8 černý střelec · d8 černý dáma · e8 černý král · f8 černý střelec · h8 černý věž · a7 černý pěšec · b7 černý pěšec · c7 černý pěšec · d7 černý pěšec · f7 černý pěšec · g7 černý pěšec · h7 černý pěšec · c6 černý jezdec · e5 černý pěšec · c4 bílý střelec · e4 černý jezdec · c3 bílý jezdec · f3 bílý jezdec · a2 bílý pěšec · b2 bílý pěšec · c2 bílý pěšec · d2 bílý pěšec · f2 bílý pěšec · g2 bílý pěšec · h2 bílý pěšec · a1 bílý věž · c1 bílý střelec · d1 bílý dáma · f1 bílý věž · g1 bílý král | a8 černý věž · c8 černý střelec · d8 černý dáma · e8 černý král · f8 černý střelec · h8 černý věž · a7 černý pěšec · b7 černý pěšec · c7 černý pěšec · d7 černý pěšec · f7 černý pěšec · g7 černý pěšec · h7 černý pěšec · c6 černý jezdec · e5 černý pěšec · c4 bílý střelec · e4 černý jezdec · c3 bílý jezdec · f3 bílý jezdec · a2 bílý pěšec · b2 bílý pěšec · c2 bílý pěšec · d2 bílý pěšec · f2 bílý pěšec · g2 bílý pěšec · h2 bílý pěšec · a1 bílý věž · c1 bílý střelec · d1 bílý dáma · f1 bílý věž · g1 bílý král | a8 černý věž · c8 černý střelec · d8 černý dáma · e8 černý král · f8 černý střelec · h8 černý věž · a7 černý pěšec · b7 černý pěšec · c7 černý pěšec · d7 černý pěšec · f7 černý pěšec · g7 černý pěšec · h7 černý pěšec · c6 černý jezdec · e5 černý pěšec · c4 bílý střelec · e4 černý jezdec · c3 bílý jezdec · f3 bílý jezdec · a2 bílý pěšec · b2 bílý pěšec · c2 bílý pěšec · d2 bílý pěšec · f2 bílý pěšec · g2 bílý pěšec · h2 bílý pěšec · a1 bílý věž · c1 bílý střelec · d1 bílý dáma · f1 bílý věž · g1 bílý král | a8 černý věž · c8 černý střelec · d8 černý dáma · e8 černý král · f8 černý střelec · h8 černý věž · a7 černý pěšec · b7 černý pěšec · c7 černý pěšec · d7 černý pěšec · f7 černý pěšec · g7 černý pěšec · h7 černý pěšec · c6 černý jezdec · e5 černý pěšec · c4 bílý střelec · e4 černý jezdec · c3 bílý jezdec · f3 bílý jezdec · a2 bílý pěšec · b2 bílý pěšec · c2 bílý pěšec · d2 bílý pěšec · f2 bílý pěšec · g2 bílý pěšec · h2 bílý pěšec · a1 bílý věž · c1 bílý střelec · d1 bílý dáma · f1 bílý věž · g1 bílý král | a8 černý věž · c8 černý střelec · d8 černý dáma · e8 černý král · f8 černý střelec · h8 černý věž · a7 černý pěšec · b7 černý pěšec · c7 černý pěšec · d7 černý pěšec · f7 černý pěšec · g7 černý pěšec · h7 černý pěšec · c6 černý jezdec · e5 černý pěšec · c4 bílý střelec · e4 černý jezdec · c3 bílý jezdec · f3 bílý jezdec · a2 bílý pěšec · b2 bílý pěšec · c2 bílý pěšec · d2 bílý pěšec · f2 bílý pěšec · g2 bílý pěšec · h2 bílý pěšec · a1 bílý věž · c1 bílý střelec · d1 bílý dáma · f1 bílý věž · g1 bílý král | a8 černý věž · c8 černý střelec · d8 černý dáma · e8 černý král · f8 černý střelec · h8 černý věž · a7 černý pěšec · b7 černý pěšec · c7 černý pěšec · d7 černý pěšec · f7 černý pěšec · g7 černý pěšec · h7 černý pěšec · c6 černý jezdec · e5 černý pěšec · c4 bílý střelec · e4 černý jezdec · c3 bílý jezdec · f3 bílý jezdec · a2 bílý pěšec · b2 bílý pěšec · c2 bílý pěšec · d2 bílý pěšec · f2 bílý pěšec · g2 bílý pěšec · h2 bílý pěšec · a1 bílý věž · c1 bílý střelec · d1 bílý dáma · f1 bílý věž · g1 bílý král | a8 černý věž · c8 černý střelec · d8 černý dáma · e8 černý král · f8 černý střelec · h8 černý věž · a7 černý pěšec · b7 černý pěšec · c7 černý pěšec · d7 černý pěšec · f7 černý pěšec · g7 černý pěšec · h7 černý pěšec · c6 černý jezdec · e5 černý pěšec · c4 bílý střelec · e4 černý jezdec · c3 bílý jezdec · f3 bílý jezdec · a2 bílý pěšec · b2 bílý pěšec · c2 bílý pěšec · d2 bílý pěšec · f2 bílý pěšec · g2 bílý pěšec · h2 bílý pěšec · a1 bílý věž · c1 bílý střelec · d1 bílý dáma · f1 bílý věž · g1 bílý král | 2 |
| 1 | a8 černý věž · c8 černý střelec · d8 černý dáma · e8 černý král · f8 černý střelec · h8 černý věž · a7 černý pěšec · b7 černý pěšec · c7 černý pěšec · d7 černý pěšec · f7 černý pěšec · g7 černý pěšec · h7 černý pěšec · c6 černý jezdec · e5 černý pěšec · c4 bílý střelec · e4 černý jezdec · c3 bílý jezdec · f3 bílý jezdec · a2 bílý pěšec · b2 bílý pěšec · c2 bílý pěšec · d2 bílý pěšec · f2 bílý pěšec · g2 bílý pěšec · h2 bílý pěšec · a1 bílý věž · c1 bílý střelec · d1 bílý dáma · f1 bílý věž · g1 bílý král | a8 černý věž · c8 černý střelec · d8 černý dáma · e8 černý král · f8 černý střelec · h8 černý věž · a7 černý pěšec · b7 černý pěšec · c7 černý pěšec · d7 černý pěšec · f7 černý pěšec · g7 černý pěšec · h7 černý pěšec · c6 černý jezdec · e5 černý pěšec · c4 bílý střelec · e4 černý jezdec · c3 bílý jezdec · f3 bílý jezdec · a2 bílý pěšec · b2 bílý pěšec · c2 bílý pěšec · d2 bílý pěšec · f2 bílý pěšec · g2 bílý pěšec · h2 bílý pěšec · a1 bílý věž · c1 bílý střelec · d1 bílý dáma · f1 bílý věž · g1 bílý král | a8 černý věž · c8 černý střelec · d8 černý dáma · e8 černý král · f8 černý střelec · h8 černý věž · a7 černý pěšec · b7 černý pěšec · c7 černý pěšec · d7 černý pěšec · f7 černý pěšec · g7 černý pěšec · h7 černý pěšec · c6 černý jezdec · e5 černý pěšec · c4 bílý střelec · e4 černý jezdec · c3 bílý jezdec · f3 bílý jezdec · a2 bílý pěšec · b2 bílý pěšec · c2 bílý pěšec · d2 bílý pěšec · f2 bílý pěšec · g2 bílý pěšec · h2 bílý pěšec · a1 bílý věž · c1 bílý střelec · d1 bílý dáma · f1 bílý věž · g1 bílý král | a8 černý věž · c8 černý střelec · d8 černý dáma · e8 černý král · f8 černý střelec · h8 černý věž · a7 černý pěšec · b7 černý pěšec · c7 černý pěšec · d7 černý pěšec · f7 černý pěšec · g7 černý pěšec · h7 černý pěšec · c6 černý jezdec · e5 černý pěšec · c4 bílý střelec · e4 černý jezdec · c3 bílý jezdec · f3 bílý jezdec · a2 bílý pěšec · b2 bílý pěšec · c2 bílý pěšec · d2 bílý pěšec · f2 bílý pěšec · g2 bílý pěšec · h2 bílý pěšec · a1 bílý věž · c1 bílý střelec · d1 bílý dáma · f1 bílý věž · g1 bílý král | a8 černý věž · c8 černý střelec · d8 černý dáma · e8 černý král · f8 černý střelec · h8 černý věž · a7 černý pěšec · b7 černý pěšec · c7 černý pěšec · d7 černý pěšec · f7 černý pěšec · g7 černý pěšec · h7 černý pěšec · c6 černý jezdec · e5 černý pěšec · c4 bílý střelec · e4 černý jezdec · c3 bílý jezdec · f3 bílý jezdec · a2 bílý pěšec · b2 bílý pěšec · c2 bílý pěšec · d2 bílý pěšec · f2 bílý pěšec · g2 bílý pěšec · h2 bílý pěšec · a1 bílý věž · c1 bílý střelec · d1 bílý dáma · f1 bílý věž · g1 bílý král | a8 černý věž · c8 černý střelec · d8 černý dáma · e8 černý král · f8 černý střelec · h8 černý věž · a7 černý pěšec · b7 černý pěšec · c7 černý pěšec · d7 černý pěšec · f7 černý pěšec · g7 černý pěšec · h7 černý pěšec · c6 černý jezdec · e5 černý pěšec · c4 bílý střelec · e4 černý jezdec · c3 bílý jezdec · f3 bílý jezdec · a2 bílý pěšec · b2 bílý pěšec · c2 bílý pěšec · d2 bílý pěšec · f2 bílý pěšec · g2 bílý pěšec · h2 bílý pěšec · a1 bílý věž · c1 bílý střelec · d1 bílý dáma · f1 bílý věž · g1 bílý král | a8 černý věž · c8 černý střelec · d8 černý dáma · e8 černý král · f8 černý střelec · h8 černý věž · a7 černý pěšec · b7 černý pěšec · c7 černý pěšec · d7 černý pěšec · f7 černý pěšec · g7 černý pěšec · h7 černý pěšec · c6 černý jezdec · e5 černý pěšec · c4 bílý střelec · e4 černý jezdec · c3 bílý jezdec · f3 bílý jezdec · a2 bílý pěšec · b2 bílý pěšec · c2 bílý pěšec · d2 bílý pěšec · f2 bílý pěšec · g2 bílý pěšec · h2 bílý pěšec · a1 bílý věž · c1 bílý střelec · d1 bílý dáma · f1 bílý věž · g1 bílý král | a8 černý věž · c8 černý střelec · d8 černý dáma · e8 černý král · f8 černý střelec · h8 černý věž · a7 černý pěšec · b7 černý pěšec · c7 černý pěšec · d7 černý pěšec · f7 černý pěšec · g7 černý pěšec · h7 černý pěšec · c6 černý jezdec · e5 černý pěšec · c4 bílý střelec · e4 černý jezdec · c3 bílý jezdec · f3 bílý jezdec · a2 bílý pěšec · b2 bílý pěšec · c2 bílý pěšec · d2 bílý pěšec · f2 bílý pěšec · g2 bílý pěšec · h2 bílý pěšec · a1 bílý věž · c1 bílý střelec · d1 bílý dáma · f1 bílý věž · g1 bílý král | 1 |
|   | a | b | c | d | e | f | g | h |   |